# Liste von Zwischenfällen mit der Douglas DC-3
Die Liste von Zwischenfällen mit der Douglas DC-3 zeigt eine Übersicht über Zwischenfälle mit Todesfolge oder Totalschaden von Flugzeugen des Typs Douglas DC-3 und seiner militärischen Untervarianten.
Vom Erstflug 1935 bis Juni 2023 kam es mit Douglas DC-3 zu mindestens 4610 Totalschäden, die meisten davon im Zusammenhang mit militärischen Auseinandersetzungen.
Aufgrund der zu erwartenden hohen Anzahl an Zwischenfällen sind die einzelnen Ereignisse nach dem Ort (Ländergruppe oder Kontinente) des Zwischenfalls untergliedert (nicht nach dem Heimatland des Betreibers). Diese Liste ist unvollständig und wurde im Februar 2019 begonnen.

## D-A-CH – Länder
Hier sind Unfälle mit der Douglas DC-3 aufgelistet, die sich in Deutschland, Österreich und der Schweiz (D-A-CH) ereignet haben.
- Am 29. Oktober 1940 kam es mit einer Douglas DC-3-220 der Lufthansa (Luftfahrzeugkennzeichen D-AAIH) auf dem Flughafen Berlin-Tempelhof bei schlechtem Wetter zu einem Startunfall. Beide Piloten kamen ums Leben.; die 12 Passagiere überlebten den Unfall.[2]

- Im Jahr 1943 (genaues Datum unbekannt) wurde eine Douglas DC-3-220A der Lufthansa (D-AAIF) an einem unbekannten Ort während eines Luftangriffs zerstört. Personen kamen nicht zu Schaden.[3]

- Am 14. August 1944 wurde eine Douglas DC-3-220A der Lufthansa (D-AAIE) am Flughafen Stuttgart bei einem Tagesangriff eines USAAF-Bombers des Typs Boeing B-17 Flying Fortress irreparabel beschädigt. Personen kamen nicht zu Schaden.[4]

- Am 24. September 1944 flog eine Douglas DC-3/C-47A der britischen Royal Air Force (RAF) (KG653) auf dem Weg von Großbritannien nach Pakistan in den deutschen Luftraum ein. Als sie von einem Flugzeug der Luftwaffe beschossen wurde, leitete der Pilot der DC-3 ein Flugmanöver ein, bei dem die rechte Tragfläche abbrach und die Maschine südwestlich von Nackterhof bei Neuleiningen (heute Rheinland-Pfalz) abstürzte. Alle 23 Insassen, drei Besatzungsmitglieder und 20 Passagiere, kamen ums Leben.[5]

- Am 2. April 1945 wurde eine Douglas DC-3/C-47A-65-DL der United States Army Air Forces (USAAF) (42-100532) auf dem Militärflugplatz Nidda-Harb (Wetteraukreis, Hessen) mittels einer Bauchlandung zu Boden gebracht. Das Flugzeug wurde irreparabel beschädigt. Über Personenschäden ist nichts bekannt.[6]

- Am 6. April 1945 verunglückte eine Douglas DC-3/C-47A-5-DL der United States Army Air Forces (USAAF) (42-23363) 32 Kilometer nordwestlich von Limburg (Hessen) im Westerwald. Mindestens ein Insasse wurde getötet. Näheres über Personenschäden ist nicht bekannt. Das Flugzeug wurde zerstört.[7]

- Am 6. April 1945 stürzte eine Douglas DC-3/C-47A-1-DK der United States Army Air Forces (USAAF) (42-92422) während eines Versorgungsfluges in Hessen ab (genauer Ort unbekannt). Alle 5 Besatzungsmitglieder wurden getötet.[8]

- Am 6. April 1945 wurde eine Douglas DC-3/C-47A-80-DL der United States Army Air Forces (USAAF) (43-15320) bei einem Landeunfall auf dem Militärflugplatz Gelnhausen (Landkreis Hanau) irreparabel beschädigt. Über Personenschäden ist nichts bekannt.[9]

Der Militärflugplatz Gelnhausen ist nicht zu verwechseln mit dem heutigen Flugplatz Gelnhausen, lag 2,9 Kilometer westlich davon, hatte als Advanced Landing Ground den ALG-Code Y-67 und wurde von den Alliierten nur vom 1. bis 30. April 1945 genutzt. Die Abmessungen der Grasbahn 10/28 waren 1100 × 36 Meter.
- Am 18. April 1945 verunglückte eine Douglas DC-3/C-47A-15-DK der United States Army Air Forces (USAAF) (42-92913) beim Start vom Militärflugplatz Gießen (Hessen). Es gab keine Todesfälle. Das Flugzeug wurde zerstört.[11]

- Am 8. Mai 1945 wurde eine Douglas DC-3/C-47A-70-DL der United States Army Air Forces (USAAF) (42-100818) bei einem Unfall auf dem Advanced Landing Ground R-73 Ergolding (Bayern) am Boden zerstört. Über Personenschäden ist nichts bekannt.[12]

- Am 8. Mai 1945 verunglückte eine Douglas DC-3/C-47A-80-DL der United States Army Air Forces (USAAF) (43-15323) beim Start vom Advanced Landing Ground R-73 Ergolding (Bayern) und fing Feuer. Dabei kollidierte sie mit der DC-3/C-47A 43-15351, die ebenfalls zerstört wurde. Über Personenschäden ist nichts bekannt.[13]

- Am 8. Mai 1945 wurde eine Douglas DC-3/C-47A-80-DL der United States Army Air Forces (USAAF) (43-15351) auf dem Advanced Landing Ground R-73 Ergolding (Bayern) am Boden von der DC-3/C-47 43-15323 gerammt, die einen Startunfall hatte und Feuer fing. Auch die geparkte Maschine wurde irreparabel beschädigt. Über Personenschäden ist nichts bekannt.[14]

- Am 9. Mai 1945 rollte eine Douglas DC-3/C-47A-65-DL der United States Army Air Forces (USAAF) (42-100507) auf dem Advanced Landing Ground R-73 Ergolding (Bayern) in einen Bombentrichter. Dabei wurde das Flugzeug am Boden zerstört. Über Personenschäden ist nichts bekannt.[15]

- Am 25. Mai 1945 verunglückte eine Douglas DC-3/C-47A der britischen Royal Air Force (RAF) (KG500) 6 Kilometer nordwestlich des Flugplatzes Kiel-Holtenau (Schleswig-Holstein). Nähere Einzelheiten sind derzeit nicht verfügbar. Über Personenschäden ist nichts bekannt. Das Flugzeug wurde irreparabel beschädigt.[16]

- Am 25. Mai 1945 verunglückte eine Douglas DC-3/C-47A der britischen Royal Air Force (RAF) (KG590) am Flughafen Hannover-Langenhagen (Niedersachsen). Nähere Einzelheiten sind derzeit nicht verfügbar. Das Flugzeug wurde irreparabel beschädigt. Über Personenschäden ist nichts bekannt.[17]

- Am 18. September 1945 verunglückte ein Transportflugzeug des Typs Douglas DC-3/C-47A-20-DL (42-23466) der United States Army Air Forces (USAAF) beim Start auf dem Fliegerhorst Eschborn (Hessen). Das Flugzeug wurde irreparabel beschädigt. Über Personenschäden ist nichts bekannt.[18]

- Am 1. Oktober 1945 verunglückte eine Douglas DC-3/C-47B-5-DK der United States Army Air Forces (USAAF) (43-48878) 4 Kilometer westlich von Wiesensteig (Baden-Württemberg). Dabei wurde mindestens ein Insasse getötet. Nähere Einzelheiten sind derzeit nicht verfügbar.[19]

- Am 1. November 1945 wurde eine Douglas DC-3/C-47A-20-DK der United States Army Air Forces (USAAF) (42-93041) in den Berg Bernstein (Nordschwarzwald) bei Gaggenau (Baden-Württemberg) geflogen. Die Maschine war auf dem Weg vom Stützpunkt RAF Bovingdon zum Flugplatz Schleißheim. Die Piloten flogen im Steigflug in eine geschlossene Wolkendecke ein und kollidierten mit dem Berg. Durch diesen CFIT (Controlled flight into terrain) wurden 26 der 30 Insassen getötet, alle vier Besatzungsmitglieder und 22 Passagiere (siehe auch Flugunfall einer Douglas DC-3 bei Gaggenau).[20][21][22]

- Am 15. Oktober 1946 wurde eine Douglas DC-3/C-47A-90-DL der United States Army Air Forces (USAAF) (43-15647) bei einem Startunfall auf dem Flughafen Frankfurt (Hessen) irreparabel beschädigt. Über Personenschäden ist nichts bekannt.[23]

- Am 19. November 1946 verloren die Piloten einer Douglas DC-3/C-53D der United States Air Force (42-68846) auf dem Flug von der Tulln Air Base bei Wien nach Pisa die Orientierung und flogen in den Schweizer Luftraum ein. Wegen zu geringer Flughöhe schlug die Maschine auf dem Gauligletscher im Berner Oberland auf. Unter den vier Besatzungsmitgliedern und acht Passagieren gab es weder Schwerverletzte noch Tote. Die Maschine wurde erst einige Tage später entdeckt. Alle Insassen wurden mit zwei Maschinen des Typs Fieseler Storch der Schweizer Luftwaffe geborgen (siehe auch Flugunfall auf dem Gauligletscher).[24]

- Am 22. Januar 1947 kam eine Douglas DC-3/C-47B der britischen Royal Air Force (RAF) (KP222) beim Start auf dem Militärflugplatz Bückeburg (Niedersachsen) ins Schleudern, so dass die Tragfläche den Boden berührte. Das Fahrwerk brach zusammen. Alle Insassen überlebten den Totalschaden.[25]

- Am 20. Februar 1947 hatten die Piloten einer Douglas DC-3/C-47B-10-DK der Französischen Luftstreitkräfte (FrAF 349048) versucht, bei Nebel auf dem Flughafen Frankfurt (Hessen) zu landen. Als der Treibstoff verbraucht war, stürzte die Maschine 8 Kilometer südöstlich des Flughafens ab. Alle 4 Besatzungsmitglieder wurden getötet.[26]

- Am 19. Februar 1947 verunglückte eine Douglas DC-3/C-47A der United States Air Force bei der Landung auf dem Flugplatz Neubiberg (Bayern) bei wechselnden Winden. Die Maschine (42-93723) wurde zerstört. Der einzige Passagier wurde getötet, die dreiköpfige Besatzung überlebte.[27][28]

- Am 20. Dezember 1947 fiel an einer Douglas DC-3/C-47B der britischen Royal Air Force (RAF) (KN439) im Anflug auf den Flugplatz Uetersen/Heist (Schleswig-Holstein) bei schlechtem Wetter ein Triebwerk aus. Der Kommandant verlor die Kontrolle über das Flugzeug. Es kam zu einer Bruchlandung im Gelände, bei der das Flugzeug irreparabel beschädigt wurde. Alle acht Insassen überlebten den Unfall.[29]

- Am 12. Februar 1948 gegen 13:25 Uhr kollidierte ein Verkehrsflugzeug des Typs Douglas DC-3/C-53 der dänischen Fluggesellschaft Det Danske Luftfartselskab (DDL) (OY-DCI) auf dem Flug von Kopenhagen über Frankfurt nach Zürich bei Ulrichstein (Hessen) mit dem Vogelsberg. Während des Sinkfluges zum Flughafen Frankfurt in schlechtem Wetter meldeten die Piloten einen Triebwerksausfall und das Unvermögen, die Flughöhe zu halten. Sie planten eine Notlandung in einem Feld bei Ulrichstein. Dabei riss jedoch eine Tragfläche ab. Von den 21 Insassen kamen 12 ums Leben (siehe auch Flugunfall bei Ulrichstein 1948)[30]

- Am 5. Juli 1948 prallte eine Douglas DC-3/C-47A-80-DL der United States Air Force (USAF) (43-15096) bei Wallau (Hessen), 1,6 Kilometer östlich des Zielflugplatzes Wiesbaden-Erbenheim, gegen eine Baumgruppe und wurde zerstört. Der Anflug fand gegen Mitternacht in schlechtem Wetter statt. Beide Piloten, die einzigen Insassen auf dem Frachtflug, überlebten den Unfall leicht verletzt.[31]

- Am 8. Juli 1948 wurde eine Douglas DC-3/C-47A-30-DK der United States Air Force (USAF) (43-48256) nach dem Start vom Flugplatz Wiesbaden-Erbenheim (Hessen) 16 Kilometer nordnordöstlich davon gegen den Berg Steinkopf (Königstein) geflogen. Die C-47 flog als Teil der Berliner Luftbrücke zum Flughafen Berlin-Tempelhof. Durch diesen CFIT (Controlled flight into terrain) wurden alle 3 Besatzungsmitglieder getötet, die einzigen Insassen auf dem Frachtflug.[32]

- Am 24. Juli 1948 verunglückte eine Douglas DC-3 der britischen Royal Air Force (RAF KN252) bei der Landung auf dem Fliegerhorst Faßberg (Niedersachsen). Bei der Landung nach einem Triebwerksbrand brach das Fahrwerk zusammen. Alle drei Besatzungsmitglieder, die einzigen Insassen, überlebten den Unfall. Das Flugzeug wurde irreparabel beschädigt.[33]

- Am 25. Juli 1948 streifte eine Douglas DC-3/C-47B-15-DK der United States Air Force (USAF) (43-49534) im Anflug auf den Flughafen Berlin-Tempelhof das Dach eines Hauses, noch 4 Kilometer von der Landebahn entfernt, und fiel vor einem Wohnhaus auf die Straße. Die Maschine kam vom Flugplatz Wiesbaden-Erbenheim. Bei diesem CFIT (Controlled flight into terrain) wurden beide Piloten, die einzigen Insassen, getötet. Außerdem wurden drei Personen am Boden verletzt.[34]

- Am 1. August 1948 kam eine Douglas DC-3/C-47B der britischen Royal Air Force (RAF) (KN238) bei der Landung auf dem Flugplatz Berlin-Gatow ins Schleudern, machte einen Ringelpiez und das Fahrwerk brach zusammen. Das Flugzeug wurde irreparabel beschädigt. Alle 3 Besatzungsmitglieder, die einzigen Insassen auf dem Frachtflug, überlebten den Unfall.[35]

- Am 24. August 1948 kollidierten eine Douglas DC-3/C-47A-80-DL der United States Air Force (USAF) (43-15116) und eine Douglas DC-3/C-47A-90-DL der USAF (43-16036) über dem Ort Ravolzhausen (Landkreis Hanau, Hessen). Beide Flugzeuge waren in der Berliner Luftbrücke eingesetzt, kamen vom Flughafen Berlin-Tempelhof zurück und sollten auf dem Flugplatz Wiesbaden-Erbenheim landen. Sie stürzten etwa 1700 Meter voneinander entfernt ab. Alle 4 Insassen der beiden Maschinen, jeweils zwei Piloten, kamen ums Leben.[36][37]

- Am 12. Oktober 1948 geriet das Spornrad einer Douglas DC-3/C-47B der britischen Royal Air Force (RAF) (KN523) beim Rollen auf dem Militärflugplatz Bückeburg (Niedersachsen) in ein Loch. Das Flugzeug wurde nicht mehr repariert. Personen kamen nicht zu Schaden.[38]

- Am 30. Oktober 1948 kippte eine Douglas DC-3B der britischen Royal Air Force (RAF) (KN424) während des Rollens auf dem Flughafen Lübeck-Blankensee (Schleswig-Holstein) in böigem Wind auf die Nase und wurde irreparabel beschädigt. Die beiden Piloten, die einzigen Insassen auf dem Frachtflug, überlebten den Unfall.[39]

- Am 2. November 1948 verunglückte eine Douglas DC-3/C-47B-25-DK der United States Air Force (44-76491) im Anflug auf den Flugplatz Wiesbaden-Erbenheim. Die von der englischen Luftwaffenbasis RAF Northolt kommende Maschine stürzte nachts bei dichtem Nebel ab und brannte aus. Alle 5 Insassen, drei Besatzungsmitglieder und zwei Passagiere, kamen ums Leben.[40]

- Am 5. November 1948 flog eine Douglas DC-3/C-47B der britischen Royal Air Force (RAF) (KN551) für die Landung auf dem Flugplatz Berlin-Gatow zu tief an und kollidierte mit der Anflugbefeuerung. Das Flugzeug wurde irreparabel beschädigt. Personen kamen nicht zu Schaden.[41]

- Am 17. November 1948 stürzte eine Douglas DC-3/C-47B der britischen Royal Air Force (RAF) (KP223) während eines Blindanfluges auf den Flugplatz Berlin-Gatow bei Berlin-Schöneberg (Sowjetzone) ab und fing Feuer. Alle 4 Besatzungsmitglieder kamen ums Leben.[42]

- Am 24. Januar 1949 stürzte eine Douglas DC-3/C-47B der britischen Royal Air Force (RAF) (KN491) bei einem nächtlichen Anflug auf den Flughafen Lübeck-Blankensee (Schleswig-Holstein) nahe Utecht (DDR) in einen Wald. Von den 25 Insassen kamen 8 ums Leben, ein Besatzungsmitglied und 7 Passagiere.[43]

- Am 22. März 1949 wurde eine DC-3/C-47B der britischen Royal Air Force (KJ970) bei einem Instrumentenanflug („Blind Approach Beacon System“) auf den Flughafen Lübeck-Blankensee drei Kilometer südöstlich in den Boden geflogen. Alle drei Besatzungsmitglieder der vom Flugplatz Berlin-Gatow kommenden Maschine wurden getötet.[44]

- Am 15. Mai 1951 verunglückte eine Douglas DC-3/C-47A-25-DK der United States Air Force (USAF) (42-93720) beim Start vom Flugplatz Giebelstadt (Bayern, Deutschland). Es entstand Totalschaden.[45]

- Am 8. Juni 1951 machten die Piloten einer DC-3/C-47A-5-DK der Jugoslovenski Aerotransport (JAT) (YU-ABE) auf einem Flug von Frankfurt nach München nahe Wittelsbach eine Notlandung aufgrund eines Brandes im Flug. Die Maschine wurde zerstört, aber alle 19 Insassen überlebten.[46]

- Am 7. März 1952 wurde eine Douglas DC-3/C-47A-65-DL der United States Air Force (USAF) (42-100593) durch einen Navigationsfehler in den Guggigletscher (Schweiz) geflogen. Die Maschine befand sich auf einem Flug von Madrid zum Militärflugplatz Fürstenfeldbruck (Bayern). Durch diesen CFIT (Controlled flight into terrain) wurden alle 8 Insassen getötet, sieben Besatzungsmitglieder und ein Passagier.[47]

- Am 22. Dezember 1955 verunglückte auf einem Positionierungsflug vom Flughafen Ronaldsway (Isle of Man) nach Düsseldorf eine Douglas DC-3/C-47B-35-DK der britischen Manx Airlines (Flugbetrieb von 1947 bis 1958) (G-AMZC). Trotz schlechter Sicht und plötzlich auftretender Nebelschwaden setzten die Piloten den Flug nach Sichtflugbedingungen (VFR) fort. Die Maschine geriet unter den Gleitpfad, kollidierte 5 Kilometer nordöstlich der Pistenschwelle des Flughafens Düsseldorf-Lohausen bei Ratingen mit Bäumen und stürzte ab. Die dreiköpfige Crew kam ums Leben.[48][49]

- Am 13. September 1956 setzte eine Douglas DC-3/C-47D der United States Air Force (USAF) (44-77285) im Anflug auf den Militärflugplatz Fürstenfeldbruck (Bayern) schon einen Kilometer vor der Landebahn auf. Diesen CFIT (Controlled flight into terrain) überlebten alle 9 Insassen, die 6 Passagiere ebenso wie die drei Besatzungsmitglieder, die allerdings verletzt wurden. Das Flugzeug wurde irreparabel beschädigt.[50]

- Am 18. Juni 1957 stürzte eine Douglas DC-3/C-47B-1-DL der Swissair (HB-IRK) auf einem Ausbildungsflug nahe Romanshorn in den Bodensee. Bei dem vom Flughafen Zürich-Kloten (Schweiz) gestarteten Flugzeug kam es plötzlich zu einem Strömungsabriss; die Maschine geriet ins Trudeln und stürzte in steilem Winkel in den See. Alle 9 Besatzungsmitglieder (ein Trainingspilot und acht Flugschüler), die einzigen Insassen auf dem Trainingsflug, kamen ums Leben.[51]

- Am 17. Dezember 1957 stürzte eine DC-3/C-47A-5-DL der United States Air Force (42-23356) im Anflug auf den Flugplatz Wiesbaden-Erbenheim (Hessen) vier Kilometer vor dem Platz ab. Fünf der sechs Besatzungsmitglieder kamen ums Leben.[52]

- Am 15. Oktober 1958 verunglückte eine Douglas DC-3/C-47A-80-DL der United States Air Force (USAF) (43-15295) in der Nähe von Okarben (Wetteraukreis, Hessen). Das Flugzeug wurde irreparabel beschädigt. Über Personenschäden ist nichts bekannt.[53]

- Am 25. März 1960 fiel einer Douglas DC-3/C-47A-30-DK der United States Air Force (USAF) (43-48100) während des Steigflugs nach dem Start vom Flugplatz Wiesbaden-Erbenheim (Hessen) ein Triebwerk aus. Die Maschine schlug nördlich von Hochheim am Main auf, 3,3 Kilometer südöstlich des Flugplatzes. Alle 17 Insassen überlebten den Unfall, einige wurden verletzt.[54]

- Am 15. April 1960 kam es bei einer Douglas DC-3/VC-47D der United States Air Force (USAF) (43-49271) 11 Kilometer südöstlich von Marburg (Hessen) während des Fluges zu einem Blitzschlag. Eine Frontscheibe des Cockpits brach und es kam zu einem Leistungsverlust der Triebwerke. Alle 4 Insassen, je zwei Besatzungsmitglieder und Passagiere, sprangen mit dem Fallschirm ab und überlebten. Die Maschine war auf einem Flug vom Militärflugplatz Værløse (Dänemark) zum Flugplatz Wiesbaden-Erbenheim. Das Flugzeug stürzte in einen Wald.[55]

- Am 19. Mai 1961 stürzte eine DC-3/SC-47A der United States Air Force (43-15277) kurz nach dem Start vom Flugplatz Wiesbaden-Erbenheim ab. Beide Besatzungsmitglieder kamen ums Leben.[56]

- Am 4. März 1963 überrollte eine Douglas DC-3A-191 (N16067) bei der Landung auf dem Flugplatz Herzogenaurach (Bayern) das Bahnende, stürzte in einen Graben und wurde irreparabel beschädigt. Personen kamen nicht zu Schaden.[57]

- Am 4. Januar 1966 wurde eine Douglas DC-3/C-47B-25-DK der Luftwaffe (XA+118) beim Fliegerhorst Hopsten (NRW) irreparabel beschädigt. Die Besatzung blieb unverletzt.[58]

- Am 8. Januar 1968 machten die Piloten einer Douglas DC-3/C-47B-35-DK der Jugoslovenski Aerotransport (JAT) (YU-ABK) auf einem Frachtflug von München nach Zagreb aufgrund eines Triebwerksausfalls und -brandes im Flug nahe St. Florian (Linz-Land) (Österreich) eine Notlandung auf einem schneebedeckten Feld. Für eine gelungene Notlandung auf dem Flughafen Linz hatten gut 10 Kilometer gefehlt. Die Maschine wurde irreparabel beschädigt, aber alle vier Besatzungsmitglieder überlebten unverletzt.[59][60]

- Am 12. Februar 1969 verunglückte eine Douglas DC-3/C-47B-30-DK der Luftwaffe (14+05), die vom Flughafen Westerland/Sylt aus auf einem Kalibrierungsflug unterwegs war. Die Maschine stürzte im Anflug auf den Fliegerhorst Husum (Schleswig-Holstein) ab. Alle vier Besatzungsmitglieder kamen ums Leben.[61]

- Am 7. April 1969 wurde eine Douglas DC-3/C-47D der United States Air Force (USAF) (43-49540) bei einem Unfall am Flugplatz Baden-Oos (Baden-Württemberg) irreparabel beschädigt. Über Personenschäden ist nichts bekannt.[62]

- Am 26. Juni 1975 prallte eine Douglas DC-3/C-47D der Luftwaffe (14+07) kurz nach dem Start vom Fliegerhorst Landsberg/Lech (Bayern) gegen eine Uferböschung des Lech nahe Kaufering. Ein mechanischer Ausfall, der nach Reparaturen auftrat, war Ursache des Unfalls. Alle drei Besatzungsmitglieder kamen ums Leben.[63]

- Am 22. Dezember 1991 flog eine DC-3 der deutschen Classic Wings Airline (D-CCCC) bei Heidelberg (Baden-Württemberg) während eines Rundflugs in die Kuppe eines Berges, vorwiegend aufgrund mehrerer Fehler der Piloten und deren massiver Ablenkung durch das Filmteam. Von den 32 Menschen an Bord, darunter der Filmregisseur Martin Kirchberger, starben 28. Obwohl der Flug nach Sichtflugregeln geplant war, wurde in tiefliegende Bewölkung eingeflogen. Dabei waren die Cockpitscheiben teilweise zugehängt, damit das Filmteam bessere Aufnahmemöglichkeiten bekam, während der Kapitän das Cockpit verlassen hatte und der alleine im Cockpit anwesende Erste Offizier Interviews gab (siehe auch Flugunfall am Hohen Nistler).[64]

- Am 19. Juni 2010 kam es bei einer DC-3 der Air Service Berlin (D-CXXX) kurz nach dem Start zu einem Rundflug vom Flughafen Berlin-Schönefeld zu einem Schubverlust im linken Triebwerk. Bei der Notlandung in einem Feld wurde die Maschine irreparabel beschädigt. Von den 28 Insassen wurden 7 verletzt, es gab jedoch keine Todesopfer.[65]

## Europa, andere Länder
- Am 14. November 1938 wurde eine Douglas DC-3-194D der niederländischen KLM Royal Dutch Airlines (Luftfahrzeugkennzeichen PH-ARY) im Anflug auf den Flughafen Amsterdam Schiphol (Niederlande) mit unverminderter Reisegeschwindigkeit ins Gelände geflogen. Die vom Flughafen Berlin-Tempelhof kommende Maschine rutschte noch 125 Meter weiter, bis sie in einem Graben zum Stillstand kam. Durch diesen CFIT (Controlled flight into terrain) wurden 6 der 19 Insassen getötet, vier Besatzungsmitglieder und 2 Passagiere.[66]

- Am 10. Mai 1940 wurden vier Douglas DC-3-194 der niederländischen KLM Royal Dutch Airlines (PH-ALU, PH-ARX, PH-ASP, PH-AST) auf dem Flughafen Amsterdam Schiphol (Niederlande) bei einem Bombenangriff der deutschen Luftwaffe irreparabel beschädigt. Personen kamen nicht zu Schaden.[67][68][69][70]

- Am 23. Mai 1940 wurde eine Douglas DC-3-227B der belgischen Sabena (OO-AUI) von Flugabwehrgeschossen getroffen. Die Piloten machten eine Notlandung nahe Arques (Pas-de-Calais) (Frankreich). Das Flugzeug war im Auftrag der britischen Royal Air Force (RAF) auf dem Weg von Merville nach London. Ein Insasse, der Navigator, kam ums Leben. Die anderen beiden Crewmitglieder und die Passagiere wurden gefangen genommen.[71]

- Am 21. September 1940 verunglückte eine Douglas DC-3-194B der British Overseas Airways Corporation (BOAC) (G-AGBC) bei der Landung auf dem Flugplatz Heston (England) im Nebel und wurde irreparabel beschädigt. Über Personenschäden ist nichts bekannt.[72]

- Am 24. November 1940 wurde eine Douglas DC-3-194D der British Overseas Airways Corporation (BOAC) (G-AGBI), die sich auf dem Flughafen Bristol-Whitchurch (England) am Boden befand, irreparabel beschädigt. Personen kamen nicht zu Schaden.[73]

- Am 9. Dezember 1942 streifte eine Douglas DC-3-194F der Lufthansa (D-ABBF) im Nebel kurz vor der Landu ng auf dem Flughafen Madrid-Barajas (Spanien) Bäume und stürzte zu Boden. Alle 24 Insassen überlebten den Unfall.[74]

- Am 1. Juni 1943 wurde eine Douglas DC-3-194 der British Overseas Airways Corporation (BOAC) (G-AGBB) auf dem Flug vom Flughafen Lissabon zum Flughafen Bristol-Whitchurch (England) über dem Golf von Biskaya von deutschen Junkers Ju 88 abgeschossen, etwa 350 Kilometer nördlich von La Coruna. Auf dieser Strecke wurden häufig Spione und entkommene Kriegsgefangene transportiert. Daher geht eine von mehreren Theorien davon aus, dass der Abschuss gezielt wegen Spionen an Bord erfolgt sei. Alle 17 Insassen, vier Besatzungsmitglieder und 13 Passagiere, kamen ums Leben.[75]

- Am 27. August 1943 verschwand eine Douglas DC-3-268 der schwedischen AB Aerotransport (SE-BAF) über der Nordsee etwa 70 Kilometer westlich von Hirtshals (Dänemark). Die Maschine war auf dem Flug von Aberdeen (Schottland) zum Flughafen Stockholm/Bromma (Schweden). Alle 7 Insassen, vier Besatzungsmitglieder und 3 Passagiere, kamen ums Leben.[76]

- Am 22. Oktober 1943 wurde eine Douglas DC-3-268 der schwedischen AB Aerotransport (SE-BAG) von einer Junkers Ju-88 der deutschen Luftwaffe beschossen. Die Piloten versuchten, eine Notwasserung bei der Insel Hållö (Västra Götalands län, Schweden) durchzuführen. Das Flugzeug schlug jedoch in Klippen der Insel ein und wurde zerstört. Die Maschine war auf dem Flug von Aberdeen (Schottland) zum Flughafen Stockholm/Bromma (Schweden). Von den 15 Insassen wurden 13 getötet. Der Flugtechniker und ein Passagier im Heck wurden herausgeschleudert und überlebten.[77]

- Am 18. Dezember 1943 stürzte eine Douglas DC-3/C-47A-25-DL der sowjetischen Aeroflot (CCCP-L825) bei Schneefall und niedrigen Wolken einen Kilometer südwestlich von Ramenye (Region Kalinin, Sowjetunion) auf eine Wiese. Von der Maschine aus sollten Versorgungsgüter für Partisanen abgeworfen werden, jedoch wurde das Zielgebiet in schlechtem Wetter nicht gefunden. Alle 14 Insassen, fünf Besatzungsmitglieder und 9 Passagiere, wurden getötet.[78]

- Am 21. April 1944 musste mit einer Douglas DC-3-220B der Lufthansa (D-AAIG) etwa 72 Kilometer südlich des Zielfluhafens Oslo-Fornebu (Norwegen) eine Notwasserung im Oslofjord durchgeführt werden. Grund waren Rauch und Feuer von einer Signalfackel, die im Cockpit aktiviert worden war. Von den 20 Insassen kamen 9 ums Leben, alle drei Besatzungsmitglieder und 6 Passagiere (siehe auch Flugunfall der Deutsche Lufthansa bei Fredrikstad).[79]

- Am 21. April 1944 wurde eine Douglas DC-3/C-47-DL der British Overseas Airways Corporation (BOAC) (G-AGFZ) bei der Landung auf dem Flughafen Stockholm/Bromma (Schweden) irreparabel beschädigt. Alle Insassen überlebten den Unfall.[80]

- Am 24. Oktober 1945 ging die Triebwerksleistung einer Douglas DC-3/C-47A-50-DL der British Overseas Airways Corporation (BOAC) (G-AGHR) beim Start vom Flughafen Malta-Luqa zurück. Das Flugzeug geriet ins Schleudern, prallte auf einen Grat und fing Feuer. Die Maschine wurde irreparabel beschädigt. Alle Insassen überlebten den Unfall.[81]

- Am 30. Januar 1946 kam die Boeing B-17G der dänischen Det Danske Luftfartselskab (DDL) (OY-DFE, früher SE-BAR) bei der Landung auf dem Flughafen Kopenhagen von der Bahn ab, raste in das Vorfeld und krachte in eine geparkte Douglas DC-3 (KG427) der Royal Air Force. Beide Maschinen wurden zerstört; es gab keine Personenschäden.[82][83]

- Am 17. April 1946 überrollte eine Douglas DC-3/C-47A-25-DL der British Overseas Airways Corporation (BOAC) (G-AGHK) das Landebahnende auf dem Flughafen Asturias (Spanien) bei einer Landung mit einem ausgefallenen Triebwerk. Das Flugzeug wurde irreparabel beschädigt. Alle 13 Insassen, vier Besatzungsmitglieder und 9 Passagiere, überlebten den Unfall.[84]

- Am 12. Juni 1946 fing an einer Douglas DC-3/C-53-DO der spanischen Iberia (EC-CAZ) kurz nach dem Start vom Flughafen Madrid-Barajas (Spanien) ein Triebwerk Feuer. Bei Alameda de Osuna, 4 Kilometer südsüdwestlich des Flughafens, wurde eine Notlandung durchgeführt. Alle 26 Insassen konnten das Flugzeug rechtzeitig verlassen, bevor es ausbrannte, und überlebten den Unfall.[85]

- Am 18. Juni 1946 kam es bei einer Douglas DC-3-268B der irischen Aer Lingus (EI-ACA) kurz nach dem Start vom Flughafen Shannon (Irland) zu einem Motorbrand am Triebwerk Nr. 1 (links). Die Piloten waren gezwungen, 1600 Meter vom Startflugplatz entfernt eine Notlandung in sumpfigem Gelände durchzuführen. Alle 19 Insassen, vier Besatzungsmitglieder und 15 Passagiere, überlebten den Unfall. Das Flugzeug wurde irreparabel beschädigt.[86]

- Am 22. Juli 1946 ging einer Douglas DC-3/C-47A-50-DL der belgischen Sabena (OO-CBH) bei Kinvara (Irland) der Treibstoff aus. Die Maschine befand sich auf einem Überführungsflug, als eine Notlandung erforderlich wurde. Das Flugzeug wurde irreparabel beschädigt. Alle Insassen überlebten den Unfall.[87]

- Am 7. August 1946 flog eine Douglas DC-3/C-47A der British European Airways (BEA) (G-AHCS) bei niedrigen Wolken während des Anflugs auf den Flughafen Oslo-Gardermoen in die Ostflanke des Mistberget, 19 Kilometer nördlich des Flughafens. Die Kollision mit Bäumen überlebten 13 der 16 Insassen; 3 Besatzungsmitglieder wurden getötet.[88]

- Am 14. August 1946 fiel an einer Douglas DC-3/C-47A-50-DL der British Overseas Airways Corporation (BOAC) (G-AGHT) kurz nach dem Start vom Flughafen Malta-Luqa das Triebwerk Nr. 1 (links) aus. Bei der Rückkehr verlor auch das Triebwerk Nr. 2 (rechts) im Endanflug an Leistung. Der Kapitän versuchte, die Landebahn durch eine Steilkurve noch zu erreichen. Das Flugzeug schlug hart auf, sprang wieder hoch, rutschte dann weiter, fing Feuer und brannte aus. Die Triebwerke waren wegen fehlender Treibstoffzufuhr ausgefallen, da der Tankwahlschalter versehentlich auf den fast leeren Reservetank gedreht worden war. Von den fünf Insassen des Frachtfluges wurde einer getötet.[89]

- Am 3. September 1946 stürzte eine Douglas DC-3A der Air France (F-BAOB) nach dem Start vom Flughafen Kopenhagen etwa 40 Kilometer südwestlich davon bei Køge ab. Alle 22 Insassen, 5 Besatzungsmitglieder und 17 Passagiere kamen ums Leben. Als Ursache wird eine Treibstoffleckage angenommen, die zu einem Triebwerksbrand führte.[90][91]

- Am 4. September 1946, nur einen Tag später, stürzte eine andere Douglas DC-3D der Air France (F-BAXD) nach dem Start vom Flughafen Le Bourget wenige Kilometer entfernt in eine Fabrik im Ort Le Blanc-Mesnil. Von den 26 Insassen kamen 4 Besatzungsmitglieder und 15 Passagiere sowie eine Person am Boden ums Leben.[92][93]

- Am 17. September 1946 stürzte eine Douglas DC-3/C-47-DL der belgischen Sabena (OO-AUR) beim Start vom Flughafen Haren (Brüssel) in Hangars am Flughafen. Als wahrscheinliche Unfallursache wurde ein Geschwindigkeitsverlust angegeben. Von den sieben Insassen kam einer, ein Crewmitglied, ums Leben.[94]

- Am 5. November 1946 kam es bei Schlechtwetterverhältnissen und chaotischen Zuständen bei der Flugsicherung am Flughafen Moskau-Wnukowo binnen weniger als 50 Minuten zu drei Abstürzen von Passagiermaschinen der sowjetischen Aeroflot, nachdem die Flugzeuge jeweils mehr als 2 Stunden um den Flughafen flogen und ihnen der Treibstoff ausging. Bei einer der Maschinen handelte es sich um eine Douglas DC-3/C-47B-5-DK (siehe auch Flugunfall der Douglas DC-3 CCCP-L946 der Aeroflot).[95]

- Am 6. November 1946 flog eine vom Flughafen Amsterdam Schiphol kommende Douglas DC-3/C-47A-25-DK (PH-TBO) der holländischen KLM beim Landeanflug auf den Flughafen Croydon (England) in Bäume und zerbrach. Ursachen waren eine falsche Höhenmessereinstellung und mangelhafte Flugvorbereitung. Alle 15 Passagiere und 5 Besatzungsmitglieder überlebten diesen Controlled flight into terrain.[96][97]

- Am 9. November 1946 ging in einer Douglas DC-3/C-47A-80-DL der tschechoslowakischen CSA (OK-XDG) in der Warteschleife am Flughafen Prag-Ruzyne (Tschechoslowakei) nach vier vergeblichen Anflugversuchen der Treibstoff aus. Es wurde eine Notlandung in einem Feld durchgeführt, wobei das Flugzeug irreparabel beschädigt wurde. Alle 18 Insassen, fünf Besatzungsmitglieder und 13 Passagiere, überlebten den Unfall; der Flugingenieur und der amerikanische Kapitän wurden verletzt.[98]

- Am 14. November 1946 stürzte eine vom Flughafen Croydon (England) kommende Douglas DC-3 (PH-TBW) der holländischen KLM in schwierigen Wetterbedingungen beim dritten Landeversuch am Flughafen Amsterdam Schiphol ab und explodierte. Alle 21 Passagiere und 5 Besatzungsmitglieder wurden getötet.[99][100]

- Am 18. November 1946 wurde eine Douglas DC-3-194D der britischen Skyways Limited (G-AGBE) bei einer Notlandung in Lons-le-Saunier (Département Jura) irreparabel beschädigt. Alle vier Insassen überlebten den Unfall.[101]

- Am 19. Dezember 1946 wurde eine Douglas DC-3/C-47A-10-DK der britischen Railway Air Services (G-AGZA) auf dem Flugplatz Northolt (England) nach mehr als einstündiger Wartezeit bei Schneefall gestartet. Trotz Start mit Vollgas stieg die Maschine nach dem Abheben nicht, sondern schlug auf dem Dach eines Hauses auf und wurde zerstört. Der Kapitän war gestartet, obwohl das Flugzeug nahezu vollständig mit Schnee bedeckt war. Alle 5 Insassen, vier Besatzungsmitglieder und ein Passagier, überlebten den Unfall.[102]

- Am 23. Dezember 1946 wurde eine Douglas DC-3/C-47B-1-DK der British Overseas Airways Corporation (BOAC) (G-AGKD) auf dem Flughafen Malta-Luqa aus unbekannten Gründen irreparabel beschädigt. Über Personenschäden ist nichts bekannt.[103]

- Am 24. Dezember 1946 wurde eine Douglas DC-3/C-47A-70-DL der tschechoslowakischen CSA (OK-WDD) bei einer Notlandung nahe dem Flughafen Paris-Le Bourget (Frankreich) irreparabel beschädigt. Alle 15 Insassen, fünf Besatzungsmitglieder und 10 Passagiere, überlebten den Unfall.[104]

- Am 3. Januar 1947 machte eine Douglas DC-3/C-47A-1-DK der British Overseas Airways Corporation (BOAC) (G-AGJU) bei der Landung auf dem Flughafen Bristol-Whitchurch (England) einen Ringelpiez und wurde irreparabel beschädigt. Alle drei Besatzungsmitglieder, die einzigen Insassen auf dem Überführungsflug, überlebten den Unfall.[105]

- Am 11. Januar 1947 musste eine Douglas DC-3/C-47A-1-DK der British Overseas Airways Corporation (BOAC) (G-AGJX) wegen schlechten Wetters auf den französischen Zielflughäfen Bordeaux und Paris-Le Bourget zum Flughafen Lympne (England) ausweichen. Bei schlechter Sicht wurde die Maschine bei Stowting (Kent, England), in weniger als 200 Meter hohe Hügel geflogen, 6 Kilometer nördlich des Flughafens Lympne. Durch diesen CFIT (Controlled flight into terrain) wurden von den 16 Insassen 8 getötet, vier Besatzungsmitglieder und 4 Passagiere.[106]

- Am 25. Januar 1947 geriet eine Douglas DC-3/C-47A-85-DL der rhodesischen Spencer Airways (VP-YFD) beim Start vom Flughafen London-Croydon (England) außer Kontrolle und stürzte auf eine geparkte DC-3 der tschechoslowakischen CSA (OK-WDB). Beide Flugzeuge wurden zerstört. Als Ursache wurde festgestellt, dass ein auf der DC-3 unerfahrener Kapitän versuchte, mit einer schwer beladenen Maschine in schlechter Sicht mit einer Geschwindigkeit nahe am Strömungsabriss zu starten. Beitragend war seine Übermüdung. Von den 23 Insassen kamen 12 ums Leben, ein Besatzungsmitglied und 11 Passagiere. In der CSA-Maschine kam es nicht zu Personenschäden.[107]

- Am 25. Januar 1947 wurde eine Douglas DC-3/C-47A-30-DL der tschechoslowakischen CSA (OK-WDB), die auf dem Flughafen London-Croydon (England) stand, irreparabel beschädigt. Eine startende DC-3 der Spencer Airways geriet außer Kontrolle, stürzte auf die CSA-Maschine und wurde zerstört. In diesem Flugzeug kamen 12 der 23 Insassen ums Leben. In der DC-3 der CSA gab es keine Personenschäden.[108]

- Am 26. Januar 1947 verunglückte eine Douglas DC-3 der niederländischen Fluggesellschaft KLM (PH-TCR) kurz nach dem Start in Kopenhagen-Kastrup zum Weiterflug nach Stockholm. Die Maschine bäumte sich steil auf und stürzte ab. Alle 22 Insassen, darunter Gustav Adolf Erbprinz von Schweden, kamen bei dem Absturz ums Leben. Ursache waren die Versäumnisse, vor dem Start die Verriegelung des Höhenruders zu entfernen und die Steuerung zu überprüfen (siehe auch Flugzeugkatastrophe von Kastrup).[109][110]

- Am 1. Februar 1947 kollidierte eine Douglas DC-3C der Air France (F-BAXQ) bei Peninha mit der Hügelkette Serra de Sintra 28 Kilometer westlich des Zielflughafens Lissabon-Portela. Die am Flughafen Bordeaux-Mérignac gestartete Maschine befand sich im Landeanflug, als sich bei schlechtem Wetter und Dunkelheit der Unfall ereignete. Von den 16 Insassen kamen 15 ums Leben, alle 5 Besatzungsmitglieder und 10 der 11 Passagiere.[111][112]

- Am 13. Februar 1947 stürzte eine Douglas DC-3/C-47A-DL der tschechoslowakischen CSA (OK-XDU) unmittelbar nach dem Start vom Flughafen Prag-Ruzyne (Tschechoslowakei) ab. Die Maschine war nach der Übergabe von der USAAF dort überholt worden. Dabei waren durch das Wartungspersonal die Steuerkabel für das Höhenruder vertauscht wieder eingebaut worden. Alle 3 Besatzungsmitglieder, die einzigen Insassen auf dem Überführungsflug, wurden getötet (siehe auch Flugunfall der ČSA bei Kladno).[113]

- Am 17. Februar 1947 befand sich eine Douglas DC-3/C-47A der dänischen Det Danske Luftfartselskab (DDL) (OY-AEB) auf einem Frachtflug von Aalborg nach Kopenhagen. Aufgrund der dortigen Sichtverhältnisse wich die Crew zum 25 Kilometer entfernten Flughafen Malmö-Bulltofta aus, wo jedoch ebenfalls wegen Nebels keine Landung möglich war. Auf dem Rückweg nach Kopenhagen wurde aufgrund der Treibstoffsituation eine Notlandung auf dem Eis vor der schwedischen Küste durchgeführt, etwa fünf Kilometer querab Malmö. Alle vier Besatzungsmitglieder überlebten, die Maschine brannte aus.[114]

- Am 5. März 1947 entschieden sich die Piloten einer Douglas DC-3/C-47B-10-DK der sowjetischen Aeroflot (CCCP-L952) auf dem Flug von Tiflis nach Moskau, die Strecke abzukürzen und über den Hauptkamm des Kaukasus (Sowjetunion) zu fliegen. Die Maschine flog in Wolken ein und prallte gegen einen Berghang. Durch diesen CFIT (Controlled flight into terrain) wurden alle 23 Insassen getötet, vier Besatzungsmitglieder und 19 Passagiere. Das Wrack wurde erst ein Vierteljahr später zufällig gefunden, am 20. Juni 1947.[115]

- Am 14. März 1947 wurde eine Douglas DC-3/C-47A-90-DL der Air France (F-BAXO) 3,5 Kilometer nördlich von Château-Bernard (Département Isère) in den Berg Mont Moucherolle geflogen. Der Aufprall geschah in einer Höhe von 7500 Fuß (2286 Metern) auf einem Inlandsflug von Nizza nach Lyon. Bei diesem CFIT (Controlled flight into terrain) wurden alle 23 Insassen getötet, fünf Besatzungsmitglieder und 18 Passagiere.[116]

- Am 22. April 1947 kam es bei einer Douglas DC-3 der Aeroflot (CCCP-L1204) während eines Fluges über der sibirischen Tundra zu einem Ausfall beider Triebwerke und einem totalen Stromausfall. Die Maschine musste in einem menschenleeren Gebiet auf der Taimyrhalbinsel notgelandet werden. Die Notlandung überlebten alle 34 Insassen, jedoch konnte die Maschine von den Behörden zunächst nicht gefunden werden. Neun Männer, die nach vier Tagen losgezogen waren, um Hilfe zu holen, starben. Die restlichen Insassen konnten 20 Tage nach der Notlandung lebend geborgen werden.[117]

- Am 29. Mai 1947 wurde eine Douglas DC-3/C-47A-25-DK der isländischen Flugfélag Islands (der heutigen Icelandair) (TF-ISI) nahe dem Héðinsfjörður (Island) beim Versuch, den Flughafen Akureyri anzufliegen, in eine Bergflanke geflogen. Das Wrack wurde erst am nächsten Tag gefunden, da es in einer falschen Anflugrichtung lag. Durch diesen CFIT (Controlled flight into terrain) wurden alle 25 Insassen getötet, vier Besatzungsmitglieder und 21 Passagiere.[118]

- Am 10. Juni 1947 kam es mit einer Douglas DC-3/C-47A-50-DL der polnischen Polskie Linie Lotnicze LOT (SP-LCB) auf dem Flughafen Stockholm/Bromma (Schweden) zu einem Landeunfall. Dabei wurde das Flugzeug irreparabel beschädigt. Personen kamen nicht zu Schaden.[119]

- Am 9. August 1947 schlug eine Douglas DC-3F der schwedischen AB Aerotransport (SE-BAY) bei der Landung auf dem Flughafen Malmö-Bulltofta (Schweden) hart und mit sehr hoher Geschwindigkeit auf der Landebahn auf. Die Maschine überrollte das Landebahnende und krachte in einen Erdwall. Von den 5 Besatzungsmitgliedern, den einzigen Insassen auf dem von Amsterdam kommenden Frachtflug, kam eines ums Leben. Das Flugzeug wurde irreparabel beschädigt.[120]

- Am 3. September 1947 wurde eine Douglas DC-3/C-47A-65-DL der griechischen Hellenic Airlines (SX-BAB) in sehr niedriger Höhe von einer Windscherung erfasst, als sie im Anflug auf den Flughafen Athen-Hassani (Griechenland) war. Die Maschine fiel an einem felsigen Uferabschnitt ins Meer, 4 Kilometer vom Flughafen entfernt. Dabei wurde das Cockpit zerstört, wobei 3 der 15 Besatzungsmitglieder des Trainingsfluges ums Leben kamen.[121]

- Am 12. Dezember 1947 wurde eine Douglas DC-3/C-47A-30-DK der Air Algérie (F-BCYF) am Flughafen Paris-Orly (Frankreich) irreparabel beschädigt. Über Personenschäden ist nichts bekannt.[122]

- Am 22. Dezember 1947 wurde eine Douglas DC-3/C-47A-80-DL der spanischen Iberia (EC-ACG) am Flughafen Madrid-Barajas (Spanien) irreparabel beschädigt. Über Personenschäden ist nichts bekannt.[123]

- Am 27. Dezember 1947 wurde mit einer Douglas DC-3/C-47A-5-DK der niederländischen KLM Royal Dutch Airlines (PH-TCV) im Anflug auf den Flughafen Leeuwarden (Niederlande) durchgestartet, da die Piloten in starkem Regen und niedriger Wolkendecke den Flugplatz nicht sehen konnten. Dabei kollidierte die linke Tragfläche mit dem 70 Meter hohen Turm der Kirche St. Bonifatius, wobei die äußeren drei Meter der linken Tragfläche abrissen. Es gelang den Piloten dennoch, in einem Feld nahe Boxum (rund 6 Kilometer südwestlich der Kirche) eine Bauchlandung durchzuführen. Da das Flugzeug auch noch über drei Gräben schleuderte, wurde es irreparabel beschädigt. Alle 15 Insassen, fünf Besatzungsmitglieder und 10 Passagiere, überlebten den Unfall.[124]

- Am 6. Januar 1948 kollidierte eine Douglas DC-3D der Air France (F-BAXC) nahe Gonesse (Département Val-d’Oise) im Anflug auf den Flughafen Paris-Le Bourget mit Bäumen und stürzte etwa 1,5 Kilometer vor dem Ziel ab. Beitragende Faktoren waren Pilotenfehler und schlechtes Wetter. Alle 16 Insassen, fünf Besatzungsmitglieder und 11 Passagiere, wurden getötet.[125]

- Am 27. Januar 1948 verunglückte eine Douglas DC-3/C-47A-50-DL der Transportes Aéreos Portugueses (CS-TDB) auf einem Trainingsflug bei schlechtem Wetter südlich von Lissabon. Alle drei Menschen an Bord kamen ums Leben.[126]

- Am 12. Februar 1948 gegen 13:25 Uhr kollidierte eine Douglas DC-3/C-53 der Det Danske Luftfartselskab (OY-DCI) auf dem Flug von Kopenhagen über Frankfurt nach Zürich bei Ulrichstein, Hessen, mit dem Vogelsberg. Während des Sinkfluges zum Flughafen Frankfurt in schlechtem Wetter meldeten die Piloten einen Triebwerksausfall und das Unvermögen, die Flughöhe zu halten. Sie planten eine Notlandung in einem Feld bei Ulrichstein. Dabei riss jedoch eine Tragfläche ab. Von den 21 Insassen kamen 12 ums Leben (siehe auch Flugunfall bei Ulrichstein 1948).[127][128]

- Am 2. März 1948 verunglückte eine Douglas DC-3C der belgischen Sabena (OO-AWH) nach einem Ground Controlled Approach am Flughafen London Heathrow. Während des Unfalls herrschte eine Sichtweite von nur ungefähr 180 Metern. Von den 22 Insassen kamen 20 ums Leben, alle drei Crewmitglieder und 17 Passagiere.[129]

- Am 20. Mai 1948 wurde eine Douglas DC-3/C-47A-30-DK der britischen Air Transport Charter (G-AJBG) auf einem Frachtflug mit Früchten vom französischen Valence zum Flugplatz Bovingdon (England) in den Boden geflogen. Im Anflug unter einer niedrigen Wolkendecke streifte das Flugzeug Bäume und stürzte ab. Bei diesem CFIT (Controlled flight into terrain) wurden drei der vier Besatzungsmitglieder getötet.[130]

- Am 8. Juni 1948 verunglückte eine Douglas C-47 (DC-3) der Transportes Aéreos Portugueses (CS-TDF) auf einem Trainingsflug am Flughafen Lissabon-Portela, nachdem beim Start ein Triebwerk abgestellt worden war. Alle fünf Insassen überlebten den Unfall; das Flugzeug wurde zum Totalschaden.[131]

- Am 14. Juli 1948 wurde eine Douglas DC-3/C-47B-10-DK der British Overseas Airways Corporation (BOAC) (G-AGKN) auf einem Frachtflug von Malta zum Flughafen Toulon-Hyères (Département Var) südwestlich von Toulon in wolkenverhangene Klippen geflogen. Durch diesen CFIT (Controlled flight into terrain) wurden alle 6 Insassen getötet, vier Besatzungsmitglieder und 2 Passagiere.[132]

- Am 30. Juli 1948 musste auf einer Douglas DC-3/C-47A-1-DK der British European Airways (BEA) (G-AGIX) während des Fluges von Edinburgh zum Flughafen Northolt das Treibwerk Nr. 2 (rechts) abgestellt werden. Durch die erforderliche Höchstleistung wurde dann das Triebwerk Nr. 1 (links) überlastet. Beim Versuch, in der Dämmerung auf dem Flugplatz Sywell notzulanden, streifte das Flugzeug eine Hochspannungsleitung; es kam zu einer Bauchlandung in einem Weizenfeld. Alle 19 Insassen überlebten den Unfall, fünf Besatzungsmitglieder und 14 Passagiere. Das Flugzeug wurde irreparabel beschädigt.[133]

- Am 4. Dezember 1948 schlug die linke Tragfläche einer Douglas DC-3/C-47A-1-DK der tschechoslowakischen CSA (OK-WDC) bei der Landung auf dem Flughafen Prag-Ruzyne (Tschechoslowakei) auf der Landebahn auf. Dabei wurde das Flugzeug irreparabel beschädigt. Alle Insassen überlebten den Unfall.[134]

- Am 6. Dezember 1948 verunglückte eine Douglas DC-3 der Avio Linee Italiane (I-ETNA) beim Start im Nebel auf dem Flughafen Mailand-Linate. Die Maschine sollte nach Brüssel fliegen. Alle 7 Insassen kamen ums Leben.[135]

- Am 21. Dezember 1948 verloren die aus Rom kommenden Piloten einer Douglas DC-3/C-47A-20-DK der tschechoslowakischen CSA (OK-WDN) vollständig die Orientierung. Sie kreisten über dem südwestlichen Peloponnes und flogen schließlich bei Pylos (Griechenland), volle 210 Kilometer südwestlich des Zielflughafens Athen-Ellinikon, ins Gelände. Durch diesen CFIT (Controlled flight into terrain) wurden alle 24 Insassen getötet, fünf Besatzungsmitglieder und 19 Passagiere (siehe auch ČSA-Flug 584).[136]

- Am 23. Dezember 1948 kollidierte eine Douglas DC-3/C-47 der spanischen Iberia (EC-ABK) auf dem Weg von Madrid nach Barcelona mit einem Berg nahe Gandesa, wobei alle 27 Menschen an Bord ums Leben kamen.[137]

- Am 31. Dezember 1948 wurde eine Douglas DC-3/C-47A-15-DK der südafrikanischen Pan African Air Charter (ZS-BYX) bei schlechter Sicht nahe Monte Argentario (Italien) in die Lagune von Orbetello geflogen. Bei diesem CFIT (Controlled flight into terrain) wurden alle 13 Insassen getötet, fünf Besatzungsmitglieder und 8 Passagiere.[138]

- Am 8. Januar 1949 brach an einer Douglas DC-3/C-47A-1-DK der Air Algérie (F-BCYO) bei der Landung auf dem Flughafen Lyon-Bron (Frankreich) das rechte Hauptfahrwerk zusammen. Die rechte Tragfläche schlug auf dem Boden auf und der vordere Rumpfteil brach ab. Das Flugzeug wurde zerstört. Alle drei Besatzungsmitglieder, die einzigen Insassen auf dem Frachtflug, überlebten den Unfall.[139]

- Am 22. Januar 1949 wurde eine Douglas DC-3/C-47A-20-DK der multinationalen SAS Scandinavian Airlines (SE-BBN) auf dem Flughafen Luleå/Kallax (Schweden) durch einen Brand zerstört. Über Personenschäden ist nichts bekannt.[140]

- Am 19. Februar 1949 kollidierte eine Douglas DC-3/C-47 der British European Airways (BEA) (G-AHCW) nahe Exhall (Warwickshire, England) mit einer Avro Anson der Royal Air Force (RAF) (VV243). Beide Maschinen flogen bei klarem Wetter in einer Höhe von 4500 Fuß (1370 Meter) und stürzten ab. Alle 10 Insassen, vier Besatzungsmitglieder und 6 Passagiere, kamen ums Leben, ebenso alle 4 Insassen der Avro Anson.[141]

- Am 23. April 1949 wurde eine Douglas DC-3/C-47A-5-DK der griechischen T.A.E. (SX-BAF) bei einem Landeunfall auf dem Flughafen Athen-Hassani (Griechenland) irreparabel beschädigt. Alle Insassen überlebten den Unfall.[142]

- Am 6. Juni 1949 flog eine Douglas DC-3/C-47A-1-DK der griechischen T.A.E. (SX-BAI) im Anflug auf den Flughafen Athen-Hassani (Griechenland) in den Kern einer Cumulonimbus-Gewitterwolke ein. Die extremen Beschleunigungskräfte führten zum Abbrechen der rechten Tragfläche. Das Flugzeug stürzte 30 Kilometer nordöstlich von Athen ab. Alle 22 Insassen wurden getötet, vier Besatzungsmitglieder und 18 Passagiere.[143]

- Am 19. August 1949 wurde eine Douglas DC-3/C-47A der British European Airways (BEA) (G-AHCY) während des Anflugs auf den Flughafen Manchester in die Hügel 24 Kilometer nordöstlich des Flughafens geflogen. Durch diesen CFIT, Controlled flight into terrain, wurden 24 der 32 Insassen getötet (alle 3 Besatzungsmitglieder und 21 Passagiere).[144]

- Am 20. November 1949 wurde eine Douglas DC-3/C-47A-25-DK der niederländischen Aero Holland (PH-TFA) 31,5 Kilometer südlich des Flughafens Oslo-Fornebu (Norwegen) gegen einen Berg geflogen. Bei diesem CFIT (Controlled flight into terrain) wurden 34 der 35 Insassen getötet, vier Besatzungsmitglieder und 30 Passagiere. Das Flugzeug wurde erst zwei Tage später gefunden. Ein Junge hatte den Unfall überlebt.[145]

- Am 18. Dezember 1949 stürzte eine Douglas DC-3/C-47A-60-DL der belgischen Sabena (OO-AUQ) kurz nach dem Start vom Flughafen Paris-Le Bourget vier Kilometer südöstlich davon nahe Aulnay-sous-Bois ab, nachdem die rechte Tragfläche abgebrochen war. Alle acht Insassen starben.[146][147]

- Am 30. Januar 1950 verunglückte eine Douglas DC-3/C-47B-15-DK der französischen Air Nolis (F-BEIH) bei Le Treport (Département Seine-Maritime). Das Flugzeug wurde irreparabel beschädigt. Über Personenschäden ist nichts bekannt.[148]

- Am 2. Februar 1950 stürzte eine Douglas DC-3 der niederländischen KLM (PH-TEU) 65 Kilometer vor der niederländischen Küste ins Meer. Sie befand sich auf einem Frachtflug von Amsterdam nach London-Heathrow. Alle sieben Besatzungsmitglieder kamen ums Leben.[149][150]

- Am 27. Februar 1950 verunglückte eine Douglas DC-3/C-47A-15-DK der tschechoslowakischen CSA (OK-WDY) am Berg Praděd (Altvater) (Tschechoslowakei). Von den 25 Insassen wurden 6 getötet, drei Besatzungsmitglieder und 3 Passagiere.[151]

- Am 28. März 1950 wurde eine Douglas DC-3/C-47A-40-DL der polnischen Polskie Linie Lotnicze LOT (SP-LCC) an einem unbekannten Ort zum Totalschaden. Über Personenschäden ist nichts bekannt.[152]

- Am 29. Juli 1950 brach in einer Douglas DC-3C der tschechoslowakischen CSA (OK-WAB) ein Feuer aus. Die Maschine stürzte nahe dem Flughafen Košice (Tschechoslowakei) ab. Der Kapitän kam ums Leben, der Erste Offizier überlebte mit leichten Verletzungen. Sie waren die einzigen Insassen.[153]

- Am 5. August 1950 prallte eine Douglas DC-3/C-47A-45-DL der tschechoslowakischen CSA (OK-WDV) im Endanflug auf den Flughafen Košice (Tschechoslowakei) gegen die Böschung einer Bahnlinie und wurde irreparabel beschädigt. Alle 23 Insassen, drei Besatzungsmitglieder und 20 Passagiere, überlebten den Unfall.[154]

- Am 21. September 1950 wurde eine Douglas DC-3/C-47A-25-DK der jugoslawischen Jugoslovenski Aerotransport (JAT) (YU-ABC) in einer Höhe von 975 Metern in den Berg Medvednica geflogen, 19 Kilometer nordöstlich des Zielflugplatzes Zagreb/Lučko (Jugoslawien). Durch diesen CFIT (Controlled flight into terrain) wurden 10 der 11 Insassen getötet, drei Besatzungsmitglieder und alle 7 Passagiere.[155]

- Am 17. Oktober 1950 fiel bei einer DC-3/C-47A der British European Airways (BEA) (G-AGIW) kurz nach dem Start vom Flughafen Northolt in Richtung Glasgow ein Triebwerk aus. Beim Versuch der Rückkehr verlor die Maschine immer mehr an Höhe, auch weil das Fahrwerk ausgefahren war, kollidierte mit Bäumen und schlug auf dem Boden auf. Von den 29 Insassen überlebte nur ein Besatzungsmitglied.[156]

- Am 8. Dezember 1950 kollidierte eine Douglas DC-3/C-47B-25-DK der französischen Air Atlas (F-BAXY) auf dem Flug von Casablanca (Marokko) zum Flughafen Perpignan (Département Pyrénées-Orientales) mit dem Col de l'Ouillat, 28 Kilometer südlich des Zielflughafens. Von den sieben Insassen wurden 5 getötet, alle drei Besatzungsmitglieder und zwei Passagiere.[157]

- Am 31. Januar 1951 verunglückte eine Douglas DC-3/C-47A-10-DK der Flugfélag Islands (heute Icelandair) (TF-ISG) beim Versuch, in Reykjavík zu landen. Zuvor hatte die Besatzung einen Anflug aufgrund von schlechten Sichtbedingungen abgebrochen. Einige Trümmer wurden am nächsten Tag rund 18 Kilometer entfernt vom Flughafen im Atlantik entdeckt. Alle 20 Insassen kamen ums Leben.[158]

- Am 27. März 1951 stürzte eine Douglas DC-3/C-47A-75-DL der britischen Air Transport Charter (G-AJVZ) während des Starts vom Flughafen Manchester, Vereinigtes Königreich, kurz nach dem Abheben ab. Ursache war die unterlassene Aktivierung der Vergaservorwärmung, so dass ein Triebwerk durch Eisbildung ausfiel. Von den drei Besatzungsmitgliedern des Frachtfluges starben zwei.[159]

- Am 1. April 1951 kam es bei einer Douglas DC-3/C-47A-90-DL der Scandinavian Airlines System (SAS) (SE-BBM) auf dem Flug von Kopenhagen-Kastrup nach Stockholm, Schweden, zu einem Triebwerksbrand. Die Piloten machten eine Notlandung auf einer Straße nahe dem Zielflughafen Stockholm/Bromma. Nach der geglückten Evakuierung brannte das Flugzeug aus. Alle 22 Insassen blieben unverletzt.[160]

- Am 11. August 1951 brach nahe Moisville eine Douglas DC-3D der Air France (F-BAXB) auf einem Testflug vom Flughafen Le Bourget aus in der Luft auseinander. Alle fünf Crewmitglieder starben.[161][162]

- Am 12. September 1951 stürzte eine Douglas DC-3 der französischen Société de Transports Aériens Alpes Provence (STAAP) (F-BEIZ) auf dem Flug von Perpignan nach Oran nahe Palma de Mallorca, Mallorca, Spanien etwa 65 Kilometer südlich der Balearen ins Meer. Dabei starben alle drei Crewmitglieder und 36 Passagiere an Bord. Nach einer viertägigen Suche wurden erste Wrackteile gefunden. Grund für den Absturz war Strukturversagen beim Flug im Bereich von Gewitterwolken.[163][164]

- Am 22. Oktober 1951 verunglückte eine Douglas DC-3/C-47A-20-DK der JAT – Jugoslovenski Aerotransport (YU-ACC) auf dem Flug von Belgrad in der Nähe des Zielflughafens Skopje, Jugoslawien. Bei dem Unfall kamen zwölf Menschen ums Leben.[165]

- Am 10. Januar 1952 stürzte eine Douglas DC-3/C-47B der irischen Aer Lingus (EI-AFL) auf dem Weg vom Flughafen London-Northolt nach Dublin ab. Alle 23 Insassen, 20 Passagiere und drei Besatzungsmitglieder, kamen ums Leben. Wahrscheinliche Ursache waren extrem starke Abwinde auf der Leeseite des Berges Snowdon.[166]

- Am 2. April 1952 fiel eine Douglas DC-3/C-47A-5-DK der norwegischen Fred. Olsens Flyselskap (LN-NAE) nach einem Triebwerksausfall auf einen Strand bei Mimizan (Département Landes, Frankreich), 80 Kilometer südsüdwestlich des Zielflughafens Bordeaux. Alle 27 Insassen, sechs Besatzungsmitglieder und 21 Passagiere, überlebten den Unfall.[167]

- Am 5. Mai 1952 wurde eine Douglas DC-3/C-47A-1-DK der norwegischen Fred. Olsens Flyselskap (LN-NAD) im Anflug auf den Flugplatz Tønsberg-Jarlsberg durch einen Navigationsfehler 24 Kilometer südwestlich von Skien (Norwegen) ins Gelände geflogen. Bei diesem CFIT (Controlled flight into terrain) wurden 11 der 29 Insassen getötet, drei Besatzungsmitglieder und 8 Passagiere.[168]

- Am 1. Januar 1953 kam es bei einer Douglas DC-3D der irischen Aer Lingus (EI-ACF) zu einem fast gleichzeitigen Ausfall beider Triebwerke. Die Maschine war auf dem Flug von Dublin nach Birmingham. Die Piloten führten eine Notlandung bei Spernall (Warwickshire, Vereinigtes Königreich) durch. Der doppelte Motorausfall war durch eine fehlerhafte, durch die Piloten nicht erkannte Tankschaltung ausgelöst worden. Die Maschine wurde irreparabel beschädigt. Alle 25 Insassen, drei Besatzungsmitglieder und 22 Passagiere, überlebten den Unfall.[169]

- Am 26. Januar 1953 stürzte eine Douglas DC-3/C-47-DL der Linee Aeree Italiane (LAI), später in Alitalia umbenannt (I-LAIL), 20 Kilometer nördlich des Startflughafens Cagliari (Sardinien, Italien) ab, nachdem die linke Tragfläche zerbrochen war. Die Maschine stürzte in bergiges Gelände nahe Sinnai. Alle 19 Insassen, vier Besatzungsmitglieder und 15 Passagiere, kamen ums Leben.[170]

- Am 13. März 1953 wurde eine Douglas DC-3/C-47-DL der polnischen Polskie Linie Lotnicze LOT (SP-LCH) am Flughafen Katowice (Polen) irreparabel beschädigt. Personen kamen nicht zu Schaden.[171]

- Am 12. Januar 1954 stieg eine Douglas DC-3/C-47-A-1-DK der tschechoslowakischen CSA (OK-WDS) nach dem Abheben vom Flughafen Prag-Ruzyne (Tschechoslowakei) so gut wie gar nicht, prallte gegen einen Schornstein in Hostivice, berührte Stromleitungen und stürzte etwa 500 Meter vom Flughafen entfernt ab. Alle 13 Insassen, vier Besatzungsmitglieder und 9 Passagiere, kamen ums Leben.[172]

- Am 3. Juni 1954 wurde eine Douglas DC-3/C-47-A-1-DK der belgischen Sabena (OO-CBY), mit der ein Tiertransport vom Blackbushe Airport nach Belgrad durchgeführt wurde, beim Passieren der österreichisch-jugoslawischen Grenze bei Maribor ohne Vorwarnung von einem sowjetischen Jagdflugzeug des Typs MiG-15 beschossen. Dabei starb der Funker, zwei weitere Besatzungsmitglieder wurden verletzt. Der unverletzt gebliebene britische Erste Offizier, ein ehemaliger Kampfpilot der Royal Air Force, übernahm daraufhin die Kontrolle über die Maschine und flog Ausweichmanöver. Es gelang eine Notlandung auf dem Flughafen Graz. Ermittlungen ergaben, dass die Maschine außerhalb von jeglichen Flugverbotszonen unterwegs war, als sich der Beschuss ereignete. Die sowjetische Seite bestritt dies (siehe auch Beschuss einer Douglas DC-3 der Sabena bei Maribor).[173]

- Am 12. Dezember 1954 schlug eine Douglas DC-3/C-47A-10-DK der tschechoslowakischen CSA (OK-WDK) 14,5 Kilometer nordnordöstlich des Flughafens Bratislava (Tschechoslowakei) in einem Wald auf. Im Anflug waren offensichtlich die Pitotrohre durch Niederschlag blockiert, so dass keine zuverlässige Geschwindigkeits- oder Höhenanzeige mehr erfolgen konnte. Die Staurohrheizung wurde im Wrack ausgeschaltet vorgefunden. Alle 4 Besatzungsmitglieder, die einzigen Insassen auf dem Frachtflug, wurden getötet.[174]

- Am 18. März 1955 kollidierte eine Douglas DC-3 der Air France (F-BAXL) unmittelbar nach dem Start von der Startbahn 31 des Flughafens Beauvais-Tillé mit einer Hochspannungsleitung. Neun Personen an Bord kamen ums Leben.[175]

- Am 21. September 1955 stürzte eine Douglas DC-3/C-47A50-DL der Air France (F-BCYU) beim Versuch, in dichtem Nebel auf dem Flughafen Bordeaux (Département Gironde) zu landen, in ein Feld. Das Flugzeug wurde irreparabel beschädigt. Alle drei Besatzungsmitglieder, die einzigen Insassen, überlebten den Unfall.[176]

- Am 18. Januar 1956 wurde eine Douglas DC-3/C-47A-20-DL der tschechoslowakischen CSA (OK-WDZ) auf einem Ausweichflug zum Flughafen Poprad-Tatry (Tschechoslowakei) in einer Höhe von 4042 Fuß (1230 Metern) in die Flanke des Bergs Skapova geflogen. Die Piloten waren 32 Kilometer zu weit östlich unterwegs, als die Kollision geschah. Durch diesen CFIT (Controlled flight into terrain) wurden von den 26 Insassen 22 getötet, vier Besatzungsmitglieder und 18 Passagiere.[177]

- Am 24. Januar 1956 stürzte eine Douglas DC-3/C-47A-15-DL der Air France (F-BAXT) während eines Trainingsfluges auf eine Eisenbahnlinie nahe dem Flughafen Nantes (Département Loire-Atlantique). Das Flugzeug wurde zerstört. Alle fünf Besatzungsmitglieder, die einzigen Insassen, überlebten den Unfall.[178]

- Am 28. Januar 1956 streifte eine Douglas DC-3/C-47-DL der Air France (F-BCYK) beim nächtlichen Anflug auf den Flughafen Lyon-Bron (Frankreich) Telefonkabel und stürzte ab. Alle drei Besatzungsmitglieder, die einzigen Insassen auf dem Nachtluftpostflug, kamen ums Leben.[179]

- Am 28. März 1956 wurde eine Douglas DC-3/C-47B-35-DK der britischen Starways (Luftfahrzeugkennzeichen G-AMRB) während des Anflugs auf den Flughafen Glasgow bei Largs, Schottland, (28 Kilometer westsüdwestlich des Ziels) direkt in einen 1250 Fuß (380 Meter) hohen Hügel geflogen. Eines der drei Besatzungsmitglieder wurde bei diesem CFIT (Controlled flight into terrain) auf dem Überführungsflug getötet.[180]

- Am 3. Juli 1956 flog eine Douglas DC-3/C-47B-10-DK der Tschechoslowakischen Luftstreitkräfte (CzAF D-13) in einer Flughöhe von 3000 Metern bei Lom nad Rimavicou (Tschechoslowakei) in einen heftigen Sturm. Die Tragflächen und das Höhenruder wurden durch den Sturm beschädigt, so dass die Piloten die Kontrolle verloren und die Maschine abstürzte. Alle 21 Insassen, sechs Besatzungsmitglieder und 15 Passagiere, kamen ums Leben.[181]

- Am 22. Dezember 1956 wurde eine Douglas DC-3/C-47-DL der Linee Aeree Italiane (LAI), später in Alitalia umbenannt (I-LINC), auf dem Flug von Rom-Ciampino nach Mailand-Malpensa in einen Berg geflogen. Die Piloten hielten sich nicht an den vorgeschriebenen, zunächst an der Küste entlang führenden Flugplan, sondern versuchten, eine direkte Abkürzung nach Mailand zu fliegen. Dabei rammten sie nach 2:12 Stunden Flugzeit in 2.600 Metern Höhe den Berg Monte Giner im Val di Sole (Trentino, Italien). Durch diesen CFIT (Controlled flight into terrain) wurden alle 21 Insassen getötet, vier Besatzungsmitglieder und 17 Passagiere.[182]

- Am 28. Oktober 1957 verunglückte eine Douglas DC-3/C-47 der spanischen Iberia (EC-ACH). Sie stürzte auf dem Weg von Tanger nach Madrid nahe Getafe ab, als eines der Triebwerke Feuer gefangen und sich dann gelöst hatte. Alle 21 Menschen an Bord starben (siehe auch Flugunfall der Iberia bei Getafe).[183]

- Am 8. Januar 1958 stürzte eine Douglas DC-3A der Air France (F-BAOA) bei einem Trainingsflug auf dem Flughafen Poitiers-Biard (Département Vienne) ab. Aus einem Anflug mit nur einem laufenden Triebwerk musste durchgestartet werden, weil das Fahrwerk für die Landung nicht rechtzeitig verriegelt war. Beim Gasgeben drehte die Maschine nach rechts weg und stürzte in eine Gebäudegruppe. Alle 8 Insassen, sechs Besatzungsmitglieder und zwei Passagiere, überlebten den Unfall.[184]

- Am 10. April 1958 kehrte eine Douglas DC-3/C-53 der spanischen Iberia (EC-ABN) nach dem Start vom Flugplatz Palma de Mallorca-Son Bonet für den Flug nach Barcelona aufgrund von Triebwerksproblemen zurück. In einem Feld am Flugplatzrand wurde eine Bauchlandung durchgeführt, die in einem Totalschaden resultierte. Alle Insassen überlebten.[185]

- Am 16. Mai 1958 geriet eine Douglas DC-3/C-47A-25-DL der British European Airways (BEA) (G-AGHP) auf dem Flug nach Nizza in ein Gewitter. Die Besatzung wünschte einen Sinkflug von 7500 auf 5500 Fuß, der auch genehmigt wurde. Bevor die Besatzung dies noch bestätigen konnte, brach das Flugzeug in der Luft auseinander und stürzte bei Châtenoy (Loiret) (Frankreich) ab. Alle 3 Besatzungsmitglieder, die einzigen Insassen auf dem Frachtflug, kamen ums Leben.[186]

- Am 3. November 1958 flog eine DC-3/C-47-DL der Yemen Airlines (YE-AAB) bei Poggiodomo (Italien) in 820 Metern Höher in die Westflanke des Berges Monte Porretta. Die Maschine war auf dem Weg vom Flughafen Rom-Ciampino nach Belgrad. Alle 8 Insassen, die vier Besatzungsmitglieder und vier Passagiere, wurden getötet.[187]

- Am 29. April 1959 kollidierte eine Douglas DC-3/C-47 der spanischen Iberia EC-ABC auf dem Weg von Barcelona nach Madrid mit einem Berg. Auf der Strecke herrschte zum Unfallzeitpunkt schlechtes Wetter. Alle 28 Insassen kamen ums Leben.[188]

- Am 30. April 1959 geriet eine Douglas DC-3/C-47B-1-DK der Air France (F-BAII) bei der Landung auf dem Flughafen Poitiers-Biard (Département Vienne) von der Landebahn ab und wurde irreparabel beschädigt. Alle Besatzungsmitglieder, die einzigen Insassen auf dem Frachtflug, überlebten den Unfall.[189]

- Am 2. Mai 1959 wurde eine Douglas DC-3/C-47A-1-DK der österreichischen Austria-Flugdienst (OE-FDA) bald nach dem Start vom Flughafen Palma de Mallorca (Spanien) in einer Höhe von 3300 Fuß (1000 Metern) in den Berg Alfabia geflogen. Durch diesen CFIT (Controlled flight into terrain) wurden alle 5 Insassen getötet, drei Besatzungsmitglieder und 2 Passagiere.[190]

- Am 19. August 1959 wurde eine Douglas DC-3/C-47B-30-DK der britischen Transair Ltd. (G-AMZD) nach dem Start vom Flughafen Barcelona-El Prat (Spanien) in einer Höhe von 5600 Fuß (1700 Metern) in einen Berg geflogen. Die Piloten waren knapp 20 Kilometer von der vorgeschriebenen Strecke abgewichen. Durch diesem CFIT (Controlled flight into terrain) wurden alle 32 Insassen getötet, drei Besatzungsmitglieder und 29 Passagiere.[191]

- Am 29. Oktober 1959 stürzte eine Douglas DC-3/C-47A-30-DL der griechischen Olympic Airways (SX-BAD) aus einer Höhe von 9000 Fuß (2740 Metern) bei Avlon Attiki (Griechenland) ab, nahe 39 Kilometer nördlich des Startflughafens Athen-Ellinikon. Der Unfall wurde durch den Ausfall des Kolbenbolzenlagers des Kolbens Nr. 6 des linken Motors verursacht, was zu einem abrupten Abbrechen des Motors führte. Der gebrochene, noch rotierende Propeller, verursachte schwere Einschnitte an der linken Tragfläche. Diese löste sich, und es kam zum Kontrollverlust. Alle 19 Insassen, drei Besatzungsmitglieder und 16 Passagiere, kamen ums Leben.[192]

- Am 5. März 1960 fiel an einer Douglas DC-3/C-47B-5-DK der britischen Don Everall Aviation (G-AMSF) unmittelbar nach dem Abheben vom Flughafen Birmingham (England) das Triebwerk Nr. 2 (rechts) aus. Die Maschine rollte nach rechts, wodurch das Tragflächenende auf dem Boden aufschlug. Das Flugzeug machte einen Ringelpiez, fing Feuer im Bereich des linken Triebwerks und wurde irreparabel beschädigt. Alle 31 Insassen, drei Besatzungsmitglieder und 28 Passagiere, überlebten den Unfall.[193]

- Am 3. Januar 1961 stürzte eine Douglas DC-3/C-47A der Aero O/Y (Finnair) (OH-LCC) auf dem Flug von Kokkola nach Vaasa bei Koivulahti in einen Wald. Die beiden betrunkenen Piloten (mit Blutalkoholkonzentrationen von 2 bzw. 1,56 Promille) flogen die Maschine ca. 10 Kilometer vom Flughafen Vaasa entfernt in niedrigster Höhe, was zu einem Strömungsabriss führte. Keiner der 25 Insassen überlebte (siehe auch Aero-O/Y-Flug 311).[194]

- Am 6. August 1961 stürzte eine Douglas TS-62 (C-47/DC-3) der ungarischen Malév (HA-TSA), mit der ein Rundflug über Budapest durchgeführte, nach einem Kontrollverlust auf ein Wohnhaus, wobei alle 27 Insassen und drei Personen am Boden getötet wurden. Es wurde festgestellt, dass die Piloten gegen Betriebsvorschriften verstoßen hatten, indem sie Dritten Zugang zum Cockpit gewährten und verbotene Kunstflugmanöver flogen (siehe auch Flugunfall in Budapest 1961).

- Am 7. Oktober 1961 wurde eine Douglas DC-3/C-47B-30-DK der britischen Derby Airways (der späteren British Midland Airways) (G-AMSW) im Anflug auf den Flughafen Perpignan (Département Pyrénées-Orientales) in einer Höhe von 2200 Metern in den Mont Canigou geflogen, rund 40 Kilometer südwestlich des Zielflughafens. Durch diesen CFIT (Controlled flight into terrain) wurden alle 34 Insassen getötet, drei Besatzungsmitglieder und 31 Passagiere.[195]

- Am 17. Oktober 1961 wurde eine Douglas DC-3/C-47B-35-DK der britischen BKS Air Transport (G-AMVC) 8,5 nautische Meilen (knapp 16 Kilometer) südöstlich des Zielflughafens Carlisle (England) auf einem Überführungsflug von Leeds in wolkenverhangene Hügel geflogen. Das Wetter war außerdem regnerisch mit starkem Wind. Bei diesem CFIT (Controlled flight into terrain) wurden alle 4 Besatzungsmitglieder getötet, die einzigen Insassen.[196]

- Am 6. Mai 1962 wurde eine Douglas DC-3/C-47 des britischen East Anglian Flying Service (G-AGZB) im Anflug auf den Flughafen Portsmouth bei schlechten Sichtbedingungen gegen einen Hügel geflogen. Von den 18 Insassen wurden durch diesen CFIT (Controlled flight into terrain) 12 getötet, die drei Besatzungsmitglieder und 9 Passagiere.[197]

- Am 30. Juli 1962 schlug eine Douglas DC-3A der Air France (F-BAOE) beim Start vom Flugplatz Coulommiers-Voisins (Département Seine-et-Marne) mit der linken Tragfläche gegen einen Lastwagen. Die Maschine stürzte 450 Meter hinter dem Startbahnende ab. Von den acht Insassen auf dem Trainingsflug kamen 5 Besatzungsmitglieder ums Leben.[198]

- Am 25. August 1962 wurde mit einer Douglas DC-3/C-47A-30-DL der jugoslawischen Jugoslovenski Aerotransport (JAT) (YU-ABH) eine Notlandung auf der Bergkette Prenj durchgeführt, 28 Kilometer nördlich des Startflughafens Mostar (Jugoslawien). Auslöser war ein Triebwerks-Leistungsverlust. Kurz nach der Evakuierung des Flugzeugs ging es in Flammen auf und brannte aus. Alle 32 Insassen, vier Besatzungsmitglieder und 28 Passagiere, überlebten den Unfall.[199]

- Am 30. März 1963 flog eine Douglas DC-3 der italienischen Itavia (I-TAVI) bei schlechtem Wetter in den Berghang des Monte Vale Rotonote, 85 Kilometer südöstlich von Rom. Alle acht Personen an Bord wurden getötet.[200]

- Am 8. November 1963 stürzte eine Douglas DC-3/C-47A der Aero O/Y (Finnair) (OH-LCA) kurz vor dem Flughafen Mariehamn ab und brannte aus, wobei 22 der 25 Insassen starben. Ursache war höchstwahrscheinlich ein Defekt im Höhenmesser des Kapitäns, wodurch die Mindestsinkflughöhe bei sehr schlechtem Wetter unterschritten wurde.[201][202]

- Am 5. März 1964 kam es mit einer Douglas DC-3/C-47A-1-DK der norwegischen Widerøe’s Flyveselskap (LN-PAS) zu einem Startunfall auf dem Flughafen Oslo-Fornebu (Norwegen). Das Flugzeug wurde irreparabel beschädigt. Alle 18 Insassen, drei Besatzungsmitglieder und 15 Passagiere, überlebten den Unfall.[203]

- Am 21. Juni 1964 kam es bei einer Douglas DC-3/C-47A-85-DL der spanischen TASSA (EC-AQH) nach dem Start vom Flughafen Palma de Mallorca zu Problemen mit dem linken Motor. Die Piloten kehrten um, mussten jedoch nach dem Ausfall beider Motoren 900 Meter vor der Küste notwassern. Die 28 Insassen überlebten bis auf einen Passagier.[204]

- Am 20. Februar 1965 stürzte eine Douglas DC-3/C-47A-25-DK der jugoslawischen Jugoslovenski Aerotransport (JAT) (YU-ACB) auf einem Trainingsflug vom Flughafen Belgrad (Jugoslawien) aus in den Fluss Save. Alle 5 Besatzungsmitglieder, die einzigen Insassen auf dem Traingsflug, kamen ums Leben.[205]

- Am 14. April 1965 wurde eine aus Paris-Orly kommende Douglas DC-3/C-47B-20-DK der British United (Channel Islands) Airways (G-ANTB) kurz vor dem Flughafen Jersey ins Gelände geflogen. Obwohl bei aufliegenden Wolken und einer Sicht von nur 60 Metern nach den vorgeschriebenen Wettermindestbedingungen keinerlei Anflug zulässig war, entschied der Flugkapitän auch nach einem Durchstarten, einen erneuten Anflug durchzuführen. Dabei kollidierte die rechte Tragfläche des Flugzeugs mit dem nur 18 Meter hohen äußersten Mast der Anflugbefeuerung, knapp einen Kilometer vor der Landebahn, stieg wieder hoch und drehte sich in die Rückenlage. Dabei brach die rechte Tragfläche ab, die Maschine stürzte senkrecht auf ein Feld und ging in Flammen auf.[206] Durch diesen CFIT (Controlled flight into terrain) wurden 26 der 27 Insassen getötet, es überlebte lediglich die Stewardess.[207] Zum Zeitpunkt des Unfalls lagen die Sichtverhältnisse weit unter den für eine Landung zulässigen Minima.[208][209]

- Am 7. Dezember 1965 geriet eine Douglas DC-3 (EC-ARZ) der spanischen Spantax nach dem Start vom Flughafen Teneriffa-Los Rodeos ins Trudeln und stürzte nahezu senkrecht ab. Alle 32 Insassen kamen ums Leben.[210]

- Am 17. Dezember 1965 fiel in einer Douglas DC-3/C-47B-25-DK der britischen Skyways Coach Air (G-AMWX) bei einem Nachtflug vom Flughafen Beauvais-Tillé (Frankreich) zum Flughafen London-Gatwick die gesamte Funk- und Funknavigationsanlage aus, als die Maschine bereits die englische Küste überflogen hatte. Wegen der niedrigen Bewölkung über Südostengland beschloss der Kapitän, nach Beauvais zurückzukehren. Nachdem sie einige Zeit an der französischen Küste hin- und hergeflogen waren, ohne sich orientieren zu können, entschied sich der Kapitän für eine Notwasserung nahe den Lichtern der Stadt Le Tréport (Département Seine-Maritime). Die Passagiere wurden 40 Minuten lang für das Verhalten bei der Notwasserung instruiert, die dann etwa 50 Meter vom Strand entfernt erfolgreich durchgeführt wurde. Alle Insassen konnten sicher an Land waten. Das Flugzeug wurde durch die Flut und Wellen zerstört. Alle 32 Insassen, drei Besatzungsmitglieder und 29 Passagiere, überlebten den Unfall.[211]

- Am 16. April 1966 wurde eine Douglas DC-3C der jugoslawischen Jugoslovenski Aerotransport (JAT) (YU-ABG) beim Start vom Flughafen Skopje (Jugoslawien) irreparabel beschädigt. Über Personenschäden ist nichts bekannt.[212]

- Am 16. September 1966 kam es bei einer Douglas DC-3 (EC-ACX) der spanischen Spantax, die für Iberia betrieben wurde, zwei Minuten nach dem Start vom Flughafen Teneriffa-Los Rodeos zu einem Triebwerksschaden. Bei der erforderlichen Notwasserung ertrank ein Passagier, der sich geweigert hatte, das Flugzeug zu verlassen. Alle anderen 23 Passagiere und drei Besatzungsmitglieder überlebten (siehe auch Iberia-Flug 261).[213]

- Am 17. Oktober 1967 wurde eine Douglas DC-3A der dänischen Fairline (OY-DNP) auf dem Flughafen Kopenhagen-Kastrup (Dänemark) durch einen Sturm irreparabel beschädigt. Personen kamen nicht zu Schaden.[214]

- Am 9. Mai 1970 kollidierte eine Douglas DC-3C (OO-AUX) der belgischen Delta Air Transport, betrieben von Sabena, beim Rollen auf dem Flughafen Amsterdam Schiphol (Niederlande) mit einem Stromaggregat. Der Erste Offizier hatte die Bremsen gelöst, obwohl noch kein Freizeichen vom Bodenpersonal zu sehen gewesen war. Aufgrund der Schadenshöhe wurde das Flugzeug als Totalverlust abgeschrieben.[215]

- Am 3. Juni 1971 entstanden an einer Douglas DC-3/C-47B-35-DK der niederländischen Moormanair (PH-MOA) nach dem Nachtstart vom Flughafen Southend (England) am rechten Triebwerk eine Ölleckage und ein Leistungsverlust. Bei der Notlandung nach der Rückkehr setzte die Maschine erst nach der halben Landebahnlänge auf, überrollte das Bahnende und kollidierte mit einem Erdwall. Das Flugzeug wurde irreparabel beschädigt. Alle 36 Insassen, vier Besatzungsmitglieder und 32 Passagiere, überlebten den Unfall; zwei Passagiere wurden verletzt.[216]

- Am 16. September 1971 stürzte eine DC-3/C-47A-20-DL der Yemen Airlines (4W-ABI) in der Nähe von Preševo (Jugoslawien) ab. Die Maschine war in Belgrad gestartet und in Vereisungsbedingungen geraten. Alle 5 Insassen, zwei Besatzungsmitglieder und drei Passagiere, kamen ums Leben.[217]

- Am 2. Juli 1972 musste eine Douglas DC-3/C-47B der französischen Rousseau Aviation (F-WSGU) während eines Überführungsflugs in die USA auf dem Flughafen Kulusuk (Grönland) notgelandet werden. Sie wurde dabei derart beschädigt, dass eine Reparatur auf dem abgelegenen Flugplatz nicht mehr möglich war.[218][219]

- Am 30. September 1972 stürzte eine Douglas DC-3 (EC-AQE) der spanischen Spantax bei einem Trainingsflug auf dem Flughafen Madrid-Barajas ab, als der auszubildende Pilot zu abrupt am Steuer zog. Eines der sechs Besatzungsmitglieder kam ums Leben (siehe auch Flugunfall einer Douglas DC-3 der Spantax in Madrid 1972).[220]

- Am 17. August 1978 driftete eine Douglas DC-3/C-47B-20-DK der britischen Skyways Cargo Airline (G-AMSM) beim Start vom Flughafen Lydd (England) nach links. Der Erste Offizier korrigierte zu stark zurück, woraufhin die Maschine die Startbahn in einem Winkel von 20 Grad nach rechts verließ, teilweise schon in der Luft. Beim Versuch, einem Windsack auszuweichen, kratzte die rechte Tragfläche über die kreuzende Startbahn 14, woraufhin das Flugzeug wieder aufsetzte und bis zum Stillstand rutschte. Im rechten Triebwerk brach ein Feuer aus, das Flugzeug wurde irreparabel beschädigt. Alle drei Besatzungsmitglieder, die einzigen Insassen auf dem Frachtflug, überlebten den Unfall.[221]

- Am 21. April 1981 verschwand eine Douglas DC-3/C-53-DO der französischen Hémet Exploration (F-BJBY) auf dem Weg vom Flughafen Oran Es Sénia (Algerien) zum Flughafen Toulouse-Blagnac (Département Haute-Garonne). Der letzte Radarkontakt lag über dem Mittelmeer, 24 Kilometer von Puerto de Andraitx an der Westspitze von Mallorca. Alle 4 Insassen, zwei Besatzungsmitglieder und 2 Passagiere, werden bis heute vermisst.[222]

- Am 6. Juni 1989 brach an einer Douglas DC-3/C-47B-25-DK der spanischen Aeromarket (EC-EIS) bei der Landung auf dem Flughafen Palma de Mallorca (Spanien) das rechte Hauptfahrwerk zusammen. Das Flugzeug schwenkte von der Landebahn herunter und wurde irreparabel beschädigt. Beide Piloten, die einzigen Insassen auf dem Frachtflug, überlebten den Unfall.[223]

- Am 4. Januar 1991 geriet eine Douglas DC-3 der spanischen Aeromarket (EC-EQH) beim Start vom Flughafen Palma de Mallorca (Spanien) von der Startbahn ab. Dabei wurde das Flugzeug irreparabel beschädigt. Beide Piloten, die einzigen Insassen auf dem Frachtflug, überlebten den Unfall.[224]

- Am 3. November 1991 flog eine Douglas DC-3/C-47A-1-DK der spanischen Aeromarket (EC-FDH) unmittelbar nach dem Abheben vom Flughafen Barcelona-El Prat (Spanien) in etwa 60 Metern Höhe eine scharfe Linkskurve. Der Kapitän, der einzige Pilot an Bord, konnte die Querneigung abfangen, jedoch verlor das Flugzeug an Geschwindigkeit. Bei der folgenden Notlandung wurde die Maschine irreparabel beschädigt. Alle 3 Insassen, auch die beiden Passagiere, überlebten den Unfall.[225]

- Am 21. Juli 1992 wurde eine Douglas DC-3/C-47A-60-DL der luxemburgischen Legend Air (LX-DKT) auf dem Flughafen Ostende (Belgien) während eines Sturms in die Boeing 707-330B Z-WKV der Air Zimbabwe geblasen. Die DC-3 wurde irreparabel beschädigt. Personen kamen nicht zu Schaden.[226]

- Am 2. März 1993 fiel an einer Douglas DC-3/C-47A-20-DL der spanischen ARM (vormals Aeromarket), betrieben für die ebenfalls spanische Tadair, (EC-FAH) unmittelbar nach dem Abheben vom Flughafen Palma de Mallorca (Spanien) das Triebwerk Nr. 1 (links) aus. Die Maschine stürzte ab. Beide Piloten, die einzigen Insassen auf dem Frachtflug, kamen ums Leben.[227]

- Am 25. September 1996 stürzte eine Douglas DC-3C der niederländischen Dutch Dakota Association (PH-DDA) auf dem Flug nach Amsterdam kurz nach dem Start vom Flugplatz Texel ab, nach Ausfall eines Motors, gefolgt vom Ausfall der Segelstellungsbetätigung. Alle 32 Insassen starben.[228]

## Andere Kontinente

### Südamerika
- Am 22. Januar 1943 absolvierte eine Douglas DC-3A-399 der Pan American-Grace Airways (Panagra) (Luftfahrzeugkennzeichen NC33645) einen Linienflug zwischen dem Flughafen Arequipa und Lima, Peru. Etwa fünfzig Minuten nach dem Start meldete die Besatzung, dass sie den Río Ocoña überflogen, als die DC-3 kurz danach auf einem 13.000 Fuß hohen Berggipfel des Guayuri Grande Hill in der Provinz Caraveli, Departement Arequipa, aufschlug. Als Ursache wurde der Weiterflug unter Instrumentenflugbedingungen angegeben, was gegen die Vorschriften verstieß. Bei diesem CFIT (Controlled flight into terrain) wurden 14 Insassen getötet, vier Besatzungsmitglieder und 10 der 15 Passagiere.[229]

- Am 27. September 1946 flog eine Douglas DC-3A-228D der Panair do Brasil (PP-PCH) im Anflug auf den Flughafen Rio de Janeiro–Santos Dumont (Brasilien) in einen Berg. Alle 25 Insassen, drei Besatzungsmitglieder und 22 Passagiere, wurden getötet.[230]

- Am 13. November 1946 wurde eine Douglas DC-3 der mexikanischen Communicaciones Aéreas de Veracruz (XA-FOZ) in 11000 Fuß (3350 Metern) Höhe gegen einen wolkenverhangenen Berg geflogen. Das Flugzeug war über bergigem Gelände vom Kurs abgekommen. Der Unfall ereignete sich 20 Kilometer östlich von Perote (Mexiko), 116 Kilometer nordwestlich vom Ziel, dem Flughafen Veracruz. Durch diesen CFIT (Controlled flight into terrain) wurden alle 15 Insassen getötet, drei Besatzungsmitglieder und 12 Passagiere.[231]

- Am 22. Januar 1947 stürzte eine Douglas DC-3/C-53B der kolumbianischen Avianca (C-108) nahe Puerto Araujo ab, 66 Kilometer südsüdwestlich des Zielflughafens Barrancabermeja-Yariguíes (Kolumbien), nachdem die Piloten die Kontrolle über das Flugzeug verloren hatten. Alle 17 Insassen, vier Besatzungsmitglieder und 13 Passagiere, kamen ums Leben.[232]

- Am 8. April 1947 verunglückte eine Douglas DC-3/C-47 der venezolanischen Linea Aeropostal Venezolana (LAV) (YV-ALO) 40 Kilometer östlich von Caracas (Venezuela). Ziel war der Flugplatz Caracas-La Carlota. Alle 27 Insassen, drei Besatzungsmitglieder und 24 Passagiere, kamen ums Leben.[233]

- Am 13. März 1948 kollidierte eine Douglas DC-3A der brasilianischen Cruzeiro do Sul (PP-CBX) im Anflug auf den Flughafen São Paulo–Congonhas (São Paulo, Brasilien) mit dem Bergrücken Sierra Cristais, 32 Kilometer vom Zielflughafen entfernt. Alle 6 Insassen, 4 Besatzungsmitglieder und 2 Passagiere, wurden getötet.[234][235]

- Am 15. März 1948 wurde eine Douglas DC-3/C-47-DL der kolumbianischen Agencia Interamericana de Aviación – AIDA (C-1002) gegen die Flanke des Berges Alto El Arrastradero geflogen, 51 Kilometer ostnordöstlich des Ziels, dem Flughafen Bogotá-Techo (Kolumbien). Durch diesen CFIT (Controlled flight into terrain) wurden 14 der 15 Insassen getötet, alle vier Besatzungsmitglieder und 10 Passagiere; lediglich ein 14-jähriges Mädchen überlebte.[236]

- Am 14. Juli 1948 verloren die Piloten einer Douglas DC-3/C-47A-70-L der Aerovías Brasil (PP-AVO) während des Starts vom Flughafen Belem-Val de Can (Brasilien) in einer Linkskurve die Kontrolle, was zum Absturz führte. Die auf einem Frachtflug befindliche Maschine hätte frühestens in 100 Metern Höhe eingekurvt werden dürfen. Von den sechs Insassen kamen 5 ums Leben, drei Besatzungsmitglieder und beide Passagiere.[237]

- Am 7. Dezember 1948 wurde eine Douglas DC-3/C-47A-20-DK der kolumbianischen Limitada Nacional de Servicio Aéreo (LANSA) (HK-306) auf dem Flughafen Bogotá-Techo (Kolumbien) irreparabel beschädigt. Nähere Einzelheiten sind nicht bekannt. Personen kamen nicht zu Schaden.[238][239]

- Am 15. Dezember 1948 wurde eine Douglas DC-3/C-47A-DL der kolumbianischen Limitada Nacional de Servicio Aéreo (LANSA) (C-310) fünf Minuten nach dem Start vom Flughafen Bogotá-Techo (Kolumbien) in einen wolkenverhangenen Hügel geflogen. Bei diesem CFIT (Controlled flight into terrain) wurden alle 30 Insassen getötet, drei Besatzungsmitglieder und 27 Passagiere.[240]

- Am 10. Februar 1949 wurde eine Douglas DC-3/C-47B-15-DK der peruanischen Faucett Perú (OB-PAV-223) im Anflug auf den Flughafen Huánuco (Peru) gegen einen Berggipfel geflogen. Bei diesem CFIT (Controlled flight into terrain) wurden alle 16 Insassen getötet, drei Besatzungsmitglieder und 13 Passagiere.[241]

- Am 24. Februar 1949 verunglückte eine Douglas DC-3 der TAM Peru (Transporte Aéreo Militar) (Kennzeichen unbekannt) beim Start auf dem Flughafen Cusco (Peru). Die Maschine sollte nach Lima fliegen. Beim Startlauf brach das linke Hauptfahrwerk zusammen, woraufhin die Tragfläche Bodenberührung bekam und ein Feuer ausbrach. Von den 26 Insassen kamen 22 ums Leben (2 der 4 Besatzungsmitglieder und 20 der 22 Passagiere).[242][243]

- Am 13. August 1949 verunglückte eine Douglas DC-3/C-47 der kolumbianischen SAETA (Sociedad Aeronautica del Tolima) (HK-1200) in den Anden nahe Bojacá (Kolumbien). Die Maschine war auf dem Flug vom Flughafen Bogotá-Techo nach Ibagué. Alle 32 Insassen, drei Besatzungsmitglieder und 29 Passagiere, wurden getötet.[244]

- Am 28. August 1949 wurde eine Douglas DC-3/C-47 der bolivianischen Lloyd Aéreo Boliviano (CB-33), die auf dem Flughafen Cochabamba (Bolivien) geparkt war, während innerer Unruhen bombardiert und irreparabel beschädigt. Personen kamen nicht zu Schaden.[245]

- Am 26. September 1949 wurde eine Douglas DC-3A der Mexicana de Aviación (XA-DUH) in den Vulkan Popocatépetl (Mexiko) geflogen, 63 Kilometer südöstlich des Ziels Flughafen Mexiko-Stadt. Durch diesen CFIT (Controlled flight into terrain) wurden alle 24 Insassen getötet, drei Besatzungsmitglieder und 21 Passagiere.[246]

- Am 26. November 1949 wurde eine Douglas DC-3/C-47 der kolumbianischen Limitada Nacional de Servicio Aéreo (LANSA) (HK-305) nach dem Start vom Flughafen Bucaramanga-Gómez Niño (Kolumbien) in einer Höhe von 2000 Fuß (610 Metern) gegen den 50 Kilometer nordnordöstlich gelegenen Hügel Páramo Bogueche geflogen. Die Maschine befand sich auf einem Flug von Bucaramanga nach Cúcuta. Durch diesen CFIT (Controlled flight into terrain) wurden alle 12 Insassen getötet, drei Besatzungsmitglieder und 9 Passagiere.[247]

- Am 1. Dezember 1949 wurde eine Douglas DC-3/C-47-DL der brasilianischen REAL Transportes Aéreos (PP-YPM) bei Ribeirão Claro (PR, Brasilien) in einen Berg geflogen. Der Flug war trotz schlechter Wetterbedingungen in bergigem Gelände fortgesetzt worden. Bei diesem CFIT (Controlled flight into terrain) wurden 20 der 22 Insassen getötet, alle vier Besatzungsmitglieder und 18 Passagiere.[248]

- Am 19. Dezember 1949 verschwand eine Douglas DC-3/C-47A-30-DK der Aerovías Brasil (PP-AXG) auf einem Trainingsflug vom und zum Flughafen Vitoria-Goiabeiras (Brasilien). Möglicherweise stürzte die Maschine ins Meer. Alle 6 Insassen auf dem Trainingsflug, 3 Besatzungsmitglieder und 3 Passagiere, kamen ums Leben.[249]

- Am 21. Januar 1950 verunglückte eine Douglas DC-3/C-47 der TAM – Transporte Aéreo Militar (zivile Fluggesellschaft der bolivianischen Luftwaffe) (TAM-10) bei schlechtem Wetter nahe Vacas (Bolivien), 60 Kilometer ostsüdöstlich des Zielflughafens Cochabamba. Alle 32 Insassen, vier Besatzungsmitglieder und 28 Passagiere, wurden getötet, ebenso wie eine Frau am Boden.[250]

- Am 1. März 1950 stürzte eine Douglas DC-3/C-47-DL der kolumbianischen SAM Colombia (Sociedad Aeronautica Medellin) (HK-507) im Anflug auf den Flughafen Medellin-Olaya Herrera (Kolumbien) ab. Die Maschine war dort zu einem Testflug nach Reparaturen am Triebwerk Nr. 1 (links) gestartet, geriet bei der Rückkehr in Starkregen mit starken Fallböen und schlug im Gelände auf. Von den 4 Insassen kamen 2 ums Leben, der Erste Offizier und einer der beiden Mechaniker.[251]

- Am 15. April 1950 flog eine Douglas DC-3/C-47 der kolumbianischen Limitada Nacional de Servicio Aéreo (LANSA) (HK-309) in der Nähe von San Marcos (Kolumbien) in einer Höhe von rund 2700 Metern gegen einen Berg. Die Maschine war auf dem Weg vom Flughafen Medellin-Olaya Herrera zum Flughafen Barranquilla. Die beiden Piloten, die einzigen Insassen des Frachtfluges, kamen ums Leben.[252]

- Am 2. Mai 1950 wurde eine Douglas DC-3/C-47-DL der kolumbianischen Avianca (HK-120) knapp nördlich des Vulkans Chimborazo in gebirgiges Gelände geflogen, 3,3 Kilometer von Simiatug (Kolumbien) entfernt. Bei diesem CFIT (Controlled flight into terrain) wurden alle 15 Insassen getötet, drei Besatzungsmitglieder und 12 Passagiere.[253]

- Am 24. Mai 1950 wurde eine Douglas DC-3/C-47A-55-DL der kolumbianischen Limitada Nacional de Servicio Aéreo (LANSA) (HK-307) 6 Kilometer westlich von Pasto (Kolumbien) in den Vulkan Galeras geflogen. Die Maschine befand sich auf dem Flug von Popayán nach Ipiales. Durch diesen CFIT (Controlled flight into terrain) wurden 26 der 27 Insassen getötet; nur ein Passagier, ein zehnjähriges Mädchen, überlebte.[254][255]

- Am 30. Mai 1950 flogen die Piloten einer Douglas DC-3/C-47-DL der Aerovías Brasil (PP-AVZ) auf dem Flug von Vitória da Conquista nach Salvador da Bahia bei Ilhéus in eine Schlechtwetterzone mit Turbulenzen ein. In dieser kam es zum Kontrollverlust, wobei auch die strukturellen Belastungsgrenzen der Maschine überschritten wurden und diese auseinanderzubrechen begann und abstürzte. Bei dem Unfall wurden 13 von 15 Personen an Bord getötet, nur zwei Passagiere überlebten (siehe auch Flugunfall der Aerovias Brasil bei Ilhéus).[256]

- Am 15. Dezember 1950 wurde eine Douglas DC-3/C-47-DL der venezolanischen Avensa (YV-C-AVU) bei schlechtem Wetter in einer Höhe von 2800 Metern bei Páramo Las Siete Lagunas (Venezuela) gegen einen Berg geflogen. Bei diesem CFIT (Controlled flight into terrain) wurden alle 31 Insassen getötet, drei Besatzungsmitglieder und 28 Passagiere, darunter 27 Schüler.[257]

- Am 30. Dezember 1950 stürzte eine DC-3/C-47A-DK der Aerolíneas Argentinas (LV-ACH) auf dem Weg von Mar del Plata nach Buenos Aires nahe Cobo (Argentinien) ab. Von den 15 Insassen starben 14.[258]

- Am 1. Januar 1951 verunglückte eine DC-3/C-47A-DL der Lloyd Aéreo Boliviano (CB-31) am Flughafen La Paz/El Alto, Bolivien. Die Maschine wurde irreparabel beschädigt; über Personenschäden ist nichts bekannt.[259]

- Am 18. Januar 1951 verschwand eine Douglas DC-3 der TAM Peru (Transporte Aéreo Militar) (Kennzeichen unbekannt) auf dem Flug vom Flughafen Lima-Limatambo (Peru) zum Flughafen Arequipa. Erst fünf Tage später wurde das Wrack knapp 30 Kilometer nordnordöstlich von Chala in der Provinz Caravelí gefunden, noch 300 Kilometer vom Zielort entfernt. Alle 19 Insassen kamen ums Leben.[260]

- Am 31. Januar 1951 entstanden bei einer Douglas DC-3/C-47A-90-DL der kolumbianischen Límitada Nacional de Servicio Aereo (LANSA) (HK-311) während des Frachtfluges von Cali nach Bogotá Motorprobleme. Die Piloten schafften es noch, bei Madrid, Kolumbien, notzulanden. Beide Crewmitglieder überlebten, das Flugzeug wurde jedoch irreparabel beschädigt.[261]

- Am 21. März 1951 verunglückte eine Douglas DC-3/R4D-1 der kolumbianischen Limitada Nacional de Servicio Aéreo (LANSA) (HK-315) bei Hato Nuevo, Kolumbien, 90 Kilometer vor dem Zielort Cartagena. Die Piloten hatten eine Kursänderung gemeldet, um Gewitterwolken auszuweichen. Alle 29 Insassen, 3 Crewmitglieder und 26 Passagiere kamen ums Leben.[262]

- Am 22. März 1951 stürzte eine Douglas DC-3/C-53 der brasilianischen Cruzeiro do Sul (PP-CCX) am Flughafen Florianópolis (Brasilien) ab. Beim Durchstarten während Regens und schlechter Sicht fiel das Triebwerk 2 (rechts) aus und das Flugzeug stürzte in die Bucht. Von den 14 Insassen, vier Crewmitgliedern und zehn Passagieren, starben drei Passagiere, die anderen Insassen überlebten.[263]

- Am 26. März 1951 stürzte eine Douglas DC-3/C-47A-5-DK der Aerolíneas Argentinas (LV-ACY) kurz nach dem Start vom Flughafen Río Grande, Tierra del Fuego (Argentinien) ab. Von den 20 Insassen kamen 11 ums Leben, drei Crewmitglieder und acht Passagiere.[264]

- Am 2. April 1951 wurde eine Douglas DC-3/C-48B auf einem Trainingsflug der kolumbianischen Avianca (HK-142) bei einer Notlandung auf dem Flughafen Bogotá-Techo (Kolumbien) irreparabel beschädigt. Alle drei Besatzungsmitglieder überlebten.[265]

- Am 15. Mai 1951 verunglückte eine vom Flughafen Rio de Janeiro–Santos Dumont kommende Douglas DC-3/C-47A-70-DL der brasilianischen Linhas Aéreas Paulistas (PP-LPC) nahe Maceió, Brasilien, rund 200 Kilometer südwestlich des Flugziels Recife. Alle 16 Insassen (4 Besatzungsmitglieder und 12 Passagiere) überlebten. Die Maschine wurde irreparabel beschädigt.[266]

- Am 18. Mai 1951 wurde eine Douglas DC-3/C-47B-45-DK der brasilianischen Viação Aérea São Paulo (VASP) (PP-SPL) auf einem Sichtflug in schlechtem Wetter in hügeliges Gelände geflogen. Die Maschine war auf dem Flug von Santa Cruz do Rio Pardo (Brasilien) nach Presidente Prudente, als sie 50 Kilometer vor dem Ziel bei Rancharia zerschellte. Alle 7 Insassen, 4 Besatzungsmitglieder und 3 Passagiere, wurden getötet.[267]

- Am 6. Juni 1951 wurde eine Douglas DC-3D der Linha Aérea Transcontinental Brasileira (PP-NAL) im Anflug auf den Flughafen Rio de Janeiro–Santos Dumont in knapp 60 Meter Höhe in einen Hügel geflogen. Die Piloten hatten trotz Instrumentenflugbedingungen einen Sichtanflug durchgeführt und sämtliche Vorschriften für Mindestflughöhen nicht eingehalten. Von den 3 Crewmitgliedern und 16 Passagieren starben ein Crewmitglied und ein Passagier. Die Maschine wurde zerstört.[268]

- Am 13. Juni 1951 kehrte eine Douglas DC-3/C-47A-50-DL der kolumbianischen SAM Colombia (Sociedad Aeronautica Medellin) (HK-504) direkt nach dem Start vom Flughafen Medellin-Olaya Herrera (Kolumbien) zu einer Notlandung zurück, stürzte jedoch nach der Kollision mit einem Schornstein im Stadtteil Belén ab. Das Flugzeug war auf dem Weg nach Cartagena. Die beiden Piloten, die einzigen Insassen des Frachtfluges, kamen ums Leben, außerdem eine Person am Boden.[269]

- Am 21. Juni 1951 setzte eine Douglas DC-3/C-47B-35-DL der Aerolíneas Argentinas (LV-ADG) bei der Landung auf dem Flughafen von Puerto Deseado (Argentinien) spät auf und sprang dreimal hoch. Daraufhin entschloss sich der Kapitän zum Durchstarten. Dabei streifte das Flugzeug einen Armeelastwagen auf der angrenzenden Straße; zwei Soldaten wurden getötet. Die Maschine konnte sicher wieder gelandet werden, an Bord kam niemand ums Leben.[270]

- Am 27. Juni 1951 musste die Besatzung einer Douglas DC-3/C-47-DL der brasilianischen Serviços Aéreos Cruzeiro do Sul (PP-CCK) aufgrund von Navigationsproblemen in der Nähe von Trinidad, Bolivien, in einem Sumpfgelände an einem Seeufer notlanden, etwa 250 Kilometer von der Sollstrecke entfernt. Keiner der vier Crewmitglieder des Frachtfluges kam ums Leben. Die Maschine wurde irreparabel beschädigt.[271]

- Am 9. Juli 1951 verunglückte eine Douglas DC-3/C-47-DL der kolumbianischen Avianca (HK-126) bei der Landung am Flughafen Barranquilla, Kolumbien. Alle Insassen überlebten. Das Flugzeug wurde irreparabel beschädigt.[272]

- Am 12. Juli 1951 stürzte eine Douglas DC-3/C-47B-13-DK der brasilianischen Linhas Aereas Paulistas (PP-LPG) bei ungünstigen Wetterbedingungen während eines missglückten Durchstartversuchs am Flughafen von Aracaju, Brasilien, ab. Der Flug wurde im Auftrag von Lóide Aéreo Nacional durchgeführt. Alle 33 Insassen kamen ums Leben, 5 Crewmitglieder und 28 Passagiere.[273]

- Am 8. September 1951 streifte eine Douglas DC-3/C-47B-20-DK der brasilianischen Viação Aérea São Paulo (VASP) (PP-SPQ) 500 Meter hinter der Startbahn am Flughafen São Paulo–Congonhas ein Haus. Alle zehn Insassen des Flugzeuges kamen um, außerdem drei Personen am Boden.[274]

- Am 17. September 1951 verunglückte eine Douglas DC-3/C-47-DL der brasilianischen REAL Transportes Aéreos (PP-YPX) auf dem Flug von Rio de Janeiro nach Sao Paulo bei Ubatuba (Brasilien), wobei alle vier Crewmitglieder und sechs Passagiere starben. Die Maschine wurde erst nach zwei Tagen gefunden.[275]

- Am 28. Februar 1952 streifte die Tragfläche einer Douglas DC-3A-393 der Panair do Brasil (PP-PCN) beim Durchstarten am Flughafen Uberlândia (Brasilien) Bäume. Das Flugzeug stürzte ab. Von den 31 Insassen kamen 9 ums Leben, drei Besatzungsmitglieder und 6 Passagiere.[276]

- Am 29. März 1952 verunglückte eine Douglas DC-3 der TACA de Venezuela (YV-C-AZU) am Berg Cerro Grande, 30 Kilometer östlich vom Zielflughafen San Felipe (Venezuela). Alle 12 Insassen, die drei Besatzungsmitglieder und 9 Passagiere, kamen ums Leben.[277]

- Am 12. August 1952 brach in einer Douglas DC-3/C-47A-90-DL der Transportes Aéreos Nacionales (Brasilien) (PP-ANH) nach dem Start vom Flughafen Goiânia (Brasilien) ein Feuer aus. Laut Augenzeugen „explodierte“ das Flugzeug dann in der Luft und schlug etwa 74 Kilometer westsüdwestlich vom Startflughafen auf. Die Unfallursache konnte nicht ermittelt werden, auch weil viele Wrackteile von der örtlichen Bevölkerung geplündert wurden. Alle 24 Insassen, vier Besatzungsmitglieder und 24 Passagiere, kamen ums Leben.[278]

- Am 14. Oktober 1952 wurde eine Douglas DC-3/C-47-DL der Aerovías Brasil (PP-AXJ) durch Navigationsfehler nahe São Francisco de Paula (Rio Grande do Sul) (Brasilien) in hochgelegenes Gelände geflogen. Die aus São Paulo kommende Maschine befand sich noch 83 Kilometer nordöstlich des Ziels, dem Flughafen Porto Alegre. Durch diesen CFIT (Controlled flight into terrain) wurden von den 18 Insassen 14 getötet, alle vier Besatzungsmitglieder und 10 Passagiere.[279]

- Am 23. August 1953 stürzte eine Douglas DC-3/C-47-DL der brasilianischen REAL Transportes Aéreos (PP-YQK) auf einem Frachtflug 6 Kilometer vom Flughafen Campo Grande (Brasilien) entfernt ab. Der Unfall ereignete sich bei Nacht während stark böiger Winde, als die Piloten beim dritten Landeversuch unter die vorgeschriebene Mindestsicherheitshöhe flogen. Alle vier Besatzungsmitglieder, die einzigen Insassen, überlebten. Das Flugzeug wurde irreparabel beschädigt.[280]

- Am 3. November 1953 kollidierte eine Douglas DC-3-314 der Lloyd Aéreo Boliviano (CP-600) nahe Tarabuco mit einem Berg. Das Flugzeug befand sich auf dem Weg von Camiri nach Sucre. Alle 28 Insassen starben.[281]

- Am 11. Januar 1954 wurde eine Douglas DC-3/C-47A-80-DL der kolumbianischen Avianca (HK-160) nahe Manizales (Kolumbien) in einen Berg geflogen. Bei diesem CFIT (Controlled flight into terrain) wurden alle 21 Insassen getötet, drei Besatzungsmitglieder und 18 Passagiere.[282]

- Am 25. März 1954 verunglückte eine Douglas DC-3/C-53-DO der Aeronaves de México (XA-GUN) auf dem Flug von Mazatlán zum Flughafen Monterrey-Del Norte. Während die Piloten auf die Landeerlaubnis warteten, flogen sie die Maschine 16 Kilometer nördlich von Monterrey gegen den Berg Friars Peak. Durch diesen CFIT (Controlled flight into terrain) wurden alle 18 Insassen getötet, drei Besatzungsmitgliedern und 15 Passagiere.[283]

- Am 23. April 1954 wurde eine Douglas DC-3/C-47A-5-DK der Aerolíneas Argentinas (LV-ACX) in der Region Sierra del Vilgo (Argentinien) gegen einen Berg geflogen. Die Maschine war auf dem Weg zum Flughafen Córdoba. Das Wrack wurde erst drei Tage später gefunden. Durch diesen CFIT (Controlled flight into terrain) wurden alle 25 Insassen getötet, vier Besatzungsmitglieder und 21 Passagiere.[284]

- Am 31. Mai 1954 wurde eine Douglas DC-3/C-47A-80-DL der Transportes Aéreos Nacionales (Brasilien) (PP-ANO) gegen den Berg Cipo in der Bergkette Serra do Cipó (Minas Gerais, Brasilien) geflogen. Die Piloten waren 48 Kilometer von der vorgeschriebenen Route abgewichen und flogen unterhalb der Sicherheitsflughöhe. Durch diesen CFIT (Controlled flight into terrain) wurden alle 19 Insassen getötet, vier Besatzungsmitglieder und 15 Passagiere.[285]

- Am 12. September 1954 kehrten die Piloten einer Douglas DC-3/C-47A der brasilianischen Cruzeiro do Sul (PP-CDJ) zum Startflughafen Rio de Janeiro-Santos Dumont (Brasilien) zurück, als die Wetterbedingungen am Zielflughafen São Paulo-Congonhas unter die Minima gefallen waren. Wegen schwerer Vibrationen im Triebwerk 1 (links) wurde dieses abgestellt. Im Endanflug war das Flugzeug zu hoch; beim versuchten Durchstarten geriet das Flugzeug in einen Sinkflug und schlug auf das Wasser der Guanabara-Bucht auf. Bei diesem Unfall wurden 6 der 21 Passagiere getötet, alle 4 Besatzungsmitglieder und die anderen 15 Passagiere überlebten.[286]

- Am 16. November 1954 wurde eine Douglas DC-3 der Transporte Aéreo Militar – TAM Peru (FAP 403) in einer Höhe von 18.000 Fuß (knapp 5500 Metern) auf dem Weg von Pucallpa nach Lima am Berg Jirishanca (Peru) in eine Eiswand geflogen. Durch diesen CFIT (Controlled flight into terrain) wurden alle 24 Insassen getötet, drei Besatzungsmitglieder und 21 Passagiere. Das Wrack wurde erst am 4. Dezember 1954 gefunden.[287][288]

- Am 6. März 1955 kollidierte eine Douglas DC-3A der brasilianischen REAL Transportes Aéreos (PP-YPZ) beim Durchstarten am Flughafen von Vitória da Conquista (Brasilien) mit einem Pfosten. Die Maschine stürzte ab und fing Feuer. Grund für das Durchstarten war ein Verriegelungsfehler des Fahrwerks. Von den 21 Insassen wurden 5 getötet, ein Besatzungsmitglied und 4 Passagiere.[289]

- Am 8. März 1955 verunglückte eine Douglas DC-3A-228D der Mexicana de Aviación (XA-DIK) in der Bergkette Cerro del Cabre, 20 Kilometer westnordwestlich des Zielflugplatzes Talpa de Allende (Mexiko). Die Maschine befand sich auf dem nur 52 Kilometer langen Flug von Puerto Vallarta. Alle 26 Insassen, drei Besatzungsmitglieder und 23 Passagiere, wurden getötet.[290]

- Am 26. August 1955 kollidierte eine Douglas DC-3A der brasilianischen Cruzeiro do Sul (PP-CBY) mit einem Berg in der Serra do Costelo zwischen Castelo, RJ und Cachoeiro de Itapemirim (Brasilien). Das Flugzeug befand sich auf dem Flug von Campos dos Goytacazes nach Caravelas (Bahia) und war weit von der Luftstraße und dem Flugplankurs abgewichen. Bei diesem CFIT (Controlled flight into terrain) wurden alle 13 Insassen, 4 Besatzungsmitglieder und 9 Passagiere getötet.[291]

- Am 1. Dezember 1955 verlor das linke Triebwerk einer Douglas DC-3/C-47B der brasilianischen Cruzeiro do Sul (PP-CCC) kurz nach dem Abheben vom Flughafen Belém-Val-de-Cans (Pará, Brasilien) an Leistung. Die Piloten schalteten die Hydraulikpumpe aus, was dazu führte, dass das Fahrwerk in halb ausgefahrener Position hängenblieb. Durch dessen hohen Luftwiderstand, gekoppelt mit dem des im Leerlauf drehenden Propellers, kam es zum Sinkflug, bis ein Baum gestreift wurde. Die Maschine stürzte ab und fing Feuer. Alle 6 Insassen, 4 Besatzungsmitglieder und 2 Passagiere, kamen ums Leben.[292]

- Am 16. Juli 1956 wurde eine Douglas DC-3/C-47A-25-DK der Aerolíneas Argentinas (LV-ACD) im Anflug auf den Flughafen Río Cuarto (Argentinien) unter die Mindestsinkflughöhe geflogen und krachte deshalb gegen einen Berg. Durch diesen CFIT (Controlled flight into terrain) wurden alle 18 Insassen getötet, vier Besatzungsmitglieder und 14 Passagiere.[293]

- Am 25. August 1956 stürzte eine DC-3/C-47D der Lloyd Aéreo Boliviano (CP-605) im Landeanflug auf den Flughafen El Alto aufgrund des Verlusts eines Propellers ab. Von den drei Insassen dieses Frachtfluges kamen zwei ums Leben.[294]

- Am 17. November 1956 wurde eine Douglas DC-3/C-49G-DO der kolumbianischen Aerolineas del Pacifico (ARPA) (HK-385) auf dem Flug von Buenaventura nach Cali in einer Höhe von 1890 Metern in den Berg El Rucio (Kolumbien) geflogen, da der Kapitän laut Unfallbericht exzessiv zu niedrig flog. Trotz Instrumentenflugbedingungen in schlechtem Wetter flog er nach Sichtflugregeln. Der Kapitän hatte den Ersten Offizier vom Flug abgesetzt, weil dessen Medizinisches Tauglichkeitszeugnis nach seiner Untersuchung noch immer bei der Luftfahrtbehörde zum Abstempeln lag. Stattdessen setzte er den Flugingenieur auf den rechten Sitz und flog die Maschine illegal alleine. Vor Abflug hatte er noch fünf Passagiere einsteigen lassen, obwohl die Sitzplätze bereits alle belegt waren. Bei diesem CFIT mit der überladenen Maschine (Controlled flight into terrain) wurden alle 36 Insassen getötet, drei Besatzungsmitglieder und 33 Passagiere.[295][296]

- Am 9. März 1957 wurde eine Douglas DC-3/C-47-DL der kolumbianischen Avianca (HK-155) in einer Höhe von 7800 Fuß (2380 Metern) 32 Kilometer westlich von Tuluá (Kolumbien) in einen der Berge der Trujillo Hills geflogen, 60 Kilometer nördlich des Flughafens Cali. Die Untersuchung ergab, dass der Kapitän nicht auf der vorgeschriebenen Route geflogen war, sondern eine Abkürzung auf einer explizit verbotenen Strecke gewählt hatte, seine Position nicht mit Hilfe von Funkfeuern überprüft hatte und generell mit starker Selbstüberschätzung handelte. Durch diesen CFIT (Controlled flight into terrain) wurden alle 15 Insassen getötet, drei Besatzungsmitglieder und 12 Passagiere.[297]

- Am 18. März 1957 kollidierte eine Douglas DC-3/C-53 der Lloyd Aéreo Boliviano (CP-535) nahe Sayari (Departamento Cochabamba) mit einem Berg. Das Flugzeug befand sich auf dem Weg von Cochabamba nach Oruro, als es 66 Kilometer nordöstlich des Zielflughafens Oruro verunglückte. Alle 19 Insassen starben.[298]

- Am 10. April 1957 entstand während des Reiseflugs an einer Douglas DC-3/C-47A-20-DK der brasilianischen REAL Transportes Aéreos (PP-ANX) ein Triebwerksbrand im Motor Nr. 2 (rechts). Im Anflug für eine Notlandung in Ubatuba (Brasilien) bemerkten die Piloten in leichtem Regen den Berg Papagaio auf der Insel Anchieta zu spät. Beim abrupten Ausweichmanöver kam es zu einem Strömungsabriss und Absturz in den Berg. Von den 30 Insassen kamen 26 ums Leben, drei Besatzungsmitglieder und 23 Passagiere.[299]

- Am 7. April 1958 wurde eine Douglas DC-3/C-47A-80-DL der AREA Ecuador (HC-ACL) nahe Chugchilán (Ecuador) in einer Höhe von 7500 Fuß (knapp 2300 Metern) gegen den Berg Illiniza geflogen. Der Kapitän war bewusst von der vorgeschriebenen Strecke abgewichen, um eine Abkürzung zu fliegen. Durch diesen CFIT (Controlled flight into terrain) wurden alle 32 Insassen getötet, drei Besatzungsmitglieder und 29 Passagiere.[300]

- Am 15. Oktober 1958 verunglückte eine DC-3/C-47A-DL der TAM – Transporte Aéreo Militar (zivile Fluggesellschaft der bolivianischen Luftwaffe) (TAM-03), die auf einem Charterflug auf dem Weg von der bolivianischen Militärbasis Fortín Campero zum Flughafen Tarija war. Sie flog in der Nähe von Villamontes im Departamento Tarija in einen Berg. Alle 20 Insassen, davon 17 Passagiere und drei Crewmitglieder, kamen ums Leben.[301]

- Am 18. Oktober 1957 stürzte eine Douglas DC-3/C-47A-80-DL der brasilianischen VARIG (PP-VCS) kurz nach dem Abheben vom Flughafen Porto Alegre (Brasilien) ab. Die DC-3 driftete während des Starts nach rechts. Als das Abdriften zu groß wurde, versuchte der Kapitän, mit einer zu geringen Geschwindigkeit abzuheben. Das Flugzeug berührte den Boden erneut hinter der Startbahn, prallte jedoch ab und flog weiter. Um einen Aufprall auf einen Hügel zu vermeiden, wurde eine Linkskurve durchgeführt, bei der die linke Tragfläche das Dach eines Hauses traf. Alle 3 Besatzungsmitglieder, die einzigen Insassen auf dem Frachtflug, kamen ums Leben.[302]

- Am 21. Januar 1958 wurde eine Douglas DC-3 der TAM – Transporte Aéreo Militar (zivile Fluggesellschaft der bolivianischen Luftwaffe) (TAM-04) zwischen Tipuani (Bolivien) und dem 105 Kilometer entfernten La Paz gegen einen Berg geflogen. Bei diesem CFIT (Controlled flight into terrain) wurden alle 11 Insassen getötet, die vier Besatzungsmitglieder und 7 Passagiere.[303]

- Am 15. Mai 1959 stürzte eine Douglas DC-3/C-47A-80-DL der Aerolíneas Argentinas (LV-AFW) zwei Minuten nach dem Start vom Flughafen Mar del Plata ins Meer. Alle zehn Insassen starben.[304][305]

- Am 27. August 1959 streifte eine Douglas DC-3/C-47A-25-DK der brasilianischen REAL Transportes Aéreos (PP-AVY) beim Anflug auf den Flughafen von Maringá (Brasilien) einen Hügel. Das Flugzeug wurde irreparabel beschädigt. Alle 28 Insassen überlebten, nur zwei davon wurden verletzt.[306]

- Am 31. Dezember 1959 stürzte eine Douglas DC-3/C-47A-70-DL der Lloyd Aéreo Boliviano (CP-584) kurz nach dem Start vom Flughafen von San José de Chiquitos ab. Alle elf Insassen starben.[307]

- Am 25. Februar 1960 kollidierte eine Douglas DC-3/C-47A-25-DK der brasilianischen REAL Transportes Aéreos (PP-AXD) im Anflug auf den Flughafen Rio de Janeiro–Santos Dumont mit einer Douglas DC-6/R6D-1 der United States Navy (Bu 131582). Beide Maschinen stürzten ab, wobei 61 Menschen getötet wurden: Alle 26 Menschen an Bord der DC-3 sowie 35 von 38 in der DC-6 starben.[308][309]

- Am 12. April 1960 verunglückte eine Douglas DC-3/C-53 der brasilianischen Cruzeiro do Sul (PP-CDS), die für VARIG betrieben wurde, beim Start in Pelotas (Brasilien). Das Flugzeug wich nach rechts von der Startbahn ab, es wurde überkorrigiert und sie nahm Kurs auf geparkte Maschinen. Der Kapitän dachte, er könne eine Kollision durch frühes Abheben verhindern, was sich allerdings als Irrtum erwies. Die DC-3 kollidierte mit den geparkten Flugzeugen PT-ABZ und PP-HDJ, stürzte ab und fing Feuer. Von den 22 Insassen kamen 10 ums Leben, 2 der 3 Besatzungsmitglieder und 8 der 19 Passagiere.[310]

- Am 28. April 1960 explodierte an Bord einer Douglas DC-3/C-47B-15-DK der venezolanischen Linea Aeropostal Venezolana (LAV) (YV-C-AFE) während des Anflugs auf den Flughafen Calabozo (Venezuela) ein Sprengsatz. Es kam zum Kontrollverlust und Absturz der Maschine 15 Kilometer vom Zielflughafen entfernt. Alle 13 Insassen, drei Besatzungsmitglieder und 10 Passagiere, wurden getötet.[311]

- Am 23. Februar 1961 wurde eine Douglas DC-3/C-47B-45-DK der brasilianischen REAL Transportes Aéreos (PP-ANI) bei einem Hangarbrand auf dem Flughafen São Paulo–Congonhas (Brasilien) irreparabel beschädigt. Dabei wurde ein Mechaniker verletzt. Das Feuer war durch einen Kurzschluss entstanden.[312]

- Am 9. März 1961 wurde eine Douglas DC-3/C-47A-85-DL der venezolanischen Linea Aeropostal Venezolana (LAV) (YV-C-AZQ) bei Páramo Turmal (Venezuela) gegen einen Berg geflogen. Der Unfall wurde durch mehrere Navigationsfehler, Fliegen in zu niedriger Höhe und übermäßiges Vertrauen des Kapitäns in seine Streckenkenntnis verursacht. Durch diesen CFIT (Controlled flight into terrain) wurden alle 12 Insassen getötet, vier Besatzungsmitglieder und 8 Passagiere.[313]

- Am 3. April 1961 flog eine Douglas DC-3C der LAN Chile (CC-CLDP) auf dem Flug von Temuco (Chile) nach Santiago de Chile in den Hügel La Gotera in den Anden. Durch diesen CFIT (Controlled flight into terrain) wurden alle 24 Insassen getötet, vier Besatzungsmitglieder und 20 Passagiere. Das Heck und einige menschliche Überreste wurden am 10. April 1961 gefunden, im Februar 2015 der Rumpf und weitere menschliche Knochen (siehe auch LAN-Chile-Flug 210).[314]

- Am 6. September 1961 wurde eine Douglas DC-3/C-47A-40-DL der brasilianischen REAL Transportes Aéreos (PP-AVL) im Anflug auf den Flughafen von Concórdia (Brasilien) bei ungünstigen Wetterbedingungen 1500 Meter vor der Landebahn in den Boden geflogen. Mit der Frachtmaschine wurde eine Ladung gefrorenes Fleisch transportiert. Bei diesem CFIT (Controlled flight into terrain) wurden alle 4 Besatzungsmitglieder, die einzigen Insassen, getötet.[315]

- Am 4. Februar 1962 kehrten die Piloten einer Douglas DC-3/C-53-DO der peruanischen Faucett Perú (OB-PBH-530) wegen schlechten Wetters zum Ausgangspunkt zurück. Aus unbekannten Gründen brach 17 Kilometer nordöstlich von Tingo María (Peru) das linke Höhenleitwerk ab. Das Flugzeug geriet außer Kontrolle und stürzte 86 Kilometer vor dem Zielflughafen Huánuco ab. Alle 18 Insassen, drei Besatzungsmitglieder und 15 Passagiere, kamen ums Leben.[316]

- Am 22. April 1962 wurde eine Douglas DC-3/C-47A-1-DK der kolumbianischen AVISPA (HK-524) in die Bergkette Serrania del Baudó geflogen, 50 Kilometer vom Startflughafen Bahia Solano (Kolumbien) entfernt. Auf dem knapp 100 Kilometer langen Flug nach Quibdó war das für maximal 31 Personen zugelassene Flugzeug mit 40 Menschen besetzt, außerdem war das höchstzulässige Startgewicht um rund 600 kg überschritten. Bei diesem CFIT (Controlled flight into terrain) wurden alle 40 Insassen getötet, vier Besatzungsmitglieder und 36 Passagiere. Es war der drittschwerste Unfall einer DC-3, gemessen an der Anzahl der Todesopfer.[317]

- Am 21. August 1962 stürzte eine Douglas DC-3/C-47B-1-DL der Lloyd Aéreo Boliviano (CP-536) nahe dem Flughafen Cochabamba ab. Das Flugzeug befand sich auf einem Testflug, der auf einen Wartungscheck folgte. Von den fünf Insassen kamen vier ums Leben.[318]

- Am 23. August 1962 verunglückte eine Douglas DC-3/R4D-1 der kolumbianischen Líneas Aéreas Taxader (HK-794) bei einem völlig chaotisch durchgeführten Start auf dem Flughafen Barrancabermeja-Yariguíes (Kolumbien). Nach 490 Meter Rollstrecke kam das Flugzeug von der Startbahn ab. Nach mehrfachem Schleudern geriet es auf das Vorfeld, wobei die rechte Tragfläche mehrfach auf den Boden prallte. Unbeirrt setzte der Kapitän den Startversuch fort, nunmehr vom Vorfeld aus, und versuchte nach weiteren 258 Metern Rollens, die Maschine mit zu niedriger Geschwindigkeit abzuheben. Die Tragflächenspitze schlug in zwei geparkte Hubschrauber ein, die Heckspitze und das Spornrad der DC-3 trafen einen Treibstofftank am Ende des Vorfelds. Das Flugzeug schleuderte um 180 Grad herum und stürzte schließlich in eine 30 Meter tiefe Senke, 120 Meter vom nördlichen Vorfeldrand. Hinzu kam die falsche Beladung des Flugzeugs, durch die der Schwerpunkt der Maschine hinter dem zulässigen Limit für einen Start mit maximaler Beladung lag. Von den 32 Insassen kamen 12 ums Leben, zwei Besatzungsmitglieder und 10 Passagiere.[319]

- Am 10. September 1962 fiel an einer Douglas DC-3/C-47A-90-DL der bolivianischen Aerolineas Abaroa (CP-710) das Triebwerk Nr. 1 (links) aus. Beim Versuch, zum Ausgangspunkt, dem Flugplatz Caranavi (Bolivien), zurückzukehren, stürzte das Flugzeug während des Wendemanövers in dem engen Tal ab. Alle 4 Insassen, je zwei Besatzungsmitglieder und Passagiere, kamen ums Leben.[320]

- Am 9. Oktober 1962 verunglückte eine Douglas DC-3/C-47A-1-DK der uruguayischen PLUNA (CX-AGE) beim Start auf dem Flughafen Montevideo (Uruguay). Auf ihrem Abnahmeflug für die Erteilung des Lufttüchtigkeitszeugnisses stieg die Maschine nur auf maximal 15 Meter, schlug dann zunächst mit der rechten Tragfläche auf der Startbahn auf und dann noch mehrmals mit steigender Heftigkeit, bis sie auf den Rücken gedreht aufschlug. Die Ursache war ein Wartungsfehler, der bei der Inspektion vor dem Flug weder von den Kontrolleuren der Zulassungsbehörde noch denen der PLUNA bemerkt worden war. Alle 10 Insassen wurden getötet.[321]

- Am 6. Dezember 1962 wurde eine Douglas DC-3/C-47-DL der kolumbianischen Líneas Aéreas Taxader (HK-437) 48 Kilometer vom Flughafen Barrancabermeja-Yariguíes (Kolumbien) entfernt in Bäume geflogen. Trotz Instrumentenflugbedingungen flogen die Piloten in schlechtem Wetter nach Sichtflugregeln. Durch diesen CFIT (Controlled flight into terrain) wurden von den 26 Insassen 24 getötet, drei Besatzungsmitglieder und 21 Passagiere.[322]

- Am 1. Juli 1963 wurde eine Douglas DC-3/C-47B-20-DK der brasilianischen VARIG (PP-VBV) in höher gelegenes Gelände geflogen, kollidierte mit Bäumen auf einer Anhöhe und stürzte ab. Das Wetter war schlecht mit dichtem Nebel und geschlossener Wolkendecke. Der Unfall geschah im Anflug auf den Flugplatz Passo Fundo (Brasilien). Durch diesen CFIT (Controlled flight into terrain) wurden 15 der 18 Insassen getötet, zwei Besatzungsmitglieder und 13 Passagiere. Unfallursache: „Fehler des Piloten bei dem Versuch, bei ungünstigen Wetterbedingungen während der Dämmerung einen Sichtflug durchzuführen.“[323]

- Am 9. Januar 1964 brach in einer Douglas DC-3/C-47B-5-DK der argentinischen Aerotransportes Litoral Argentino (LV-FYJ) während des Fluges von Rosario nach Buenos Aires ein Brand in der Kabine aus. Die Piloten versuchten, auf dem kleinen Flugplatz von Zárate (Argentinien) eine Notlandung durchzuführen. Sie erreichten den Flugplatz jedoch nicht und mussten 9 Kilometer davor in einem Feld notlanden. Dabei brach das Flugzeug auseinander und ein Feuer brach aus. Von den 31 Insassen kamen 30 ums Leben, drei Besatzungsmitglieder und 27 Passagiere.[324]

- Am 4. Februar 1964 stürzte eine Douglas DC-3/C-47A-65-DL der Lloyd Aéreo Boliviano (CP-568) kurz nach dem Start vom Flughafen von Yacuiba (Bolivien) ab. Von den 29 Insassen kamen zwei ums Leben.[325]

- Am 15. Februar 1964 kam es mit einer Douglas DC-3/C-47A-30-DK der brasilianischen Paraense Transportes Aéreos (PP-BTU) etwa 20 bis 30 Minuten nach dem Start vom Flughafen Rio Branco (Brasilien) zu einer Notlandung im Dschungel in der Nähe von Tabajara (Rondonia). Alle 34 Insassen, neun Besatzungsmitglieder und 25 Passagiere, überlebten den Unfall. Erst nach 8 Tagen waren alle 34 Menschen gerettet, die meisten mit einer kleinen Cessna.[326]

- Am 8. März 1964 stürzte eine Douglas DC-3/C-47A-5-DK der kolumbianischen Líneas Aéreas Taxader (HK-862) nahe dem Flughafen Bogotá (Kolumbien) ab. Bei dem Ausweichversuch, eine nur vermeintlich bevorstehende Kollision mit einem anderen Flugzeug zu verhindern, wurde so abrupt gesteuert, dass die Kontrolle über das Flugzeug verloren ging und es bei Facataviva abstürzte, 26 Kilometer nordwestlich des Flughafens. Alle 28 Insassen, drei Besatzungsmitglieder und 25 Passagiere, kamen ums Leben.[327]

- Am 20. April 1964 stürzte eine Douglas DC-3/C-47 der kolumbianischen SATENA (FAC-685) beim Start von der Larandia Farm, Chaquéta (Kolumbien) ab. Die Ladung bestand aus 21 Kälbern. Alle vier Insassen auf dem Frachtflug, drei Besatzungsmitglieder und ein Passagier, kamen ums Leben.[328]

- Am 15. September 1964 stürzte eine Douglas DC-3/C-47A-80-DL der kolumbianischen Avianca (HK-319) ab, mit der ein inländischer Frachtflug von Condoto nach Medellín durchgeführt wurde, während die Piloten versuchten, mit der aufgrund einer fehlerhaften Beladung schwer kontrollierbaren Maschine zum Startflughafen umzukehren. Die Piloten kamen bei dem Zwischenfall beide ums Leben (siehe auch Flugunfall der Avianca bei Condoto).[329][330]

- Am 15. September 1964 stürzte eine Douglas DC-3/C-47A-80-DL der kolumbianischen Avianca (HK-319) ab, mit der ein inländischer Frachtflug von Condoto nach Medellín durchgeführt wurde, während die Piloten versuchten, mit der aufgrund einer fehlerhaften Beladung schwer kontrollierbaren Maschine zum Startflughafen umzukehren. Die Piloten kamen bei dem Zwischenfall beide ums Leben (siehe auch Flugunfall der Avianca bei Condoto).[331][332]

- Am 15. September 1964 geriet eine Douglas DC-3/C-47 der kolumbianischen SATENA (FAC-667) beim Start vom Flughafen von Puerto Rico (Caquetá) (Kolumbien) von der Startbahn ab und raste in eine Koppel. Das Flugzeug wurde irreparabel beschädigt. Alle 25 Insassen überlebten den Unfall.[333]

- Am 8. Dezember 1964 explodierte eine Douglas DC-3/C-47-DL der bolivianischen Aerolineas Abaroa (CP-639) in der Luft und stürzte am Berg Milluni ab, 21 Kilometer nördlich des Flughafens El Alto (Bolivien). Ein hoch versicherter Passagier hatte eine Ladung Dynamit zur Explosion gebracht. Alle 17 Insassen, vier Besatzungsmitglieder und 13 Passagiere, kamen ums Leben.[334]

- Am 22. Januar 1965 wurde eine Douglas DC-3/C-53-DO der Panair do Brasil (PP-PEE) auf dem Flughafen Porto Velho-Belmonte (Brasilien) irreparabel beschädigt. Über Personenschäden ist nichts bekannt.[335]

- Am 11. März 1965 wurde eine Douglas DC-3/C-47-DL der kolumbianischen Avianca (HK-153) beim Start vom Flughafen Bucaramanga-Gómez Niño (Kolumbien) irreparabel beschädigt. Die Maschine, die nach Bogotá fliegen sollte, driftete während des Starts nach rechts und kam von der Landebahn ab. Sie überquerte einen Graben und kam zum Stillstand. Danach brach ein Feuer aus. Alle 34 Insassen, drei Besatzungsmitglieder und 31 Passagiere, überlebten den Unfall.[336]

- Am 22. März 1965 wurde eine Douglas DC-3/C-47-DL der kolumbianischen Avianca (HK-109) in einer Höhe von 7200 Fuß (2200 Metern) gegen den Pan de Azucar Peak (Kolumbien) geflogen, 105 Kilometer vom Ziel, dem Flughafen Bucaramanga-Gómez Niño entfernt. Die Piloten hatten vorher eine Flughöhe von 9000 Fuß im Sichtflug gemeldet. Trotz Instrumentenflugbedingungen in schlechtem Wetter flogen die Piloten nach Sichtflugregeln weiter und auf jeden Fall viel zu tief. Durch diesen CFIT (Controlled flight into terrain) wurden alle 29 Insassen getötet, drei Besatzungsmitglieder und 26 Passagiere.[337]

- Am 17. Oktober 1965 kollidierte eine Douglas DC-3 Hiper der kolumbianischen Avianca (HK-118) im Anflug auf den Flughafen Bucaramanga-Gómez Niño (Kolumbien) mit einer dort gerade gestarteten Piper PA-18-150 Super Cub (HK-922P). Beide stürzten in einen Wald. Alle 15 Insassen, drei Besatzungsmitglieder und 12 Passagiere, kamen ums Leben, ebenso wie der Pilot der Piper.[338]

- Am 8. November 1965 wurde eine Douglas DC-3/C-47-DL der kolumbianischen Taxi Aéreo Opita (HK-1202) auf einem Inlandsflug von Neiva nach San Vicente del Caguán in den Berg Cerro del Diablo (Kolumbien) geflogen und stürzte in den Canón del Paraiso. Die Piloten hatten den Sichtflug trotz Wolken und auf einer nicht genehmigten Strecke fortgesetzt, außerdem war das Flugzeug um etwa 1450 Kilogramm überladen. Bei diesem CFIT (Controlled flight into terrain) wurden 26 der 36 Insassen getötet, drei Besatzungsmitglieder und 23 Passagiere.[339]

- Am 9. Januar 1966 wurde eine Douglas DC-3/C-47 der kolumbianischen SATENA (FAC-675) nahe Chipaque in einen Berg geflogen, 8 Minuten vor der Landung auf dem Flughafen Bogotá-Eldorado (Kolumbien). Für die Piloten war es schon der zehnte Flug an diesem Tag. Bei diesem CFIT (Controlled flight into terrain) wurden alle 11 Insassen getötet, zwei Besatzungsmitglieder und 9 Passagiere.[340]

- Am 4. Juli 1966 verunglückte eine Douglas DC-3/C-47 der TAM – Transporte Aéreo Militar (zivile Fluggesellschaft der bolivianischen Luftwaffe) (TAM-07) am Río Orthon (Bolivien). Nähere Einzelheiten sind derzeit nicht verfügbar. Das Flugzeug wurde irreparabel beschädigt. Alle 13 Insassen kamen ums Leben.[341]

- Am 24. Dezember 1966 flog eine Douglas DC-3/C-47A-80-DL der kolumbianischen Avianca (HK-161) in einen Gebirgshang bei Cerro Las Animas (Kolumbien), 60 Kilometer nördlich vom Zielflughafen Pasto-Cano. Die Maschine kam vom Flughafen Bogotá. Das Wrack wurde erst nach 11 Tagen gefunden, am 4. Januar 1967. Bei diesem CFIT (Controlled flight into terrain) wurden alle 29 Insassen getötet, drei Besatzungsmitglieder und 26 Passagiere.[342]

- Am 26. April 1967 verlor eine Douglas DC-3/C-47-DL der kolumbianischen Avianca (HK-326) kurz nach dem Start vom Flughafen von Sogamoso (Kolumbien) an Höhe und schlug am Boden auf. Von den 18 Insassen kamen 17 ums Leben, zwei Besatzungsmitglieder und alle 15 Passagiere.[343]

- Am 27. März 1968 wurde eine Douglas DC-3/C-47A-1-DL der brasilianischen Paraense Transportes Aéreos (PP-BTX) an einem unbekannten Ort in Brasilien irreparabel beschädigt. Nähere Einzelheiten sind derzeit nicht verfügbar. Über Personenschäden ist nichts bekannt.[344]

- Am 8. April 1968 brach von einer Douglas DC-3/C-49K der chilenischen Ladeco (CC-CBM) im Anflug auf den Flughafen von Coyhaique (Chile) die rechte Tragfläche ab. Das Flugzeug stürzte 24 Kilometer nordnordwestlich des Flughafens ab. Keiner der 36 Insassen, drei Besatzungsmitglieder und 33 Passagiere, überlebte den Absturz.[345]

- Am 20. Oktober 1968 versuchten die Piloten einer Douglas DC-3/C-47A-25-DK der brasilianischen Cruzeiro do Sul (PP-SAD) nach einem Triebwerkausfall beim Start vom Flughafen Feijo (Acre) wieder zurückzukehren. Bei diesem Versuch stürzte die Maschine ab. Alle 19 Insassen kamen ums Leben.[346]

- Am 25. Oktober 1968 entwickelten sich an einer Douglas DC-3/C-47A-1-DK der niederländischen KLM Aerocarto (PH-DAA) Triebwerksprobleme während eines Vermessungsfluges über dem Dschungel Surinams. Der Sinkflug auf eine günstigere Höhe wurde zu steil durchgeführt, so dass die Maschine auf dem wolkenverhangenen Plateau des Tafelbergs (Surinam) aufschlug. Von den fünf Insassen wurden alle drei Besatzungsmitglieder getötet; die beiden Passagiere überlebten den Unfall.[347]

- Am 14. April 1969 wurde eine Douglas DC-3A der brasilianischen Cruzeiro do Sul (PP-CBZ) auf dem Flughafen Santa Isabel do Rio Negro-Tapuruquara (Brasilien) irreparabel beschädigt. Über Personenschäden ist nichts bekannt.[348]

- Am 8. September 1969 geriet eine Douglas DC-3/C-47 der kolumbianischen SATENA (FAC-685-A) in ein Gebiet heftiger Gewitter und stürzte bei Caño La Raya (Kolumbien), in der Nähe der Apiay Air Base, in bewaldetes Hügelgelände. Alle 35 Insassen, drei Besatzungsmitglieder und 32 Passagiere, kamen ums Leben.[349]

- Am 14. September 1969 stürzte eine Douglas DC-3/C-47B-20-DK der brasilianischen Viação Aérea São Paulo (VASP) (PP-SPP) bei der Rückkehr zum Flughafen Londrina (Brasilien) ab. Fünfzig Minuten nach dem Start musste das linke Triebwerk abgestellt werden, woraufhin die Piloten zum Startflughafen zurückkehrten. Im Anflug auf die Landebahn 12 sollte durchgestartet werden, aber beim Gasgeben geriet das Flugzeug in eine scharfe Linkskurve und stürzte ab. Alle 20 Insassen, sechs Besatzungsmitglieder und 14 Passagiere, kamen ums Leben.[350]

- Am 12. Februar 1970 stürzte eine Douglas DC-3/C-47-DL der kolumbianischen Lineas Aereas La Urraca (HK-1270) in der Nähe von Puerto López (Kolumbien) ab. Etwa 55 Minuten nach Beginn des Fluges überdrehte das Triebwerk Nr. 1. Die Besatzung meldete, dass sie zum Ausgangspunkt umkehren würde, dem Flughafen Villavicencio-La Vanguardia. Allerdings stürzte das Flugzeug 23 Minuten später ab, noch 73 Kilometer östlich des Zielflughafens. Alle 14 Insassen, vier Besatzungsmitglieder und 10 Passagiere, kamen ums Leben.[351]

- Am 22. August 1970 verunglückte eine Douglas DC-3/C-47A-30-DK der brasilianischen Cruzeiro do Sul (PP-CCL) am Flughafen Cruzeiro do Sul (Brasilien). Das Flugzeug wurde irreparabel beschädigt. Über Personenschäden ist nichts bekannt.[352]

- Am 28. September 1971 versuchten die Piloten einer Douglas DC-3A-414A der brasilianischen Cruzeiro do Sul (PP-CBV) nach einem Triebwerkausfall beim Start vom Flughafen Sena Madureira wieder zurückzukehren. Bei der in sehr niedriger Höhe erfolgten Platzrunde streifte die rechte Tragfläche Bäume, woraufhin das Flugzeug abstürzte. Alle 32 Personen an Bord wurden getötet, vier Besatzungsmitglieder und 28 Passagiere.[353]

- Am 17. Oktober 1971 stürzte eine Douglas DC-3/C-47A-75-DL der kolumbianischen Aerolineas TAO (HK-595) kurz nach dem Abheben vom Flughafen in San Vicente del Caguán (Kolumbien) ab. Die Maschine flog eine scharfe Linkskurve und rollte dabei mit einem steilen Winkel, wobei ein Strömungsabriss eintrat und sie in Bäume stürzte. Obwohl das Flugzeug nur für Frachtflüge zugelassen war, wurde es auf diesem Linienflug mit 17 Passagieren eingesetzt und war außerdem um gut 300 kg überladen. Von den 21 Insassen wurden alle vier Besatzungsmitglieder und 15 der 17 Passagiere getötet.[354]

- Am 21. Januar 1972 wurde eine Douglas DC-3/C-47 der kolumbianischen SATENA (FAC-661) in einer Höhe von 3800 Metern gegen den Berg Cerro de San Nicolás. Der Unfall ereignete sich nahe Betania (Kolumbien). Bei diesem CFIT (Controlled flight into terrain) wurden alle 39 Insassen getötet, drei Besatzungsmitglieder und 36 Passagiere.[355]

- Am 14. März 1972 wurde eine aus Quito kommende Douglas DC-3/C-47-DL der ecuadorianischen ATESA (HC-SJE) gegen den 5230 Meter hohen Vulkan Sangay (Ecuador) geflogen, 41 Kilometer nordwestlich des Flughafens Macas, dem Ziel des Fluges. Bei diesem CFIT (Controlled flight into terrain) wurden 6 der 7 Insassen auf dem Frachtflug getötet.[356]

- Am 29. Juli 1972 kollidierte eine Douglas DC-3A der kolumbianischen Avianca (HK-1341) im Flug mit einer anderen DC-3 der Avianca (HK-107) in der Nähe von Las Palomas (Kolumbien). Beide Maschinen waren in Villavicencio gestartet und flogen anfänglich mit 2 Minuten Abstand, bis 30 Minuten nach dem Start der Zusammenstoß erfolgte, der im Absturz beider Flugzeuge resultierte. Alle 17 Insassen, drei Besatzungsmitglieder und 14 Passagiere sowie die 21 Insassen der anderen DC-3 HK-107, wurden getötet.[357]

- Am 27. August 1972 stürzte eine Douglas DC-3/C-47-DL der venezolanischen Linea Aeropostal Venezolana (LAV) (YV-C-AKE) nahe dem Flughafen Canaima (Venezuela) ab, als versucht wurde, nach einem Ausfall des Triebwerks Nr. 1 (links) dorthin zurückzukehren. Alle 34 Insassen, drei Besatzungsmitglieder und 31 Passagiere, kamen ums Leben.[358]

- Am 22. August 1973 wurde eine Douglas DC-3-228F der kolumbianischen Avianca (HK-111) in einer Höhe von 480 Metern nahe dem Flughafen El Yopal (Kolumbien) gegen einen Hügel geflogen. Obwohl die Flugsicht in dieser Gegend nahe Null lag, waren die Piloten im Sichtflug geflogen. Durch diesen CFIT (Controlled flight into terrain) wurden 16 der 17 Insassen getötet, drei Besatzungsmitglieder und 13 Passagiere.[359]

- Am 17. Januar 1974 ging mit einer Douglas DC-3A-191 der kolumbianischen Cessnyca (HK-1216) während des Reiseflugs im Flight Level 115 (3500 Meter Höhe) die Kontrolle verloren. Das Flugzeug stürzte nahe dem Flughafen von Chigorodó (Kolumbien) in Rückenlage ab. Alle 12 Insassen, drei Besatzungsmitglieder und 9 Passagiere, kamen ums Leben.[360]

- Am 2. Mai 1974 wurde eine Douglas DC-3/C-47 der ecuadorianischen ATESA (HC-AUC) in die Flanke des Vulkans Tungurahua (Ecuador) geflogen. Die Maschine wurde nach dem Start vom Flughafen Pastaza nur auf eine Höhe von 11.500 Fuß geflogen statt auf die Sicherheitsflughöhe von 12.500 Fuß. Die linke Tragfläche schlug gegen den in Wolken gehüllten Vulkan und brach ab, was zum Absturz führte. Beitragend waren die Nichtbefolgung des vorgeschriebenen Kurses, Selbstüberschätzung des Kapitäns und Ablenkung der Flugbesatzung durch die Anwesenheit eines Reiseführers im Cockpit. Durch diesen CFIT (Controlled flight into terrain) wurden von den 25 Insassen 20 getötet, zwei Besatzungsmitglieder und 18 Passagiere.[361]

- Am 12. August 1974 wurde eine Douglas DC-3/C-47-DL der kolumbianischen Avianca (HK-508) in den Berg Trujillo geflogen, etwa 100 Kilometer nordöstlich vom Ziel Flughafen Cali (Kolumbien). Die Piloten hatten in Regenwetter die Orientierung verloren und waren in 9670 Fuß (2950 Metern) Höhe mit dem Berg kollidiert. Bei diesem CFIT (Controlled flight into terrain) wurden alle 27 Insassen getötet, drei Besatzungsmitglieder und 24 Passagiere. Das Wrack wurde erst am 31. Oktober gefunden, gut 11 Wochen nach dem Unfall.[362]

- Am 8. Januar 1975 stürzte eine Douglas DC-3/C-47 der kolumbianischen SATENA (FAC-688) bei El Doncello (Kolumbien) in einen Hügel, 32 Kilometer ostnordöstlich vom Zielflughafen Florencia entfernt. Alle 23 Insassen, vier Besatzungsmitglieder und 19 Passagiere, kamen ums Leben.[363]

- Am 3. Mai 1975 flog eine Douglas DC-3/C-47 der kolumbianischen SATENA (FAC-663) 8 Minuten vor der Ankunft am Flughafen Cúcuta (Kolumbien) in hügeliges Gelände. Die Maschine befand sich auf dem Eröffnungsflug der neuen Linie von Ocaña nach Cucuta. Alle 4 Besatzungsmitglieder wurden getötet, die drei Passagiere überlebten den Totalschaden.[364]

- Am 2. April 1976 stürzte eine Douglas DC-3/C-47 der kolumbianischen SATENA (FAC-676) im Anflug auf den Flughafen von Puerto Asís (Kolumbien) in einen See. Von den 16 Insassen kamen 5 ums Leben, ein Besatzungsmitglied und 4 Passagiere.[365]

- Am 25. Oktober 1976 kam es bei einer Douglas DC-3 Hyper der kolumbianischen Taxi Aéreo El Venado (HK-149) zu einem Ausfall von Triebwerk 1 (links). Beim Versuch der Rückkehr zum Startflugplatz Flughafen El Yopal (Kolumbien) (El Alcaraván) kam es zu einem Strömungsabriss; die Maschine stürzte 6,5 Kilometer vom Flugplatz entfernt ab und explodierte. Die Maschine befand sich auf einem inländischen Passagier-Linienflug nach Cúcuta. Alle 36 Menschen an Bord wurden getötet, die vier Besatzungsmitglieder sowie 32 Passagiere.[366]

- Am 10. April 1977 verunglückte eine DC-3A-438 der kolumbianischen Taxi Aéreo El Venado (HK-556) in der Nähe von Saliente del Rio Guape in den östlichen Kordilleren (Kolumbien) auf einer Geländehöhe von 2200 Metern (7200 Fuß). Die Maschine war auf einem Flug von Uribe zum Flughafen Bogotá-Eldorado. Alle 35 Insassen, vier Besatzungsmitglieder und 31 Passagiere, kamen ums Leben. Das Flugzeug wurde erst 35 Tage später gefunden.[367]

- Am 28. Januar 1978 kollidierte eine Douglas DC-3D der kolumbianischen SADELCA (HK-1351) am Cerro de Granada 24 Kilometer vor dem Zielflughafen San Vicente mit einem Berg. Alle zwölf Menschen an Bord wurden getötet. Das Flugzeug war auf einem Linienflug von Neiva (Huila) nach San Vicente del Caguán (Caquetá) im Landesinneren. Die Unfallstelle liegt auf 2100 Meter Höhe. Der Berg war zu dieser Zeit von Wolken verdeckt.[368]

- Am 10. Februar 1978 ereignete sich der Unfall einer DC-3 mit den meisten Todesopfern und gleichzeitig der bis dahin schwerste Luftfahrtunfall in der Geschichte Uruguays,[369] als eine mit 44 Personen (6 Crew-Mitglieder, 38 Passagiere) besetzte Douglas DC-3/C-47A der uruguayischen TAMU (CX-BJH) mit dem Flugziel Montevideo kurz nach dem Start zwei Kilometer vom Flughafen Artigas (Uruguay) entfernt abstürzte und in Flammen aufging. Überlebende des Unfalls gab es nicht.[370]

- Am 21. November 1978 kollidierte eine DC-3/C-47A der kolumbianischen Taxi Aéreo El Venado (HK-1393) rund 30 Kilometer südlich von Rubio (Kolumbien) in einer Höhe von 3.400 Metern (11.200 Fuß) mit dem Berg Judio. Die Maschine war auf einem Inlandsflug von Cúcuta nach Arauca. Alle 28 Insassen, die drei Besatzungsmitglieder und 25 Passagiere, wurden getötet.[371]

- Am 10. September 1980 stürzte eine Douglas DC-3/C-47-DL der kolumbianischen Aeronorte (HK-329) auf dem Flug von Barranquilla nach Bogotá in der Nähe von Puerto Berrío (Kolumbien) ab. Nach einem Bruch der Befestigungsbolzen in starken thermischen Turbulenzen brach eine Tragfläche ab, was zum Absturz führte. Alle drei Besatzungsmitglieder, die einzigen Insassen des Frachtfluges, kamen ums Leben.[372]

- Am 24. November 1980 wurde eine Douglas DC-3/C-47A-35-DL der kolumbianischen Dirección General de Aduanas (Generaldirektion der Zollverwaltung) (HK-1221G) nahe Murri (Kolumbien) auf einer Höhe von 2900 Metern (9500 Fuß) in die Flanke des Berges El Boquerón geflogen. Trotz Instrumentenflugbedingungen in Regenwetter flogen die Piloten nach Sichtflugregeln weiter und auf jeden Fall viel zu tief. Durch diesen CFIT (Controlled flight into terrain) wurden alle 15 Insassen getötet, fünf Besatzungsmitglieder und 10 Passagiere.[373]

- Am 17. Juni 1981 fiel bei einer DC-3/C-47A der kolumbianischen Taxi Aéreo El Venado (HK-1078) eines der beiden Triebwerke aus. Bei einer versuchten Notlandung auf dem Flughafen von Miraflores (Kolumbien) war die Landebahn durch ein anderes Flugzeug blockiert. Als versucht wurde, mit nur einem laufenden Motor in der Gegenrichtung zu landen, kam es zu einer Wasserung in einem See. Dabei kamen von den zwölf Insassen 2 ums Leben, je ein Besatzungsmitglied und Passagier.[374]

- Am 3. August 1981 kam es mit einer Douglas DC-3/C-53 der kolumbianischen SATENA (FAC-1128) während eines Testfluges zu einem Triebwerksausfall. Daher wurde auf landwirtschaftlichem Gelände nahe dem Startflughafen Cali-Palmaseca (Kolumbien) eine Notlandung durchgeführt. Alle vier Besatzungsmitglieder, die einzigen Insassen, überlebten den Unfall. Das Flugzeug wurde irreparabel beschädigt.[375]

- Am 4. Mai 1983 wurde mit einer Douglas DC-3/C-47B-40-DK der kolumbianischen SATENA (FAC-1126) nahe dem Flughafen Cali-Palmaseca (Kolumbien) eine Notlandung durchgeführt, nachdem kurz nach dem Start ein Triebwerk ausgefallen war. Das Flugzeug wurde irreparabel beschädigt. Alle 22 Insassen, vier Besatzungsmitglieder und 18 Passagiere, überlebten den Unfall.[376]

- Am 8. Dezember 1990 kollidierte eine Douglas DC-3/C-47D der bolivianischen Servicios Aereos Virgen de Copacabana (SAVCO) (CP-1668) während der Triebwerksüberprüfung vor dem Start auf dem Flughafen Cochabamba (Bolivien) mit einem Gebäude. Dabei zerlegte sich der linke Propeller; Teile davon trafen den Kapitän, der dadurch ums Leben kam.[377]

- Am 15. Mai 1991 fiel an einer Douglas DC-3/C-47B der kolumbianischen ADES Colombia – Aerolineas del Este (HK-3177) rund 8 Minuten nach dem Start vom Flughafen Villavicencio-La Vanguardia (Kolumbien) das Triebwerk Nr. 2 (rechts) aus. Die Besatzung meldete, dass sie zum Ausgangspunkt umkehren würde. Allerdings konnte die Höhe nicht gehalten werden, und das Flugzeug stürzte einen Kilometer nördlich des Zielflughafens auf eine Weide. Die Maschine befand sich offiziell auf einem reinen Frachtflug, doch außer 3000 Kilogramm Lebensmitteln waren auch noch 11 Passagiere an Bord. Von den 14 Insassen kamen 13 ums Leben, zwei Besatzungsmitglieder und alle 11 Passagiere.[378]

- Am 29. Februar 1992 brannte eine Douglas DC-3A der bolivianischen Frigorifico Santa Rita (CP-529) auf dem kleinen Flugplatz der Carolita Ranch (Bolivien) aus. Bei einem Unfall knapp vier Monate vorher, am 11. November 1991, war es mit beiden Propellern zur Bodenberührung gekommen. Nach den Reparaturen wurden die Triebwerke zum ersten Mal seit dem Unfall angelassen. Dabei entstand ein Brand, eine Tragfläche fing Feuer und das gesamte Flugzeug brannte aus. Der Bordmechaniker, einzige Person an Bord, überlebte.[379]

- Am 24. Mai 1994 stürzte eine Douglas DC-3A der Transoriente Colombia (HK-2213) beim Versuch einer Notlandung auf dem Flughafen Villavicencio ab, nachdem zwei Minuten nach dem Start beide Triebwerke ausgefallen waren. Alle drei Crewmitglieder und vier der 26 Passagiere kamen ums Leben.[380]

- Am 25. Januar 2001 kehrten die Piloten einer Douglas DC-3/C-47A-65-DL der venezolanischen RUTACA Airlines (YV-224C) kurz nach dem Start vom Flughafen Ciudad Bolívar (Venezuela) aufgrund von Triebwerksproblemen zurück. Dabei verloren sie die Kontrolle über das Flugzeug. Es streifte Bäume und stürzte in das Wohngebiet El Perú. Alle 24 Insassen, vier Besatzungsmitglieder und 20 Passagiere, kamen ums Leben.[381]

- Am 9. März 2019 stürzte eine Douglas DC-3 der kolumbianischen Fluggesellschaft Laser Aereo Colombia (HK-2494) auf dem Weg von San José del Guaviare zum Flughafen Villavicencio (Kolumbien) beim Landeanflug auf Villavicencio ab. Alle 14 Insassen kamen ums Leben.[382]

### Nord- und Mittelamerika
- Am 9. Februar 1937 stürzte eine Douglas DC-3A-197 der US-amerikanischen United Airlines (Luftfahrzeugkennzeichen NC16073) 3 Kilometer nordöstlich des Zielflughafens San Francisco Municipal (Kalifornien, USA) in die Bucht von San Francisco. Dem Ersten Offizier war sein Mikrophon aus der Hand gefallen und hatte die Steuersäule verklemmt, so dass es nicht mehr möglich war, den Sinkflug zu beenden. Alle 11 Insassen, drei Besatzungsmitglieder und 8 Passagiere, kamen ums Leben.[383]

- Am 3. April 1937 wurde eine Douglas DC-3-194B der niederländischen KLM Royal Dutch Airlines (PH-ALP) rund 32 Kilometer nordwestlich von McNary (Arizona) (USA) in die Flanke des Mount Baldy geflogen. Die fabrikneue Maschine befand sich auf einem Auslieferungsflug von Burbank aus. Bei diesem CFIT (Controlled flight into terrain) wurden alle 8 Insassen getötet, zwei Besatzungsmitglieder und 6 Passagiere.[384]

- Am 17. Oktober 1937 wurde eine Douglas DC-3A-197 der US-amerikanischen United Airlines (NC16074) 32 Kilometer südlich von Knight (Wyoming, USA) in einer Höhe von etwa 3050 Metern in den Berg Haydens Peak geflogen. Die Maschine befand sich auf dem Flug vom Flughafen Cheyenne (Wyoming, USA) nach Salt Lake City und wurde unterhalb der sicheren Mindestflughöhe geflogen. Bei diesem CFIT (Controlled flight into terrain) wurden alle 19 Insassen getötet, drei Besatzungsmitglieder und 16 Passagiere.[385]

- Am 31. August 1940 stürzte eine Douglas DC-3A der US-amerikanischen Pennsylvania-Central Airlines (NC21789) bei Lovettsville, Virginia, USA, in ein Luzernenfeld. Von den 25 Personen an Bord überlebte niemand. Angenommene Ursache war ein Blitzschlag, als die Maschine in ein Gewitter flog.[386]

- Am 4. Dezember 1940 stürzte eine Douglas DC-3A-197C der US-amerikanischen United Airlines (NC25678) im Anflug auf den Chicago Municipal Airport (dem heutigen Midway Airport) (Illinois, USA) 500 Meter vor der Landebahn ab. Aufgrund zu niedriger Geschwindigkeit und Eisbildung an den Tragflächen war es zum Strömungsabriss gekommen. Bei dem Unfall wurden 10 der 16 Insassen getötet, alle drei Besatzungsmitglieder und 7 Passagiere.[387]

- Am 30. Oktober 1941 geriet eine Douglas DC-3-277B der US-amerikanischen American Airlines (NC25663) auf dem Flug von Buffalo (New York) nach Detroit (beide USA) in einen Spiralsturz. Beim Abfangversuch kam es dann in einer Höhe zwischen 60 und 150 Metern zum Strömungsabriss und Absturz bei St. Thomas (Ontario) (Kanada). Nach dem Aufschlag mit einer Längsneigung von etwa 70 Grad ging die Maschine sofort in Flammen auf. Alle 20 Insassen, drei Besatzungsmitglieder und 17 Passagiere, kamen ums Leben.[388]

- Am 30. Oktober 1941 stürzte eine Douglas DC-3A-269 der US-amerikanischen Northwest Airlines (NC21712) bei Moorhead (Minnesota) (USA) im Anflug auf den Flughafen Hector (North Dakota) ab, 6 Kilometer südöstlich des Zielflughafens. Der Anflug in dichtem Nebel wurde trotz starker Vereisung fortgesetzt, statt einen Ausweichflugplatz anzufliegen. Von den 15 Insassen kamen 14 ums Leben, zwei Besatzungsmitglieder und alle 12 Passagiere.[389]

- Am 16. Januar 1942 wich eine Douglas DC-3-382 der US-amerikanischen Trans World Airlines (TWA) (NC1946) nach dem Abflug vom damaligen Flughafen Las Vegas (Nevada, USA) so weit vom Kurs nach Burbank ab, dass sie in einer Höhe von 7770 Fuß (2370 Metern) direkt in eine fast senkrechte Felsklippe des Potosi Mountain geflogen wurde. Durch diesen CFIT (Controlled flight into terrain) wurden alle 22 Insassen getötet, drei Besatzungsmitglieder und 19 Passagiere. Darunter war die zu der Zeit überaus bekannte Schauspielerin Carole Lombard (33).[390]

- Am 1. Mai 1942 wurde eine Douglas DC-3 DST-A-207A der US-amerikanischen United Airlines (NC18146) 6 Kilometer nordöstlich des Flughafens Salt Lake City (Utah, USA) in einer Höhe von 1540 Metern gegen die Seite eines Hügels geflogen, nachdem die Piloten vom korrekten Anflugkurs abgewichen waren. Bei diesem CFIT (Controlled flight into terrain) wurden alle 17 Insassen getötet, drei Besatzungsmitglieder und 14 Passagiere.[391]

- Am 7. September 1942 wurde eine Douglas DC-3A-228 der Mexicana de Aviación (XA-CAB) am Flughafen Nuevo Laredo (Mexiko) irreparabel beschädigt. Über Personenschäden ist nichts bekannt.[392]

- Am 23. Oktober 1942 wurde eine Douglas DC-3-178 der US-amerikanischen American Airlines (NC16017) in ihrer Reiseflughöhe von 9000 Fuß (2700 Meter) durch den Kommandanten eines leichten Bombers des Typs Lockheed Ventura der USAAF (41-38116) mehrfach scharf angeflogen, überholt und gekreuzt, um die Aufmerksamkeit des Ersten Offiziers der DC-3, eines Freundes, zu erregen. Schließlich rammte er die DC-3 und brachte sie damit zum Absturz, 5 Kilometer nördlich des Flughafens Palm Springs (Kalifornien, USA). Die B-34 landete sicher auf dem Flughafen Palm Springs. Als Ursache wurde festgestellt: „Rücksichtsloses und unverantwortliches Verhalten von Leutnant [Name] beim absichtlichen Manövrieren eines Bombers in gefährlicher Nähe zu einem Verkehrsflugzeug, in dem ungerechtfertigten Versuch, die Aufmerksamkeit des Ersten Offiziers des letzteren Flugzeugs auf sich zu ziehen.“ Alle 12 Insassen der DC-3 wurden getötet, drei Besatzungsmitglieder und 9 Passagiere (siehe auch American-Airlines-Trip 28).[393]

- Am 15. Dezember 1942 wurde eine Douglas DC-3A-191 der US-amerikanischen Western Airlines (NC16060) in einer Höhe von etwa 10.200 Fuß (3100 Metern) derart abrupt hochgezogen, dass die Struktur überlastet wurde und die Maschine auseinanderbrach. Sie schlug nahe Fairfield (Utah, USA) auf dem Boden auf. Der Kapitän befand sich nicht in seinem Sitz; das Flugzeug wurde vom Ersten Offizier und einem Kopiloten in Ausbildung gesteuert. Von den 19 Insassen wurden 17 getötet, alle vier Besatzungsmitglieder und 13 Passagiere (siehe auch Western-Air-Lines-Trip 1).[394]

- Am 20. Mai 1943 verunglückte eine Douglas DC-3/C-49H (39-2168), die von der US-amerikanischen Pennsylvania-Central Airlines im Auftrag der US Air Force betrieben wurde, in Macon (Georgia). Das Flugzeug wurde irreparabel beschädigt. Über Personenschäden ist nichts bekannt.[395]

- Am 28. Juli 1943 geriet eine Douglas DC-3-178 der US-amerikanischen American Airlines (NC16014) in der Nähe eines schweren Gewitters vermutlich in ungewöhnlich starke Turbulenzen, wobei die Piloten die Kontrolle verloren und die Maschine bei Trammel (Kentucky) mit Bäumen kollidierte und auf ein Feld stürzte. Die Unfallstelle befand sich 79 Kilometer nordnordöstlich des Flughafens Nashville (Tennessee, USA), dem Ziel dieses Fluges. Von den 22 Insassen kamen 20 ums Leben, alle vier Besatzungsmitglieder und 16 Passagiere.[396]

- Am 10. Februar 1944 schlug eine Douglas DC-3-277A der American Airlines (NC21767) in einem Längsneigungswinkel von etwa 20 Grad und leichtem Rollwinkel nach rechts mit der Tragfläche zuerst auf dem Fluss Mississippi auf. Der Unfall geschah im Anflug auf den Flughafen Memphis (Tennessee, USA), 29 Kilometer südwestlich davon entfernt. Alle 24 Insassen, drei Besatzungsmitglieder und 21 Passagiere, kamen ums Leben.[397]

- Am 5. Mai 1944 kollidierte eine Douglas DC-3/C-49H der US-amerikanischen Pennsylvania-Central Airlines (NC21788) 10 Kilometer südöstlich von Lake Worth Florida während eines militärischen Charterflugs mit einer Consolidated B-24D Liberator der US Air Force. Beide Maschinen stürzten ins Meer; die vier Insassen der DC-3 kamen beim Absturz ums Leben, ebenso die vier an Bord der Liberator.[398]

- Am 18. September 1944 wurde eine Douglas DC-3/C-47A-90-DL der US-amerikanischen Northwest Airlines, betrieben von den United States Army Air Forces (USAAF) (43-15738) aus einer Flughöhe von 3650 Metern heraus gegen den Mount Deception (Alaska) (USA) geflogen, möglicherweise begünstigt durch einen Abwind. Die Piloten waren auf dem Flug von Anchorage nach Fairbanks (beides in Alaska) 56 Kilometer vom Kurs abgewichen. Durch diesen CFIT (Controlled flight into terrain) wurden alle 19 Insassen getötet, drei Besatzungsmitglieder und 16 Passagiere.[399]

- Am 4. November 1944 geriet eine Douglas DC-3-454 der US-amerikanischen Trans World Airlines (TWA) (NC28310) in einer Flughöhe von 10.000 Fuß (3.050 Metern) in eine rasch wachsende Cumulonimbus-Gewitterwolke. In der extremen Turbulenz wurde das Flugzeug auf den Rücken geschleudert, zerbrach in der Luft und schlug in der Nähe von Hanford (Kalifornien) (USA) auf. Die Maschine hatte sich auf dem Flug von San Francisco nach Burbank befunden. Alle 24 Insassen, 3 Besatzungsmitglieder und 21 Passagiere, kamen ums Leben (siehe auch Transcontinental-and-Western-Air-Flug 8).[400]

- Am 10. Januar 1945 wurde eine Douglas DC-3-277B der American Airlines (NC25684) in das Vorgebirge 4,4 Kilometer vom Flughafen Burbank (Kalifornien, USA) entfernt geflogen, als bei schlechtem Wetter durchgestartet und dabei das vorgeschriebene Verfahren nicht eingehalten wurde. Ein beitragender Faktor war das Unterlassen jeglicher Wettermeldungen an die Piloten durch das Bodenpersonal der Gesellschaft. Das Flugzeug kam vom Flughafen Phoenix Sky Harbor (Arizona). Durch diesen CFIT (Controlled flight into terrain) wurden alle 24 Insassen getötet, drei Besatzungsmitglieder und 21 Passagiere.[401]

- Am 23. Februar 1945 wurde eine Douglas DC-3-277 der US-amerikanischen American Airlines (NC18142) in einer Höhe von 1190 Metern in den Glade Mountain (Virginia, USA) geflogen, 9 Kilometer südwestlich der Ortschaft Rural Retreat, da die Sicherheitsflughöhe nicht eingehalten wurde. Bei diesem CFIT (Controlled flight into terrain) wurden von den 22 Insassen 17 getötet, zwei Besatzungsmitglieder und 15 Passagiere.[402]

- Am 14. April 1945 unterschritten die Piloten einer Douglas DC-3-313A der US-amerikanischen Pennsylvania-Central Airlines (NC25692) im Anflug auf den Flugplatz Morgantown die Sicherheitsflughöhe. Die Maschine, in der sich 20 Personen befanden, wurde gegen einen Berg in den Allegheny Mountains geflogen. Bei diesem CFIT (Controlled flight into terrain) wurden alle 20 Insassen, drei Besatzungsmitglieder und 17 Passagiere, getötet.[403]

- Am 7. September 1945 entstand in einer Douglas DC-3-201G der US-amerikanischen Eastern Air Lines (NC33631) während des Fluges ein Brand im hinteren Frachtraum. Noch bevor eine bereits eingeleitete Notlandung erfolgen konnte, kam es zum Kontrollverlust und Absturz 10 Kilometer entfernt von Florence (South Carolina). Alle 22 Menschen an Bord kamen ums Leben.[404]

- Am 8. Dezember 1945 wurde eine Douglas DC-3/C-47B-45-DK der US-amerikanischen Northwest Airlines, betrieben von den United States Army Air Forces (USAAF) (45-922) während des Anflugs auf den Billings Municipal Airport (Montana, USA) 400 Meter südlich davon in Bäume geflogen, stürzte ab und brannte aus. Der Nachtanflug fand bei Schneefall statt. Von den 23 Insassen kamen 19 ums Leben, beide Besatzungsmitglieder und 17 Passagiere.[405]

- Am 6. Januar 1946 überrollte eine Douglas DC-3-392 der US-amerikanischen Pennsylvania-Central Airlines (NC21786) das Landebahnende auf dem Birmingham Municipal Airport. Die Maschine war viel zu hoch und zu schnell angeflogen worden und hatte erst sehr spät aufgesetzt. Hinter dem Landebahnende durchbrach sie einen Zaun und kam in einem Bach zum Stehen. Drei Crewmitglieder starben, alle sieben Passagiere sowie ein weiteres Besatzungsmitglied überlebten.[406]

- Am 18. Januar 1946 entstand an einer Douglas DC-3-201E der US-amerikanischen Eastern Air Lines (NC19970) während des Fluges vom Flughafen New York-LaGuardia nach Boston ein Brand im linken Triebwerk. Das Feuer breitete sich derart stark aus, dass die linke Tragfläche nach oben und hinten abbrach und die Maschine bei Cheshire (Connecticut) (USA) abstürzte. Auslöser war eine schadhafte Kraftstoffleitungsverbindung, aus der Benzin austrat. Alle 17 Insassen, drei Besatzungsmitglieder und 14 Passagiere, kamen ums Leben.[407]

- Am 31. Januar 1946 wurde eine Douglas DC-3-194H der US-amerikanischen United Airlines (NC25675) in einer Höhe von 3300 Metern in den Elk Mountain (Wyoming, USA) geflogen. Die Piloten wollten die Flugstrecke abkürzen und waren an diesem Punkt gut 7 Kilometer südlich außerhalb der vorgeschriebenen Luftstraße. Durch diesen CFIT (Controlled flight into terrain) wurden alle 21 Insassen getötet, drei Besatzungsmitglieder und 18 Passagiere.[408]

- Am 3. März 1946 wurde eine Douglas DC-3-277B der American Airlines (NC21799) im Anflug auf den Flughafen San Diego (Kalifornien, USA) in einer Höhe von 4860 Fuß (1480 Metern) gegen den Berg Thing Mountain geflogen. Durch diesen CFIT (Controlled flight into terrain) wurden alle 25 Insassen getötet, drei Besatzungsmitglieder und 22 Passagiere.[409]

- Am 24. April 1946 fiel an einer Douglas DC-3A-367 der US-amerikanischen Western Airlines (NC33621) während eines Testfluges ein Triebwerk aus. Bei der Rückkehr zum Flughafen Burbank (Kalifornien, USA) kollidierte das Flugzeug im Nebel mit Bäumen, stürzte ab und explodierte. Die drei Besatzungsmitglieder, die einzigen Insassen, kamen ums Leben.[410]

- Am 16. Mai 1946 stürzte eine Douglas DC-3/C-47A-80-DL der US-amerikanischen Viking Air Transport (NC53218) zehn Kilometer südlich des Flughafens Richmond (Virginia, USA) ab. Die Piloten waren trotz Triebwerksproblemen dort gestartet, mussten aber wegen noch schlechter werdender Triebwerksleistung zurückkehren. Wegen eines schlecht durchgeführten Anflugs musste durchgestartet werden, wobei ein Triebwerk sehr rauh lief. Daraufhin wurde das Triebwerk Nr. 2 (rechts) abgestellt, obwohl Nr. 1 (links) defekt war. Auch wurde das Fahrwerk nicht eingefahren. Die Piloten verloren die Kontrolle über das Flugzeug, es kam zum Strömungsabriss und Absturz. Alle 27 Insassen, zwei Besatzungsmitglieder und 25 Passagiere, wurden getötet.[411]

- Am 28. Juli 1946 entzündete sich an einer Douglas DC-3A-228E der Mexicana de Aviación (XA-DEE) auf dem Flughafen Mexiko-Stadt bei Arbeiten am Treibstoffsystem das Flugbenzin, woraufhin durch das sich ausbreitende Feuer der Flugzeugrumpf zerstört wurde. Personen kamen nicht zu Schaden.[412]

- Am 5. September 1946 wurde eine Douglas DC-3/C-47A-5-DL der US-amerikanischen Trans-Luxury Airlines (NC57850) im Anflug 4 Kilometer westlich des Zielflughafens Elko (Nevada, USA) ins Gelände geflogen. Es herrschte Nebel bei einer Wolkenuntergrenze zwischen 30 und 60 Metern, als die Piloten die Bodensicht verloren hatten, aber den Sinkflug fortsetzten. Durch diesen CFIT (Controlled flight into terrain) wurden von den 21 Insassen 20 getötet, drei Besatzungsmitglieder und 17 Passagiere.[413]

- Am 17. Oktober 1946 wurde eine Douglas DC-3/C-47A-20-DK des US-amerikanischen National Air Transport Service (NATS) (NC38942) nahe dem Flughafen von Laramie (Wyoming) (USA) ins Gelände geflogen, als in niedrigster Höhe bei einer Kurve mit 70° Schräglage der Boden berührt wurde. Die gemeldete Wolkenuntergrenze war unbestimmbar und in 400 Fuß bedeckt. Der Unfall geschah auf einem Ausweichflug vom 72 Kilometer entfernten Flughafen Cheyenne, ebenfalls in Wyoming. Durch diesen CFIT (Controlled flight into terrain) wurden alle 13 Insassen getötet, die drei Besatzungsmitglieder und 10 Passagiere.[414]

- Am 13. November 1946 wurde eine Douglas DC-3A der US-amerikanischen Western Airlines (NC18645) 66 Kilometer nordwestlich des Flughafens Burbank (Kalifornien, USA) gegen einen Berg geflogen. Bei diesem CFIT (Controlled flight into terrain) wurden alle 11 Insassen getötet, drei Besatzungsmitglieder und 8 Passagiere.[415]

- Am 27. November 1946 kollidierte eine Douglas DC-3/C-47A-90-DL der costa-ricanischen Lacsa (RX-76) bei schlechter Sicht im Landeanflug auf den Flughafen San José-La Sabana (San José (Costa Rica)) mit einem Berg. Alle 23 Insassen starben.[416]

- Am 24. Dezember 1946 wurde eine Douglas DC-3A der US-amerikanischen Western Airlines (NC45395) nahe dem heutigen Mount Laguna Observatory 80 Kilometer östlich des Flughafens San Diego (Kalifornien, USA) in die Ostflanke des Mount Cuyapaipe geflogen, da die Piloten zu früh den Sinkflug eingeleitet hatten. Durch diesen CFIT (Controlled flight into terrain) wurden alle 12 Insassen getötet, drei Besatzungsmitglieder und 9 Passagiere.[417]

- Am 12. Januar 1947 wurde eine Douglas DC-3/C-49-DO der US-amerikanischen Eastern Air Lines (NC88872) bei Galax (Virginia, USA) in 760 Metern Höhe in zerklüftetem Gelände in den Boden geflogen. Die Piloten waren entgegen den Bestimmungen eine Abkürzung geflogen statt über ein Funkfeuer und kannten auch ihre Position in Bezug auf den Zielflughafen von Winston-Salem nicht, von dem sie noch 102 Kilometer entfernt waren. Durch diesen CFIT (Controlled flight into terrain) wurden 18 der 19 Insassen getötet, alle drei Besatzungsmitglieder und 15 Passagiere.[418]

- Am 22. April 1947 befand sich eine Douglas DC-3C der US-amerikanischen Delta Air Lines (NC49657) im Endanflug auf den Columbus Muscogee Airport und setzte nach dem Flug von eineinhalb Platzrunden zur Landung an, als eine ebenfalls landende, private Vultee BT-13 (NC55312) drei Meter über dem Boden auf ihr aufsetzte. Die beiden Maschinen verkeilten sich ineinander, stiegen auf eine Flughöhe von 45 Metern, stürzten ineinander verkeilt ab und gerieten in Brand. Alle acht Insassen der Douglas sowie der Pilot der Vultee kamen dabei ums Leben (siehe auch Flugunfall bei Columbus 1947).[419]

- Am 13. Juli 1947 kam es mit einer Douglas DC-3C der US-amerikanischen Burke Air Transport (NC79024) zu einer Bruchlandung in einem Gebiet mit Bäumen und Baumstümpfen 6,5 Kilometer südwestlich von Melbourne (Florida) (USA). Während des Fluges in 300–500 Fuß Höhe hatte ein Motor aufgrund von Problemen mit dem Kraftstofffluss begonnen zu stottern und Fehlzündungen zu verursachen. Die Übermüdung der Besatzung war wahrscheinlich eine der Ursachen, da sie von insgesamt 37 Stunden und 45 Minuten mehr als 23 Stunden in der Luft gewesen war. Von den 36 Insassen kamen 14 ums Leben, zwei Besatzungsmitglieder und 12 Passagiere.[420]

- Am 27. November 1947 wurde eine Douglas DC-3/C-47-DL der US-amerikanischen Columbia Air Cargo (NC95486) viel zu tief angeflogen und kollidierte etwa 1600 Meter nordöstlich des Zielflughafens Yakutat (Alaska, USA) mit einer Fichte, stürzte ab und fing Feuer. Durch diesen CFIT (Controlled flight into terrain) wurden alle 13 Insassen getötet, beide Besatzungsmitglieder und 11 Passagiere.[421]

- Am 11. Januar 1948 wurde eine Douglas DC-3/C-47-DL der Dominicana de Aviacion (HI-6) nahe Yamasá (Dominikanische Republik) in eine Bergflanke geflogen. Bei diesem CFIT (Controlled flight into terrain) wurden alle 32 Insassen getötet, zwei Besatzungsmitglieder und 30 Passagiere.[422]

- Am 13. Januar 1948 verunglückte eine Douglas DC-3A-228F der Mexicana de Aviación (XA-GOC) am Flughafen Guaymas (Mexiko) und wurde irreparabel beschädigt. Nähere Einzelheiten sind derzeit nicht verfügbar, auch über Personenschäden ist nichts bekannt.[423]

- Am 28. Januar 1948 stürzte eine Douglas DC-3/C-47B-40-DK der US-amerikanischen Airline Transport Carriers (NC36480) nahe Coalinga (Kalifornien, USA) ab, nachdem zunächst das Triebwerk Nr. 1 (links) Feuer gefangen hatte. Danach kam es zu einer Explosion, woraufhin die linke Tragfläche abriss und die Maschine abstürzte. Das Feuer war entstanden, weil die linke Treibstoffpumpe ein größeres Leck entwickelt hatte und das Flugbenzin auf die heißen Auspuffohre sprühte. Unabhängig davon waren in dem für 26 Passagiere zugelassenen Flugzeug drei mehr an Bord, die ohne Anschnallgurte auf dem Gepäck sitzen mussten. Alle 32 Insassen, drei Besatzungsmitglieder und 29 Passagiere, kamen ums Leben (siehe auch Flugunfall der Airline Transport Carriers bei Coalinga 1948).[424]

- Am 2. Juli 1948 flog eine privat betriebene US-amerikanische Douglas DC-3A(NC75984) gegen den 5636 Meter hohen Vulkan Citlaltépetl (Mexiko). Die Maschine war auf dem Weg vom Flughafen Minatitlán (Veracruz) zum Flughafen Mexiko-Stadt. Alle 16 Insassen, drei Besatzungsmitglieder und 13 Passagiere, kamen ums Leben.[425]

- Am 4. November 1948 verschwand eine Douglas DC-3/C-47A-DK der US-amerikanischen Pacific Alaska Air Express (NC66637) auf einem Flug vom Flughafen Yakutat zum Flughafen Annette Island (beide Alaska, USA). Alle 17 Insassen, zwei Besatzungsmitglieder und 15 Passagiere, blieben bis heute vermisst.[426]

- Am 28. Dezember 1948 verschwand eine Douglas DC-3/DST-144 der US-amerikanischen Airborne Transport (NC16002) auf dem Flug vom Flughafen Isla Grande (Puerto Rico, USA) zum Flughafen Miami (Florida, USA). Die Piloten waren mit bereits bekannten elektrischen Problemen und fast leeren Batterien gestartet. Der Funkkontakt ging aufgrund leerer Batterien verloren, die Maschine verschwand über dem Golf von Mexiko, nachdem auch der Treibstoff vollständig verbraucht war. Alle 32 Insassen, drei Besatzungsmitglieder und 29 Passagiere, wurden getötet.[427]

- Am 2. Januar 1949 wurde eine Douglas DC-3/C-47A-50-DL der US-amerikanischen Seattle Air Charter (N79025) auf dem Flughafen Seattle-Boeing Field (USA) bei gefrierendem Nebel nur teilweise enteist. Obwohl die Sicht unterhalb der vorgeschriebenen Mindestsicht lag, wurde durch die Flugsicherung die Startfreigabe erteilt. Nach einer Rollstrecke von rund 600 Metern hob die Maschine ab, jedoch berührte die linke Tragfläche den Boden und schleifte über eine Länge von 36 Metern darauf entlang. Das Flugzeug schlug außerhalb der Startbahn wieder auf und raste weiter, bis es einen Hangar traf und in Flammen aufging. Die Unfallursache war der Versuch, mit einem Flugzeug zu starten, das Eis- und Reifbildungen auf der Oberfläche der Tragflächen aufwies. Von den 30 Insassen kamen 14 ums Leben, alle drei Besatzungsmitglieder und 11 Passagiere (siehe auch Flugunfall einer Douglas DC-3 der Seattle Air Charter 1949).[428]

- Am 30. Juli 1949 wurde eine Douglas DC-3-201D der US-amerikanischen Eastern Air Lines (N19963) bei Chesterfield (New Jersey, USA) von einem Jagdflugzeug des Typs Grumman F6F-5 Hellcat der US Navy gerammt. Die F6F-5 wurde schon vorher dabei beobachtet, wie sie Kunstflug-Manöver durchführte und ein kleines Zivilflugzeug „anschwirrte“. Diese Manöver endeten in einer Kollision zwischen der Hellcat und der DC-3. Bei der Kollision verlor das Kampfflugzeug seine linke Tragfläche und die DC-3 den äußeren Teil ihrer linken. Beide Flugzeuge stürzten dann ab und verloren dabei verschiedene Teile. Die DC-3 verbrannte, nachdem sie auf dem Boden aufschlug. Als Unfallursache wurde das rücksichtslose Verhalten des Navy-Piloten bei der Durchführung von Kunstflug-Manövern auf einer zivilen Flugroute festgestellt. Alle 15 Insassen, drei Besatzungsmitglieder und 12 Passagiere, kamen ums Leben, außerdem der Militärpilot.[429]

- Am 7. August 1949 kollidierte eine Douglas DC-3A der US-amerikanischen Capital Airlines (N45379) mit einer Cessna 140 (N3198N). Im Anflug auf den Milwaukee Mitchell International Airport (USA) übersahen die DC-3-Piloten die Cessna, die nach der Kollision abstürzte. Die DC-3 konnte auf dem Zielflughafen gelandet werden. Alle 23 Insassen der DC-3 überlebten, der Pilot der Cessna wurde getötet.[430]

- Am 9. September 1949 stürzte über dem Cap Tourmente (nördlich des Sankt-Lorenz-Stroms) eine DC-3D der Canadian Pacific Air Lines (CF-CUA) ab, nachdem eine Zeitbombe, die ein Schmuckhändler zur Ermordung seiner Ehefrau und zum Kassieren der Versicherungssumme im Gepäckraum untergebracht hatte, explodiert war (siehe auch Canadian-Pacific-Air-Lines-Flug 108).[431][432]

- Am 12. Dezember 1949 stürzte eine Douglas DC-3-313A der US-amerikanischen Capital Airlines (N25691) im Anflug auf den Washington National Airport infolge eines Strömungsabrisses 600 Meter vor der Landebahn in den Potomac River. Bei dem Unfall kamen 6 der 23 Insassen ums Leben, zwei Besatzungsmitglieder und vier Passagiere.[433]

- Am 16. Dezember 1949 wurde eine Douglas DC-3A der Mexicana de Aviación (XA-DUK) in der Nähe von Orizaba gegen den Berg Cerro del Borrego (Mexiko) geflogen, nachdem die Piloten sich zuletzt in einer Höhe von 10.000 Fuß (3.048 Metern) gemeldet hatten. Die Maschine war rund 32 Kilometer westlich vom Kurs abgewichen. Durch diesen CFIT (Controlled flight into terrain) wurden alle 17 Insassen getötet, vier Besatzungsmitglieder und 13 Passagiere.[434]

- Am 9. Juni 1950 wurde eine Douglas DC-3-178 der US-amerikanischen evangelikalen Missionsgesellschaft New Tribes Mission (N16030) 31 Kilometer ostnordöstlich von Fonseca (Kolumbien) in einer Höhe von 1340 Metern gegen Bäume auf einem Berggipfel geflogen, nachdem die Piloten 68 Kilometer nach Westen von ihrer geplanten Flugstrecke von Kingston (Jamaika) nach Maracaibo abgewichen waren. Bei der Kollision war zuerst die linke, dann die rechte Tragfläche abgerissen, woraufhin das Flugzeug in Rückenlage abstürzte und Feuer fing. Das Wrack wurde erst am 6. Juli 1950 gefunden. Bei diesem CFIT (Controlled flight into terrain) wurden alle 15 Insassen getötet, drei Besatzungsmitglieder und 12 Passagiere.[435]

- Am 4. September 1950 stürzte eine Douglas DC-3-229 der US-amerikanischen Robinson Airlines (N18936) nach dem Start vom Oneida County Airport in Utica (New York) ab, nachdem sie Teile des linken Motors verloren hatte. Die drei Besatzungsmitglieder sowie 13 der 20 Passagiere kamen bei dem Absturz ums Leben.[436]

- Am 22. November 1950 wurde eine Douglas DC-3C der US-amerikanischen evangelikalen Missionsgesellschaft New Tribes Mission (N74586) bei Nebel in einer Höhe von 3414 Metern gegen den 3842 Meter hohen Mount Moran (Wyoming, USA) geflogen. Eine Vermutung, dass das elektrische System des Flugzeugs versagt hatte, wurde nicht bestätigt. Das Wrack konnte erst drei Tage später gefunden werden. Bei diesem CFIT (Controlled flight into terrain) wurden alle 21 Insassen getötet, drei Besatzungsmitglieder und 18 Passagiere.[437]

- Am 22. Dezember 1950 wurde eine Douglas DC-3/C-47A-20-DK der kanadischen Canadian Pacific Air Lines (CF-CUF) 26 Kilometer nördlich von Penticton (British Columbia, Kanada) ins Gelände geflogen. Das Flugzeug kam vom 260 Kilometer westlich gelegenen Flughafen Vancouver, als die Piloten die Mindestflughöhe unterschritten und in den 1576 Meter hohen Okanagan Mountain flogen. Durch einen zu steilen Sinkflug kollidierte die Maschine dabei im Anflug auf den Flughafen Penticton mit Bäumen und wurde weitgehend zerstört. Dennoch überlebten 16 der 18 Insassen den Unfall. Allerdings wurden bei diesem CFIT (Controlled flight into terrain) beide Piloten getötet.[438]

- Am 2. Januar 1951 verunglückte eine Douglas DC-3/C-47-DL von McInnes Products (Kanada) (CF-ECN) beim Start am Großen Sklavensee, Kanada und wurde irreparabel beschädigt.[439]

- Am 2. März 1951 stürzte eine Douglas DC-3 der US-amerikanischen Mid-Continent Airlines (N19928) beim Anflug auf Sioux City, Iowa, USA, in schlechten Wetterbedingungen ab. Während einer Kurve in niedriger Höhe war es zu einem Strömungsabriss gekommen. Von den 4 Crewmitgliedern und 21 Passagieren starben 3 Crewmitglieder und 13 Passagiere. Die Maschine wurde durch ein sofort ausbrechendes Feuer zerstört.[440]

- Am 6. April 1951 wurde eine Douglas DC-3/C-47A-90-DL der US-amerikanischen Southwest Airways (N63439) in wolkigem Wetter am Refugio Pass, Kalifornien, USA, in einer Höhe von 840 Meter gegen einen Berg geflogen. Die vorgeschriebene Mindestflughöhe betrug 1220 Meter. Alle 22 Insassen, 3 Crewmitglieder und 19 Passagiere wurden getötet.[441]

- Am 28. April 1951 stürzte eine Douglas DC-3A-197 der US-amerikanischen United Airlines (N16088) im Anflug auf Fort Wayne, Indiana, USA, während eines Gewitters in schweren Fallböen ab. Alle 11 Insassen, 3 Crewmitglieder und 8 Passagiere kamen ums Leben. Die Maschine wurde zerstört.[442]

- Am 8. Oktober 1951 wurde eine Douglas DC-3/C-47A-30-DK der mexikanischen ATSA (Aero Transportes SA, später fusioniert mit Mexicana de Aviación) (XA-GOR) auf einem Flug vom Flughafen Mexiko-Stadt zum Flughafen Minatitlán in einen Berg bei Cerro Blanco geflogen. Alle 10 Insassen, vier Crewmitglieder und sechs Passagiere, wurden getötet.[443]

- Am 18. Oktober 1951 wurde eine DC-3/C-47A-25-DK der kanadischen Hollinger Ungava Transport (CF-DXR) bei einem Unfall am Flughafen Sept-Îles, Québec (Kanada) zerstört. Über Personenschäden ist nichts bekannt.[444]

- Am 14. August 1952 verschwand eine Douglas DC-3/C-47 der Lineas Aereas de Nicaragua (LANICA) (AN-A..) auf dem 270 Kilometer langen Inlandsflug vom Flughafen Bonanza-San Pedro (Nicaragua) zum Flughafen Managua. Alle 3 Besatzungsmitglieder, die einzigen Insassen auf dem Frachtflug, kamen ums Leben.[445]

- Am 17. Mai 1953 wurde eine Douglas DC-3/DST-318 der US-amerikanischen Delta Air Lines (N28345) beim Durchflug eines Gewitters 21 Kilometer östlich von Marshall (Texas) (USA) durch einen Downburst zu Boden gedrückt und fing Feuer. Die Maschine war noch 43 Kilometer vom Ziel entfernt, dem Flughafen Shreveport (Louisiana). Von den 20 Insassen kamen 19 ums Leben, drei Besatzungsmitglieder und 16 Passagiere.[446]

- Am 15. Juni 1953 kollidierte eine Douglas DC-3/C-47B-5-DK der costa-ricanischen Lacsa (TI-1002) bei schlechter Sicht mit einem Berg. Das Flugzeug befand sich auf dem Weg von Palmar Sur (Provinz Puntarenas) nach San Isidro de El General (Provinz San José). Von den 15 Insassen kamen neun ums Leben.[447]

- Am 29. Juni 1953 schlug bei einer Douglas DC-3A der US-amerikanischen Western Airlines (N15569) unmittelbar nach dem Abheben auf dem Flughafen Los Angeles (Kalifornien, USA) die rechte Tragfläche auf den Boden. Sie brach ab und das Flugzeug kam nach einem Ringelpiez zum Stillstand. Offensichtlich waren bei der vorherigen Überholung des Flugzeugs die Steuerkabel für die Querruder vertauscht angeschlossen worden. Eines der drei Besatzungsmitglieder auf dem Testflug wurde getötet.[448]

- Am 1. September 1953 wurde eine Douglas DC-3/C-49K der US-amerikanischen Regina Cargo Airlines (N19941) 19 Kilometer südöstlich von Vail (Washington, USA) ins Gelände geflogen, 42 Kilometer vor dem Zielflugplatz McChord Air Force Base. Die Piloten flogen trotz Wetter für Instrumentenflugbedingungen im Sichtflug. Durch diesen CFIT (Controlled flight into terrain) wurden alle 21 Insassen getötet, zwei Besatzungsmitglieder und 19 Passagiere.[449]

- Am 19. Oktober 1953 stürzte eine Douglas DC-3 der mexikanischen Petróleos Mexicanos (Pemex) (XC-PMX) nahe Mamulique (Mexiko) in eine Schlucht, 46 Kilometer nördlich vom Ausgangspunkt Flughafen Monterrey-Del Norte. Alle 15 Insassen kamen ums Leben.[450]

- Am 22. August 1954 wurde eine Douglas DC-3/C-47-DL der US-amerikanischen Braniff International Airways (N61451) beim Durchflug einer Gewitterzelle 26 Kilometer südlich vom Flughafen Mason City Municipal (Iowa, USA) zu Boden gedrückt und irreparabel beschädigt. Von den 19 Insassen kamen 12 ums Leben, zwei Besatzungsmitglieder und 10 Passagiere.[451]

- Am 30. November 1954 befand sich eine Douglas DC-3 der US-amerikanischen Northeast Airlines (N17891) auf dem Weg von Laconia (New Hampshire) zum 120 Kilometer nördlich davon gelegenen Flughafen von Berlin (New Hampshire). Im Anflug auf den Berlin Regional Airport in Milan (New Hampshire) wurde die Maschine in den 1050 Meter hohen Berg Mount Success geflogen, noch 22 Kilometer südöstlich des Ziels. Bei diesem CFIT (Controlled flight into terrain) wurden der Erste Offizier und ein Mitarbeiter der Northeast Airlines getötet; der Kapitän, die Stewardess und zwei der drei Passagiere überlebten verletzt. Der Kapitän hatte zu weit vom Flughafen entfernt versucht, unter eine Wolkendecke zu gelangen, um einen Sichtanflug durchführen zu können. Außerdem befand sich die Maschine 13 Kilometer östlich des vorgesehenen Flugwegs.[452][453]

- Am 8. März 1955 verunglückte eine Douglas DC-3A-228D der Mexicana de Aviación (XA-DIK) in der Bergkette Cerro del Cabre, 20 Kilometer westnordwestlich des Zielflugplatzes Talpa de Allende (Mexiko). Die Maschine befand sich auf dem nur 52 Kilometer langen Flug von Puerto Vallarta. Alle 26 Insassen, drei Besatzungsmitglieder und 23 Passagiere, wurden getötet.[454]

- Am 17. Januar 1956 musste eine Douglas DC-3/C-47B-20-DK der kanadischen Quebecair (CF-GVZ) nahe Oreway (Québec) bei schlechtem Wetter auf offenem Gelände notlanden. Zuvor war das linke Triebwerk ausgefallen. Das Flugzeug flog in Vereisungsbedingungen und war um 330 Kilogramm überladen. Von den 18 Insassen kamen 4 ums Leben, alle drei Crewmitglieder und ein Passagier.[455][456]

- Am 24. Mai 1956 wurde eine Douglas DC-3/C-47-DL der guatemaltekischen Aviateca (TG-AHA) in der Sierra de Las Minas (Guatemala) in einen Berg geflogen und hatte vorher in einer Höhe von rund 8500 Fuß (2590 Metern) Bäume gestreift. Der Unfall ereignete sich etwa 55 Kilometer nordöstlich des Startplatzes Flughafen Guatemala-Stadt. Das Flugzeug wurde erst sechs Tage später gefunden. Bei diesem CFIT (Controlled flight into terrain) wurden von den 31 Insassen 30 getötet, drei Besatzungsmitglieder und 27 Passagiere.[457]

- Am 23. Januar 1957 kam es zum Absturz einer Douglas DC-3/R4D-5 der Lineas Aereas de Nicaragua (LANICA) (AN-AEC) am Vulkan Concepción auf der Insel Ometepe (Nicaragua). Da die Maschine völlig zerstört wurde, konnte nur vermutet werden, dass irgendein technischer Defekt zum Kontrollverlust und Absturz führte. Alle 16 Insassen, drei Besatzungsmitglieder und 13 Passagiere, kamen ums Leben.[458]

- Am 22. Juni 1957 verunglückte eine Douglas DC-3/C-47A-75-DL der US-amerikanischen Capital Airlines (N88835) durch einen Strömungsabriss. Die drei Piloten, die einen Trainingsflug vom Washington National Airport durchführten, kamen ums Leben.[459][460]

- Am 23. Juni 1957 stürzte eine DC-3/R4D-3 der kanadischen Queen Charlotte Airlines (CF-EPI) beim Landeanflug auf den Flughafen von Port Hardy ab. Das Flugzeug war zuvor von eben jenem Flughafen gestartet; die Piloten wollten aufgrund von Problemen mit dem Höhenruder umkehren. Bei der Landung sprang die Maschine zunächst von der Landebahn hoch, um anschließend in einen außergewöhnlich steilen Steigflug überzugehen. Das Flugzeug stürzte dann nahezu senkrecht ab und ging in Flammen auf. Von den 18 Insassen kamen 14 ums Leben, zwei Crewmitglieder und zwölf Passagiere. Ursache war eine teilweise nicht deaktivierte Ruderverriegelung.[461]

- Am 29. August 1957 stürzte eine Douglas DC-3/C-47B-50-DK der honduranischen SAHSA (XH-SAF) nach dem Start vom Flughafen der Stadt Juticalpa (Honduras) ab. Alle 12 Insassen, drei Besatzungsmitglieder und 9 Passagiere, kamen ums Leben.[462]

- Am 15. September 1957 wurde eine Douglas DC-3/C-53-DO der US-amerikanischen Northeast Airlines (N34417) im Anflug 1220 Meter vor dem Flughafen von New Bedford (Massachusetts) (USA) in den Boden geflogen. Sie kollidierte mit zwei Bäumen, brach auseinander, stürzte ab und wurde zerstört. Trotz einer Wolkenuntergrenze von nur 60 Metern und der Sichtweite von 1600 Metern hatte der Kapitän versucht, nach Sicht statt mittels eines ILS-Anflugs zu landen. Durch diesen CFIT (Controlled flight into terrain) wurden von den 24 Insassen 12 getötet, zwei Besatzungsmitglieder und 10 Passagiere.[463]

- Am 4. Juni 1958 schlug eine Douglas DC-3/C-53B der US-amerikanischen Capital Airlines (N49553) nach einem Strömungsabriss nahe dem Flughafen Martinsburg (West Virginia, USA) in einem Waldgebiet auf, als ein Triebwerksausfall simuliert wurde und es zum Strömungsabriss kam. Die Besatzung absolvierte einen Trainingsflug. Einer der drei Piloten kam ums Leben.[464][465]

- Am 6. Januar 1959 wurde eine Douglas DC-3/C-47A-80-DL der honduranischen SAHSA (XH-SAA) gegen den Pena Blanca Mountain (Honduras) geflogen. Bei diesem CFIT (Controlled flight into terrain) wurden alle 5 Insassen getötet, drei Besatzungsmitglieder und 2 Passagiere.[466]

- Am 2. August 1959 rammte eine Boeing 377 der US-amerikanischen Northwest Airlines eine auf dem Greater Pittsburgh Airport geparkte Douglas DC-3-277C der ebenfalls US-amerikanischen Capital Airlines (N28324). Aufgrund der Schadenshöhe musste die DC-3 der Capital Airlines als Totalverlust abgeschrieben werden.[467]

- Am 15. August 1959 kam eine Douglas DC-3A-414A der costa-ricanischen Lacsa (TI-1005C) bei der Landung am Flughafen von San Isidro de El General (Provinz San José) von der Landebahn ab und kollidierte mit einem Haus. Als wahrscheinliche Ursache wurde die extrem nasse Landebahn in Kombination mit einem nahezu maximalen Landegewicht genannt. Die Insassen des Flugzeugs überlebten, am Boden kam eine Person ums Leben.[468]

- Am 30. Oktober 1959 unterschritten die Piloten einer Douglas DC-3/C-47A-90-DL der US-amerikanischen Piedmont Airlines (N55V) im Anflug auf den Charlottesville–Albemarle Airport (Virginia) die Sicherheitsflughöhe. Die Maschine schlug in einer Flughöhe von 790 Metern (2600 Fuß) am Bucks Elbow Mountain auf. Bei diesem CFIT (Controlled flight into terrain) wurden 26 der 27 Insassen getötet, es überlebte nur ein Passagier.[469][470]

- Am 25. Juni 1960 stürzte eine Douglas DC-3/C-47 der costa-ricanischen Lacsa (TI-1023) im Landeanflug auf den Flughafen San José-La Sabana (San José (Costa Rica)) in eine Kaffeeplantage. Von den 15 Insassen kam ein Passagier ums Leben.[471]

- Am 28. September 1960 wurde eine Douglas DC-3/C-53-DO der Mexicana de Aviación (XA-HUS) bei dichtem Nebel in der Nähe von Juchitepec (Mexiko) gegen einen Berg geflogen, 41 Kilometer südsüdöstlich des Ziels, dem Flughafen Mexiko-Stadt. Durch diesen CFIT (Controlled flight into terrain) wurden 8 der 18 Insassen getötet, alle drei Besatzungsmitglieder und 5 Passagiere.[472]

- Am 12. Mai 1961 kollidierte eine Douglas DC-3/R4D-4 der costa-ricanischen Lacsa (TI-1006C) bei schlechtem Wetter mit einem Berg. Das Flugzeug befand sich auf dem Weg von San José nach Upala (Provinz Alajuela). Beide Insassen dieses Frachtfluges kamen ums Leben.[473]

- Am 27. November 1965 wurde eine Douglas DC-3A der US-amerikanischen Edde Airlines (N485) 35 Kilometer südlich des Flughafens Salt Lake City (Utah, USA) in einer Höhe von 5449 Fuß (1660 Metern) bei sehr schlechter Sicht in steil ansteigendes Gelände geflogen. Die rechte Tragfläche brach ab, der Rest des Flugzeugs flog 1202 Fuß über dem Hügel weiter und stürzte auf einer Höhe von 5275 Fuß (1608 Metern) gegen den 25 Grad steilen Hang eines anderen Hügels. Als Unfallursache wurde festgestellt, dass der Kapitän trotz der ungünstigen Wetter- und Geländebedingungen den Flug nach Sichtflugbedingungen (VFR) fortgesetzt hatte. Durch diesen CFIT (Controlled flight into terrain) wurden alle 13 Insassen getötet, die vier Besatzungsmitglieder und 9 Passagiere.[474]

- Am 22. Januar 1966 flog eine Douglas DC-3/C-47 der haitianischen COHATA – Compagnie Haitienne de Transports Aériens (HH 4262) in einem abgelegenen Berggebiet ins Gelände, nachdem sie vom Flugplatz Jérémie (Haiti) gestartet war. Der Unfall ereignete sich bei Duchity, 15 Kilometer nordwestlich des Startflugplatzes. Von den 35 Insassen wurden 30 getötet, sieben Besatzungsmitglieder und 23 Passagiere.[475]

- Am 17. Mai 1967 verunglückte eine Douglas DC-3/C-47B-10-DK der mexikanischen Petróleos Mexicanos (Pemex) (XC-BII) 13 Kilometer südöstlich von Sontecomapan (Mexiko) und 65 Kilometer nordwestlich des Ziels, dem Flughafen Minatitlán. Alle 7 Insassen, drei Besatzungsmitglieder und 4 Passagiere, kamen ums Leben.[476]

- Am 12. Juni 1967 fiel an einer Douglas DC-3A-197D der Aeronaves de México (XA-FUW) nach dem Start vom Flughafen La Paz (Baja California Sur) (Mexiko) ein Triebwerk aus. Beim Versuch der Rückkehr stürzte das Flugzeug in ein Wohngebiet. Dabei kamen alle 3 Besatzungsmitglieder sowie 2 Personen am Boden ums Leben. Alle 24 Passagiere überlebten den Unfall.[477]

- Am 30. September 1967 wurde eine Douglas DC-3/C-47A-35-DL der US-amerikanischen Central Airlines (N91003) an einem derzeit nicht bekannten Ort in den Vereinigten Staaten von Amerika irreparabel beschädigt. Personen kamen nicht zu Schaden.[478][479]

- Am 26. Dezember 1968 wurde eine Douglas DC-3/C-47A-80-DL der mexikanischen Exportadora de Sal S.A.- ESSA (XB-POH) 40 Kilometer östlich von Ensenada (Mexiko) in eine Bergflanke geflogen, 89 Kilometer südöstlich des Startflughafens Tijuana. Durch diesen CFIT (Controlled flight into terrain) wurden alle 12 Insassen getötet, zwei Besatzungsmitglieder und 10 Passagiere.[480]

- Am 31. Dezember 1968 wurde eine Douglas DC-3/C-47A-90-DL der mexikanischen SAESA (XA-SAE) 76 Kilometer östlich von Ciudad Victoria (Mexiko) in die Schlucht Cañón del Diablo geflogen. Durch diesen CFIT (Controlled flight into terrain) wurden alle 26 Insassen getötet, vier Besatzungsmitglieder und 22 Passagiere.[481]

- Am 18. Februar 1969 wurde eine Douglas DC-3/C-49J der US-amerikanischen Hawthorne Nevada Airlines (N15570) in einer Höhe von 3587 Metern etwa 20 Kilometer westlich von Lone Pine (Kalifornien) (USA) in die Ostflanke des Mount Whitney geflogen. Die Piloten waren von der vorgeschriebenen Strecke abgewichen und trotz schlechten Wetters in Instrumentenflugbedingungen weiter nach Sichtflugregeln geflogen. Bedingt durch eine dicke Schneedecke und oft weiterhin sehr schlechte Wetterbedingungen wurde das Wrack trotz intensiver Suche auf 426 Flügen erst am 8. August gefunden, also nach fast einem halben Jahr. Bei der Suche verunglückten ein Hubschrauber und ein Leichtflugzeug, in beiden Fällen ohne Todesopfer. Durch diesen CFIT (Controlled flight into terrain) wurden alle 35 Insassen, drei Besatzungsmitglieder und 32 Passagiere, getötet. Es war der schwerste Flugunfall einer DC-3 in den USA.[482][483]

- Am 20. März 1969 wurde eine Douglas DC-3-216 der US-amerikanischen Avion Airways (N142D) bei dichtem Nebel im Anflug auf den Flughafen New Orleans (USA) extrem hart auf der Landebahn aufgesetzt, prallte ab und schlug 940 Meter weiter erneut auf den Boden auf. Das Flugzeug überschlug sich und fing Feuer. Die Landebahnsicht betrug nur 180 Meter statt des vorgeschriebenen Minimums von 730 Metern. Durch diesen CFIT (Controlled flight into terrain) wurden von den 27 Insassen 16 getötet, alle drei Besatzungsmitglieder und 13 Passagiere.[484]

- Am 8. April 1971 wurde eine Douglas DC-3/C-47 der honduranischen SAHSA (HR-unbekannt) nahe Las Lajas, Honduras, in die Flanke eines wolkenverhangenen Berges geflogen. Die Kollision erfolgte 95 Kilometer nordnordwestlich des Ziels, dem Flughafen Tegucigalpa. Durch diesen CFIT (Controlled flight into terrain) wurden alle 10 Insassen getötet, drei Besatzungsmitglieder und 7 Passagiere.[485]

- Am 28. Juni 1971 verunglückte eine Douglas DC-3/C-47-DL der US-amerikanischen Lake Riverside Estates (N90627) am Flugplatz Shelter Cove (Kalifornien, USA). Die Maschine hob zwar kurz ab, setzte aber außerhalb des Flugplatzes mehrfach wieder auf. Das Fahrwerk prallte gegen einen Transformator, das Triebwerk Nr. 1 (links) schlug auf dem Dach eines Abwasserentsorgungsgebäudes auf. Die DC-3 erhob sich wieder in die Luft und stürzte in einem Bogen über die Klippen ins Meer, wo sie 150 Meter vor der Küste abstürzte. Bei ihrer völlig ungenügenden oder unterlassenen Vorflugkontrolle waren die Ruderverriegelungen sowohl des Seitenruders als auch des Höhenruders von den Piloten nicht entfernt worden, sodass diese Ruder auch im Flug blockiert waren. Auch die Ruderkontrolle während des Rollens zur Startbahn wurde nicht durchgeführt. Von den 24 Insassen wurden 17 getötet, zwei Besatzungsmitglieder und 15 Passagiere.[486]

- Am 21. Februar 1973 flog eine Douglas DC-3/C-47A-70-DL der panamaischen Aerovias Urraca (HP-560) gegen den Berg Cerro Horqueta (Panama). Die Maschine befand sich auf dem nur rund 110 Kilometer langen Flug vom Flughafen David nach Changuinola. Bei diesem CFIT (Controlled flight into terrain) wurden von den 28 Insassen 22 getötet.[487]

- Am 28. Januar 1974 wurde eine Douglas DC-3/C-47B der kanadischen Bradley Air Services (CF-TVK) bei einem Hangarbrand auf dem Flughafen Ottawa/Carp (Ontario, Kanada) zerstört. Es befanden sich keine Personen an Bord. Ebenfalls durch den Brand zerstört wurde die de Havilland Canada DHC-6 Twin Otter CF-DIJ derselben Gesellschaft.[488]

- Am 18. November 1975 flog eine Douglas DC-3/C-47-DL der guatemaltekischen Aviateca (TG-AGA) bei regnerischem Wetter mit begrenzter Sicht 2 Kilometer von El Caoba (Guatemala) entfernt ins Gelände. Die Maschine war vom Flughafen Flores (Guatemala) gestartet und verunglückte 25 Kilometer nordöstlich davon. Bei diesem CFIT (Controlled flight into terrain) wurden von den 22 Insassen 15 getötet, alle vier Besatzungsmitglieder und 11 Passagiere.[489]

- Am 2. Februar 1976 wurde eine Douglas DC-3/C-49J der kanadischen Atlantic Central Airlines (CF-HPM) auf dem Flughafen Saint John (New Brunswick, Kanada) bei einem Gewittersturm zerstört. Das Heck wurde mit solcher Wucht angehoben, dass der Pilotensitz bis auf den Boden durchgedrückt wurde. Außerdem wurde die DC-3 in einige Piasecki H-21-Hubschrauber geschoben. Personen kamen nicht zu Schaden.[490]

- Am 13. Dezember 1977 stürzte eine Douglas DC-3/C-53 der US-amerikanischen Air Indiana (N51071) auf dem Flughafen Evansville-Dress (Indiana, USA) weniger als 90 Sekunden nach dem Abheben ab. Die Ruderverriegelungen sowohl des Seitenruders als auch des rechten Querruders waren von den Piloten nicht entfernt worden, sodass diese Ruder auch im Flug blockiert waren. Auch war das Gepäck abweichend vom Lademanifest so verstaut worden, dass der Schwerpunkt zu weit hinten lag. Alle 29 Insassen, drei Besatzungsmitglieder und 26 Passagiere, wurden getötet.[491]

- Am 12. September 1980 flog eine Douglas DC-3A der US-amerikanischen Florida Commuter Airlines (N75KW) 6,5 Kilometer südwestlich des West End Settlement (Bahamas) ins Meer, noch 37 Kilometer vom Ziel Flughafen Freeport-Grand Bahama entfernt. Das Wetter war durch schlechte Sicht und niedrige Wolken geprägt; nach dem ersten, abgebrochenen Startversuch waren in beiden Pitotrohren Mottennester entdeckt worden, welche die Fahrtanzeige blockiert hatten. Alle 34 Insassen, vier Besatzungsmitglieder und 30 Passagiere, kamen ums Leben.[492]

- Am 29. Januar 1986 wurde mit einer Douglas DC-3A-178 der mexikanischen Aero California (XA-IOR) ein Anflug auf den Flughafen Los Mochis durchgeführt, obwohl dies wegen der Sichtverhältnisse im Nebel unzulässig war. Es wurde durchgestartet und sollte zum kleinen Flugplatz Las Lomitas (Mexiko) ausgewichen werden, der nicht mehr für kommerziellen Luftverkehr zugelassen war. Die Maschine wurde stattdessen in nahegelegene Hügel geflogen. Durch diesen CFIT (Controlled flight into terrain) wurden alle 21 Insassen getötet, drei Besatzungsmitglieder und 18 Passagiere.[493]

- (A) Am 18. März 1990 kam eine aus Guanaja kommende und zum Weiterflug nach San Pedro Sula vorgesehene Douglas DC-3/C-47A-75-DL der honduranischen SAHSA (HR-SAZ) bei der Zwischenlandung auf dem Flughafen Roatán wegen starker Seitenwinde von der Landebahn ab und rollte ins Karibische Meer. Bei dem Unfall starben sieben der 32 Insassen an Bord (siehe auch Flugunfall einer Douglas DC-3 der SAHSA 1990).

- Am 19. Mai 1990 kollidierte eine Douglas DC-3A der US-amerikanischen K&K Aircraft (N1FN) auf einem Agrarflug mit Stromleitungen. Das Flugzeug stieg steil nach oben und stürzte nach einem Strömungsabriss aus 1200 Fuß (365 Meter) Höhe bei Capon Bridge ab, 38 Kilometer südwestlich vom Startflughafen Martinsburg (West Virginia, USA). Beide Piloten, die einzigen Insassen, wurden getötet.[494]

- Am 4. April 1991 stürzte eine Douglas DC-3/C-47B-15-DK der kanadischen Central Mountain Air (C-FQNF) bei schlechtem Wetter auf den zugefrorenen Thutade Lake (British Columbia). Von den sieben Insassen kamen sechs ums Leben, alle drei Crewmitglieder und drei Passagiere.[495]

- Am 14. Januar 1993 stürzte eine Douglas DC-3/C-47A-40-DL der kanadischen Central Mountain Air (C-FAAM) nahe Bronson Creek (British Columbia) ab. Der Rollwinkel erhöhte sich während einer Linkskurve in einer Höhe von 800 Fuß auf 90 Grad. Die Flugzeugnase senkte sich in der Folge und das Flugzeug verlor an Höhe, bevor es schließlich auf dem Boden aufschlug. Beide Piloten, die einzigen Insassen, kamen ums Leben.[496]

- Am 26. Juni 1994 ging bei einer Douglas DC-3C der kanadischen Buffalo Airways (C-FROD) im Anflug auf den Flughafen Fort Simpson der Treibstoff aus. Das Flugzeug war seit der letzten Betankung bei sechs Flügen 4:37 Stunden geflogen. Nach dem kompletten Triebwerksausfall versuchte der Kapitän, den Flugplatz im Gleitflug zu erreichen. Allerdings reichte dies nicht mehr ganz; die Maschine flog 900 Meter von der Landebahn entfernt in Bäume und wurde zerstört. Die beiden Besatzungsmitglieder des Frachtfluges überlebten. Eine Parallele ergab sich sechs Jahre später, als ein Airbus A310 der deutschen Hapag-Lloyd ohne Treibstoff 660 Meter vor der Landebahn in Wien aufschlug (siehe Hapag-Lloyd-Flug 3378).[497]

- Am 19. August 1995 startete eine Douglas DC-3/C-47B-1-DL der kanadischen Air North (C-GZOF) von der Startbahn 08 am Flughafen Vancouver (British Columbia, Kanada), musste aber wegen eines Triebwerksausfalls des Motors Nr. 2 (Propeller mit Überdrehzahl) umkehren. Die DC-3 prallte beim Einkurven auf die Landebahn 30 gegen die Uferböschung des Fraser River. Von den 3 Besatzungsmitgliedern, den einzigen Insassen auf dem Überführungsflug, kam eines ums Leben. Das Flugzeug wurde zerstört.[498]

- Am 18. Oktober 2019 landete eine Douglas DC-3C der US-amerikanischen Fluggesellschaft Atlantic Air Cargo (N437GB) auf dem Weg vom Flughafen Opa-locka (Florida) beim Landeanflug auf den Flughafen Nassau (Bahamas) 4 Kilometer davor im Wasser und versank. Die beiden Piloten des Frachtfluges überlebten das Missgeschick mit dem 65 Jahre alten Flugzeug.[499]

### Asien und Ozeanien
- Am 6. Oktober 1937 stürzte eine Douglas DC-3-194B der niederländischen KLM Royal Dutch Airlines (Luftfahrzeugkennzeichen PH-ALS) unmittelbar nach dem Start vom Flughafen Palembang (Indonesien) ab. Eine Pleuelstange im Triebwerk Nr. 1 (links) war gebrochen und hatte einen Brand ausgelöst. Der Kapitän unterbrach die Treibstoffzufuhr, aber das Flugzeug konnte mit einem Triebwerk nicht mehr an Höhe gewinnen. Es schlug auf dem Boden auf. Von den 12 Insassen kamen 4 ums Leben, drei Besatzungsmitglieder und ein Passagier.[500]

- Am 6. Juni 1943 verunglückte eine Douglas DC-3-196A der sowjetisch/chinesischen Hamiata (URSS-N) auf einem Inlandsflug in der Wüste zwischen dem Flughafen Ürumqi (China) und dem Flughafen Hami. Alle Insassen, Besatzungsmitglieder und Passagiere, kamen ums Leben; die Anzahl ist nicht bekannt.[501]

- Am 9. Juni 1943 stürzte eine Douglas DC-3-196A der sowjetisch/chinesischen Hamiata (URSS-N) auf einem Inlandsflug zwischen dem Flughafen Ürumqi (China) und dem Flughafen Hami ab, 20 Kilometer nordöstlich des Kreises Yanchi. Beim Flug entlang der Straße von Ürümqi nach Hami geriet die Maschine in einen starken Abwind und schlug in einer Höhe von 2000 Metern auf dem Berghang auf. Das Flugzeug wurde erst 6 Tage später gefunden. Alle 32 Insassen, vier Besatzungsmitglieder und 28 Passagiere, kamen ums Leben.[502]

- Am 26. Mai 1944 flog eine Douglas DC-3/C-47A-45-DL der China National Aviation Corporation (CNAC) (82) in sehr schlechtem Wetter an ihrem Zielort, dem Flugplatz Dinjan (Britisch-Indien), vorbei und wurde in einen 22.000 Fuß (6700 Meter) hohen Berg im südlichen Tibet geflogen. Durch diesen CFIT (Controlled flight into terrain) wurden alle 12 Insassen getötet, beide Besatzungsmitglieder und 10 Passagiere.[503]

- Am 31. August 1944 verloren an einer Douglas DC-3/C-47A-90-DL der China National Aviation Corporation (CNAC) (97) beide Triebwerke an Leistung. Da eine Notlandung unmöglich erschien, ordnete der Kapitän bei Shimbuwang (China) den Fallschirmabsprung der Besatzung an, der einzigen Insassen auf dem Frachtflug. Diesen überlebte nur der Kapitän, da ein Besatzungsmitglied seinen Schirm bereits beim Ausstieg auslöste und sich sein Fallschirm im Leitwerk der Maschine verfing. Das dritte Besatzungsmitglied öffnete seinen Fallschirm sogar schon im Inneren der Maschine, was natürlich ebenfalls schiefging. Von den drei Besatzungsmitgliedern kamen zwei ums Leben (siehe auch Flugunfall der CNAC bei Shimbuwang).[504]

- Am 1. Mai 1945 wurde eine Douglas DC-3/C-47B der British Overseas Airways Corporation (BOAC) (G-AGNA) auf dem Flughafen Basra (Irak) irreparabel beschädigt. Nähere Informationen liegen derzeit nicht vor. Über Personenschäden ist nichts bekannt.[505]

- Am 20. Oktober 1945 stürzte eine Douglas DC-3C der China National Aviation Corporation (CNAC) (104) 20 Kilometer südlich von Suichang (China) in ein Dorf. Alle 13 Insassen, sechs Besatzungsmitglieder und 7 Passagiere, wurden getötet, ebenso wie 7 Dorfeinwohner.[506]

- Am 13. November 1945 wurde versucht, mit einer Douglas DC-3/C-49A der Australian National Airways, betrieben für die United States Army Air Forces (USAAF) (VH-CDC), trotz eines heftigen Gewitters eine Landung auf dem Flughafen Tacloban (Philippinen) zu erzwingen. Nach dem notwendigen Durchstarten verschwand das Flugzeug und stürzte in die Bucht, knapp 4 Kilometer nordöstlich des Flughafens. Mit mehr als eineinhalb Stunden Treibstoffreserve wären auch Ausweichlandungen in Samar, Leyte oder Manila möglich gewesen. Von den 17 Insassen kamen 16 ums Leben, drei Besatzungsmitglieder und 13 Passagiere.[507]

- Am 4. Dezember 1945 wurde eine Douglas DC-3/C-47B-10-DK der sowjetischen Aeroflot (CCCP-L950) während eines nächtlichen Anflugs bei Nebel und niedrigen Wolken gegen den Mast eines Radiosenders geflogen. Die Maschine stürzte nahe dem Flughafen Nowosibirsk-Severny (Sowjetunion) ab. Bei diesem CFIT (Controlled flight into terrain) wurden alle 16 Insassen getötet, vier Besatzungsmitglieder und 12 Passagiere.[508]

- Am 10. März 1946 stürzte eine Douglas DC-3/C-47-DL der Australian National Airways (VH-AET) 10 Minuten nach dem Start vom Flughafen Hobart (Tasmanien, Australien) in das Mündungsgebiet des Flusses Derwent. Statt die Treibstoffversorgung umzuschalten, hatten die Piloten den Autopiloten eingeschaltet. Alle 25 Insassen, vier Besatzungsmitglieder und 21 Passagiere, wurden getötet.[509]

- Am 1. Oktober 1946 wurde mit einer Douglas DC-3 der Philippine Airlines (PI-C59 ??) in einem abgelegenen Sumpf bei Bulusan (Philippinen) eine Bauchlandung gemacht, nachdem die Piloten die Orientierung verloren hatten. Alle 5 Insassen, drei Besatzungsmitglieder und zwei Passagiere, überlebten den Unfall. Das Flugzeug wurde irreparabel beschädigt.[510]

- Am 16. Oktober 1946 wurde eine Douglas DC-3 der philippinischen Far East Air Transport (PI-C92) auf dem Flugplatz Manila-Nielson Field (Philippinen) irreparabel beschädigt. Nähere Einzelheiten sind derzeit nicht verfügbar. Über Personenschäden ist nichts bekannt.[511]

- Am 14. Dezember 1946 wurde eine Douglas DC-3/C-47B-1-DK der philippinischen Far East Air Transport (PI-C1) im Anflug auf den Flugplatz Lucena (Philippinen) 19 Kilometer nordwestlich davon am Mount Banahaw in Baumgipfel geflogen und stürzte in einer Höhe von 2650 Fuß (810 Metern) ab. Bei diesem CFIT (Controlled flight into terrain) wurden von den 14 Insassen 12 getötet, drei Besatzungsmitglieder und 12 Passagiere.[512]

- Am 25. Dezember 1946 stürzte eine Douglas DC-3/C-47 der China National Aviation Corporation (CNAC) (140) beim Anflug auf den Flughafen Shanghai-Jiangwan (auch: Kiangwan) (China) im Nebel ab. Von den 30 Insassen kamen 19 ums Leben, zwei Besatzungsmitglieder und 17 Passagiere. An diesem Tag verunglückten insgesamt drei Flugzeuge im Bereich Shanghai bei sehr schlechter Sicht, zwei DC-3 und eine C-46.[513]

- Am 25. Dezember 1946 stürzte eine Douglas DC-3/C-47 der chinesischen Central Air Transport (48) im Anflug auf den Flughafen Shanghai-Jiangwan (auch: Kiangwan) (China) im Nebel auf ein Bauernhaus. Alle 11 Insassen, vier Besatzungsmitglieder und 7 Passagiere, kamen ums Leben, außerdem eine Person am Boden. An diesem Tag verunglückten insgesamt drei Flugzeuge im Bereich Shanghai bei sehr schlechter Sicht, zwei DC-3 und eine C-46.[514]

- Am 10. Januar 1947 wurde eine Douglas DC-3/C-47A-25-DK der Air India (VT-AUF) an einem unbekannten Ort in Indien zerstört. Über Personenschäden ist nichts bekannt. Nähere Einzelheiten sind derzeit nicht verfügbar.[515]

- Am 25. Januar 1947 verunglückte eine Douglas DC-3 der China National Aviation Corporation (CNAC) (138) 190 Kilometer südlich vom Zielflughafen Chongqing-Jiangbei (China) in bergigem Gelände. Alle 19 Insassen, drei Besatzungsmitglieder und 16 Passagiere, kamen ums Leben.[516]

- Am 25. Januar 1947 wurde eine Douglas DC-3/C-47A-25-DK der Philippine Airlines (PI-C12) in einer Höhe von 480 Metern im Anflug auf den Flughafen Kai Tak (Hongkong) in den 525 Meter hohen Mount Parker (Hongkong) geflogen. Durch diesen CFIT (Controlled flight into terrain) wurden alle 4 Besatzungsmitglieder getötet, die einzigen Insassen auf dem Frachtflug.[517]

- Am 16. Mai 1947 wurde eine Douglas DC-3/C-47A-1-DK der sowjetischen Aeroflot (CCCP-L1048) bei Anflugbedingungen unter den vorgeschriebenen Wetterminima am Flughafen Chabarowsk (Sowjetunion) gegen den Turm einer Rundfunkstation geflogen und stürzte ab. Durch diesen CFIT (Controlled flight into terrain) wurden alle 22 Insassen getötet, fünf Besatzungsmitglieder und 17 Passagiere.[518]

- Am 16. Juni 1947 wurde mit einer Douglas DC-3/C-47A-70-DL der Philippine Airlines (PI-C11) bei Cebu (Philippinen) eine Notlandung auf einem Strand gemacht. Nähere Einzelheiten sind derzeit nicht verfügbar. Es gab keine Todesfälle. Das Flugzeug wurde irreparabel beschädigt.[519]

- Am 13. September 1947 wurde eine Douglas DC-3 der Philippine Airlines (PI-C59) am Flughafen Zamboanga (Philippinen) irreparabel beschädigt. Nähere Einzelheiten sind derzeit nicht verfügbar. Über Personenschäden liegen keine Informationen vor.[520]

- Am 26. Dezember 1947 wurde eine Douglas DC-3/C-47A-DL der Philippine Airlines (PI-C36) auf dem Flughafen Manila (Philippinen) durch einen Taifun irreparabel beschädigt. Über Personenschäden ist nichts bekannt.[521]

- Am 26. Dezember 1947 wurde eine Douglas DC-3 der Philippine Airlines (PI-C10) auf dem Flughafen Manila (Philippinen) durch einen Taifun irreparabel beschädigt. Über Personenschäden ist nichts bekannt.[522]

- Am 26. Dezember 1947 wurde eine Douglas DC-3 der Philippine Airlines (PI-C3) auf dem Flughafen Manila (Philippinen) durch einen Taifun irreparabel beschädigt. Über Personenschäden ist nichts bekannt.[523]

- Am 26. Dezember 1947 wurde eine Douglas DC-3 der Philippine Airlines (PI-C53) auf dem Flughafen Manila (Philippinen) durch einen Taifun irreparabel beschädigt. Über Personenschäden ist nichts bekannt.[524]

- Am 27. Dezember 1947 stürzte eine Douglas DC-3 der Air India (VT-AUG) auf dem Flug vom Flughafen Karatschi zum Flughafen Bombay-Santacruz kurz nach dem Start bei Korangi (heute Pakistan) ab. Ursache war Kontrollverlust, nachdem die Besatzung trotz defekter Instrumentenbeleuchtung zu dem Nachtflug gestartet war. Alle 23 Personen an Bord kamen ums Leben (siehe auch Flugunfall der Air India bei Karatschi).[525]

- Am 21. Januar 1948 wurde an einer Douglas DC-3 der Philippine Airlines (PI-C145) vor der Landung auf dem Flughafen Iloilo-Mandurriao (Philippinen) das Fahrwerk nicht ausgefahren. Es kam zu einer Bauchlandung, das Flugzeug wurde irreparabel beschädigt. Alle Insassen überlebten den Unfall.[526]

- Am 10. Februar 1948 verunglückte eine Douglas DC-3/C-47B-30-DK der niederländischen Interinsulair Bedrijf, Tochtergesellschaft der KLM (später Garuda Indonesia), (PK-REA) auf dem Flug von Bandung nach Batavia (Niederländisch-Indien) (heute Jakarta) in der Nähe von Padalarang (heute in Indonesien). Alle 19 Insassen, vier Besatzungsmitglieder und 15 Passagiere, kamen ums Leben. Nähere Einzelheiten sind derzeit nicht verfügbar. Das Flugzeug wurde irreparabel beschädigt.[527]

- Am 22. Februar 1948 stürzte eine Douglas DC-3 der philippinischen Commercial Airways (PI-C262) kurz nach dem Start vom Flughafen Mati (Philippinen) ab. Alle 12 Insassen, drei Besatzungsmitglieder und 9 Passagiere, kamen ums Leben.[528]

- Am 20. April 1948 stürzte eine Douglas DC-3/C-47A-25-DK der Philippine Airlines (PI-C14) kurz vor der Landung auf dem Flugplatz Jolo (Philippinen) in eine Bananenplantage und wurde irreparabel beschädigt. Alle 13 Insassen, drei Besatzungsmitglieder und 10 Passagiere, überlebten den Unfall. Je ein Pilot und Passagier wurden verletzt.[529]

- Am 17. Mai 1948 verunglückte eine Douglas DC-3 der Philippine Airlines (PI-C143) beim Start vom Flugplatz Cebu-Lahug (Philippinen). Das Flugzeug wurde irreparabel beschädigt. Alle 17 Insassen, drei Besatzungsmitglieder und 14 Passagiere, überlebten den Unfall.[530]

- Am 7. Juli 1948 wurde eine Douglas DC-3/C-47-DL der französischen Aigle Azur (F-BCYP) im Distrikt Djiring (heute Di Linh) auf dem Weg vom Flughafen Saigon/Tan-Son-Nhat zum Flughafen Da Lat/Lien Khuong in einen Berg geflogen (CFIT, Controlled flight into terrain). Alle 16 Insassen, 3 Besatzungsmitglieder und 13 Passagiere wurden getötet.[531]

- Am 2. September 1948 wurde eine Douglas DC-3/C-47A-50-DL der Australian National Airways (VH-ANK) in der Nähe von Quirindi (New South Wales, Australien) gegen den 1400 Meter hohen Square Peak geflogen. Die Maschine war über 160 Kilometer weit vom Kurs abgekommen. Durch diesen CFIT (Controlled flight into terrain) wurden alle 13 Insassen getötet, drei Besatzungsmitglieder und 10 Passagiere.[532]

- Am 26. November 1948 stürzte eine Douglas DC-3/C-47A-15-DK der Pakistan Airways, auch Pak Airways genannt (AP-ACE), in der Nähe von Vehari (Pakistan) ab. Auslöser davon war das Fehlen einer Dichtungsscheibe am Vergaser-Kraftstofffilter des Triebwerks Nr. 1 (links), was dazu führte, dass Kraftstoff in die Zündsysteme gelangte. Dies wiederum ließ einen schweren Ölbrand entstehen, der schließlich die Haupttanks des linken Motors erfasste und zu einem Tragflächenbrand führte. Ursachen des Ganzen waren ein allgemein niedriger Wartungsstandard aufgrund des Mangels an Werkzeugen, Ersatzteilen, angemessener Beleuchtung, überstürzter Arbeitsweise und Unerfahrenheit der unteren Dienstgrade. Alle 21 Insassen, fünf Besatzungsmitglieder und 16 Passagiere, wurden getötet.[533]

- Am 16. Januar 1949 verschwand eine Douglas DC-3/C-47B-5-DK der indischen Dalmia Jain Airways (VT-CDZ) nahe dem Banihal Pass (Indien). Die Maschine war auf dem Flug vom 90 Kilometer entfernten Flughafen Jammu zum 68 Kilometer vom vermutlichen Unfallort entfernten Flughafen Srinagar. Alle 13 Insassen, die vier Besatzungsmitglieder und 9 Passagiere, werden vermisst.[534]

- Am 24. Februar 1949 wurde eine Douglas DC-3/C-47A-90-DL der Cathay Pacific mit dem Luftfahrzeugkennzeichen VR-HDG nach einem abgebrochenen Landeanflug auf den Flughafen Hongkong-Kai Tak in schlechtem Wetter in einen Hügel am Braemar Reservoir geflogen. Alle 23 Menschen starben, vier Besatzungsmitglieder und 19 Passagiere.[535]

- Am 7. Mai 1949 stürzte eine Douglas DC-3/C-47B-35-DK der Philippine Airlines (PI-C98) nach der Explosion einer Zeitbombe an Bord vor der Insel Alabat in die Bucht von Lamon (Philippinen). Die Zeitbombe war von zwei Ex-Sträflingen in das Flugzeug gebracht worden, die von einer Frau und einem Mann angeheuert worden waren, die versuchten, den Ehemann der Frau zu töten, einen Passagier des Flugzeugs. Alle 13 Insassen, drei Besatzungsmitglieder und 10 Passagiere, kamen ums Leben.[536]

- Am 13. Juni 1949 wurde eine Douglas DC-3 der israelischen El Al (4X-unbekannt) bei der Landung in Kolunda (Israel) irreparabel beschädigt. Alle 10 Insassen, zwei Besatzungsmitglieder und 8 Passagiere, überlebten den Unfall.[537]

- Am 27. November 1949 wurde eine Douglas DC-3/C-47B-5-DL der französischen Aigle Azur (F-OABJ) bei einem Unfall nahe Dong Khe zerstört, einem größeren französischen Militärstützpunkt im Indochinakrieg. Dabei kamen 10 Insassen ums Leben.[538]

- Am 12. Dezember 1949 wurde eine Douglas DC-3/C-53 der pakistanischen Pakair (AP-ADI) in einer Höhe von 1185 Fuß (360 Metern) in den Hügel Karo Jabal (Pakistan) geflogen. Vom Ziel, dem Flughafen Karachi/Jinnah, war der Unfallort noch 63 Kilometer östlich entfernt. Durch diesen CFIT (Controlled flight into terrain) wurden alle 26 Insassen getötet, vier Besatzungsmitglieder und 22 Passagiere.[539]

- Am 24. Januar 1950 verschwand eine Douglas DC-3/C-47A-15-DK der Philippine Airlines (PI-C22) auf einem Flug zwischen Iloilo City und Manila (Philippinen). Alle 4 Insassen, drei Besatzungsmitglieder und der einzige Passagier, kamen ums Leben.[540]

- Am 25. Januar 1950 verunglückte eine Douglas DC-3/C-47A-25-DK der indischen Airways (India) (VT-CPQ) beim Start vom Shella Airstrip (Indien). Die Maschine sollte mit einer Ladung Orangen aus Assam nach Kalkutta fliegen. Beim Start kam sie zunächst ins Schleudern und stürzte dann ab. Zwei der drei Besatzungsmitglieder des Frachtfluges wurden getötet.[541]

- Am 25. März 1950 verunglückte eine aus Istanbul kommende Douglas DC-3/C-47A-75-DL der türkischen Türkiye Devlet Hava Yollari (DHY) TC-BAL (der heutigen Turkish Airlines) bei der Landung auf dem Militärflugplatz Ankara-Etimesgut und fing Feuer. Dabei wurden alle 15 Insassen getötet, 4 Besatzungsmitglieder und 11 Passagiere.[542]

- Am 17. Mai 1950 kam es mit einer Douglas DC-3/C-47A-20-DK der indischen Airways (India) (VT-CHB) bei der Landung auf dem Flughafen von Balurghat (Indien) zu einem Totalschaden. Das Frachtflugzeug hatte eine Ladung von Sandblechen an Bord, die zum Bau einer allwettertauglichen Landebahn in Balurghat benötigt wurden. Die Besatzung, einzige Insassen des Frachtfluges, überlebte den Unfall.[543]

- Am 17. Juli 1950 stürzte eine Douglas DC-3/C-47A-90-DL der Indian National Airways (VT-ATS) auf dem Weg von Delhi nach Srinagar etwa 10 Kilometer südöstlich von Pathankot (Indien) ab, nachdem die linke Tragfläche während heftiger Turbulenzen gebrochen war. Alle 22 Insassen, 18 Passagiere und 4 Besatzungsmitglieder, wurden bei dem Absturz getötet.[544]

- Am 12. September 1950 verunglückte eine Douglas DC-3/C-47-DL der französischen Compagnie Aérienne de Transports Indochinois – CATI (F-OACA) am Flughafen Son-La-Na-San (Vietnam) und wurde irreparabel beschädigt. Über Personenschäden ist nichts bekannt.[545]

- Am 14. September 1950 verunglückte eine Douglas DC-3/C-47A-30-DL der Iranian Airways (EP-AAG) kurz nach dem Start vom Flughafen Teheran-Mehrabad zu einem Flug nach Saudi-Arabien, auf dem sieben Besatzungsmitglieder für einen Crewwechsel befördert werden sollten. Alle neun Menschen an Bord kamen ums Leben.[546]

- Am 26. September 1950 wurde eine Douglas DC-3/C-47A-20-DK der Air India (VT-DAT) auf dem Militärflugplatz Barrackpore (Indien) irreparabel beschädigt. Über Personenschäden ist nichts bekannt.[547]

- Am 1. Dezember 1950 kollidierte eine weitere DC-3/C-47A-25-DK der Iranian Airways (EP-AAJ) auf einem Flug von Täbris nach Teheran mit einem Berg, wobei alle acht Menschen an Bord starben.[548]

- Am 13. Dezember 1950 wurde eine Douglas DC-3/C-47B-5-DK der Air India (VT-CFK) vom Flughafen Bombay kommend aufgrund eines Navigationsfehlers bei Kotagiri in hügeliges Gelände geflogen, 47 Kilometer nordnordwestlich des Zielflughafens Coimbatore. Alle 21 Personen an Bord, vier Besatzungsmitglieder und 17 Passagiere, wurden durch diesen CFIT (Controlled flight into terrain) getötet.[549]

- Am 13. Januar 1951 flog eine Douglas DC-3/VC-47D-27-DK von Air Carriers aus Hongkong (VR-HEP) gegen einen Berg nahe Bukit Besar, Malaysia. Alle sieben Passagiere und drei Crewmitglieder starben.[550]

- Am 12. Februar 1951 verunglückte eine Douglas DC-3/C-47A-80-DL der französischen Aigle Azur (F-OABK) während der Landung auf dem Flughafen Luang Prabang, Laos. Alle Insassen überlebten.[551]

- Am 9. April 1951 stürzte eine Douglas DC-3 der thailändischen Siamese Airways (HS-SAE) auf dem Flug von Bangkok zum Flughafen Kai Tak in Hongkong beim nächtlichen Landeanflug in sehr schlechtem Wetter ins Wasser. In einer engen Kurve war es bei Cape D'Aguilar in 120 Meter Flughöhe zum Strömungsabriss gekommen, noch 10 Kilometer vom Zielflughafen entfernt. Alle 16 Insassen (5 Crewmitglieder und 11 Passagiere) kamen ums Leben.[552]

- Am 12. Juli 1951 verunglückte eine Douglas DC-3/C-47B-1-DL der indischen Fluggesellschaft Indamer (VT-CHT) auf einem Frachtflug etwa 50 Kilometer nordwestlich von Tezpur, Indien. Alle drei Besatzungsmitglieder kamen ums Leben. Die Maschine wurde zerstört.[553]

- Am 20. Juli 1951 verunglückte eine Douglas DC-3/C-47A-80-DL der französischen Compagnie Aérienne de Transports Indochinois – CATI (oder Air Outre-Mer?) (F-OABX) während des Fluges von Pakse zum Flughafen Tan-Son-Nhat in Saigon etwa 29 Kilometer nordöstlich davon. Alle drei Crewmitglieder und zwei Passagiere kamen ums Leben.[554]

- Am 20. August 1951 überschoss eine DC-3/C-47A-1-DK der thailändischen Siamese Airways (HS-SAF) bei der Landung die Start- und Landebahn am Flugplatz Boh Fai, Thailand. Alle drei Besatzungsmitglieder überlebten; das Flugzeug wurde irreparabel beschädigt.[555]

- Am 15. September 1951 wurde mit einer DC-3/C-47A-30-DK der Air India (VT-CCA) am Flughafen Bangalore-HAL versucht, mit eingeschaltetem Autopilot zu starten. Die Piloten verloren die Kontrolle, das Flugzeug stürzte ab. Einer der 27 Insassen starb (siehe auch Flugunfall der Air India in Bangalore 1951).[556]

- Am 5. November 1951 stürzte eine DC-3/C-47-DL der französischen Compagnie Aérienne de Transports Indochinois – CATI (F-BCYL) beim Start vom Flughafen Hanoi-Gia Lam (Vietnam) in einen Fluss. Alle Insassen überlebten; das Flugzeug wurde jedoch bei dem Unfall irreparabel beschädigt.[557]

- Am 14. November 1951 verunglückte eine Douglas DC-3/C-47A-30-DK der indischen Airways (India) (VT-CKU) beim Start vom Flughafen Guwahati (alt) (Indien). Das Flugzeug wurde zerstört. Alle drei Besatzungsmitglieder, die einzigen Insassen auf dem Frachtflug, überlebten den Unfall.[558]

- Am 21. November 1951 wurde eine Douglas DC-3/C-47A-25-DK der indischen Deccan Airways (VT-AUO) beim viel zu tiefen Anflug auf den Flughafen Kalkutta in den Boden geflogen und stürzte ab, nachdem sie Bäume gestreift hatte. Die Piloten der aus Nagpur kommenden Maschine hatten bei extrem schlechter Sicht einen Anflug versucht. Von den 17 Insassen wurden 16 getötet, nur ein Passagier überlebte.[559]

- Am 31. Dezember 1951 kollidierte eine Douglas DC-3/C-47A-30-DK der indischen Kalinga Airlines (VT-COA) beim Start in schlechter Sicht vom Flughafen Kalkutta mit Bäumen und stürzte ab. Alle 3 Besatzungsmitglieder des Frachtfluges kamen ums Leben.[560]

- Am 8. Februar 1952 stürzte eine Douglas DC-3/C-47A-1-DK der Indian National Airways (VT-COK) nach dem Start vom Flughafen Bagdogra während des Steigflugs ab, nachdem es zu einem Strömungsabriss gekommen war. Alle drei Besatzungsmitglieder des Frachtflugs überlebten.[561]

- Am 30. März 1952 verunglückte eine Douglas DC-3/C-47A-DL der Philippine Airlines (PI-C270) beim Start vom Flughafen Baguio-Loakan (Philippinen). Dabei kamen von den 29 Insassen 10 ums Leben, zwei Besatzungsmitglieder und 8 Passagiere.[562]

- Am 4. Mai 1952 wurde eine Douglas DC-3/C-47B-16-DK der französischen Société des Transports Aériens d'Extrême-Orient (STAEO) (F-BEIB) beim Start vom Flugplatz Phan Thiết an der Südostküste Vietnams abgeschossen. Von den 14 Insassen kam ein Besatzungsmitglied ums Leben.[563]

- Am 22. Oktober 1952 verunglückte eine Douglas DC-3/C-47A-15-DK der pakistanischen Orient Airways (AP-AAZ) bei einer Notlandung in der Nähe von Jamshedpur (Indien). Von den drei Besatzungsmitgliedern, den einzigen Insassen auf dem Frachtflug, kam eines ums Leben.[564]

- Am 21. Dezember 1952 flog eine Douglas DC-3 der Syrian Airways (YK-AAF) bei schlechtem Wetter nahe an-Nabk (Syrien) in einen Berg. Die Maschine befand sich auf einem Flug von Damaskus nach Aleppo. Die Piloten waren von der Strecke abgewichen, um die Suche nach einer vermissten Consolidated PBY Catalina der niederländischen Marineflieger zu unterstützen, die im Libanon verschwunden war. Von den 15 Insassen kamen 9 ums Leben.[565]

- Am 25. Dezember 1952 stürzte eine Douglas DC-3/C-47A-35-DL der Iranian Airways (EP-ACJ) aus Isfahan kommend im Anflug auf den Flughafen Teheran-Mehrabad 7 Kilometer vor dem Zielflughafen ab. Dabei kamen 24 der 25 Insassen ums Leben.[566]

- Am 30. Dezember 1952 wurde eine Douglas DC-3/C-47 (Untertypenbezeichnung unbekannt) der Philippine Airlines (PI-C38) auf dem Flug von Laoag nach Aparri durch einen chinesischen Passagier entführt, der zuvor zwei Menschen erschossen hatte und sich auf der Flucht befand. Der Entführer forderte eine Umkehr nach Festlandchina, doch der Kapitän versuchte ihn durch abrupte Flugmanöver handlungsunfähig zu machen. Daraufhin erschoss der Entführer den Kapitän und kurz darauf auch den Flugbegleiter. Im Luftraum der Republik China (Taiwan) wurde die Maschine später von Jagdflugzeugen der Kuomintang beschossen, da die taiwanischen Befehlshaber eine Invasion befürchteten. Schließlich gelang die Notlandung in Kinmen, wo der Erste Offizier, der Entführer und die verbliebenen sechs Passagiere von Bord gehen konnten (siehe auch Entführung einer Douglas DC-3 der Philippine Air Lines 1952).[567]

- Am 10. Januar 1953 streifte eine Douglas DC-3/C-47B der Union of Burma Airways (XY-ACL) im Endanflug auf den Flughafen von Myeik (Birma) Bäume. Die Maschine schlug 240 Meter vom Aufsetzpunkt hart auf dem Boden auf, woraufhin das rechte Triebwerk abriss. Das ausgebrochene Feuer zerstörte den vorderen Rumpf. Die örtliche Feuerwehr war unzureichend ausgerüstet. Alle 18 Insassen überlebten. Das Flugzeug wurde irreparabel beschädigt.[568]

- Am 3. Februar 1953 wurde eine Douglas DC-3/C-47B-15-DK der französischen Air Outre Mer (F-OAFR) in der Nähe von Lai Châu (Vietnam) irreparabel beschädigt. Über Personenschäden ist nichts bekannt.[569] Nach anderer Quelle wird das Flugzeug seit dem 25. März 1953 am selben Ort vermisst.[570]

- Am 17. März 1953 stürzte eine Douglas DC-3/C-47A-70-DL der französischen Aigle Azur (F-BEFG) vom Flughafen Hue/Phu Bai kommend beim Anflug auf den Flughafen Da Nang in schlechtem Wetter nahe der Halbinsel Tien Sha ab. Alle 8 Insassen kamen ums Leben.[571][572]

- Am 14. April 1953 brach an einer Douglas DC-3/C-47A-70-DL der indischen Airways (India) (VT-AUJ) während des Fluges 80 Kilometer südwestlich von Guwahati (Indien) die linke Tragfläche wegen Überlastung ab. Das Frachtflugzeug war auf dem Weg vom damaligen Flughafen Guwahati zu ihrem Heimatflughafen Kalkutta-Dum Dum. Alle 3 Besatzungsmitglieder, die einzigen Insassen kamen ums Leben.[573]

- Am 16. April 1953 brach bald nach dem Start an einer Douglas DC-3/C-47A-75-DL der französischen Aigle Azur (F-BESS) auf dem Weg vom Flughafen Hanoi/Gia Lam zum Flughafen Son-La/Na San, einem heftig umkämpften französischen Militärstützpunkt im Indochinakrieg, eine Tragfläche ab. Beim Absturz wurden alle 30 Insassen, 3 Besatzungsmitglieder und 27 Passagiere getötet. Die Maschine befand sich auf einem militärischen Charterflug.[574][575]

- Am 9. Mai 1953 stürzte eine Douglas DC-3/C-47A-25-DK (VT-AUD) der Air India nach dem Start vom Flughafen Delhi-Palam etwa 30 Kilometer südlich aufgrund von Kontrollverlust ab. Alle 18 Insassen wurden getötet (siehe auch Flugunfall der Air India bei Delhi 1953).[576]

- Am 16. Juni 1953 brach an einer Douglas DC-3/C-47A-65-DL der französischen Aigle Azur (F-BEST) während des Fluges ein Feuer aus. Das Flugzeug stürzte am Hügel Phou-Lassi in Laos ab. Das Wrack wurde erst zwei Wochen später, am 29. Juni, gefunden. Die Maschine hatte sich auf einem Flug von Vientiane nach Saigon befunden. Alle 34 Insassen, 5 Besatzungsmitglieder und 29 Passagiere wurden getötet.[577]

- Am 30. Juli 1953 brannte eine Douglas DC-3/C-47A-20-DL der vietnamesischen Regierung (F-VNAD) auf dem Flughafen Hanoi/Gia Lam (Vietnam) bei einem Treibstoffbrand vollständig aus. Über Personenschäden ist nichts bekannt.[578]

- Am 3. August 1953 geriet eine Douglas DC-3/C-47-DL der pakistanischen Orient Airways (AP-AAD) kurz nach dem Start vom Flughafen Schardscha (Britisches Emirat) in eine steile Sinkkurve. Die Maschine wurde vom Ersten Offizier vom linken Sitz des Kapitäns geflogen. Der Kapitän übernahm die Steuerung, konnte aber den Aufschlag auf den Boden nicht mehr verhindern. Der Erste Offizier hatte in der Dunkelheit die Kontrolle verloren, weil er den Instrumentenflug nicht beherrschte. Von den 25 Insassen wurde ein Passagier getötet.[579]

- Am 25. September 1953 stürzte eine Douglas DC-3/C-47A-35-DL der türkischen Türkiye Devlet Hava Yollari (DHY) (der heutigen Turkish Airlines) (TC-EGE) nach dem Start vom Flughafen Ankara-Etimesgut (Türkei) in ein trockenes Flussbett, nachdem ein Triebwerksbrand entstanden war. Von den 21 Insassen kamen ums 5 Leben, vier Besatzungsmitglieder und ein Passagier.[580]

- Am 17. Oktober 1953 stürzte eine Douglas DC-3/C-47B-1-DK der französischen Service Impérial de Liaisons Aériennes – SILA (F-VNAE) in der Nähe von Lai Châu (Stadt) (Vietnam) beim Abwerfen von Versorgungsgütern ab. Zwei der 7 Besatzungsmitglieder, der einzigen Insassen auf dem Frachtflug, kamen ums Leben.[581]

- Am 12. Dezember 1953 stürzte eine Douglas DC-3/C-47A-DK der Indian Airlines (VT-CHF) 1200 Meter vom Flughafen Nagpur entfernt ab und explodierte. Nach einem zeitweiligen Leistungsverlust kurz nach dem Abheben flogen die Piloten eine sehr steile Rückkehrkurve in viel zu niedriger Höhe mit ausgefahrenem Fahrwerk. Von den 14 Insassen wurden 13 getötet, 3 Besatzungsmitglieder und alle 10 Passagiere.[582]

- Am 5. Januar 1954 wurde eine Douglas DC-3/C-47A-80-DL der türkischen Türkiye Devlet Hava Yollari (DHY) (der heutigen Turkish Airlines) (TC-BAG) 31 Kilometer nordöstlich des Zielflughafens Çanakkale (Türkei) in einen Hügel geflogen. Bei diesem CFIT (Controlled flight into terrain) wurden 4 der 10 Insassen getötet, 2 Besatzungsmitglieder und 2 Passagiere.[583]

- Am 24. Januar 1954 streifte eine Douglas DC-3/C-47A-10-DK der französischen Compagnie Autrex (F-BEFS) kurz vor der Landebahn am Flughafen Beirut (Libanon) einen Hügel, woraufhin das rechte Hauptfahrwerk bei der Landung zusammenbrach und das Flugzeug irreparabel beschädigt wurde. Beitragend war das überhöhte Landegewicht der Maschine bei der ungeplanten Zwischenlandung. Alle drei Besatzungsmitglieder, die einzigen Insassen auf dem Überführungsflug von Paris nach Hanoi (Vietnam), überlebten den Unfall.[584]

- Am 31. Januar 1954 wurde eine Douglas DC-3/C-47A-25-DL der französischen Aigle Azur (F-BGXD) zerstört, als das Fahrwerk beim Start auf dem Flugplatz von Dien Bien Phu (Vietnam) schon eingefahren wurde, bevor das Flugzeug in der Luft war. Alle Insassen überlebten.[585][586]

- Am 13. Februar 1954 wurde eine Douglas DC-3/C-47A-20-DK der französischen Air Outre Mer (F-OAHY) auf dem Flugplatz Muong Sai (Laos) irreparabel beschädigt, möglicherweise durch Granatenbeschuss. Über Personenschäden ist nichts bekannt.[587][588]

- Am 25. Februar 1954 stürzte eine Douglas DC-3/C-47A-90-DL der Indian Airlines (VT-ATU) 16 Kilometer vom Flughafen Delhi-Safdarjung (Indien) entfernt ab. Auf dem Flug sollte versucht werden, die Ursache für den Unfall der DC-3 VT-CHF am 12. Dezember 1953 bei Nagpur zu ermitteln. Alle 3 Besatzungsmitglieder, die einzigen Insassen auf dem Testflug, kamen ums Leben.[589]

- Am 4. März 1954 wurde eine Douglas DC-3/R4D-3 der französischen Aigle Azur (F-OAPC) auf dem Flughafen Hanoi/Gia Lam (Vietnam) im Zuge von Kämpfen des Indochinakriegs am Boden zerstört.[590][591]

- Am 4. März 1954 wurde auch eine Douglas DC-3/C-47-DL der französischen Air Outre Mer (F-OANH) auf dem Flughafen Hanoi/Gia Lam zerstört. Über Personenschäden ist nichts bekannt.[592][593]

- Am 13. März 1954 verunglückte eine Douglas DC-3/C-47-DL der französischen Compagnie Autrex (F-BCYI) bei der Landung auf dem Flughafen Xieng Khouang (Laos) und wurde irreparabel beschädigt. Nach einer anderen Quelle wurde das Flugzeug kurz vor der Landung abgeschossen. Alle Insassen überlebten den Unfall.[594][595]

- Am 3. April 1954 stürzte eine vom Flughafen Adana nach Istanbul gestartete Douglas DC-3/C-47A-80-DL der türkischen Türkiye Devlet Hava Yollari (DHY) (der heutigen Turkish Airlines) (TC-ARK) 15 Minuten nach dem Start ab. Alle 25 Insassen wurden getötet, 5 Besatzungsmitglieder und 20 Passagiere.[596]

- Am 25. April 1954 verunglückte eine Douglas DC-3/C-47-DL der französischen Compagnie Autrex (F-BCYJ) bei der Landung auf dem Flugplatz Nam Bac (Laos). Das Flugzeug wurde irreparabel beschädigt. Die beiden Piloten, die einzigen Insassen, überlebten den Unfall.[597]

- Am 21. Mai 1954 stürzte eine Douglas DC-3/C-47DL der französischen Compagnie Autrex (F-BEIP) 5 Kilometer südöstlich von Hanoi (Vietnam) in den Roten Fluss. Die Ladung bestand aus leeren Ölfässern. Alle 3 Besatzungsmitglieder, die einzigen Insassen auf dem Frachtflug, kamen ums Leben.[598]

- Am 8. Juni 1954 verunglückte eine Douglas DC-3/C-47-DL der französischen Société des Transports Aériens d'Extrême-Orient (STAEO) (F-BCCL) am Flughafen Da Nang (Vietnam). Alle 4 Insassen, zwei Besatzungsmitglieder und 2 Passagiere, kamen ums Leben.[599]

- Am 12. August 1954 verunglückte eine Douglas DC-3 der französischen Compagnie Autrex (F-BSGS) auf einem Flug von Saigon (Südvietnam) nach Hanoi (Nordvietnam) an einem unbekannten Ort in Vietnam. Alle 3 Besatzungsmitglieder, die einzigen Insassen, kamen ums Leben.[600]

- Am 4. September 1954 wurde eine Douglas DC-3/C-47B-10-DK der französischen Air Outre Mer (F-BEIO) bei der Landung auf dem Flughafen Hanoi/Gia Lam (Nordvietnam) irreparabel beschädigt. Alle Insassen überlebten den Unfall.[601]

- Am 11. Oktober 1954 kam es mit einer Douglas DC-3/C-47-DL der pakistanischen Orient Airways (AP-AAF) nach dem Start vom Flughafen Skardu (Pakistan) zu einer Notlandung im Einzugsgebiet des Flusses Skardu. Das Flugzeug wurde irreparabel beschädigt. Alle 11 Insassen, drei Besatzungsmitglieder und acht Passagiere, überlebten den Unfall.[602]

- Am 4. Dezember 1954 stürzte eine Douglas DC-3/C-47A-70-DL der französischen Aigle Azur (F-BEIA) 30 Kilometer nördlich des Startflughafens Luang Prabang, Laos, ab. Die Maschine war im Auftrag der Air Laos unterwegs, um deren ersten Linienflug auf der Strecke Vientiane – Luang Prabang – Namtha – Muong-Sing durchzuführen. Alle 29 Insassen, 3 Besatzungsmitglieder und 26 Passagiere kamen ums Leben.[603][604]

- Am 21. Januar 1955 wurde eine Douglas DC-3/C-47A-25-DK der Indian Airlines (VT-COZ) im Anflug auf den Flughafen Guwahati (Indien) etwa 15 Kilometer davor in Bäume geflogen. Durch diesen CFIT (Controlled flight into terrain) wurden alle 3 Besatzungsmitglieder getötet, die einzigen Insassen auf dem Frachtflug.[605]

- Am 2. Februar 1955 wurde eine Douglas DC-3/C-47A-20-DK der Indian Airlines (VT-CVB) nach dem nächtlichen Start vom Flughafen Nagpur (Indien) in einer Kurve auf den Boden geflogen, zerlegte sich und ging in Flammen auf. Bei diesem CFIT (Controlled flight into terrain) wurden alle 10 Insassen getötet, vier Besatzungsmitglieder und 6 Passagiere.[606]

- Am 14. März 1955 verunglückte eine Douglas DC-3/C-47A-35-DL der Air Laos (F-BFGN) nach dem Start vom Flughafen Phonesavanh (Laos). Alle Insassen überlebten den Unfall. Das Flugzeug wurde irreparabel beschädigt.[607]

- Am 29. März 1955 setzte eine Douglas DC-3/C-47A-20-DK der indischen Airways (India) (VT-CUZ) bei der Landung auf dem Flughafen Khowai (Indien) zu spät auf und überrollte das Ende der nassen Landebahn. Die Maschine blieb in einem Graben stecken und wurde irreparabel beschädigt. Alle acht Insassen, vier Besatzungsmitglieder und 4 Passagiere, überlebten den Unfall.[608]

- Am 2. September 1955 flog eine von Meiktila kommende Douglas DC-3/C-47A der Union of Burma Airways (XY-ACQ) 45 Kilometer östlich des Zielflughafens Lanywa (Birma) in den Berg Mount Popa. Alle 9 Insassen, 3 Besatzungsmitglieder und 6 Passagiere, wurden getötet. Das Flugzeug wurde zerstört.[609]

- Am 16. Februar 1956 verunglückte eine Douglas DC-3 der Saudi Arabian Airlines (HZ-AAO) beim Start vom Flughafen Nadschran (Saudi-Arabien). Alle Insassen überlebten, aber das Flugzeug wurde irreparabel beschädigt.[610]

- Am 18. Februar 1956 wurde eine Douglas DC-3/C-47B-10-DK der britischen Hunting-Clan Air Transport (G-AMSL), die für Kuwait National Airways betrieben wurde, auf dem Flugplatz Dukhan (Qatar) irreparabel beschädigt. Über Personenschäden ist nichts bekannt.[611][612][613][614]

- Am 24. Februar 1956 stürzte eine Douglas DC-3/C-47B-10-DK der Syrian Airways (YK-AAE) nach einem Blitzschlag und beidseitigem Triebwerksausfall 24 Kilometer vom Startflughafen Aleppo entfernt ab. Die Maschine befand sich auf einem Flug nach Damaskus. Mit 19 Toten war dieser Absturz der schwerste Unfall in der Unternehmensgeschichte.[615][616]

- Am 25. Februar 1956 wurde eine Douglas DC-3/C-47B-40-DK der Pakistan International Airlines (AP-ACZ) bei widrigem Wetter in eine Schlucht geflogen, die von 5.096 Meter hohen Bergen flankiert ist. In der Nähe des Dorfes Jalkot wurden noch zwei Kreise geflogen, bis die Maschine in einer Höhe von 14.000 bis 15.000 Fuß (4.270 bis 4.600 Metern) Höhe den Berg Lash Golath (Pakistan) rammte. Durch diesen CFIT (Controlled flight into terrain) wurden alle 3 Besatzungsmitglieder getötet, die einzigen Insassen auf dem Frachtflug.[617]

- Am 21. März 1956 wurde eine Douglas DC-3/C-47A-20-DK der Indian Airlines (VT-CGN) bei der Landung auf dem Flughafen Tezpur (Indien) schlecht abgefangen, sprang wieder hoch und kam in einen Strömungsabriss. Dann schlug sie mit der rechten Tragfläche zuerst auf dem Boden auf und schwang von der Landebahn herunter. Das Flugzeug wurde irreparabel beschädigt. Von den 21 Insassen kamen 2 Passagiere ums Leben.[618]

- Am 15. Mai 1956 setzte eine Douglas DC-3/C-47A-20-DK der Indian Airlines (VT-DBA) bei der Landung auf dem Flughafen Kathmandu (Nepal) mit weit überhöhter Geschwindigkeit auf, sprang wieder hoch und geriet in einen Strömungsabriss. Zwar wurde Vollgas gegeben, doch war die verbleibende Landebahnlänge für eine sichere Landung unzureichend. Die Maschine überrollte das Landebahnende, stürzte einen steilen Abhang hinunter und wurde irreparabel beschädigt. Von den 33 Insassen kamen 14 Passagiere ums Leben, außerdem wurde eine Person am Boden getötet.[619]

- Am 18. Mai 1956 wurde eine Douglas DC-3/C-47A-30-DK der Indian Airlines (VT-CCD) am Flughafen Ahmedabad (Indien) vor der Landebahn aufgesetzt. Die Maschine sprang wieder hoch, es kam zum Strömungsabriss und Aufschlag auf die Landebahn. Das Flugzeug wurde irreparabel beschädigt. Alle 19 Insassen, drei Besatzungsmitglieder und 16 Passagiere, überlebten den Unfall.[620]

- Am 8. August 1956 flog eine Douglas DC-3/C-47B der Union of Burma Airways (XY-ADC) auf dem Weg von Rangun bei Thazi (Birma) in einen Berg, etwa 120 Kilometer südlich des nach Zielflughafens Mandalay. Von den 22 Insassen kamen 11 ums Leben, 3 Besatzungsmitglieder und 8 Passagiere. Das Flugzeug wurde zerstört.[621]

- Am 19. Oktober 1956 wurde eine Douglas DC-3 der Indian Airlines (VT-DGK) am Flughafen Agartala (Indien) beim dritten Landeversuch während des Durchstartens in schlechtem Wetter in Bäume geflogen und stürzte ab. Die Wetterbedingungen lagen unter den vorgeschriebenen Minima. Durch diesen CFIT (Controlled flight into terrain) wurden alle 3 Besatzungsmitglieder getötet, die einzigen Insassen auf dem Frachtflug.[622]

- Am 13. März 1957 trudelte eine Douglas DC-3/C-47A-25-DK der Indian Airlines (VT-CFB) bei einer Ausbildungsübung nahe dem Flughafen Delhi-Safdarjung (Indien) in den Boden. Die Übung zum Strömungsabriss war in einer zu niedrigen Höhe eingeleitet worden, um die Maschine daraus noch abfangen zu können. Beide Piloten, die einzigen Insassen auf dem Trainingsflug, wurden getötet, ebenso wie 3 weitere Menschen am Boden.[623]

- Am 19. März 1957 verunglückte eine Douglas DC-3/C-47B der Union of Burma Airways (XY-ADB) beim Start vom Flughafen in Loi-kaw (Birma), nachdem sie mit einem Hindernis kollidiert war. Das Flugzeug fing Feuer und wurde zerstört. Alle 23 Insassen überlebten.[624]

- Am 5. Mai 1957 stürzte eine Douglas DC-3/C-47A-90-DL der Indian Airlines (VT-AUV) kurz nach dem Start vom Flughafen Silchar (Indien) zu Boden. Das ausgebrochene Feuer in beiden Triebwerken wurde durch den heftigen Regen schnell gelöscht. Die Maschine war durch Downbursts (schwere Fallböen) eines Gewitters aus niedriger Höhe zu Boden gedrückt worden. Von den 3 Besatzungsmitgliedern, den einzigen Insassen auf dem Frachtflug, kam eines Leben.[625]

- Am 1. Juli 1957 verunglückte eine Douglas DC-3/C-47A-10-DK der Pakistan International Airlines (AP-AJS) auf dem Flug vom Flughafen Chittagong (Ostpakistan, heute Bangladesch) zum Flughafen Dhaka-Tejgaon im Wattenmeer im Golf von Bengalen. Alle 24 Insassen, vier Besatzungsmitglieder und 20 Passagiere, kamen ums Leben.[626]

- Am 1. September 1957 wurde eine Douglas DC-3/C-47A-25-DK der Indian Airlines (VT-AUA) beim Rollen auf dem Flughafen Kalkutta-Dum Dum (Indien) durch eine Handley Page Hermes IVA der britischen Airwork Services (G-AKFP) gerammt, deren Kapitän auf der falschen Landebahn landen wollte. Er hatte die Lautstärke seines Funkempfängers ausgeschaltet, weil er nach Sicht landen wollte. Dadurch zerstörte er die DC-3 und tötete alle ihre 4 Besatzungsmitglieder, die einzigen Insassen auf dem Frachtflug. Alle 64 Insassen der Hermes, sechs Besatzungsmitglieder und 58 Passagiere, überlebten den Unfall. Die Hermes wurde irreparabel beschädigt (siehe auch Flugzeugkollision am Flughafen Kalkutta 1957).[627][628]

- Am 24. März 1958 wurde eine Douglas DC-3/C-47A-85-DL der Indian Airlines (VT-CYN) 25 Kilometer vor dem Zielflughafen Kathmandu (Nepal) ins Gelände geflogen. Die Piloten waren in ein falsches Tal eingeflogen. Beim Versuch zu wenden kam es zum Strömungsabriss und Absturz. Durch diesen CFIT (Controlled flight into terrain) wurden alle 20 Insassen getötet, vier Besatzungsmitglieder und 16 Passagiere.[629]

- Am 25. Juni 1958 wurde eine Douglas DC-3C der Indian Airlines (VT-COJ) beim Abwurf von Versorgungsgütern nahe Damroh so extrem tief geflogen, dass eine Tragfläche eine Hügelkette streifte, das Flugzeug herumschleuderte und zum Absturz brachte. Die Maschine war vom Flughafen Dibrugarh (Indien) aus im Einsatz. Durch diesen CFIT (Controlled flight into terrain) wurden von den 7 Insassen 5 getötet, alle drei Besatzungsmitglieder und 2 Passagiere.[630]

- Am 9. Juli 1958 brach eine Douglas DC-3/C-47A-75-DL der Indian Airlines (VT-CYM) in der Nähe des Flughafens Dhaka-Tejgaon (Ostpakistan, heute Bangladesch) aus unbekannten Gründen während des Fluges auseinander. Alle 3 Besatzungsmitglieder, die einzigen Insassen auf dem Frachtflug, kamen ums Leben.[631]

- Am 12. August 1958 fiel an einer Douglas DC-3/C-53-DO der japanischen All Nippon Airways (JA5045) im Reiseflug das Triebwerk Nr. 1 (links) aus, woraufhin die Maschine 17 Kilometer nordnordwestlich der Insel Toshima (Japan) ins Meer stürzte. Alle 33 Insassen, drei Besatzungsmitglieder und 30 Passagiere, kamen ums Leben.[632]

- Am 22. Oktober 1958 wurde eine Douglas DC-3/C-47B-5-DK der britischen Hunting-Clan Air Transport (G-AMVB), betrieben für Hunting Aerosurveys, auf dem Flughafen von Masdsched Soleyman (Iran) durch einen Brand zerstört. Über Personenschäden ist nichts bekannt.[633][634][635][636]

- Am 12. März 1959 wurde eine Douglas DC-3/C-47A-10-DK der Indian Airlines (VT-CYH) im extremen Tiefflug bei schlechtem Wetter nahe Tobu in Bäume der Naga Hills geflogen. Die Maschine war zum Abwurf von Versorgungsgütern vom Flughafen Jorhat (Indien) gestartet. Bei diesem CFIT (Controlled flight into terrain) wurden von den 7 Insassen 5 getötet, alle 3 Besatzungsmitglieder und 2 Passagiere.[637]

- Am 29. März 1959 brach eine Douglas DC-3/C-47A-90-DL der Indian Airlines (VT-CGI) 56 Kilometer westlich des Flughafens Silchar (Indien) im Flug auseinander. Die von Agartala kommende Maschine war in ein Gewittergebiet geflogen. Das Versagen hatte seinen Ursprung im Mittelteil des Tragwerks und war auf Belastungen zurückzuführen, die den für das Flugzeug vorgesehenen Höchstwert überstiegen. Alle 24 Insassen, vier Besatzungsmitglieder und 20 Passagiere, kamen ums Leben.[638]

- Am 3. Januar 1960 stürzte eine Douglas DC-3/C-47A-20-DK der Indian Airlines (VT-CGG) beim Abwurf von Versorgungsgütern in der Nähe von Taksing (Indien) ab. Der Kapitän war in das falsche, enge Tal eingeflogen. Er war vorher noch nie in dieser Gegend unterwegs gewesen. Beim Versuch einer Umkehrkurve kam es zum Strömungsabriss und Absturz. Alle 9 Insassen, acht Besatzungsmitglieder und ein Passagier, kamen ums Leben.[639]

- Am 10. Juli 1960 verschwand eine Douglas DC-3/C-47-DL der britischen Gulf Aviation, gemietet von der indischen Kalinga Airlines (VT-DGS) auf einem Flug von Doha zum Flughafen Schardscha (Vereinigte Arabische Emirate). Vermutlich hatte die Maschine das Ziel bereits überflogen und entweder wegen eines Geräteausfalls oder Fehlern der Besatzung verfehlt. Das Flugzeug konnte nicht gefunden werden. Alle 16 Insassen, drei Besatzungsmitglieder und 13 Passagiere, werden bis heute vermisst.[640]

- Am 14. Juli 1960 ging in einer Douglas DC-3/C-47A-DL der Philippine Airlines (PI-C16) beim Ausweichflug zum Flugplatz Cebu-Lahug (Philippinen) der Treibstoff aus. Die Piloten mussten eine Notwasserung in flachem Wasser durchführen, 40 Meter von der Küste von Mindanao. Alle 31 Insassen, drei Besatzungsmitglieder und 28 Passagiere, überlebten den Unfall.[641]

- Am 23. November 1960 wurde eine Douglas DC-3C der Philippine Airlines (PI-C133) in einer Höhe von 6000 Fuß (1830 Metern) gegen den Berg Baco (Mindoro, Philippinen) geflogen, knapp 200 Kilometer südlich von Manila. Das Wrack wurde erst sieben Tage später gefunden. Bei diesem CFIT (Controlled flight into terrain) wurden alle 33 Insassen getötet, vier Besatzungsmitglieder und 29 Passagiere.[642]

- Am 15. Dezember 1960 wurde eine Douglas DC-3/C-47D der Air Laos (XW-PAD) auf dem Flughafen Vientiane-Wattay (Laos) durch Granatenfeuer irreparabel beschädigt. Über Personenschäden ist nichts bekannt.[643]

- Am 22. Dezember 1960 fiel bei einer Douglas DC-3/C-47A-90-DL der Philippine Airlines (PI-C126) unmittelbar nach dem nächtlichen Abheben vom Flughafen Mactan-Cebu (Philippinen) das Triebwerk Nr. 1 (links) aus. Das Flugzeug stürzte am Ort Talamban ab, 2,5 Kilometer nordnordöstlich des Flughafens, und brannte aus. Von den 37 Insassen kamen 28 ums Leben, zwei Besatzungsmitglieder und 26 Passagiere.[644]

- Am 24. Januar 1961 wurde eine Douglas DC-3/C-47A-80-DL der Garuda Indonesia (PK-GDI) auf dem Weg zum Flughafen Bandung (Indonesien) in einer Höhe von 5400 Fuß (1640 Metern) gegen den Vulkan Burangrang geflogen. Durch diesen CFIT (Controlled flight into terrain) wurden alle 21 Insassen getötet, fünf Besatzungsmitglieder und 16 Passagiere.[645]

- Am 3. Februar 1961 verschwand eine Douglas DC-3/C-47A-20-DK der Garuda Indonesia (PK-GDY) auf dem Inlandsflug von Surabaya (Indonesien) nach Balikpapan querab der Insel Madura. Das Flugzeug wurde nie gefunden. Alle 26 Insassen, fünf Besatzungsmitglieder und 21 Passagiere, blieben vermisst.[646]

- Am 22. März 1961 wurde eine Douglas DC-3/C-47A-30-DL der Pakistan International Airlines (AP-AAC) in Paksi (Ostpakistan) irreparabel beschädigt. Nähere Einzelheiten sind derzeit nicht verfügbar. Über Personenschäden ist nichts bekannt.[647]

- Am 6. Mai 1961 verunglückte eine Douglas DC-3/C-47B-5-DK der ägyptischen United Arab Airlines (heute Egypt Air) (SU-ALP) beim Anflug auf den Flughafen Qamischli (Syrien). Die Maschine schlug knapp 300 Meter vor der Landebahn im Gelände auf und fing Feuer. Alle sieben Insassen, fünf Besatzungsmitglieder und zwei Passagiere, überlebten den Unfall.[648]

- Am 26. August 1961 wurde eine Douglas DC-3/C-47A-80-DL der Indian Airlines (VT-AXA) beim Start auf dem Flughafen Kalkutta-Dum Dum (Indien) bei einer zu niedrigen Geschwindigkeit abgehoben und stürzte unmittelbar danach ab. Alle drei Besatzungsmitglieder, die einzigen Insassen auf dem Frachtflug, überlebten den Unfall.[649]

- Am 2. Januar 1962 verunglückte eine Douglas DC-3/C-47-DL der Iran Air (EP-ABB) beim Start vom Flughafen Kabul (Afghanistan). Der Propeller Nr. 1 überdrehte, das Flugzeug drehte in Richtung der Betonsockel dreier Landebahnlampen und nach dem Abheben weiter in Richtung Terminal. Der Kapitän versuchte, diesem auszuweichen, wobei die linke Tragfläche etwa 100 Meter von der Landebahn entfernt den Boden berührte und die Maschine abstürzte. Beide Piloten, die einzigen Insassen auf dem Frachtflug, überlebten den Unfall.[650]

- Am 28. Juni 1962 verunglückte eine Douglas DC-3/C-47A-20-DL der türkischen Türk Hava Yollari – THY (heute Turkish Airlines) (TC-EFE) im Anflug auf die Bandırma Air Base (Türkei). Die Maschine kam vom Flughafen Çanakkale. Alle drei Besatzungsmitglieder, die einzigen Insassen, überlebten den Unfall.[651]

- Am 23. Oktober 1962 verunglückte eine Douglas DC-3 der Philippine Airlines (PI-C485) bei der Landung auf dem Flughafen Cagayan de Oro (Philippinen) und fing Feuer. Das Flugzeug wurde irreparabel beschädigt. Alle drei Besatzungsmitglieder, die einzigen Insassen auf dem Frachtflug, überlebten den Unfall.[652]

- Am 10. November 1962 wurde eine Douglas DC-3/C-47B-25-DK der Air Vietnam (XV-NID) im Anflug 19,6 Kilometer nordnordwestlich des Flughafens Da Nang (Südvietnam) in einen 550 Meter hohen Berg geflogen. Bei diesem CFIT (Controlled flight into terrain) wurden alle 27 Insassen getötet, drei Besatzungsmitglieder und 24 Passagiere.[653]

- Am 2. März 1963 wurde eine Douglas DC-3/C-47B-30-DK der Philippine Airlines (PI-C489) in einer Höhe von 3000 Fuß (910 Metern) in den Berg Boca geflogen, 80 Kilometer südöstlich des Zielflughafens Davao (Philippinen). Bei diesem CFIT (Controlled flight into terrain) wurden alle 27 Insassen getötet, drei Besatzungsmitglieder und 24 Passagiere.[654]

- Am 3. Juni 1963 stürzte eine Douglas DC-3 Hiper der Indian Airlines (VT-AUL) auf dem Flug von Amritsar nach Srinagar in der Nähe von Sarna ab. Alle 29 Insassen, 3 Besatzungsmitglieder und 26 Passagiere, kamen ums Leben. Das Flugzeug war in der Luft auseinandergebrochen. Als mögliche Ursache wurde entweder ein durch die Wartung falsch eingestelltes Seitenrudersystem oder eine Fehlfunktion des Autopiloten ermittelt.[655]

- Am 10. Juni 1963 flog eine Douglas DC-3/C-47A der Union of Burma Airways (XY-ACS) auf dem Weg von Rangun nach Putao (Birma) in den Berg Kaolokung in China. Alle 20 Insassen, 5 Besatzungsmitglieder und 15 Passagiere, wurden getötet. Das Flugzeug wurde zerstört.[656]

- Am 3. Juli 1963 geriet eine Douglas DC-3C der New Zealand National Airways Corporation (ZK-AYZ) in starke Fallwinde und extreme Turbulenzen, wodurch die Maschine in einer Höhe von 2460 Fuß (750 Metern) gegen eine Felswand des Mount Ngatamahinerua in der Kaimai Range (Neuseeland) prallte. Alle 23 Insassen, drei Besatzungsmitglieder und 20 Passagiere, kamen ums Leben. Gemessen an der Anzahl der Todesopfer war dies bislang (Januar 2023) der folgenschwerste Luftfahrtunfall, der sich auf dem neuseeländischen Festland ereignete.[657]

- Am 27. Dezember 1963 verunglückte eine Douglas DC-3/C-47A-70-DL der US-amerikanischen CIA-Fluggesellschaft Air America (B-815), betrieben für die Royal Thai Border Police, 56 Kilometer südwestlich von Songkhla (Thailand) ab. Nähere Einzelheiten sind derzeit nicht verfügbar. Alle 12 Insassen, drei Besatzungsmitglieder und 9 Passagiere, wurden getötet.[658]

- Am 3. Februar 1964 wurde eine Douglas DC-3/C-47A-5-DK der türkischen Türk Hava Yollari – THY (heute Turkish Airlines) (TC-ETI) im Anflug auf den Flughafen Ankara-Esenboğa (Türkei) 12 Kilometer davor ins Gelände geflogen. Bei diesem CFIT (Controlled flight into terrain) wurden alle 3 Besatzungsmitglieder getötet, die einzigen Insassen auf dem Frachtflug.[659]

- Am 21. Februar 1964 wurde eine Douglas DC-3/C-47B-10-DK der Philippine Airlines (PI-C97) in der Nähe von Marawi (Philippinen) bei einer Flughöhe von gut 800 Metern in Bäume an einem Berg geflogen. Trotz Instrumentenflugbedingungen in schlechtem Wetter flogen die Piloten zunächst nach Sichtflugregeln weiter und auf jeden Fall viel zu tief. Bei diesem CFIT (Controlled flight into terrain) überlebte von den 32 Insassen nur ein Passagier, alle anderen, 3 Besatzungsmitglieder und 28 Passagiere, wurden getötet.[660]

- Am 13. Juni 1964 stürzte eine Douglas DC-3/C-47A-20-DK der Saudi Arabian Airlines (HZ-AAN) auf einem Trainingsflug etwa 100 Kilometer südlich vom Startflughafen Dschidda (Saudi-Arabien) ins Rote Meer. Beide Piloten, die einzigen Insassen, kamen ums Leben.[661]

- Am 26. März 1965 verunglückte eine Douglas DC-3/C-47A-1-DK der Pakistan International Airlines (AP-AAH) nahe dem 3120 Meter hohen Lowari-Pass (Pakistan). Von den 26 Insassen kamen 22 ums Leben, alle 4 Besatzungsmitglieder und 18 Passagiere.[662]

- Am 7. September 1965 wurde eine Douglas DC-3 der Indian Airlines (VT-unbekannt) auf dem Flughafen Srinagar (Indien) durch einen Überfall der pakistanischen Luftwaffe mit vier North American F-86 Sabre zerstört. Über Personenschäden ist nichts bekannt.[663]

- Am 16. September 1965 wurde eine Douglas DC-3/C-47A-90-DL der Air Vietnam (XV-NIC) nach dem Start vom Flughafen Quang Ngai (Südvietnam) 11 Kilometer nordöstlich davon abgeschossen. Alle 39 Insassen, drei Besatzungsmitglieder und 36 Passagiere, kamen ums Leben.[664]

- Am 20. Oktober 1965 stürzte eine Douglas DC-3/C-47A-25-DK der Philippine Airlines (PI-C144) beim Start vom Flughafen Manila (Philippinen) ab. Trotz vollen Seitenruderausschlags nach rechts drehte und kippte die Maschine immer weiter nach links, bis sie im Sinkflug bei Vollgas einen Baum streifte und nach der Kollision mit einem Strommast abstürzte. Auslöser war die schon vor dem Start fehlerhafte Einstellung der Seitenrudertrimmung nach links, zusätzlich eine leichte Überladung der Maschine. Von den 37 Insassen wurde ein Passagier getötet, die drei Besatzungsmitglieder und 33 Passagiere überlebten.[665]

- Am 1. Januar 1966 kollidierten eine Douglas DC-3/C-47A-80-DL (PK-GDE) und eine Douglas DC-3/C-47A-25-DK (PK-GDU), beide durch Garuda Indonesia betrieben, während des Anflugs auf den Flughafen Palembang in der Luft. Beide Flugzeuge stürzten in einen Sumpf. Alle insgesamt 34 Insassen der beiden Maschinen kamen ums Leben, jeweils vier Besatzungsmitglieder und 13 Passagiere.[666][667]

- Am 25. April 1966 wurde eine Douglas DC-3/C-47A-1-DK der Indian Airlines (VT-DDR) bei der Landung auf dem Flughafen Nagpur (Indien) durch eine plötzliche, starke Seitenwindbö in starkem Regen von der Landebahn gedrückt und kollidierte mit Hindernissen. Das Flugzeug wurde irreparabel beschädigt. Alle drei Besatzungsmitglieder, die einzigen Insassen, überlebten den Unfall.[668]

- Am 11. Mai 1966 stürzte eine Douglas DC-3/R4D-5 der samoanischen Polynesian Airlines (5W-FAB) zwischen den Inseln Upolu und Savaiʻi ins Meer, nachdem eine abgerissene Einstiegstür das Leitwerk getroffen hatte und das Flugzeug außer Kontrolle geriet. Die drei Besatzungsmitglieder, die einen Trainingsflug vom Apia-Faleolo aus absolvieren sollten, kamen ums Leben.[669]

- Am 29. Juni 1966 wurde eine Douglas DC-3/C-47A-90-DL der Philippine Airlines (PI-C17) in der Nähe von Sablayan (Philippinen) in einer Höhe von 700 Metern gegen den 1067 Meter hohen Berg Rabañgan geflogen. Bei diesem CFIT (Controlled flight into terrain) wurden von den 28 Insassen 26 getötet, alle vier Besatzungsmitglieder und 22 Passagiere.[670]

- Am 17. August 1966 sackte eine Douglas DC-3/C-47-DL der britischen Gulf Aviation (G-AOFZ) nach dem Abheben vom Flugplatz Azaiba (Oman) wieder nach unten und kollidierte mit Bäumen, woraufhin sie etwa 515 Meter vom Startbahnende zu Boden stürzte. Das Flugzeug wurde irreparabel beschädigt. Der Flugplatz Azaiba lag etwa zwei Kilometer östlich der heutigen Landebahnschwelle 26 des Flughafens von Muscat. Die Ursache war ein Leistungsverlust beider Triebwerke, ausgelöst durch eine falsche Einstellung der Vergaser-Luftansaugklappen auf „Vorwärmung“ statt „Staudruckluft“. Allerdings war dies die einzige Maschine in der DC-3-Flotte der Gulf Air, bei der die Wahlhebelstellung umgekehrt angeordnet war als bei allen anderen. Alle 20 Insassen, zwei Besatzungsmitglieder und 18 Passagiere, überlebten den Unfall.[671]

- Am 22. November 1966 explodierte in einer Douglas DC-3/R4D-1 der südjemenitischen Aden Airways (VR-AAN) in der Kabine eine Bombe, links direkt über der Tragfläche. Das Flugzeug brach in einer Höhe von 6000 Fuß (1800 Metern) auseinander und stürzte bei Wadi Rabtah (Südjemen) ab. Die Maschine war auf dem Weg vom Flughafen Mayfa'ah zum Flughafen Aden. Alle 30 Insassen, drei Besatzungsmitglieder und 27 Passagiere, wurden getötet.[672]

- Am 6. Februar 1967 wurde eine Douglas DC-3/C-47B-40-DK der Syrian Arab Airlines (YK-ACB) im Anflug auf den Flughafen Aleppo (Syrien) unter den Gleitpfad geflogen. Es kam zu einem Strömungsabriss, das Flugzeug stürzte wenige hundert Meter vor der Landebahn ab. Bei dem Unfall in schlechter Sicht kamen 8 der 16 Insassen ums Leben, allesamt Passagiere.[673]

- Am 8. April 1967 befand sich eine Douglas DC-3/C-47B-30-DK der britischen Hunting Surveys (G-AMYW) auf einem Vermessungsflug über Saudi-Arabien in einer Höhe von 400 Fuß (120 Metern), als die Besatzung eine Ölleckage im Triebwerk Nr. 2 (rechts) vermutete. Das Triebwerk wurde voreilig abgestellt. Nach Schuberhöhung auf dem Triebwerk Nr. 1 (links) überdrehte dessen Propeller aufgrund eines technischen Defekts, was zu erhöhtem Widerstand führte. Versuche, das rechte Triebwerk wieder anzulassen, scheiterten, so dass die Maschine 130 Kilometer südwestlich des Flughafens Ha'il auf dem Boden aufschlug und irreparabel beschädigt wurde. Alle vier Besatzungsmitglieder, die einzigen Insassen, überlebten den Unfall.[674]

- Am 11. Juni 1967 wurde eine Douglas DC-3/C-47B-15-DK der Saudi Arabian Airlines (HZ-AAJ) auf dem Flughafen Dschidda (Saudi-Arabien) irreparabel beschädigt. Nähere Umstände sind nicht bekannt. Alle Insassen überlebten.[675]

- Am 11. Juni 1967 wurde eine Douglas DC-3/C-47A-60-DL der US-amerikanischen CIA-Fluggesellschaft Air America (B-827) im Anflug auf den Flugplatz Quang Ngai (Südvietnam) mit Handfeuerwaffen beschossen und fing Feuer. Nach der Notlandung brannte das Flugzeug komplett aus. Alle Insassen überlebten den Unfall.[676]

- Am 24. Juni 1967 verunglückte eine Douglas DC-3/C-47 der Saudi Arabian Airlines (HZ-AAM) auf dem Flug vom Flughafen Nadschran zum Flughafen Dschidda (beide in Saudi-Arabien). Von den 17 Insassen kamen 16 ums Leben, alle drei Besatzungsmitglieder und 13 Passagiere.[677]

- Am 25. Juli 1967 musste eine Douglas DC-3 der taiwanischen China Airlines, betrieben für die laotische Véha-Akat (XW-PDL) aufgrund schlechten Wetters am Flughafen Luang Prabang (Laos) in die Warteschleife einfliegen. Dabei kollidierte sie 25 Kilometer südöstlich des Zielflughafens mit den Bergen von Phou Pha Bon, wahrscheinlich aufgrund extrem starker Turbulenz in einem Gebiet heftiger Abwinde. Alle 16 Insassen, drei Besatzungsmitglieder und 13 Passagiere, kamen ums Leben. Das Wrack wurde erst am 28. Oktober 1967 gefunden, drei Monate nach dem Unfall.[678]

- Am 21. August 1967 stürzte eine Douglas DC-3 der taiwanischen China Airlines (B-1523) über dem südchinesischen Meer ab, wobei sechs der neun Insassen ums Leben kamen.[679][680]

- Am 9. Februar 1968 kam es mit einer Douglas DC-3/C-47-DL der Saudi Arabian Airlines (HZ-AAE) auf einem Flug in Saudi-Arabien zu einem Totalschaden. Nähere Umstände sind nicht bekannt.[681]

- Am 24. Februar 1968 kollidierte eine Douglas DC-3 der Royal Air Lao (XW-TAD) in der Nähe von Ban Napa (Laos) mit einem Berg und stürzte anschließend in den Mekong. Die Maschine befand sich auf einem Inlandsflug von Vientiane nach Sayaboury. Alle 37 Insassen, drei Besatzungsmitglieder und 34 Passagiere, wurden getötet.[682]

- Im Jahr 1969 (genaues Datum unbekannt) verunglückte eine Douglas DC-3/C-47B-35-DK der Saudi Arabian Airlines (HZ-AAR) in Saudi-Arabien. Dabei wurde das Flugzeug irreparabel beschädigt. Weitere Einzelheiten sind nicht bekannt.[683]

- Am 2. Januar 1969 geriet eine Douglas DC-3/C-47A-10-DDK der taiwanischen China Airlines (B-309) im Sinkflug auf den Flughafen Kaohsiung (Taiwan) in einen sehr starken Abwind, kollidierte mit Bäumen und schlug in einer Höhe von 6420 Fuß (1950 Metern) in die Bergflanke des Mount Paku ein. Alle 24 Insassen, fünf Besatzungsmitglieder und 19 Passagiere, kamen ums Leben.[684]

- Am 16. Januar 1969 wurde eine Douglas DC-3/C-47A-90-DL der US-amerikanischen CIA-Fluggesellschaft Air America (CIA 949) bei schlechtem Wetter 29 Kilometer südöstlich vom Abflughafen Hue (Südvietnam) in einen Berg geflogen. Die Unfallstelle lag 36 Kilometer nordwestlich des Militärflugplatzes Da Nang, wohin der kurze Flug führen sollte. Bei diesem CFIT (Controlled flight into terrain) wurden alle 12 Insassen, drei Besatzungsmitglieder und 9 Passagiere getötet.[685]

- Am 18. Februar 1969 schwenkte eine Douglas DC-3/C-47A-10-DK der Indian Airlines (VT-CJH) beim Start vom Flughafen Jaipur (Indien) kurz vor dem Abheben nach links. Die Maschine hob ab, berührte aber dann wieder links von der Startbahn den Boden und wurde irreparabel beschädigt. Das Flugzeug war überladen und der Schwerpunkt lag zu weit hinten. Der Start wurde vom Ersten Offizier mit Rückenwind und Seitenwind durchgeführt. Alle 30 Insassen, vier Besatzungsmitglieder und 26 Passagiere, überlebten den Unfall.[686]

- Am 19. März 1969 stürzte eine DC-3/C-47A der Yemen Airlines (4W-AAS) kurz nach dem Start vom Flughafen Taʿizz (Nordjemen) ab. In etwa 200 Metern Höhe ging die Maschine in einen Sturzflug über, schlug auf dem Boden auf und explodierte. Bei der vorausgegangenen Reparatur war das Trimmruder der Höhenruder-Trimmung verkehrt herum angeschlossen worden, wodurch es zum Kontrollverlust kam. Alle 4 Besatzungsmitglieder, die einzigen Insassen, wurden getötet.[687]

- Am 23. Mai 1969 verloren die Piloten einer Douglas DC-3/C-47A der Union of Burma Airways (XY-ACR) im Anflug auf den Flughafen Lashio (Birma) plötzlich die Kontrolle über die Maschine. Diese stürzte aus einer Höhe von etwa 300 Metern nahezu senkrecht zu Boden. Alle 6 Insassen, 4 Besatzungsmitglieder und 2 Passagiere, kamen ums Leben. Das Flugzeug wurde zerstört. Wahrscheinlich wurde der Kontrollverlust durch ein asymmetrisches Ausfahren der Landeklappen ausgelöst.[688]

- Am 12. Juli 1969 wurde eine Douglas DC-3D der Royal Nepal Airlines (9N-AAP) nahe Hetauda (Nepal) in einer Höhe von 7300 Fuß (2225 Metern) in eine wolkenverhangene Bergkette geflogen. Durch diesen CFIT (Controlled flight into terrain) wurden alle 35 Insassen getötet, vier Besatzungsmitglieder und 31 Passagiere.[689]

- Am 13. Januar 1970 geriet eine Douglas DC-3/C-47-B-45-DK der samoanischen Polynesian Airlines (5W-FAC) kurz nach dem Start vom Apia-Faleolo in eine Windscherung. Die Maschine stürzte infolge eines Strömungsabrisses ab und schlug im Meer auf. Alle 32 Insassen, drei Besatzungsmitglieder und 29 Passagiere, kamen ums Leben.[690]

- Am 25. April 1970 überrollte eine Douglas DC-3/C-47A-20-DK der taiwanischen Winner Airways (B-308) bei der Landung auf dem Militärflugplatz Tuy Hoa (Südvietnam) das Landebahnende und stürzte ins Meer. Über Personenschäden ist nichts bekannt.[691]

- Am 30. September 1970 wurde eine Douglas DC-3/DST-318A der Air Vietnam (B-305) im Anflug 17 Kilometer nordwestlich des Flughafens Da Nang (Südvietnam) in einen Hügel geflogen. Die Maschine war von der taiwanischen Winner Airways geleast. Bei diesem CFIT (Controlled flight into terrain) wurden alle drei Besatzungsmitglieder getötet; die 35 Passagiere überlebten den Unfall.[692]

- Am 19. November 1970 wurde eine Douglas DC-3/C-47A-15-DK der Philippine Airlines (PI-C9) auf dem Flughafen Manila (Philippinen) durch einen Taifun irreparabel beschädigt. Über Personenschäden ist nichts bekannt.[693]

- Am 19. November 1970 wurde eine Douglas DC-3/C-47A-30-DK der Philippine Airlines (PI-C15) auf dem Flughafen Manila (Philippinen) durch einen Taifun irreparabel beschädigt. Über Personenschäden liegen keine Informationen vor.[694]

- Am 5. Dezember 1970 fiel an einer Douglas DC-3/C-47A-1-DK der indischen Jamair (VT-CZC) beim Start vom Flughafen Delhi-Safdarjung (Indien) das Triebwerk Nr. 2 (rechts) aus, da die Treibstoffzufuhr versagte. Bei einer Rechtskurve verloren die Piloten die Kontrolle über das Flugzeug, woraufhin es abstürzte. Von den 16 Insassen kamen 5 ums Leben, drei Besatzungsmitglieder und 2 Passagiere.[695]

- Am 29. März 1971 wurde eine Douglas DC-3/C-47A-90-DL der indischen Jamair (VT-ATT) nahe Hasimara (Indien) gegen einen Hügel geflogen. Die Maschine war auf dem Weg von Gauhati nach Bagdogra; die Piloten waren 24 Kilometer nach Norden vom Kurs abgewichen. Durch diesen CFIT (Controlled flight into terrain) wurden alle 15 Insassen getötet, vier Besatzungsmitglieder und 11 Passagiere. Das Wrack wurde erst sechs Tage später gefunden.[696]

- Am 22. August 1971 wurde eine Douglas DC-3A-375 der Air Vietnam (B-304) auf dem Flughafen Kampot (Kambodscha) irreparabel beschädigt. Die Maschine war von der taiwanischen Winner Airways geleast. Über Personenschäden ist nichts bekannt.[697]

- Am 10. Juli 1972 verunglückte am Flughafen Tabuk (Saudi-Arabien) eine Douglas DC-3/C-47B-30-DK der Saudi Arabian Airlines (HZ-AAK). Alle Insassen überlebten. Das Flugzeug wurde irreparabel beschädigt.[698]

- Am 16. August 1972 stürzte eine Douglas DC-3/C-47B der Union of Burma Airways (XY-ACM) unmittelbar nach dem Start vom Flughafen Thandwe (Birma) ins Meer. Von den 31 Insassen kamen 28 ums Leben, alle 4 Besatzungsmitglieder und 24 Passagiere. Das Flugzeug wurde zerstört.[699]

- Am 13. September 1972 wurde eine Douglas DC-3/C-47A-45-DL der Streitkräfte Nepals (9N-RF10) bei Panchkhal (Nepal), 25 Kilometer östlich des Startflughafens Kathmandu, in Hochspannungsleitungen geflogen und stürzte ab. Bei diesem CFIT (Controlled flight into terrain) wurden alle 31 Insassen getötet, vier Besatzungsmitglieder und 27 Passagiere.[700]

- Am 1. November 1972 wurde eine DC-3 der Yemen Airlines (4W-ABJ) am Flughafen von Beihan (Nordjemen) irreparabel beschädigt. Über Personenschäden ist nichts bekannt.[701]

- Am 19. Mai 1973 stürzte eine Douglas DC-3/C-47A-50-DL der laotischen Air Union (Laos) (XW-TDM) nach dem Start vom Flughafen Svay Rieng (Kambodscha) 10 Kilometer nördlich davon ab. Laut Behördenangaben wurde die Maschine abgeschossen. Alle 11 Insassen, zwei Besatzungsmitglieder und 9 Passagiere, wurden getötet.[702]

- Am 17. November 1973 wurde eine Douglas DC-3/C-47B-10-DK der Air Vietnam (XV-NIE) mit dem Ziel Quang Ngai (Südvietnam) 20 Kilometer nordnordwestlich des Flughafens in einen 400 Meter hohen Berg geflogen. Die Maschine konnte auf dem plötzlich überfluteten Flughafen nicht landen und befand sich auf dem Weg zum Ausweichflughafen Chu Lai. Bei diesem CFIT (Controlled flight into terrain) wurden alle 27 Insassen, drei Besatzungsmitglieder und 24 Passagiere, getötet.[703]

- Am 13. Dezember 1973 wurde eine DC-3/C-47A-20-DK der Yemen Airlines (4W-ABR) auf dem Flughafen Taʿizz (Nordjemen) irreparabel beschädigt. Nähere Einzelheiten, auch über Personenschäden, sind nicht bekannt.[704]

- Am 29. Dezember 1973 setzte eine Douglas DC-3/C-53D-DO der taiwanischen China Airlines, betrieben für die US-amerikanische CIA-Organisation Air America (EM-3/B-1531), zu spät auf der Landebahn auf dem Flugplatz Dalat/Cam-Ly (Vietnam) auf. Um ein Überrollen des Bahnendes zu vermeiden, machte der fliegende Pilot einen Ringelpiez (Luftfahrt), an dessen Ende das Flugzeug auf einem sehr steilen Abhang zum Stehen kam. Das Flugzeug war erheblich beschädigt und wurde aufgrund von Berichten über Landminen an der Absturzstelle aufgegeben. Alle neun Insassen, drei Besatzungsmitglieder und sechs Passagiere, überlebten den Unfall.[705]

- Am 20. April 1974 geriet eine Douglas DC-3/C-47A-30-DL der laotischen Air Union (Laos) (XW-TFL) beim Start vom Flughafen Svay Rieng (Kambodscha) von der Startbahn ab und kollidierte mit kleineren Holzhütten. Dort wurden 6 Menschen getötet. Alle Insassen des Flugzeugs, Besatzungsmitglieder und Passagiere, überlebten den Unfall. Die Maschine wurde irreparabel beschädigt.[706]

- Am 26. März 1975 stürzte eine Douglas DC-3/C-47A-90-DL der taiwanischen China Airlines (B-1553) nach einer Flugzeugkollision in der Luft mit einer Cessna O-1 Bird Dog nahe dem Flughafen Kompong Som (Kambodscha) ab. Über Personenschäden ist nichts bekannt.[707]

- Am 24. März 1976 wurde eine Douglas DC-3/C-47A-90-DL der Royal Air Lao (XW-TAF) auf dem Flughafen Vientiane (Laos) bei einem schweren Sturm irreparabel beschädigt. Über Personenschäden ist nichts bekannt.[708]

- Am 24. März 1976 wurde eine Douglas DC-3/C-47A-DL der Royal Air Lao (XW-TDF) auf dem Flughafen Vientiane bei einem schweren Sturm irreparabel beschädigt. Über Personenschäden ist nichts bekannt.[709]

- Am 24. März 1976 wurde eine Douglas DC-3/C-47B-35-DK der Royal Air Lao (XW-TDR) auf dem Flughafen Vientiane bei einem schweren Sturm irreparabel beschädigt. Über Personenschäden ist nichts bekannt.[710]

- Am 1. März 1977 stürzte eine DC-3/C-47A-25-DK der südjemenitischen Alyemda mit dem Luftfahrzeugkennzeichen 7O-ABF nach dem Start vom Flughafen Aden ins Meer. Die Maschine befand sich auf dem Flug nach Seiyun. Alle 19 Insassen kamen ums Leben.[711]

- Am 14. November 1978 wurde eine DC-3/C-47A-20-DK der Yemen Airlines (4W-ABY) bei einer harten Landung auf dem Flugplatz von Ma'rib (Nordjemen) irreparabel beschädigt. Alle Insassen überlebten.[712]

### Afrika
- Am 28. August 1944 verunglückte eine Douglas DC-3/C-47A-1-DK der British Overseas Airways Corporation (BOAC) (Luftfahrzeugkennzeichen G-AGIR) bei Talmest (Marokko). Nähere Informationen liegen derzeit nicht vor. Über Personenschäden ist nichts bekannt.[713]

- Am 8. April 1945 wurde eine Douglas DC-3/C-47B-10-DK der British Overseas Airways Corporation (BOAC) (G-AGKM) an der Luftwaffenbasis RAF El Adem (Libyen) irreparabel beschädigt. Über Personenschäden ist nichts bekannt.[714]

- Am 23. Januar 1946 verunglückte eine Douglas DC-3/C-47A-1-DK der British Overseas Airways Corporation (BOAC) G-AGIY an der Luftwaffenbasis RAF El Adem (Libyen) und wurde irreparabel beschädigt. Über Personenschäden ist nichts bekannt.[715]

- Am 7. Januar 1947 wurde eine Douglas DC-3/C-47A-10-DK der belgischen Sabena (OO-CBO) auf dem Flugplatz von Costermansville (heute Bukavu) (Belgisch Kongo) irreparabel beschädigt. Alle Insassen überlebten den Totalschaden.[716]

- Am 15. Mai 1948 wurde eine Douglas DC-3/C-49K der südafrikanischen Mercury Aviation Services (ZS-BWY) bei Vrede (Südafrika) gegen den Berg Spitzkop geflogen. Die Maschine war in widrigem Wetter 13 Kilometer vom Kurs abgewichen. Durch diesen CFIT (Controlled flight into terrain) wurden alle 13 Insassen getötet, fünf Besatzungsmitglieder und 8 Passagiere.[717]

- Am 31. August 1948 stürzte eine Douglas DC-3/C-47A-10-DK der belgischen Sabena (OO-CBL) nahe Kimbwe (Belgisch-Kongo) ab und zerbrach. Das Flugzeug war auf dem Weg von Manono nach Elizabethville (beides Belgisch-Kongo). Alle 13 Insassen starben.[718]

- Am 22. August 1949 stürzte eine Douglas DC-3/C-47A-75-DL der französischen STAAP (Société de Transports Aériens Alpes Provence) (F-BEFK) nach einem Triebwerksausfall in der Nähe von Laghouat (Algerien) ab. Die Maschine befand sich auf einem Flug von Algier nach Gao (Mali). Von den vier Besatzungsmitgliedern, den einzigen Insassen, kam eines ums Leben.[719]

- Am 27. August 1949 stürzte eine Douglas DC-3/C-47B-5-DK belgischen Sabena (OO-CBK) kurz nach dem Start vom Flughafen Léopoldville-Ndjili (Belgisch-Kongo) ab. Das Flugzeug erreichte nach dem Start nicht die erforderliche Steigleistung. Von den 20 Insassen kamen fünf ums Leben, alle drei Crewmitglieder und zwei Passagiere. Als Ursachen wurden entweder Wasser in den Treibstofftanks oder ungewöhnlich starke Bleiablagerungne an den Zündkerzen angenommen (siehe auch Flugunfall der Sabena bei Léopoldville).[720][721][722]

- Am 22. Oktober 1949 wurde eine Douglas DC-3/C-47A-80-DL der französischen Société Transafricaine d'Aviation (STA) (F-BFGH) auf dem Flughafen Malakal (Sudan) irreparabel beschädigt. Über Personenschäden ist nichts bekannt.[723]

- Am 10. Januar 1950 verunglückte eine Douglas DC-3/C-47B-1-DK der französischen Air Nolis (F-BEFQ) am Flughafen von Zinder (Französisch-Westafrika, heute Niger). Das Flugzeug wurde irreparabel beschädigt. Über Personenschäden ist nichts bekannt.[724][725]

- Am 24. Januar 1950 wurde eine Douglas DC-3/C-47A-50-DL der französischen Société Transatlantique Aérienne (STA) (F-BFGD) gegen einen 4600 Fuß (190 Meter) hohen Berg geflogen, 48 Kilometer westlich vom Flughafen Tamatave. Die Maschine kam vom Flughafen Antananarivo-Arivonimano (Madagaskar). Bei diesem CFIT (Controlled flight into terrain) wurden alle 14 Insassen getötet, drei Besatzungsmitglieder und 11 Passagiere.[726]

- Am 16. Februar 1950 kam eine |Douglas DC-3A der Air France (F-BAOD) bei der Landung auf dem Flughafen Cotonou (Dahomey) von der Landebahn ab und wurde irreparabel beschädigt. Die drei Besatzungsmitglieder und alle Passagiere überlebten den Unfall.[727]

- Am 1. Mai 1950 wurde eine Douglas DC-3/C-47A-85-DL des Französischen Hochkommissars für Kamerun (F-OAFP) auf einem Flug von Kano (Nigeria) nach Gao (Französisch-Westafrika, heute Mali) bei Tenkodogo (Französisch-Westafrika, später Obervolta, zur Zeit Burkina Faso) irreparabel beschädigt. Alle Insassen überlebten den Unfall.[728]

- Am 9. Juli 1950 stürzte eine Douglas DC-3/C-47A-DL der französischen Aigle Azur (F-BFGL) kurz nach dem Start vom Flughafen Casablanca-Anfa (Marokko) ab. Die Maschine befand sich auf einem Charterflug von Paris nach Dakar (Senegal). Von den 29 Insassen kamen 22 ums Leben (alle 4 Besatzungsmitglieder und 18 Passagiere).[729]

- Am 18. Juli 1950 wurde eine Douglas DC-3/C-47A-25-DK der angolanischen DTA Angola (CR-LBK) im Anflug auf den Flughafen Lobito (Angola) 19 Kilometer südlich von Bocoio in den Berg Bulobulo geflogen. Durch diesen CFIT (Controlled flight into terrain) wurden alle 12 Insassen getötet, drei Besatzungsmitglieder und 9 Passagiere.[730]

- Am 13. Oktober 1950 verunglückte eine Douglas DC-3/C-47A-90-DL der französischen Air Atlas (F-BAXM) nach dem Start vom Flughafen Casablanca-Anfa (Marokko). Von den sieben Insassen kamen 4 ums Leben, alle drei Besatzungsmitglieder und ein Passagier.[731]

- Am 24. Juli 1951 kam es bei einer Douglas DC-3-455 der belgischen Sabena (OO-CBA) während des Starts vom Flughafen Gao, Mali, zu einem Triebwerksausfall und Motorbrand. Während einer Rückkehrkurve in niedrigster Höhe berührte eine Tragflächenspitze den Boden, woraufhin es zum Aufschlag und Feuer kam. Durch ins Cockpit spritzende Hydraulikflüssigkeit war die Flugzeugführung zusätzlich erschwert gewesen. Alle drei Crewmitglieder des Frachtfluges starben, das Flugzeug wurde zerstört (siehe auch Flugunfall der Sabena bei Gao).[732]

- Am 15. Oktober 1951 flog eine DC-3/C-47A-1-DK der südafrikanischen South African Airways (ZS-AVJ) auf dem Weg von Port Elizabeth nach Durban gegen den Berg Mount Ingeli. Alle 17 Insassen (vier Crewmitglieder und 13 Passagiere) wurden getötet.[733]

- Am 7. November 1951 verunglückte eine Douglas DC-3/C-47A-80-DL der französischen Société de Transports Aériens Camerounais (STAC) (F-BEIV) beim Start vom Flughafen Fort Lamy (seit 1973: N’Djamena), Tschad. Alle Insassen überlebten; das Flugzeug wurde jedoch bei dem Unfall irreparabel beschädigt.[734]

- Am 19. November 1951 wurde eine aus Ankara kommende DC-3/C-53-DO der türkischen Türkiye Devlet Hava Yollari (DHY) (TC-ACA) (der heutigen Turkish Airlines) beim Anflug auf den Flughafen Kairo-International in eine Sanddüne geflogen. Bei diesem CFIT, Controlled flight into terrain, wurden alle 5 Insassen getötet.[735]

- Am 4. Februar 1952 stürzte eine Douglas DC-3/C-47A-25-DK der belgischen Sabena (OO-CBN) nahe Kikwit (Belgisch-Kongo) ab, nachdem sich einer der Propeller zerlegt hatte und Trümmerteile davon Steuerseile durchtrennt hatten. In der Folge hatte die Besatzung die Kontrolle über die Maschine verloren. Das Flugzeug befand sich auf dem Weg von Costermansville nach Léopoldville (beides Belgisch-Kongo). Alle 16 Insassen starben (siehe auch Sabena-Flug 425).[736][737]

- Am 23. Februar 1955 verunglückte eine Douglas DC-47B-15-DK der Central African Airways (VP-YKO) während des Starts vom Flughafen Salisbury-Belvedere. Das Flugzeug hatte gerade abgehoben und das Fahrwerk war eingefahren, als sich Rauch im Cockpit entwickelte und der Pilot Flying sich zu einer Bauchlandung entschloss. Dabei brachen die Propeller ab, schnitten durch den Rumpf und töteten den Flugingenieur. Das Flugzeug kam hinter der Landebahn zum Stehen. Die weiteren 25 Insassen, 4 Besatzungsmitglieder und 21 Passagiere, überlebten.[738]

- Am 18. Mai 1955 wurde eine Douglas DC-3/C-47B-40-DK der East African Airways (VP-KKH) in den Südosthang des Mawenzi im Kilimandscharo-Massiv geflogen. Die Maschine startete um 10:39 Lokalzeit vom Flughafen Daressalam nach Nairobi. Um 11:56 Uhr wurde aus einer Höhe von etwa 3200 Meter (FL105) die letzte Positionsmeldung empfangen. Das Wrack der Maschine wurde vier Tage später entdeckt. Durch diesen CFIT (Controlled flight into terrain) wurden alle 16 Passagiere und die 4 Besatzungsmitglieder getötet.[739]

- Am 8. April 1957 verlor eine Douglas DC-3/C-47B-5-DK der Air France (F-BEIK) beim Start vom Flughafen Biskra (Algerien) an Höhe und stürzte 800 bis 1600 Meter vom Flughafen entfernt ab. Nach Berichten war das Triebwerk Nr. 1 (links) ausgefallen. Alle 32 Insassen, fünf Besatzungsmitglieder und 27 Passagiere, kamen ums Leben.[740]

- Am 31. Mai 1958 verunglückte eine Douglas DC-3/C-47A-85-DL der Air France (F-BHKV) südlich von Molière, heute Bordj Bounaama (Algerien) auf einem militärischen Charterflug von Algier nach Colomb-Bechar. Alle 15 Insassen, drei Besatzungsmitglieder und 12 Passagiere, kamen ums Leben.[741]

- Am 15. Mai 1962 stürzte eine Douglas DC-3 der ägyptischen United Arab Airlines (heute Egypt Air) (SU-AJM) kurz nach dem Start vom Flughafen Kairo-International ab. Alle drei Besatzungsmitglieder dieses Frachtfluges nach Beirut kamen dabei ums Leben.[742]

- Am 19. September 1962 wurde eine Douglas DC-3/C-47A-20-DK der spanischen Iberia (EC-AGO) am Flughafen Teneriffa Nord (Spanien) irreparabel beschädigt. Über Personenschäden ist nichts bekannt.[743]

- Am 12. Mai 1963 stürzte eine Douglas DC-3 der ägyptischen United Arab Airlines (heute Egypt Air) (SU-AJX) auf einem Inlandsflug von Kairo nach Alexandria in einen Orangenhain nahe der Ortschaft Az Zahweyyin. Alle 34 Personen an Bord kamen bei dem Unfall ums Leben.[744]

- Am 22. Mai 1963 wurde eine Douglas DC-3/C-47B-5-DK der Air Algérie (F-OAVR) auf dem Flughafen Hassi Messaoud (Algerien) irreparabel beschädigt. Über Personenschäden ist nichts bekannt.[745]

- Am 26. September 1963 wurde eine Douglas DC-3/C-47A-30-DK der Air France (F-BHKU) auf dem Flughafen Oran (Algerien) irreparabel beschädigt. Über Personenschäden ist nichts bekannt.[746]

- Am 27. April 1964 kam eine Douglas DC-3C der East African Airways (VP-KJP) während der Landung bei starkem Seitenwind auf dem Flughafen Kilwa in Tansania von der Landebahn ab und geriet auf weichen Untergrund, wodurch sich der linke Propeller löste und ins Cockpit einschlug. Der Kapitän wurde auf der Stelle getötet, während die anderen 24 Insassen überlebten.[747]

- Im Juni 1965 (genaues Datum nicht bekannt) wurde eine Douglas DC-3 der ägyptischen United Arab Airlines (heute Egypt Air) (SU-AJW) auf dem Flughafen Kairo (Ägypten) zerstört. Personen kamen nicht zu Schaden.[748]

- Am 14. September 1965 verunglückte eine Douglas DC-3/C-47A-1-DK der Ethiopian Airlines (ET-ABI) bei der Landung auf dem Flughafen Gore (Äthiopien). Alle 17 Insassen kamen ums Leben. Nähere Einzelheiten sind derzeit nicht verfügbar.[749]

- Am 21. Februar 1967 kollidierte eine DC-3/C-47B-DK der Sudan Airways (ST-AAM) auf einem lokalen Trainingsflug am Flughafen Khartum während eines simulierten Triebwerksausfalls mit einem Haus und krachte in eine Friedhofsmauer. Einer der beiden an Bord befindlichen Piloten kam dabei ums Leben.[750]

- Am 15. Januar 1968 stürzte eine Douglas DC-3 der ägyptischen United Arab Airlines (heute Egypt Air) (SU-AJG) bei Zifta, 88 Kilometer nördlich von Kairo, bei der Rückkehr zum Startflughafen Kairo-International ab. Die Besatzung hatte sich aufgrund von Vereisungen zur Rückkehr zum Ausgangsflughafen entschieden. Neben den Vereisungen führten auch Turbulenzen, eine Überladung um eine halbe Tonne und falsche Beladung des Flugzeuges zum Kontrollverlust seitens der Crew. Alle 4 Besatzungsmitglieder dieses Frachtfluges starben.[751]

- Am 28. März 1969 kam es mit einer Douglas DC-3/C-47A-1-DK der Belgian International Air Services (BIAS) (OO-SBH), betrieben für die libysche Linair, 155 Kilometer östlich der Oase Jikharra (Libyen) zu einer Bauchlandung in der libyschen Wüste. Nähere Einzelheiten sind derzeit nicht verfügbar. Alle 17 Insassen überlebten den Unfall. Das Flugzeug wurde irreparabel beschädigt.[752]

- Am 10. April 1969 wurde eine von der ägyptischen United Arab Airlines (heute Egypt Air) betriebene Douglas DC-3/C-47A-90-DL der Ethiopian Airlines (ET-AAQ) auf dem Weg von Asmara zum Flughafen Kairo-International abgeschossen, nachdem sie in ein Luftsperrgebiet geflogen wurde. Zuvor hatte die Besatzung gemeldet, dass sie die Signale des Ungerichteten Funkfeuers des Kairoer Flughafens nicht empfangen konnte und das Flugzeug nicht über einen Empfänger für Drehfunkfeuer verfügte. Die Maschine stürzte 3 Kilometer südlich von Sues ab. Alle 3 Besatzungsmitglieder dieses Frachtfluges kamen ums Leben.[753]

- Am 23. Juli 1969 wurden beide Motoren einer Douglas DC-3/C-47-DL der Air Djibouti (F-OCKT) durch mehrfachen Vogelschlag von Kranichen demoliert, als in 300 Fuß (100 Metern) Höhe geflogen wurde. Den Piloten gelang eine Notwasserung vor der dschibutischen Küste, 14,5 Kilometer westnordwestlich von Khor Ambadu und 29 Kilometer westnordwestlich des Zielflughafens Dschibuti. Alle 4 Insassen, zwei Besatzungsmitglieder und zwei Passagiere, überlebten den Unfall.[754]

- Im Jahr 1970 (genaues Datum derzeit nicht verfügbar) wurde eine Douglas DC-3C der Zambia Airways (9J-RDR) auf dem Flughafen Lusaka in Folge eines Ringelpiezes irreparabel beschädigt. Personen kamen nicht zu Schaden.[755]

- Im Juli 1971 (genaues Datum derzeit nicht verfügbar) verunglückte eine Douglas DC-3C der Belgian International Air Services (OO-SBC) auf dem Flughafen Bengasi (Libyen) und wurde irreparabel beschädigt. Über Personenschäden ist nichts bekannt.[756]

- Am 24. Juli 1971 kollidierte eine DC-3/C-47A-90-DL der Air Ivoire (6V-AAP) kurz nach dem Nachtstart vom Flughafen Bamako (Mali) mit einem Hügel. Alle sechs Insassen starben.[757]

- Am 10. September 1972 löste sich von einer Douglas DC-3/C-47-DL der Ethiopian Airlines (ET-ABQ) aus unbekannten Gründen die rechte Tragfläche vom Rumpf. Die Maschine stürzte in der Nähe des Flughafens Gondar (Äthiopien) ab. Alle 11 Insassen, drei Besatzungsmitglieder und 8 Passagiere, kamen ums Leben.[758]

- Am 5. November 1978 stürzte eine Douglas DC-3/C-47B der ägyptischen Nile Delta Air Services (SU-AZM) ins Mittelmeer, die vom Flughafen Alexandria El Nouzha (Ägypten) gestartet war. Alle 17 Insassen, vier Besatzungsmitglieder und 13 Passagiere, kamen ums Leben.[759]

- Am 19. Februar 1979 stürzte eine Douglas DC-3/C-47B-35-DK der Ethiopian Airlines (ET-AFW) nach einer Bombenexplosion südwestlich des Flughafens Asmara (Äthiopien) ab. Alle 5 Insassen wurden getötet.[760]

- Am 1. August 1981 wurde eine Douglas DC-3/C-47B-1-DK der französischen Hémet Exploration (F-BJHC) über dem Meer nahe Beira (Mosambik) von Einheimischen abgeschossen. Mit der Maschine wurden Magnetometer-Erkundungen des Untergrunds durchgeführt. Alle 6 Besatzungsmitglieder des zivilen Flugzeugs wurden getötet.[761]

- Am 11. November 1984 verunglückte eine Douglas DC-3/C-47A-15-DK der französischen Stellair (F-BYCU) bei einer Notlandung in der Nähe des Flughafens Tan-Tan (Marokko). In einem Sandsturm war der Treibstoff ausgegangen. Das Flugzeug wurde irreparabel beschädigt. Über Personenschäden ist nichts bekannt.[762][763]

- Am 12. April 1988 brach in einer Douglas DC-3C der südafrikanischen United Air (ZS-UAS) während des Fluges in Flugfläche 90 (2740 Meter) ein Feuer aus. Die Piloten kehrten zum Ausgangsort, dem Flughafen Bloemfontein zurück. Jedoch wurde die Flugbahn des Sinkflugs immer steiler, und bei Hennenman (Südafrika) schlug das Flugzeug in einem Winkel von 45 Grad auf. Der Grund des Brandes war eine Leckage an der rechten Drucksteigerungspumpe für den Treibstoff. Alle 24 Insassen, drei Besatzungsmitglieder und 21 Passagiere kamen ums Leben.[764]

### Andere Kontinente
- Am 1. Juli 1949 (GMT) stürzte eine Douglas DC-3/C-47A-20-DL der australischen MacRobertson Miller Airlines (VH-MME) unmittelbar nach dem Start vom damaligen Flugplatz in Guildford (Western Australia) ab und geriet in Brand. Die Maschine befand sich auf einem Linienflug nach Darwin. Alle 18 Insassen (14 Passagiere und 4 Besatzungsmitglieder) kamen ums Leben.[765]

- Am 27. März 1951 machte eine Douglas DC-3/C-47A-5-DK der australischen Zivilluftfahrtbehörde (Australian Department of Civil Aviation) (VH-CAQ) bei Camden, New South Wales, Australien, eine Bruchlandung in einer Viehkoppel. Alle Insassen überlebten. Die Maschine wurde irreparabel beschädigt.[766]

- Am 8. August 1951 stürzte eine Douglas DC-3/C-47A-20-DK der Trans Australia Airlines (VH-TAT) unmittelbar nach dem Start vom Flughafen Hobart (Tasmanien) in die Barilla Bay. Die Maschine befand sich auf einem Frachtflug nach Melbourne. Beide Crewmitglieder (die einzigen Insassen) kamen ums Leben.[767]

## Militärische Betreiber (Unfälle außerhalb der D-A-CH–Länder)

### Militärische Betreiber (Unfälle innerhalb von Europa)
- Am 23. August 1942 wurde eine Douglas DC-3/C-47-DL der United States Army Air Forces (USAAF) (Luftfahrzeugkennzeichen 41-7803) in die Nordseite des Moel-y-Gaer Mountain, Wales, geflogen. Das Flugzeug zerbrach und ging in Flammen auf. Die Maschine war auf dem Weg zur USAAF Station bei Atcham (England). Durch diesen CFIT (Controlled flight into terrain) wurden von den 13 Insassen 12 getötet, alle vier Besatzungsmitglieder und 8 Passagiere.[768]

- Am 11. Juli 1943 wurde eine Douglas DC-3/C-47-DL der United States Army Air Forces (USAAF) (41-18606) während der Operation Husky von eigenen Truppen bei Pantano D'Arcia (Sizilien, Italien) beschossen. Dabei brach ein Feuer aus; vier der Fallschirmjäger konnten erfolgreich abspringen. Von den 15 Insassen wurden 11 getötet, alle fünf Besatzungsmitglieder und 6 Fallschirmjäger.[769]

- Am 30. November 1943 trudelte eine Douglas DC-3/C-47A der britischen Royal Air Force (RAF) (FL515) kurz nach dem Start vom Militärflugplatz RAF Portreath (Cornwall, England) 1,6 Kilometer nördlich davon in die Keltische See. Alle 12 Insassen kamen ums Leben.[770]

- Am 25. April 1944 stieg eine Douglas DC-3/C-47A-5-DK der United States Army Air Forces (USAAF) (42-108842) beim Start vom Militärflugplatz Membury (England) nur auf etwa 30 Meter über die Baumwipfel, als schon eine Rechtskurve eingeleitet wurde, bei der die Schräglage allmählich auf 45 Grad anstieg. Die rechte Tragfläche berührte Baumwipfel, das Flugzeug stürzte ab. Alle 14 Insassen, fünf Besatzungsmitglieder und 9 Passagiere, wurden getötet. Ein technischer Fehler wurde ausgeschlossen.[771]

- Am 6. Juni 1944 wurde eine Douglas DC-3/C-47A-40-DL der United States Army Air Forces (USAAF) (42-24077) während der Invasion der Normandie in der Nähe von Picauville (Département Manche, Frankreich) abgeschossen. Alle 21 Insassen, vier Besatzungsmitglieder und 17 Passagiere, kamen ums Leben.[772]

- Am 6. Juni 1944 wurde eine Douglas DC-3/C-47A-20-DK der United States Army Air Forces (USAAF) (42-93095) bei Beuzeville-au-Plain (Département Manche, Frankreich) im Verlauf der „Operation Overlord“ abgeschossen. Alle 22 Insassen, fünf Besatzungsmitglieder und 17 Passagiere, wurden getötet.[773]

- Am 6. Juni 1944 wurde eine Douglas DC-3/C-47A-70-DL der United States Army Air Forces (USAAF) (42-100733) 1,5 Kilometer nördlich von Pointe du Hoc (Département Calvados, Frankreich) von Flugabwehrkanonen abgeschossen. Von den 23 Insassen kamen 19 ums Leben, vier Besatzungsmitglieder und 15 Fallschirmjäger. Vier Fallschirmjäger überlebten, da sie bereits abgesprungen waren, als die Maschine getroffen iurde.[774]

- Am 6. Juni 1944 wurde eine Douglas DC-3/C-47A-70-DL der United States Army Air Forces (USAAF) (42-100819) während der Invasion der Normandie nahe Picauville (Département Manche, Frankreich) abgeschossen. Alle 20 Insassen, vier Besatzungsmitglieder und 16 Fallschirmjäger, wurden getötet.[775]

- Am 6. Juni 1944 wurde eine Douglas DC-3/C-47A-75-DL der United States Army Air Forces (USAAF) (42-100905) bei der „Operation Overlord“ nahe Magneville (Département Manche, Frankreich) abgeschossen. Alle 22 Insassen, vier Besatzungsmitglieder und 18 Passagiere, wurden getötet.[776]

- Am 6. Juni 1944 wurde eine Douglas DC-3/C-47A-75-DL der United States Army Air Forces (USAAF) (42-101025) bei Carentan (Département Manche, Frankreich) während der „Operation Overlord“ abgeschossen. Alle 22 Insassen, vier Besatzungsmitglieder und 18 Passagiere, kamen ums Leben.[777]

- Am 6. Juni 1944 wurde eine Douglas DC-3/C-47A-DL der United States Army Air Forces (USAAF) (43-30734) während der „Operation Albany“ bei Clainville, Ortsteil von Picauville (Département Manche, Frankreich), vom Boden aus abgeschossen. Von den 22 Insassen kamen 19 ums Leben, alle fünf Besatzungsmitglieder und 14 Fallschirmjäger. Drei Fallschirmjäger überlebten.[778]

- Am 6. Juni 1944 wurde eine Douglas DC-3/C-47A der britischen Royal Air Force (RAF) (KG429) während der Invasion der Normandie von Flugabwehrkanonen in der Nähe der Werften getroffen und stürzte bei Colombelles (Département Calvados, Frankreich) ab. Von den 23 Insassen kamen 22 ums Leben.[779]

- Am 27. Juli 1944 wurde eine Douglas DC-3/C-47A-20-DK der United States Army Air Forces (USAAF) (42-93038) auf dem Flug von Bristol nach Prestwick in eine nur 120 Meter hohe Klippe bei Port Logan geflogen, im Anflug auf das Mull of Galloway (Schottland). Durch diesen CFIT (Controlled flight into terrain) wurden alle 22 Insassen getötet, fünf Besatzungsmitglieder und 17 Passagiere.[780]

- Am 18. September 1944 stürzte eine Douglas DC-3/C-47A-80-DL der United States Army Air Forces (USAAF) (43-15180) bei Ochten (Gelderland, Niederlande) ab. Alle 24 Insassen, sechs amerikanische Besatzungsmitglieder und 18 britische Fallschirmjäger, wurden getötet.[781]

- Am 18. September 1944 stürzte eine Douglas DC-3/C-47A-75-DL der United States Army Air Forces (USAAF) (42-100896) in der Nähe von Wageningen (Niederlande) bei der Operation Market Garden ab. Von den 27 Insassen kamen 11 ums Leben, drei Besatzungsmitglieder und 8 Passagiere.[782]

- Am 19. September 1944 verschwand eine Douglas DC-3/C-47A der britischen Royal Air Force (RAF) (FD865) auf dem Flug von Neapel zum Flughafen Cagliari (beides in Italien). Innerhalb von zwei Tagen fand die Marine Wrackteile, die vor Kap Carbonara an Land gespült wurden, 43 Kilometer südöstlich des Zielflugplatzes. Alle 16 Insassen, vier Besatzungsmitglieder und 12 Passagiere, blieben vermisst.[783]

- Am 30. Oktober 1944 kam es in einer Douglas DC-3/C-47B-5-DK der United States Army Air Forces (USAAF) (43-48592) zu einem Ausfall der Elektrik. Die auf einem Inlandsflug in Frankreich befindliche Maschine kam vom Kurs ab, stürzte bei Bouley Bay Harbour Jersey in den Ärmelkanal und blieb vermisst. Alle 11 Insassen, fünf Besatzungsmitglieder und 6 Passagiere, kamen ums Leben.[784]

- Am 1. November 1944 verunglückte eine Douglas DC-3/C-53D der United States Army Air Forces (USAAF) (42-68822) bei der Landung auf dem Militärflugplatz Cambrai-Niergnies (Département Nord, Frankreich) und wurde zerstört. Von den 25 Insassen kamen 24 ums Leben.[785]

- Am 1. November 1944 wurde eine Douglas DC-3/C-47A-10-DK der United States Army Air Forces (USAAF) (42-92700) 12 Kilometer südöstlich von Saint-Chamond (Département Loire, Frankreich) bei widrigem Wetter gegen einen 1350 Meter hohen Berg geflogen. Durch diesen CFIT (Controlled flight into terrain) wurden alle 20 Insassen getötet, fünf Besatzungsmitglieder und 15 Passagiere.[786]

- Am 19. November 1944 wurde eine Douglas DC-3/C-47A-80-DL der United States Army Air Forces (USAAF) (43-15046) in nur 180 Metern Höhe in den wolkenverhangenen Newmarket Hill (Sussex, England) geflogen, 5 Kilometer nordöstlich von Brighton. Bei diesem CFIT (Controlled flight into terrain) wurden von den 30 Insassen 25 getötet, alle fünf Besatzungsmitglieder und 20 Passagiere.[787]

- Am 5. Dezember 1944 kollidierte eine Douglas DC-3/C-47A der britischen Royal Air Force (RAF) (FL588) aus unbekannten Gründen nahe Mijanès (Département Ariège, Frankreich) mit dem Pic de la Camisette (Höhe 2426 Meter). Von den 23 Insassen kamen 18 ums Leben, alle drei Besatzungsmitglieder und 15 Passagiere.[788]

- Am 21. Dezember 1944 wurde eine Douglas DC-3/C-47A der Südafrikanischen Luftstreitkräfte (KG498) nahe Torrettoria (Italien) in einen Hügel geflogen. Obwohl die Piloten ihre Position nicht kannten, sanken sie in Wolken so lange, bis sie in einer Höhe von 1200 Fuß (365 Metern) auf einem Hügel aufschlugen, noch 40 Kilometer von ihrem Zielflugplatz entfernt. Durch diesen CFIT (Controlled flight into terrain) wurden 22 der 23 Insassen getötet.[789]

- Am 28. Dezember 1944 wurde eine Douglas DC-3/C-53 der United States Army Air Forces (USAAF) (42-15549) bei einem Startunfall auf dem Flugplatz Sandweiler (Luxemburg), damals „Advanced Landing Ground A-97“, zerstört. Über Personenschäden ist nichts bekannt.[790]

- Am 18. Januar 1945 stürzte eine Douglas DC-3/C-47B-5-DK der United States Army Air Forces (USAAF) (43-48611) 16 Kilometer nordöstlich des Flughafens Paris-Le Bourget (Frankreich) ab. Mindestens einer der Insassen kam ums Leben.[791]

- Am 2. Februar 1945 wurde eine Douglas DC-3/C-47-DL der United States Army Air Forces (USAAF) (41-18603) auf dem Flug von Florenz nach Rom im Tiefflug durch ein Flusstal in eine Nebelbank geflogen. Beim Versuch der Piloten, über das steigende Gelände zu gelangen, kollidierte die Maschine mit Bäumen und stürzte nahe dem kleinen Ort Montieri (Italien) ab. Bei diesem CFIT (Controlled flight into terrain) wurden von den 26 Insassen 23 getötet, drei Besatzungsmitglieder und 20 Passagiere.[792]

- Am 5. Februar 1945 verschwand eine Douglas DC-3/C-47A-10-DK der United States Army Air Forces (USAAF) (42-92707) auf einem Trainingsflug in der Nähe von Neapel (Italien). Die Maschine war auf dem temporären Flugplatz Tarquinia gestartet und sollte auf dem Flughafen Neapel landen. Alle 11 Insassen, sechs Besatzungsmitglieder und 5 Passagiere, kamen ums Leben.[793]

- Am 6. Februar 1945 wurde eine Douglas DC-3/C-47A der britischen Royal Air Force (RAF) (KG630) bei schlechtem Wetter in einer Höhe von nur 150 Metern bei Hunters Burgh (Sussex, England) in einen Hügel geflogen. Durch diesen CFIT (Controlled flight into terrain) wurden alle 23 Insassen getötet, vier Besatzungsmitglieder und 19 Passagiere.[794]

- Am 19. Februar 1945 wurde eine Douglas DC-3A der britischen Royal Air Force (RAF) (TS436) kurz nach dem Start vom Militärflugplatz RAF Zeals (England) in einige wolkenverhangene Buchen auf einer Anhöhe geflogen, 4 Kilometer vom Startflugplatz entfernt. Der Kommandant, der als einziger überlebte, hatte es versäumt, bei schlechter Sicht auf eine sichere Höhe zu steigen, obwohl die Anhöhe ein bekanntes Hindernis in unmittelbarer Nähe des Flugplatzes war. Durch diesen CFIT (Controlled flight into terrain) wurden die anderen 20 der 21 Insassen getötet.[795]

- Am 1. März 1945 verunglückte eine Douglas DC-3/C-47A-30-DK der United States Army Air Forces (USAAF) (43-48223) bei Cormeilles im Anflug auf den Flughafen Paris-Orly (Frankreich). Dabei kamen 16 Insassen ums Leben.[796]

- Am 18. Mai 1945 wurde eine Douglas DC-3/C-53D der United States Army Air Forces (USAAF) (42-68843) bei einem Rollunfall auf dem Flughafen Paris-Le Bourget (Frankreich) irreparabel beschädigt. Über Personenschäden ist nichts bekannt.[797]

- Am 18. Mai 1945 wurde eine Douglas DC-3/C-47A-80-DL der United States Army Air Forces (USAAF) (43-15081) beim Start vom Flughafen Beauvais-Tillé (Département Oise, Frankreich) irreparabel beschädigt. Über Personenschäden ist nichts bekannt.[798]

- Am 25. Juni 1945 wurde eine Douglas DC-3/C-47A-75-DL der United States Army Air Forces (USAAF) (42-100938) bei einem Landeunfall auf dem Flughafen Beauvais-Tillé (Département Oise, Frankreich) irreparabel beschädigt. Über Personenschäden ist nichts bekannt.[799]

- Am 30. August 1945 geriet eine Douglas DC-3/C-47B der britischen Royal Air Force (RAF) (KJ974) etwa 20 Minuten nach dem Start in schwere Turbulenzen und brach 6,5 Kilometer südsüdöstlich von Vaison-la-Romaine (Département Vaucluse, Frankreich) in der Luft auseinander. Alle 14 Insassen, vier Besatzungsmitglieder und 10 Passagiere, kamen ums Leben.[800]

- Am 5. September 1945 stürzte eine Douglas DC-3/C-47B der britischen Royal Air Force (RAF) (KP235) bei einem Nachtstart vom Militärflugplatz Istres-Le Tubé (Département Bouches-du-Rhône, Frankreich) nach einem Strömungsabriss ab. Von den 24 Insassen, vier Besatzungsmitglieder und 17 Passagiere, kamen 17 ums Leben.[801]

- Am 30. Oktober 1945 wurde eine Douglas DC-3/C-47A-70-DL der United States Army Air Forces (USAAF) (42-100829) bei Cuneo (Italien) in die Flanke eines Berges geflogen, als sie sich noch 75 Kilometer nordnordöstlich von ihrem Ziel, dem Flughafen Nizza (Frankreich) befand. Die Maschine kam vom Flugplatz Neubiberg (Bayern). Durch diesen CFIT (Controlled flight into terrain) wurden alle 15 Insassen getötet.[802]

- Am 9. November 1945 wurde eine Douglas DC-3/C-47A-60-DL der United States Army Air Forces (USAAF) (42-24383) nahe dem Flugplatz Palermo-Boccadifalco (Italien) in einen Berg geflogen. Die Piloten hatten schon lange vorher gemeldet, dass sie auf dem Flug von Athen nach Neapel bei schlechter Sicht völlig die Orientierung verloren hatten. Durch diesen CFIT (Controlled flight into terrain) wurden alle 24 Insassen getötet, vier Besatzungsmitglieder und 20 Passagiere.[803]

- Am 17. November 1945 streifte eine Douglas DC-3/C-47A-5-DK der Royal Canadian Air Force (RCAF) (KG310) im Anflug auf den Flughafen Wien-Schwechat bei schlechter Sicht mit einer Tragfläche den Boden und stürzte kurz vor der Landebahn ab. Alle Insassen überlebten.[804]

- Am 18. Dezember 1945 wurde eine Douglas DC-3/C-47B der britischen Royal Air Force (RAF) (KN413) beim Durchstarten am Flughafen Oslo-Fornebu (Norwegen) gegen den Berg Voksenkollen geflogen. Durch diesen CFIT (Controlled flight into terrain) wurden alle 17 Insassen getötet, vier Besatzungsmitglieder und 13 Passagiere.[805]

- Am 15. Januar 1946 wurde eine Douglas DC-3/C-47B der britischen Royal Air Force (RAF) (KN557) bei widrigem Wetter 8 Kilometer südlich des Flughafens Marseille-Marignane (Département Bouches-du-Rhône) in einen Hügel geflogen. Bei diesem CFIT (Controlled flight into terrain) wurden 25 der 27 Insassen getötet, alle vier Besatzungsmitglieder und 21 Passagiere.[806]

- Am 30. Januar 1946 verunglückte eine Douglas DC-3/C-47B der britischen Royal Air Force (RAF) (KN500) 11 Kilometer südlich von Le Mans (Département Sarthe, Frankreich). Als die Maschine in Flugfläche 200 (6100 Meter Höhe) in eine Wolke einflog, verlor der Kommandant die Kontrolle über das Flugzeug. Es kam zum Strömungsabriss und Trudeln, wobei sich das Flugzeug langsam zerlegte. Alle 11 Insassen, vier Besatzungsmitglieder und 7 Passagiere, kamen ums Leben.[807]

- Am 18. April 1946 verunglückte eine Douglas DC-3/C-47A-DK der United States Army Air Forces (USAAF) (42-92056) beim Start vom Militärflugplatz Bovingdon (England). Mindestens einer der Insassen kam ums Leben. Nähere Einzelheiten sind nicht bekannt.[808]

- Am 8. März 1947 wurde eine Douglas DC-3/C-47B der britischen Royal Air Force (RAF) (KK122) auf der Insel Ischia (Italien) bei schlechter Sicht gegen einen Hügel geflogen. Die Maschine befand sich auf einem Flug von Kairo nach Rom. Durch diesen CFIT (Controlled flight into terrain) wurden alle 13 Insassen getötet, fünf Besatzungsmitglieder und 8 Passagiere.[809]

- Am 10. Juli 1947 wurde eine Douglas DC-3/C-47B der Griechischen Luftstreitkräfte (KJ841) auf dem Behelfsflugplatz Konitsa nahe der albanischen Grenze zerstört.[810]

- Am 28. November 1947 wurde eine Douglas DC-3/C-47B-6-DK der United States Air Force (USAF) (43-48736) nahe Trappa (Italien) in die italienischen Alpen geflogen. Die Maschine auf dem Weg von Pisa nach Frankfurt flog 48 Kilometer abseits ihrer geplanten Strecke. Durch diesen CFIT (Controlled flight into terrain) wurden alle 20 Insassen getötet, fünf Besatzungsmitglieder und 15 Passagiere. Das Wrack wurde erst acht Monate später gefunden.[811]

- Am 27. Januar 1948 wurde eine Douglas DC-3/C-47B-25-DK der United States Air Force (USAF) (44-76443) in die Flanke des 2323 Meter hohen Berges Montagne du Cheval Blanc im Massif des Trois-Évêchés (Département Alpes-de-Haute-Provence, Frankreich) geflogen. Die Maschine war auf dem Militärflugplatz Istres-Le Tubé (Département Bouches-du-Rhône) gestartet, um nach Pisa (Italien) zu fliegen. Der Kommandant hatte jedoch bei Schneefall seine geplante Strecke nicht gefunden, war zum Startflugplatz umgekehrt und hatte sich auch dabei verflogen, so dass sein Flugzeug 135 Kilometer nordöstlich von Istres-Le Tubé gegen den Berg prallte. Durch diesen CFIT (Controlled flight into terrain) wurden alle 11 Insassen getötet, drei Besatzungsmitglieder und 8 Passagiere.[812]

- Am 31. Mai 1948 wurde eine Douglas DC-3/C-47B der Griechischen Luftstreitkräfte (KN339) bei einer Landung mit eingefahrenem Fahrwerk (Bauchlandung) auf dem Militärflugplatz Thessaloniki-Sedes zerstört. Die Besatzung blieb unverletzt.[810]

- Am 24. Oktober 1948 wurde eine zum Behelfsbomber umgebaute Douglas DC-3/C-47B der griechischen Luftstreitkräfte (43-16264) bei einem Startunfall auf dem Flugplatz Elefsis zerstört. Die Maschine geriet von der Startbahn ab, kollidierte mit der Flugplatzumzäunung und zerbrach. Die Bombenladung explodierte nicht, die Besatzung blieb unverletzt.[813]

- Am 10. Dezember 1948 fiel bei einer Douglas DC-3/C-47B der Griechischen Luftstreitkräfte (43-48865) während des Abwurfs von Versorgungsgütern bei Goura (Korinthien) ein Triebwerk aus. Bei der folgenden Notlandung wurde das Flugzeug zerstört. Die Besatzung blieb unverletzt.[813]

- Am 6. April 1949 wurden aus einer Douglas DC-3/C-47B der Griechischen Luftstreitkräfte (43-49249) im Griechischen Bürgerkrieg bei Theotokos am Berg Grammos während eines heftigen Feuergefechts Versorgungsgüter abgeworfen. Nach dem Abwurf machte der Kommandant noch einen tiefen Überflug, „um die Moral der kämpfenden Soldaten zu heben“. Dabei wurde das Flugzeug von einer Artilleriegranate der eigenen Truppen getroffen und stürzte ab. Alle sieben Insassen starben.[814][815]

- Am 23. Februar 1951 verunglückte eine Douglas DC-3/VC-47B der United States Air Force (Kennzeichen 43-48293) bei einer Landung auf dem Flughafen Oslo-Fornebu (Norwegen) im schlechten Wetter. Alle Insassen überlebten, die Maschine war schrottreif.[816]

- Am 22. Oktober 1951 wurde eine Douglas DC-3/C-47B der Royal Air Force (Kennzeichen KN493) bei einem Unfall in East Hendred (Vereinigtes Königreich) zerstört.[817]

- Am 4. März 1954 wurde eine Douglas DC-3/C-47A-45-DL der United States Air Force (USAF) (42-24096) nahe Saint-Étienne-de-Tinée (Département Alpes-Maritimes, Frankreich) in einer Höhe von 8000 Fuß (2440 Metern) in eine Bergflanke geflogen. Die Maschine war auf dem Weg von Tripolis über Rom zum Militärflugplatz Hahn (Rheinland-Pfalz). Das Flugzeug war vom vorgeschriebenen Kurs abgedriftet, und es war keine Korrektur der Windabdrift vorgenommen worden. Durch diesen CFIT (Controlled flight into terrain) wurden alle 20 Insassen getötet, vier Besatzungsmitglieder und 16 Passagiere.[818]

- Am 24. Oktober 1954 wurde eine Douglas DC-3/C-47A-90-DL der United States Air Force (USAF) (43-16044) 12 Kilometer westlich von Limone Piemonte (Italien) in einer Höhe von 8500 Fuß (2590 Metern) in eine Bergflanke geflogen. Die Maschine war auf dem Weg von Rom nach Lyon, als sie im Gebiet des Lago Carbone in den Seealpen nahe der französisch-italienischen Grenze zerschellte. Schon der Flugplan enthielt einen Kursfehler, außerdem war das Flugzeug vom Kurs abgekommen. Durch diesen CFIT (Controlled flight into terrain) wurden alle 21 Insassen getötet, drei Besatzungsmitglieder und 18 Passagiere.[819]

- Am 8. Dezember 1954 stürzte eine Douglas DC-3/C-47D der griechischen Luftstreitkräfte (49-2639) auf dem Flugplatz Elefsis (Griechenland) ab und ging in Flammen auf. Auslöser war das Verfangen des Fallschirms im Leitwerk beim Absprung eines Fallschirmjägers, wodurch das Flugzeug unkontrollierbar wurde. Alle 19 Insassen starben, drei Besatzungsmitglieder und sechzehn Fallschirmspringer.[820][821]

- Am 12. Februar 1956 wurde eine Douglas DC-3/C-47B der Griechischen Luftstreitkräfte (KJ989) im Gebirgszug Dirfys auf der Insel Euböa in bergiges Gelände geflogen. Bei diesem CFIT (Controlled flight into terrain) wurden alle 17 Insassen getötet.[810]

- Am 27. August 1957 entstand an einer Douglas DC-3/C-47B der britischen Royal Air Force (KN649) ein schwerer Triebwerksbrand, bei dem der Motor schließlich herausbrach und zu Boden fiel. Das Flugzeug stürzte 9 Kilometer südlich des Militärflugplatzes RAF Dishforth (England) ab und ging in Flammen auf. Von den vier Besatzungsmitglieder kamen 3 ums Leben.[822][823]

- Am 15. Februar 1958 wurde eine Douglas DC-3/VC-47A der United States Air Force (USAF) (42-93817) in einer Höhe von 6500 Fuß (1980 Metern) in den Vesuv (Italien) geflogen. Die Maschine war auf dem Weg von der Ramstein Air Base (Rheinland-Pfalz) nach Istanbul und kollidierte nach einer Zwischenlandung auf dem Flughafen Neapel mit dem Vulkan. Bei diesem CFIT (Controlled flight into terrain) wurden alle 16 Insassen getötet, sechs Besatzungsmitglieder und 10 Passagiere.[824]

- Am 12. April 1959 stürzte eine Douglas DC-3/C-47A-80-DL der Portugiesischen Luftstreitkräfte (PAF 6150) kurz nach dem Start vom Flughafen Lissabon-Portela (Portugal) in den Fluss Tejo. Alle 11 Insassen kamen ums Leben.[825]

- Am 12. Januar 1970 kollidierte eine Douglas DC-3/C-47D der griechischen Luftstreitkräfte (Luftfahrzeugkennzeichen 49-2624) im rund 50 Kilometer nordwestlich von Athen gelegenen Kithairon-Gebirge mit einem Berg. Alle 5 Besatzungsmitglieder sowie 21 der 25 Passagiere kamen um; nach anderen Berichten überlebte niemand den Unfall.[826][827]

- Am 1. September 1970 flog eine Douglas DC-3/C-47B der Griechischen Luftstreitkräfte (43-48782) in das Bergmassiv Mitsikeli nahe der albanischen Grenze. Bei diesem CFIT (Controlled flight into terrain) wurden alle 7 Insassen getötet.[828][829]

- Am 5. Juni 1971 kam es mit einer Douglas DC-3/C-47D der griechischen Luftstreitkräfte (49-2614) zu einem Landeunfall auf dem Flughafen Preveza, als einer der Reifen platzte und das Flugzeug von der Landebahn schleuderte. Das ausbrechende Feuer zerstörte das Flugzeug. Alle Insassen überlebten, etliche allerdings verletzt.[830]

- Am 18. September 1973 verunglückte eine Douglas DC-3/C-47D der Griechischen Luftstreitkräfte (49-2628) auf Kreta beim Sprüheinsatz und wurde zerstört. Die Besatzung überlebte den Unfall.[831]

- Am 3. Oktober 1978 fiel an einer Douglas DC-3/C-47A-1-DK der Luftstreitkräfte Finnlands (FinnAF DO-10) ein Triebwerk aufgrund eines beschädigten Auslassmechanismus des Zylinders Nr. 5 aus. Der Kommandant versuchte, zum Startflughafen Kuopio (Finnland) zurückzukehren. Er kurvte auf die Seite des stehenden Triebwerks ein, verlor aber die Kontrolle über das Flugzeug, das etwa einen Kilometer westlich des Flughafens in den Juurusvesi-See stürzte. Alle 15 Insassen, drei Besatzungsmitglieder und 12 Passagiere, kamen ums Leben.[832]

- Im Juni 1987 wurde eine Douglas DC-3/C-47B der Griechischen Luftstreitkräfte (KK181) bei einem Rollunfall auf dem Militärflugplatz Thessaloniki-Sedes irreparabel beschädigt. Das rechte Hauptfahrwerk war während des Rollens zusammengebrochen, woraufhin die Tragfläche den Boden berührte. Alle Insassen überlebten.[833]

- Am 27. Dezember 1991 wurde eine Douglas DC-3/C-47B der Griechischen Luftstreitkräfte (KK171) bei einem Startunfall auf dem Flughafen Dekelia irreparabel beschädigt. Ein Besatzungsmitglied kam ums Leben, die anderen drei sowie beide Passagiere überlebten.[810][834]

### Militärische Betreiber (Südamerika)
- Am 19. November 1943 wurde eine in Rio de Janeiro gestartete Douglas DC-3/R4D-1 der United States Navy (US Navy) (Luftfahrzeugkennzeichen Bu 01988) bei Manoel Ribeiro (im Bundesstaat Rio de Janeiro, Brasilien) gegen einen Berg geflogen. Durch diesen CFIT (Controlled flight into terrain) wurden alle 18 Insassen getötet, vier Besatzungsmitglieder und 14 Passagiere.[835]

- Am 31. März 1945 wurde eine Douglas DC-3/C-47B-1-DK der Força Aérea Brasileira (FAB 08) während eines Anflugs auf den Flughafen Barreiras (Bahia, Brasilien) bei Nebel zu tief angeflogen und in einen Hügel gesteuert. Das Flugzeug ging in Flammen auf. Durch diesen CFIT (Controlled flight into terrain) wurden alle 22 Insassen getötet, beide Besatzungsmitglieder und 20 Passagiere.[836]

- Am 3. Dezember 1945 verunglückte eine Douglas DC-3/C-47B-5-DK der United States Army Air Forces (USAAF) (43-48602) etwa 16 Kilometer südöstlich von Carlos Pellegrini (Argentinien) in der Wildnis des argentinisch-brasilianisch-uruguayischen Grenzgebiets. Alle 14 Insassen, fünf Besatzungsmitglieder und 9 Passagiere, kamen ums Leben.[837]

- Am 27. Februar 1948 verunglückte eine Douglas DC-3/C-47A-85-DL der Força Aérea Brasileira (FAB 2040) auf dem Flug von Rio de Janeiro nach Cayenne (Französisch-Guayana) in der Nähe von Breves. Von den 26 Insassen kamen 23 ums Leben, sechs Besatzungsmitglieder und 17 Passagiere.[838]

- Am 6. Juni 1949 wurde eine Douglas DC-3/C-47B-50-DK der Força Aérea Brasileira (FAB 2023) 20 Kilometer östlich des Startflugplatzes, dem Militärflugplatz Florianopolis (Brasilien), in die Flanke des Berges Cambirela geflogen. Durch diesen CFIT (Controlled flight into terrain) wurden alle 28 Insassen getötet, sechs Besatzungsmitglieder und 22 Passagiere.[839]

- Am 18. Januar 1951 verschwand eine Douglas DC-3 der Transporte Aéreo Militar Peru (TAM Peru) (Kennzeichen unbekannt) mit 15 Menschen an Bord auf einem Flug von Lima nach Arequipa.[840] Das Wrack wurde am 23. Januar 1951 knapp 30 Kilometer nordnordöstlich von Chala in der Provinz Caravelí entdeckt.

- Am 21. April 1951 stürzte eine Douglas DC-3/C-47 der Kolumbianischen Luftwaffe (FAC-671) auf dem Tres Esquinas Airport (Kolumbien) ab. Alle drei Crewmitglieder kamen ums Leben.[841]

- Am 7. August 1951 flog eine Douglas DC-3/C-47A-DK der Força Aérea Brasileira (FAB 2028) während des Anflugs nahe Guaratiba (Brasilien) gegen einen Berg, möglicherweise im Gefolge eines Motorausfalls. Alle vier Crewmitglieder starben.[842]

- Am 11. Juli 1952 kam es an einer Douglas DC-3/C-47A-35-DL der Força Aérea Brasileira (FAB 2048) zu einem Triebwerksbrand am Motor Nr. 1 (links). Das Feuer konnte nicht unter Kontrolle gebracht werden, und schließlich fielen die gesamte linke Gondel, der Motor und das Fahrwerk ins Wasser. Bei Maraú (Bahia, Brasilien) wurde etwa 200 Meter vor der Küste eine Notwasserung durchgeführt. Von den 33 Insassen kamen 13 ums Leben, ein Besatzungsmitglied und 12 Passagiere.[843]

- Am 13. April 1954 stürzte eine Douglas DC-3/C-47-DL der Luftstreitkräfte Chiles (FACh 956) acht Minuten nach dem Start vom Flughafen Santiago-Los Cerrillos (Chile) ab. Der Funker meldete, dass das linke Triebwerk ausgefallen sei. Kurz darauf soll sich das Triebwerk von der Tragfläche gelöst haben. Die Besatzung verlor daraufhin die Kontrolle über das Flugzeug und die Maschine stürzte ab. Alle 14 Insassen, fünf Besatzungsmitglieder und 9 Passagiere, kamen ums Leben. An Bord befanden als zusätzliche Fracht etwa 2500 kg Fleisch.[844]

- Am 8. Januar 1958 kollidierte eine Douglas DC-3/C-47 der Transporte Aéreo Militar Peru (TAM Peru) (TAM 484) nach dem Start vom Flughafen Rioja (Peru) mit einem Berg. Alle 11 Insassen, vier Besatzungsmitglieder und sieben Passagiere, wurden getötet.[845]

- Am 12. August 1958 wurde eine Douglas DC-3/C-47B-40-DK der Fuerza Aérea Argentina (T-19) direkt nach dem nächtlichen Start vom Flughafen Trelew (Argentinien) durch eine Steilkurve ins Gelände geflogen. Durch diesen CFIT (Controlled flight into terrain) wurden alle 12 Insassen getötet.[846]

- Am 1. März 1959 verunglückte eine Douglas DC-3/C-47A-DLForça Aérea Brasileira (FAB 2070) 30 Kilometer von Caravelas (Bahia) (Brasilien) entfernt. Nähere Einzelheiten sind derzeit nicht verfügbar. Das Flugzeug wurde irreparabel beschädigt. Alle 18 Insassen, fünf Besatzungsmitglieder und 13 Passagiere, kamen ums Leben.[847]

- Am 11. Juli 1960 flog eine Douglas DC-3/C-47E der United States Air Force (USAF) (45-1109), unterwegs im Auftrag der US Mission, gegen den 4776 Meter hohen Vulkan Pichincha, 12 Kilometer westlich vom Flughafen Quito (Ecuador). Dabei wurden alle 18 Insassen getötet.[848]

- Am 25. März 1961 schlug eine Douglas DC-3/C-47-DL der Força Aérea Brasileira (FAB 2055) bei einem nächtlichen Anflug auf den Flughafen Natal-Parnamirim (Brasilien) 1,5 Kilometer vor dem Ziel im Gelände auf. Dabei wurden von den 28 Insassen 23 getötet.[849]

- Am 6. April 1962 wurde eine Douglas DC-3/C-47 der Kolumbianischen Luftwaffe (FAC-673) nahe dem Zielflugplatz Apiay Air Base (Kolumbien) in einen Berg geflogen. Durch diesen CFIT (Controlled flight into terrain) wurden alle 31 Insassen getötet, fünf Besatzungsmitglieder und 26 Passagiere.[850]

- Am 16. Juni 1963 wurde eine Douglas DC-3/C-47A-75-DL der Luftstreitkräfte Chiles (FACh 953) 42 Kilometer vom Flughafen Puerto Aysén (Chile) entfernt gegen den Berg Cerro Pérez geflogen. Die Maschine kam von dem nur 94 Kilometer entfernten Flughafen Balmaceda. Durch diesen CFIT (Controlled flight into terrain) wurden 19 der 20 Insassen getötet, alle sechs Besatzungsmitglieder und 13 Passagiere.[851]

- Am 28. August 1965 kollidierte eine Douglas DC-3/C-47 der United States Air Force (USAF) (Kennzeichen unbekannt) mit dem Berg Cerro Calima (Kolumbien), 56 Kilometer nördlich des Ziels, dem Flughafen Cali. Alle 14 Insassen, zwei Besatzungsmitglieder und 12 Passagiere, wurden getötet.[852]

- Am 27. August 1966 verunglückte eine Douglas DC-3/C-47A-30-DK der Força Aérea Brasileira (FAB 2037) bei Altamira (Pará) (Brasilien). Nähere Einzelheiten sind derzeit nicht verfügbar. Das Flugzeug wurde irreparabel beschädigt. Dabei kamen 6 Insassen ums Leben. Über weitere Personenschäden ist nichts bekannt.[853]

- Am 16. Juni 1967 verunglückte eine Douglas DC-3/C-47B-45-DK der Força Aérea Brasileira (FAB 2068) bei Coari (Brasilien). Von den 25 Insassen kamen 20 ums Leben.[854]

- Am 5. Mai 1969 verunglückte eine Douglas DC-3/C-47A-30-DK der Fuerza Aérea Argentina (TC-28) im Anflug auf den Flughafen Río Cuarto (Argentinien). Alle 11 Insassen, fünf Besatzungsmitglieder und 6 Passagiere, kamen ums Leben.[855]

- Am 4. August 1969 verschwand eine Douglas DC-3/C-47M der United States Navy (US Navy) (Bu 17254) auf dem Flug vom Flughafen Santiago-Los Cerrillos (Chile) nach Buenos Aires (Argentinien) über den Anden. Alle 16 Insassen, vier Besatzungsmitglieder und zwölf Passagiere, werden bis heute vermisst.[856]

- Am 21. Januar 1971 wurde eine Douglas DC-3/C-47 der Kolumbianischen Luftwaffe (FAC-653) 8 Kilometer ostnordöstlich von Floridablanca (Kolumbien) in die Flanke des Bergs Cerro la Judia geflogen. Die Maschine war noch 8,4 Kilometer östlich vom Zielflughafen Bucaramanga-Gomez Niño entfernt. Durch diesen CFIT (Controlled flight into terrain) wurden alle 7 Insassen getötet, vier Besatzungsmitglieder und 3 Passagiere.[857]

- Am 12. November 1974 schlug eine Douglas DC-3/C-47A-DK der Força Aérea Brasileira (FAB 2050) in Bäumen auf, als die Piloten nahe Tomé-Açu (Brasilien) eine Notlandung versuchten. Alle 7 Insassen, drei Besatzungsmitglieder und 4 Passagiere, kamen ums Leben.[858]

### Militärische Betreiber (Nord- und Mittelamerika)
- Am 24. Juli 1941 fing ein Triebwerk an einer Douglas DC-3/C-50B der United States Army Air Forces (USAAF) (Luftfahrzeugkennzeichen 41-7705) kurz vor der Landung auf der Wright-Patterson Air Force Base (Ohio, USA) Feuer und löste sich vom Flugzeug. Bei der folgenden Bruchlandung wurde das Flugzeug zerstört. Alle 7 Insassen überlebten den Unfall. Es war der erste Totalverlust einer DC-3 der USAAF.[859]

- Am 1. Juli 1942 stürzte eine Douglas DC-3/C-49E der United States Army Air Forces (USAAF) (42-56093) bei Welon (West Virginia, USA) ab. Vorher war am Flughafen Cincinnati-Municipal Lunken (Ohio) in schlechtem Wetter dreimal durchgestartet worden. Beim vierten Versuch war die Geschwindigkeit zu hoch und das Flugzeug schlug heftig auf der Landebahn auf. Der Kapitän erhöhte die Triebwerksleistung und beschloss, nach Florence, South Carolina, weiterzufliegen. Etwas später geriet das Flugzeug außer Kontrolle. Aus einer Höhe von 250 Metern stürzte es auf ein offenes Feld und wurde durch Aufprall und Feuer zerstört. Alle 21 Insassen, zwei Besatzungsmitglieder und 19 Passagiere, wurden getötet.[860]

- Am 15. August 1942 wurde eine Douglas DC-3/C-53 der United States Army Air Forces (USAAF) (42-6463) 1,6 Kilometer östlich des Garnet Peak (Massachusetts, USA) ins Gelände geflogen. Das Flugzeug prallte gegen Bäume an einem Berghang, stürzte ab und ging in Flammen auf. Bei diesem CFIT (Controlled flight into terrain) wurden von den 20 Insassen 17 getötet, alle vier Besatzungsmitglieder und 13 Passagiere.[861]

- Am 5. Dezember 1942 stürzte eine Douglas DC-3/C-47-DL der United States Army Air Forces (USAAF) (41-18494) 5 Kilometer südlich des Montgomery-Maxwell Field (Alabama, USA) ab. Nähere Einzelheiten sind derzeit nicht verfügbar. Alle 12 Insassen kamen ums Leben.[862]

- Am 15. Mai 1943 wurde eine Douglas DC-3/C-47-DL der United States Army Air Forces (USAAF) (41-18562) bei Nebel 30 Kilometer nordnordwestlich von Morganton (North Carolina) (USA) gegen den Gingercake Mountain geflogen. Durch diesen CFIT (Controlled flight into terrain) wurden alle 18 Insassen getötet.[863]

- Am 7. Juni 1943 stürzte eine Douglas DC-3/C-47A-20-DL der United States Army Air Forces (USAAF) (42-23512) 6,4 Kilometer nordöstlich des Militärflugplatzes Laurinburg-Maxton (North Carolina, USA) ab, als sie in schlechtes Wetter geriet. Von den 20 Insassen kamen 12 ums Leben.[864]

- Am 20. September 1943 stürzte eine Douglas DC-3/C-53D der United States Army Air Forces (USAAF) (42-68729) am Militärflugplatz Laurinburg-Maxton (North Carolina, USA) ab. Unmittelbar nach dem Abheben sah der Kommandant eine DC-3/C-47 direkt auf seine Maschine zufliegen. Die C-47 schleppte einen Lastensegler, dessen Pilot sofort ausklinkte, als er den Kollisionskurs bemerkte. Die Piloten beider DC-3 leiteten Ausweichmanöver ein. Die C-53 zog stark nach links. Es gelang ihrem Piloten nicht, die Kontrolle zu behalten, und das Flugzeug geriet ins Trudeln, stürzte ab und fing Feuer. Alle 25 Insassen, vier Besatzungsmitglieder und 21 Passagiere, wurden getötet.[865]

- Am 15. Oktober 1943 sank eine Douglas DC-3-178 der US-amerikanischen American Airlines (NC16008) bei sehr starker Vereisung in der Nähe von Centerville (Tennessee, USA) in den dicht bewaldeten Südhang eines Hügels, der sich bis zu einer Höhe von etwa 20 Metern erhob. Alle 11 Insassen, drei Besatzungsmitglieder und 8 Passagiere, kamen ums Leben.[866]

- Am 22. Oktober 1943 wurde mit einer Douglas DC-3/C-47-DL der United States Army Air Forces (USAAF) (42-5677) vom Militärflugplatz Fort Benning-Lawson (Georgia, USA) aus eine Übung MIT Fallschirmjägern durchgeführt. Beim Absprungkommando bewegten sich zwölf davon nach hinten, wodurch der Schwerpunkt des Flugzeugs verschoben wurde. Da der Kommandant zu langsam flog, kam es zum Strömungsabriss. Die Maschine schlug nahe Columbus (Georgia) auf dem Boden auf und ging in Flammen auf. Von den 31 Insassen kamen 20 ums Leben, alle fünf Besatzungsmitglieder und 15 Passagiere.[867]

- Am 29. Oktober 1943 fiel an einer Douglas DC-3/C-47A-15-DL der United States Army Air Forces (USAAF) (42-23391) während einer nächtlichen Fallschirmjäger-Absetzübung das Triebwerk Nr. 1 (links) aus. Beim Versuch, wegen eines zu hohen Anflugs auf den Militärflugplatz Camp Mackall (North Carolina, USA) durchzustarten kam es zu einem teilweisen Strömungsabriss, die linke Tragflächenspitze schlug in die Baumkronen ein und das Flugzeug drehte sich in den Boden. Von den 20 Insassen kamen 14 ums Leben, vier Besatzungsmitglieder und 10 Passagiere.[868]

- Am 16. Februar 1944 verschwand eine Douglas DC-3/R4D-1 der United States Navy (US Navy) (Bu 01989) auf einem Flug von Seattle (USA) nach Kodiak (Alaska). Alle 14 Insassen, fünf Besatzungsmitglieder und 9 Passagiere, werden bis heute vermisst.[869]

- Am 28. April 1944 stürzte eine Douglas DC-3/R4D-5 der United States Navy (US Navy) (Bu 17145) 8 Kilometer südlich von Winona (Arizona) (USA) in unwegsamem Gelände ab. Zum Zeitpunkt des Unfalls soll leichter Schneefall geherrscht haben. Von den 23 Insassen kamen 19 ums Leben.[870]

- Am 3. August 1944 wurde eine Douglas DC-3/C-47A-30-DL der United States Army Air Forces (USAAF) (42-23652) 5 Kilometer westlich von Naper (Nebraska, USA) in eine Gewitterfront geflogen. Die Piloten verloren die Kontrolle über das Flugzeug, sei es durch die Gewitterphänomene oder einen Blitzschlag, wodurch die Maschine im Flug auseinanderbrach. Alle 28 Insassen, vier Besatzungsmitglieder und 24 Passagiere, wurden getötet.[871]

- Am 24. September 1944 wurde eine Douglas DC-3/C-47A-30-DL der United States Army Air Forces (USAAF) (42-23783) während einer Abwurfübung in einer Formation von 6 Maschinen durch ein Fallschirm-Lastenbündel eines der anderen Flugzeuge am rechten Querruder getroffen. Die Maschine geriet in unkontrollierbare Rollbewegungen und schließlich ins Trudeln. Beim Aufschlag 9 Kilometer westlich vom Militärflugplatz Camp Mackall (North Carolina, USA) fing sie sofort Feuer. Alle 12 Insassen, vier Besatzungsmitglieder und 8 Passagiere kamen ums Leben.[872]

- Am 6. November 1944 kollidierte eine Douglas DC-3/R4D-5 der United States Navy (US Navy) (Bu 39063) in der Luft nahe der Jacksonville Naval Air Station (Florida, USA) mit einem Kampfflugzeug des Typs Goodyear FG-1 Corsair (Bu 13334), ebenso von der US Navy betrieben. Alle 17 Insassen, Besatzungsmitglieder und Passagiere, kamen ums Leben, ebenso wie der Pilot des Kampfflugzeuges.[873]

- Am 11. November 1944 wurde eine Douglas DC-3/C-47B-1-DL der United States Army Air Forces (USAAF) (43-16143) 22 Kilometer nördlich von Glendale (Kalifornien) (USA) gegen einen Bergrücken geflogen. Die Maschine befand sich im Anflug auf den Flughafen Los Angeles, von dem sie noch 45 Kilometer ostnordöstlich entfernt war. Durch diesen CFIT (Controlled flight into terrain) wurden von den 13 Insassen 12 getötet, beide Besatzungsmitglieder und 10 Passagiere.[874]

- Am 13. November 1944 wurde eine Douglas DC-3/C-47-DL der United States Army Air Forces (USAAF) (41-7834) kurz nach dem Start vom Casper Army Airfield (Wyoming, USA) 5 Kilometer nordwestlich davon in einer Rechtskurve ins Gelände geflogen. Bei diesem CFIT (Controlled flight into terrain) wurden alle 11 Insassen getötet, zwei Besatzungsmitglieder und 9 Passagiere.[875]

- Am 25. Dezember 1944 wurde eine Douglas DC-3/C-47B-1-DL der United States Army Air Forces (USAAF) (43-16151) 21 Kilometer südöstlich von Quartzsite (Arizona. USA) in Instrumentenflugbedingungen gegen den Berg Black Mesa geflogen. Durch diesen CFIT (Controlled flight into terrain) wurden alle 17 Insassen getötet, vier Besatzungsmitglieder und 13 Passagiere.[876]

- Am 25. Dezember 1944 wurde eine Douglas DC-3/C-47A-5-DL der United States Army Air Forces (USAAF) (42-23360) in einer Höhe von nur 213 Metern 5 Kilometer südwestlich des Flugplatzes Harrisburg (Pennsylvania, USA) in die Flanke eines Hügels geflogen. Durch diesen CFIT (Controlled flight into terrain) wurden von den 27 Insassen 12 getötet, alle vier Besatzungsmitglieder und 8 Passagiere.[877]

- Am 29. Dezember 1944 wurde eine Douglas DC-3/C-47A-85-DL der United States Army Air Forces (USAAF) (43-15528) 16 Kilometer nördlich der Adak Army Air Base (Alaska, USA) in einen Berghang geflogen. Bei diesem CFIT (Controlled flight into terrain) wurden alle 13 Insassen getötet.[878]

- Am 13. Februar 1945 fiel an einer Douglas DC-3/R4D-6 der United States Navy (US Navy) (Bu 50765) 13 Minuten nach dem Start von der Oakland Naval Air Station (Kalifornien, USA) ein Triebwerk aus. Bei der Rückkehr stürzte das Flugzeug 1,6 Kilometer vom Startflugplatz in die Bucht von San Francisco. Alle 24 Insassen, drei Besatzungsmitglieder und 21 Passagiere, wurden getötet.[879]

- Am 20. April 1945 flog eine Douglas DC-3/C-47-DL der United States Army Air Forces (USAAF) (41-18451) in eine Gewitterlinie. Aufgrund der extremen Beanspruchung der Zelle brach das Höhenleitwerk auf beiden Seiten ab. Die Piloten verloren die Kontrolle und die Maschine trudelte bei Sweetwater (Texas) (USA) in den Boden. Alle 25 Insassen, drei Besatzungsmitglieder und 22 Passagiere, kamen ums Leben.[880]

- Am 25. Juli 1945 verloren die Piloten einer Douglas DC-3/TC-47B der United States Army Air Forces (USAAF) (44-76612) beim Durchflug einer Gewitterlinie die Kontrolle über die Maschine. Durch die Überlastung des Flugzeugs brach die linke Tragfläche ab. Das Flugzeug stürzte 32 Kilometer nordöstlich von Tampa (Florida, USA) ab. Alle 13 Insassen, allesamt Besatzungsmitglieder auf dem Ausbildungsflug, kamen ums Leben.[881]

- Am 15. September 1945 verunglückte eine Douglas DC-3/C-47B-45-DK der United States Army Air Forces (USAAF) (45-1011) beim Start vom Militärflugplatz Kansas City-Fairfax Field (Kansas, USA). Nach dem Abheben gewann die Maschine kaum Höhe, berührte Bäume und stürzte am Nordufer des Missouri River ab. Das rechte Triebwerk hatte beim Start nicht genügend Leistung entwickelt, möglicherweise weil es mit Zündkerzen ausgerüstet war, die vom Hersteller nicht empfohlen wurden. Von den 24 Insassen kamen 23 ums Leben, alle drei Besatzungsmitglieder und 20 Passagiere.[882]

- Am 21. Oktober 1945 stürzte eine Douglas DC-3/C-47B-5-DK der United States Army Air Forces (USAAF) (43-48893) 3,2 Kilometer östlich des Flughafens Anchorage (Alaska, USA) aufgrund eines Triebwerksausfalls ab. Alle 19 Insassen kamen ums Leben.[883]

- Am 31. Oktober 1945 wurde eine Douglas DC-3/R4D-7 der United States Navy (US Navy) (Bu 99834) auf einem Flug von der Clinton-Sherman Naval Air Station (Oklahoma) zum Hawkins Field (Jackson) (Mississippi, USA) südlich von Page, Oklahoma (USA), gegen einen Berg geflogen. Durch diesen CFIT (Controlled flight into terrain) wurden alle 14 Insassen getötet, Besatzungsmitglieder und Passagiere.[884]

- Am 19. März 1946 brach eine Douglas DC-3/C-47B-50-DK der United States Army Air Forces (USAAF) (45-1085) in der Nähe von Hobart Mills (Kalifornien, USA) während des Fluges auseinander. Die Maschine war auf dem Weg von Stockton (Kalifornien) nach Ogden (Utah). Alle 26 Insassen, drei Besatzungsmitglieder und 23 Passagiere, kamen ums Leben.[885]

- Am 18. Juli 1946 stürzte eine Douglas DC-3/C-47B-45-DK der United States Army Air Forces (USAAF) (45-930) während eines schweren Gewitters 6,5 Kilometer nördlich von Goodland (Kansas, USA) in ein Stoppelfeld. Alle 13 Insassen, drei Besatzungsmitglieder und 10 Passagiere, kamen ums Leben.[886]

- Am 15. September 1946 stürzte eine Douglas DC-3/C-47A der Royal Canadian Air Force (RCAF) (RCAF 962) beim Durchstarten am Militärflugplatz von Estevan (Saskatchewan) (Kanada) ab. Das Fahrwerk wurde eingefahren und das Flugzeug stieg sehr steil. Es geriet nach einem Strömungsabriss ins Trudeln, stürzte ab und brannte aus. Die Untersuchung ergab, dass eine Ruderverriegelung am rechten Höhenruder vor dem Flug nicht entfernt worden war. Alle 21 Insassen, Besatzungsmitglieder und Passagiere, wurden getötet.[887]

- Am 11. Dezember 1947 geriet eine Douglas DC-3/C-47B-28-DK der United States Air Force (USAF) (44-76366) in der Nähe ihres Ziels, des Flughafens Memphis Municipal (Texas, USA), in einen unkontrollierten Spiralsturz und stürzte ab. Alle 20 Insassen, vier Besatzungsmitglieder und 16 Passagiere, kamen ums Leben.[888]

- Am 25. März 1948 wurden auf der Tinker Air Force Base (Oklahoma City, USA) 87 Flugzeuge der United States Air Force (USAF) durch einen Tornado irreparabel beschädigt. Personen kamen nicht zu Schaden. Nach einer Aufstellung der National Oceanic and Atmospheric Administration[889] wurden dabei unter anderem auch 4 Douglas DC-3/C-47 zerstört.[890][891]

- Am 10. Januar 1951 fiel bei einer Douglas DC-3/C-47B-15-DK der United States Air Force (43-49384) nahe Winslow (Arizona) (USA) einer der beiden Motoren aus. Die dreiköpfige Besatzung sprang mit dem Fallschirm ab und überlebte.[892]

- Am 16. Januar 1951 verunglückte eine Douglas DC-3/C-47B-1-DL der United States Air Force (Kennzeichen 43-16287) beim Start von der Goose Bay Air Base (Neufundland und Labrador, Kanada) in schlechtem Wetter.[893]

- Am 28. Januar 1951 verunglückte eine Douglas DC-3/C-47A-90-DL der United States Air Force (43-16102) bei der Landung auf dem Fort Knox-Godman Army Airfield (Kentucky, USA) unter schlechten Wetterbedingungen.[894]

- Am 27. März 1951 verunglückte eine Douglas DC-3/C-47A-90-DL der United States Air Force (Kennzeichen 43-15691) nahe der Matagorda Island Air Force Base (Texas, USA) beim Landeanflug in schlechtem Wetter.[895]

- Am 8. April 1951 wurde eine Douglas DC-3/C-47B-1-DK der United States Air Force (USAF) (43-48298) 13 Kilometer nordöstlich von Charleston (West Virginia) (USA) in die Seite eines mit Bäumen bewachsenen Hügels geflogen und fing Feuer. Die Maschine befand sich auf einem ADF-Instrumentenanflug auf die Landebahn 23 des Flughafens Charleston-Kanawha County (West Virginia). Durch diesen CFIT (Controlled flight into terrain) wurden alle 21 Insassen getötet, drei Besatzungsmitglieder und 18 Passagiere.[896]

- Am 15. April 1951 verunglückte eine Douglas DC-3/C-47D der United States Air Force (Kennzeichen 43-49527) auf einem Flug innerhalb Kaliforniens 10 Kilometer nördlich Solano (Kalifornien, USA) und war anschließend in irreparablem Zustand. Eines der drei Crewmitglieder wurde schwer verletzt, die beiden anderen blieben unverletzt.[897]

- Am 9. Mai 1951 verunglückte eine Douglas DC-3/R4D-5 der United States Navy (Kennzeichen Bu 17114) kurz nach dem Start von der Naval Air Station Patuxent River (Maryland, USA), nachdem ein Triebwerk in Brand geraten war. Beide Crewmitglieder kamen um, alle fünf Passagiere überlebten.[898]

- Am 11. Mai 1951 flog eine Douglas DC-3/VC-47D der United States Air Force (Kennzeichen 43-49266) 27 Kilometer nordöstlich des Zielflugplatzes Spokane-Felts Field (Washington (Bundesstaat), USA) in 1060 Meter Höhe gegen einen Berg. Die beiden Crewmitglieder starben.[899]

- Am 31. Mai 1951 verunglückte eine Douglas DC-3/C-47B-10-DK der United States Air Force (Kennzeichen 43-48954) beim Start in Griffin (Georgia, USA) und brannte aus.[900]

- Am 17. Juni 1951 kam es mit einer Douglas DC-3/C-47A-85-DL der United States Air Force (Kennzeichen 43-15600) zur Bruchlandung auf der Offutt Air Force Base (Nebraska, USA) nach einem Triebwerksausfall. Die Maschine rollte über das Landebahnende hinaus und eine Böschung hinunter. Alle 20 Insassen überlebten. Das Flugzeug wurde zerstört.[901]

- Am 22. Juni 1951 verunglückte eine Douglas DC-3/C-47D der United States Air Force (Kennzeichen 43-48416) beim Start von der Fairchild Air Force Base (Washington, USA).[902]

- Am 1. Juli 1951 stürzte eine Douglas DC-3/C-47A-80-DL der United States Air Force (Kennzeichen 43-15144) während des Anflugs auf die McGuire Air Force Base, (New York, USA) bei Nebel 800 Meter vor dem Flugplatz ab. Fünf der 26 Insassen kamen ums Leben.[903]

- Am 22. August 1951 verunglückte eine Douglas DC-3/C-47A-70-DL der United States Air Force (Kennzeichen 42-100668) bei Summit (Alaska, USA). Neun Personen wurde getötet.[904]

- Am 27. Oktober 1951 stürzte eine Douglas DC-3/C-47 der Luftstreitkräfte Guatemalas (Kennzeichen FAG 0961) nahe dem Flughafen Flores (Guatemala) im Steigflug ab. Von den 28 Insassen kamen 26 ums Leben. Grund war Feuer in der Kabine.[905]

- Am 30. Oktober 1951 stürzte eine Douglas DC-3/C-47A der United States Air Force (Kennzeichen 43-15109) auf dem Flug von Amarillo (Texas) zur Norton Air Force Base bei San Bernardino in bergigem Gelände nahe Riverside, Kalifornien ab. Alle sechs Insassen wurden getötet.[906]

- Am 1. November 1951 wurde eine Douglas DC-3/C-47B-15-DK der Französischen Luftstreitkräfte (349384/F-RBFR) bei einem Flugunfall an der San Bernardino-Norton Air Force Base (Kalifornien, USA) zerstört. Nähere Einzelheiten sind in der Quelle nicht bekannt.[907]

- Am 30. Dezember 1951 verunglückte eine Douglas DC-3/VC-47D der United States Air Force (USAF) (44-76266) 56 Kilometer nördlich von Globe (Arizona) (USA) in bergigem Gelände. Alle 28 Insassen, vier Besatzungsmitglieder und 24 Passagiere, wurden getötet.[908]

- Am 4. April 1952 kollidierte eine Douglas C-124A Globemaster II der United States Air Force (USAF) (50-1260) mit einer Douglas DC-3/VC-47D der USAF (45-926) 9 Kilometer nördlich der Mobile-Brookley Air Force Base (Alabama, USA). Beide Maschinen stürzten ab und gingen in Flammen auf. In der C-124 kamen alle 6 Besatzungsmitglieder ums Leben, in der DC-3/VC-47 alle 9 Insassen.[909]

- Am 18. April 1952 verunglückte eine Douglas DC-3/C-47A der Royal Canadian Air Force (KG416) am Flughafen Winnipeg (Kanada). Die Maschine wurde zerstört. Über Personenschäden ist nichts bekannt.[910]

- Am 1. Dezember 1952 wurde eine Douglas DC-3/C-47D der United States Air Force (USAF) (45-1124) 18 Kilometer nordnordwestlich von Banning (Kalifornien) (USA) während eines Schneesturms gegen die Ostwand des San Gorgonio Mountains geflogen. Die Maschine war auf dem Flug von der Offutt Air Force Base in Nebraska zur March Air Force Base nahe Riverside. Bei diesem CFIT (Controlled flight into terrain) wurden alle 13 Insassen getötet, drei Besatzungsmitglieder und 10 Passagiere.[911]

- Am 31. Mai 1954 wurde eine Douglas DC-3/C-47A-30-DK der United States Air Force (USAF) (43-48097) bei dichtem Nebel nahe dem Flugplatz Duluth-Municipal (Minnesota, USA) in eine Kiesgrube geflogen. Bei diesem CFIT (Controlled flight into terrain) wurden von den 14 Insassen 11 getötet, beide Piloten und 9 Passagiere.[912]

- Am 19. Juni 1954 wurde eine Douglas DC-3/C-47 der Mexikanischen Luftstreitkräfte (MexAF 6014) im Bezirk Ixtlahuaca (Mexiko) in einen Berghang geflogen. Durch diesen CFIT (Controlled flight into terrain) wurden alle 22 Insassen getötet, sieben Besatzungsmitglieder und 15 Passagiere.[913]

- Am 1. September 1955 stürzte eine Douglas DC-3/VC-47D der United States Air Force (USAF) (45-893) 1,6 Kilometer westlich von Skwentna (Alaska) (USA) ab, als eine Notlandung auf der dortigen Landepiste versucht werden sollte, nachdem Triebwerksprobleme aufgetreten waren. Alle 12 Insassen, fünf Besatzungsmitglieder und sieben Passagiere, kamen ums Leben.[914]

- Am 24. September 1956 wurde eine Douglas DC-3/VC-47A der United States Air Force (USAF) (43-48146) gegen die felsige Nordwand des 4319 Meter hohen Mount Yale (Colorado, USA) geflogen. Bei diesem CFIT (Controlled flight into terrain) wurden alle 12 Insassen getötet, beide Besatzungsmitglieder und 10 Passagiere.[915]

- Am 13. April 1958 verunglückte eine Douglas DC-3/SC-47A der United States Air Force (USAF) (42-93183) bei einem Trainingsflug an der McChord Air Force Base (Washington, USA). Dabei kamen 3 Insassen ums Leben.[916]

- Am 9. September 1958 verunglückte eine Douglas DC-3/SC-47 der United States Air Force (USAF) (43-15345) beim Start von der Elmendorf Air Force Base (Alaska, USA), nachdem Triebwerksprobleme aufgetreten waren. Von den 20 Insassen kamen 13 ums Leben.[917]

- Am 29. September 1960 kam es mit einer Douglas DC-3/AC-47D der United States Air Force (USAF) (43-49705) zu einer Notlandung in einem See des Randolph Oaks Golfplatzes auf dem Gelände der San Antonio-Randolph Air Force Base (Texas, USA). Alle vier Besatzungsmitglieder, die einzigen Insassen, überlebten den Unfall. Das Flugzeug wurde irreparabel beschädigt.[918]

- Am 8. März 1973 stürzte eine Douglas DC-3/C-47J der US Army (0-50781) bei Silk Hope (North Carolina, USA) in ein Kornfeld. Der Absturzort lag 81 Kilometer nordnordwestlich vom Militärflugplatz Fort Bragg-Simmons (North Carolina, USA), wo die Maschine gestartet war. Als Absturzursache wurde eine Überladung festgestellt, die darauf zurückzuführen war, dass in Vietnam ein schwerer Metallboden eingebaut worden war, der nicht im Bordbuch eingetragen war. Außerdem war das Flugzeug unter schlechten Wetterbedingungen unterwegs. Alle 14 Insassen, drei Besatzungsmitglieder und 11 Passagiere, wurden getötet.[919]

- Am 3. August 1975 stürzte eine Douglas DC-3/C-47 der nicaraguanischen Luftwaffe (FAN 412) bei Punta de Amapala (El Salvador) in den Pazifik. Wegen schlechten Wetters am Ziel, dem Militärflugplatz Ilopango, wollten die Piloten zu einem Ausweichflugplatz fliegen. Allerdings fielen wegen Treibstoffmangels über dem Meer etwa 145 Kilometer ostsüdöstlich von Ilopango die Triebwerke aus, was zum Absturz führte. Alle 21 Insassen, drei Besatzungsmitglieder und 18 Passagiere, wurden getötet.[920]

- Am 25. Juli 1977 fiel an einer Douglas DC-3/C-47-DL der Luftwaffe von Honduras (FAH-301) nach dem Start vom Flughafen Yoro (Honduras) das Triebwerk Nr. 1 (links) aus. Das Flugzeug stürzte in bergigem Gelände ab. Von den 40 Insassen kamen 25 ums Leben.[921]

- Am 28. Februar 1980 verunglückte eine Douglas DC-3/C-47 der Luftstreitkräfte Guatemalas (FAG xxx) in den Bergen 65 Kilometer vom Flughafen Poptún (Guatemala) entfernt. Alle 31 Insassen wurden getötet.[922]

- Am 28. Mai 1987 stürzte eine Douglas DC-3/C-47 der Luftstreitkräfte Guatemalas (Kennzeichen: FAG unbekannt) kurz nach dem Start vom Flughafen Flores-Santa Elena (Guatemala) an der Küste der Laguna de Peten ab. Alle 12 Insassen, fünf Besatzungsmitglieder und 7 Passagiere, kamen ums Leben.[923]

### Militärische Betreiber (Asien, Australien und Ozeanien)
- Am 10. November 1942 geriet eine Douglas DC-3/C-47-DL der United States Army Air Forces (USAAF) (Luftfahrzeugkennzeichen 41-18564) über dem Owen-Stanley-Gebirge (Britisch-Neuguinea) in einen sehr starken Abwind und schlug auf dem Mount Obree auf. Von den 23 Insassen kamen 17 ums Leben, drei Besatzungsmitglieder und 14 Passagiere.[924]

- Am 27. März 1943 fiel an einer Douglas DC-3/C-47-DL der Royal Australian Air Force (RAAF) (A65-2) beim Start vom Flugplatz Brisbane-Archerfield (Australien) ein Triebwerk aus. Beim Versuch der Piloten, Höhe zu gewinnen, kam es zum Strömungsabriss und Absturz. Alle 23 Insassen, vier Besatzungsmitglieder und 19 Passagiere, kamen ums Leben.[925]

- Am 8. Juni 1943 stürzte eine Douglas DC-3/R4D-5 der United States Navy (US Navy) (Bu 12406) kurz nach dem Start vom Flughafen La Tontouta (Neukaledonien) in die St. Vincent’s Bay. Alle 24 Insassen kamen ums Leben.[926]

- Am 7. August 1943 stürzte eine Douglas DC-3/C-47-DL der United States Army Air Forces (USAAF) (41-7733) nach dem Start vom Flugplatz Townsville in die Cleveland Bay (Queensland, Australien). Die Maschine trug das Rufzeichen VH-CCE. Alle 27 Insassen, vier Besatzungsmitglieder und 23 Passagiere, wurden getötet.[927]

- Am 22. September 1943 stürzte eine Douglas DC-3/C-53 der United States Army Air Forces (USAAF) (42-6471) nach dem Start 1,2 Kilometer nördlich des Flughafens Calcutta-Dum Dum (Britisch-Indien) ab und brannte aus. Alle 20 Insassen kamen ums Leben.[928]

- Am 20. Oktober 1943 verschwand eine Douglas DC-3/C-47A-40-DL der United States Army Air Forces (USAAF) (42-23965) im Pazifik. Die letzte Positionsmeldung der aus Hawaii kommenden Maschine lag bei 80 Kilometern nordnordöstlich des Palmyra-Atolls (USA). Alle 15 Insassen, sechs Besatzungsmitglieder und 9 Passagiere, kamen ums Leben.[929]

- Am 16. November 1943 brach eine Douglas DC-3/C-47A-5-DL der United States Army Air Forces (USAAF) (42-23420) 2,4 Kilometer südsüdöstlich von Rewan Homestead (Queensland, Australien) während des Fluges in einem heftigen Sturm auseinander und stürzte ab. Alle 19 Insassen, vier Besatzungsmitglieder und 15 Passagiere, kamen ums Leben.[930]

- Am 16. November 1943 flog eine Douglas DC-3/C-47A-30-DL der United States Army Air Forces (USAAF) (42-23589) in einen heftigen Sturm und stürzte in der Carnarvon-Schlucht (Queensland, Australien) ab. Alle 19 Insassen, fünf Besatzungsmitglieder und 14 Passagiere, kamen ums Leben.[931]

- Am 21. November 1943 verunglückte eine Douglas DC-3/C-47-DL der United States Army Air Forces (USAAF) (41-18648) westlich von Mondo (Queensland, Australien). Alle 13 Insassen, vier Besatzungsmitglieder und 9 Passagiere, kamen ums Leben. Das Wrack wurde erst knapp fünf Jahre später gefunden, am 22. Juni 1948.[932]

- Am 23. November 1943 verschwand eine Douglas DC-3/C-47-DL der United States Army Air Forces (USAAF) (41-18675) über dem Südpazifik in der Gegend von Nakety Bay (Neukaledonien), wo zwei Tage später Fahrwerkteile gefunden wurden. Das Flugzeug selbst blieb bis heute verschwunden. Alle 25 Insassen, sechs Besatzungsmitglieder und 19 Passagiere, kamen ums Leben.[933]

- Am 19. Dezember 1943 brach eine Douglas DC-3/C-47A-DL der United States Army Air Forces (USAAF) (43-30742) 2 Kilometer nördlich von Canal Creek (Queensland, Australien) in der Luft auseinander. Die Maschine trug das Rufzeichen VH-CHR. Alle 31 Insassen, vier Besatzungsmitglieder und 27 Passagiere, kamen ums Leben.[934]

- Am 27. Dezember 1943 verschwand eine Douglas DC-3/R4D-5 der United States Navy (US Navy) (Bu 12432) auf einem Flug vom Flughafen La Tontouta (Neukaledonien) nach Vanuatu über dem Pazifischen Ozean. Alle 24 Insassen kamen ums Leben.[935]

- Am 2. Februar 1944 verschwand eine Douglas DC-3/C-47A-20-DL der United States Army Air Forces (USAAF) (42-23487) auf einem Flug vom Flugplatz Townsville-Garbutt (Queensland, Australien) zum Militärflugplatz Alotau-Gurney (Niederländisch-Neuguinea). Alle 22 Insassen, vier Besatzungsmitglieder und 18 Passagiere, kamen ums Leben.[936]

- Am 6. Februar 1944 kam es mit einer Douglas DC-3/R4D-5 der United States Navy (US Navy) (Bu 12434) kurz nach dem Start von der Insel Telin (Russell-Inseln, British Solomon Islands Protectorate) zu einem Strömungsabriss. Die Maschine stürzte ab. Alle 22 Insassen kamen ums Leben.[937]

- Am 6. März 1944 stürzte eine Douglas DC-3/C-47A-50-DL der United States Army Air Forces (USAAF) (42-24228) nahe Finschhafen (Territorium Neuguinea) ins Meer, nachdem sie in widriges Wetter eingeflogen war. Alle 13 Insassen, vier Besatzungsmitglieder und 9 Passagiere, kamen ums Leben.[938]

- Am 18. Mai 1944 verschwand eine Douglas DC-3/R4D-5 der United States Navy (US Navy) (Bu 39073) über dem Pazifischen Ozean auf einem Flug vom Cape Torokina Airfield (Bougainville, British Solomon Islands Protectorate) nach Guadalcanal. Alle 23 Insassen kamen ums Leben.[939]

- Am 11. Juni 1944 stürzte eine Douglas DC-3/C-47A der britischen Royal Air Force (FZ548) in der Nähe von Karimganj (Assam, Indien) in ein gepflügtes Reisfeld. Alle 28 Insassen, vier Besatzungsmitglieder und 24 Passagiere, kamen ums Leben.[940]

- Am 14. Juni 1944 verschwand eine Douglas DC-3/C-47-DL der United States Army Air Forces (USAAF) (41-7793) auf einem Flug von Chabua (Assam) nach Kalkutta (beide Britisch-Indien). Alle 15 Insassen, vier Besatzungsmitglieder und 11 Passagiere, kamen ums Leben.[941]

- Am 12. Juli 1944 wurde eine Douglas DC-3/R4D-5 der United States Navy (US Navy) (Bu 17180) gegen einen Berggipfel auf Guadalcanal (Salomon-Inseln) geflogen. Durch diesen CFIT (Controlled flight into terrain) wurden 15 der 16 Insassen getötet.[942]

- Am 23. Juli 1944 wurde eine Douglas DC-3/R4D-5 der United States Navy (US Navy) (Bu 39090) im Owen-Stanley-Gebirge (Territorium Neuguinea) gegen das bergige Gelände geflogen. Die Maschine war auf dem Flug von Cairns (Australien) zum Flugplatz Manus Island-Momote (Admiralitätsinseln, heute Papua-Neuguinea). Bei diesem CFIT (Controlled flight into terrain) wurden alle 16 Insassen getötet, zwei Besatzungsmitglieder und 14 Passagiere.[943]

- Am 31. Juli 1944 wurde eine Douglas DC-3/C-47A der Südafrikanischen Luftstreitkräfte (KG690) bei schlechter Sicht im Anflug auf den Militärflugplatz Salala (Oman) 48 Kilometer westlich davon in einen Berg geflogen. Bei diesem CFIT (Controlled flight into terrain) wurden alle 32 Insassen getötet, fünf Besatzungsmitglieder und 27 Passagiere.[944]

- Am 4. August 1944 brach eine Douglas DC-3/C-47A der britischen Royal Air Force (RAF) (FZ597) bei Mohavia (Indien) in der Luft auseinander und stürzte ab, nachdem sie in eine Cumulonimbuswolke geflogen war. Die Maschine befand sich auf einem Flug von Kalkutta nach Delhi. Alle 18 Insassen, vier Besatzungsmitglieder und 14 Passagiere, kamen ums Leben.[945]

- Am 23. August 1944 wurde eine Douglas DC-3/C-47A-80-DL der United States Army Air Forces (USAAF) (43-15381) in der Nähe von Yankai im Nordosten der Provinz Yunnan (China) bei schlechtem Wetter in die Berge geflogen. Bei diesem CFIT (Controlled flight into terrain) wurden alle 11 Insassen getötet, vier Besatzungsmitglieder und 7 Passagiere.[946]

- Am 7. September 1944 verschwand eine Douglas DC-3/C-47A-20-DK der niederländischen Netherlands East Indies Army Air Force (NEIAF) (DT-941) auf dem Flug von Merauke (Indonesien) nach Cairns (Australien). Im Januar 1989, also 55 Jahre später, wurde das Wrack 12,3 Kilometer nordwestlich von Mossman (Queensland) (Australien) in einer Höhe von 1300 Metern gefunden, 73 Kilometer nordwestlich des Zielflughafens Cairns. Alle 20 Insassen, vier Besatzungsmitglieder und 16 Passagiere, waren ums Leben gekommen.[947]

- Am 1. Oktober 1944 verunglückte eine Douglas DC-3/C-47A-DK der United States Army Air Forces (USAAF) (42-92062) bei der Humboldt-Bucht (Niederländisch-Neuguinea). Die Maschine war vom 18 Kilometer westlich gelegenen Militärflugplatz Cyclops gestartet. Alle 24 Insassen, vier Besatzungsmitglieder und 20 Passagiere, kamen ums Leben.[948]

- Am 7. Oktober 1944 wurde eine Douglas DC-3/R4D-5 der United States Navy (US Navy) (Bu 39086) auf der Insel Vella Lavella (Salomonen) gegen einen Berg geflogen. Bei diesem CFIT (Controlled flight into terrain) wurden alle 19 Insassen getötet, Besatzungsmitglieder und Passagiere.[949]

- Am 27. November 1944 verschwand eine Douglas DC-3/C-47B-1-DL der United States Army Air Forces (USAAF) (43-16343) zwischen Tacloban (Philippinen) und Palau im Pazifik. Alle 21 Insassen, Besatzungsmitglieder und Passagiere, kamen ums Leben.[950]

- Am 7. Dezember 1944 verschwand eine Douglas DC-3/C-47A-65-DL der United States Army Air Forces (USAAF) (42-100461) auf dem Flug vom Flugplatz Biak-Mokmer (Niederländisch-Neuguinea) zum Flugplatz Pitu/Morotai Island (Niederländisch-Indien). Alle 16 Insassen, vier Besatzungsmitglieder und 12 Passagiere, kamen ums Leben.[951]

- Am 15. Januar 1945 stürzte eine Douglas DC-3/R4D-5 der United States Navy (US Navy) (Bu 17234) beim Start am Flughafen Tacloban (Philippinen) nach einem Zusammenstoß mit einem Verbindungsflugzeug des Typs Stinson L-5 der USAAF (42-99165) am Ende der Landebahn ab. Alle 21 Insassen, fünf Besatzungsmitglieder und 16 Passagiere, kamen ums Leben.[952]

- Am 7. Februar 1945 stürzte eine Douglas DC-3/C-47B-20-DK der United States Army Air Forces (USAAF) (43-49657) 123 Kilometer westlich von Hechi (China) ab. Die Maschine befand sich auf einem Flug von Xi’an nach Kunming in einer Höhe von 23.000 Fuß über einer geschlossenen Wolkendecke, als der Kommandant den Funker und einen Fliegerarzt anwies, mit dem Fallschirm abzuspringen, offenbar weil das Triebwerk Nr. 1 (links) brannte. Das Flugzeug geriet ins Trudeln und wurde von den beiden Abgesprungenen dabei beobachtet, wie es in Flammen abstürzte. Alle anderen 37 Insassen, zwei Besatzungsmitglieder und 35 Passagiere, kamen ums Leben.[953]

- Am 23. Februar 1945 stürzte eine Douglas DC-3/C-47B-1-DL der United States Army Air Forces (USAAF) (43-16224) in der Nähe der Insel Biak (Niederländisch-Indien, heute Indonesien) ins Meer. Alle 20 Insassen kamen ums Leben.[954]

- Am 3. März 1945 wurde mit einer Douglas DC-3/C-47-DL der United States Army Air Forces (USAAF) (41-18554) die Anflugkurve zur Landung auf dem Militärflugplatz Ledo (Assam, Indien) zu tief geflogen, was zum Absturz führte. Alle 27 Insassen, zwei Besatzungsmitglieder und 25 Passagiere, wurden getötet.[955]

- Am 19. März 1945 verschwand eine Douglas DC-3/R4D-6 der United States Navy (US Navy) (Bu 50770) auf der 1140 Kilometer langen Flugstrecke von Morotai (Niederländisch-Indien) nach Samar (Philippinen) im Pazifischen Ozean. Alle 17 Insassen werden bis heute vermisst.[956]

- Am 27. März 1945 verschwand eine Douglas DC-3/C-47A-90-DL der United States Army Air Forces (USAAF) (43-16011) auf dem Flug von Cooktown (Queensland, Australien) zum Flugplatz Finschhafen (Niederländisch-Neuguinea). Es wird vermutet, dass die Maschine im Saruwaged-Gebirge verunglückte. Alle 24 Insassen, vier Besatzungsmitglieder und 20 Passagiere, kamen ums Leben. Das Flugzeug wurde nie gefunden.[957]

- Am 19. April 1945 flog eine Douglas DC-3/R4D-5 der US Navy (Bu 39067) drei Minuten nach dem Start vom Flughafen Perth bei Nebel in einen Hügel nahe dem Flughafen. Dabei kamen alle 13 Insassen ums Leben.[958]

- Am 13. Mai 1945 wurde eine Douglas DC-3/C-47B-20-DK der United States Army Air Forces (USAAF) (43-49788) an einem nicht bekannten Ort in Niederländisch-Neuguinea in einer Höhe von 2100 Metern in die Flanke eines Berges geflogen. Durch diesen CFIT (Controlled flight into terrain) wurden 20 der 23 Insassen getötet. Drei Überlebende wurden fast zwei Wochen nach dem Unfall aufgefunden.[959]

- Am 13. Mai 1945 geriet eine Douglas DC-3/C-47A-35-DL der United States Army Air Forces (USAAF) (42-23952) auf einem Rundflug vom Flugplatz Jayapura-Sentani (Niederländisch-Neuguinea) in einen Abwind und stürzte bei Hidden Valley in einer Bergregion ab. Von den 24 Insassen kamen 21 ums Leben, alle fünf Besatzungsmitglieder und 16 Passagiere.[960]

- Am 7. Juni 1945 brach eine Douglas DC-3/C-47B der britischen Royal Air Force (RAF) (KN254) in turbulentem Wetter in der Luft auseinander und stürzte 100 Kilometer östlich von Dhaka (Britisch-Indien, heute Bangladesch) ab. Alle 24 Insassen, fünf Besatzungsmitglieder und 19 Passagiere, kamen ums Leben.[961]

- Am 16. Juni 1945 wurde eine Douglas DC-3/C-47A-DL der United States Army Air Forces (USAAF) (43-30746) nahe Maikisung, 24 Kilometer westlich von Finschhafen (Niederländisch-Neuguinea), in einen Berg geflogen, nachdem die Piloten die Orientierung verloren hatten. Bei diesem CFIT (Controlled flight into terrain) wurden alle 12 Insassen getötet.[962]

- Am 23. Juni 1945 flog eine Douglas DC-3/C-47B-1-DL der United States Army Air Forces (USAAF) (43-16195) in bergiges Gelände 240 Kilometer nordwestlich von Myitkyina (Birma), nur noch 28 Kilometer südsüdöstlich vom Ziel, dem Militärflugplatz Ledo (Assam, Indien) entfernt. Bei diesem CFIT (Controlled flight into terrain) wurden alle 25 Insassen getötet, vier Besatzungsmitglieder und 21 Passagiere.[963]

- Am 27. Juni 1945 stürzte eine Douglas DC-3/C-47B der britischen Royal Air Force (RAF) (KN602) 11 Kilometer südwestlich des Distrikts Teknaf (Britisch-Indien) ins Meer. Das Wetter war schlecht mit sehr tief hängenden Wolken, weshalb die drei anderen Maschinen der Formation bereits umgekehrt waren. Alle 13 Insassen, fünf Besatzungsmitglieder und 8 Passagiere, kamen ums Leben.[964]

- Am 28. August 1945 geriet eine Douglas DC-3/C-47A-70-DL der United States Army Air Forces (USAAF) (42-100717) in ein Gewitter oder eine Böenwalze. Die Maschine stürzte etwa 400 Kilometer vom Ziel, dem Flughafen Naha (Japan), entfernt ins Meer und blieb verschollen. Alle 19 Insassen, fünf Besatzungsmitglieder und 14 Passagiere, kamen ums Leben.[965]

- Am 5. September 1945 flog eine Douglas DC-3/C-47B der britischen Royal Air Force (KN532) 32 Kilometer südlich von Myingyan (Birma) in eine Cumulonimbus-Gewitterwolke ein. Dabei geriet das Flugzeug außer Kontrolle, die linke Tragfläche brach ab und es stürzte ab. Die Maschine befand sich auf einem Flug von Meiktila (Birma) nach Chittagong (Britisch-Indien, heute Bangladesch). Alle 31 Insassen wurden getötet.[966]

- Am 6. September 1945 flog eine Douglas DC-3/C-47B der britischen Royal Air Force (KK118) in eine Cumulonimbus-Gewitterwolke ein und brach nahe Duyinzeik (Birma) auseinander. Alle 26 Insassen, fünf Besatzungsmitglieder und 21 Passagiere, wurden getötet.[967]

- Am 6. September 1945 verschwand eine Douglas DC-3/C-47A-35-DL der United States Army Air Forces (USAAF) (42-23860) auf einem Inlandsflug von Tacloban (Philippinen) nach Manila. Nach Berichten sei die Maschine in der Luft explodiert. Alle 30 Insassen, vier Besatzungsmitglieder und 26 Passagiere, wurden getötet.[968]

- Am 7. September 1945 kollidierte eine Douglas DC-3/C-47B der britischen Royal Air Force (RAF) (KN584) bei schlechtem Wetter mit dem bergigen Gelände der Karen Hills (Birma). Die Maschine war auf einem Inlandsflug von Rangun nach Taungoo. Alle 16 Insassen wurden getötet.[969]

- Am 8. September 1945 brach eine Douglas DC-3/C-47B der britischen Royal Air Force (KN593) in der Nähe von Nyaunggonale (Birma) im Flug auseinander, nachdem sie in eine voll entwickelte Cumulonimbus-Gewitterwolke eingeflogen war. Alle 41 Insassen wurden getötet. Mit der Maschine wurden ehemalige Kriegsgefangene der Japaner evakuiert. Es war der zweitschwerste Unfall einer DC-3, gemessen an der Anzahl der Todesopfer.[970]

- Am 11. September 1945 geriet eine Douglas DC-3/C-47A-30-DK der Royal Australian Air Force (RAAF) (A65-56) kurz nach dem Start vom Flugplatz Alotau-Gurney (Territorium Neuguinea, heute Papua-Neuguinea) in einen tropischen Downburst und stürzte ins Meer. Alle 19 Insassen, drei Besatzungsmitglieder und 16 Passagiere, kamen ums Leben.[971]

- Am 18. September 1945 wurde eine Douglas DC-3/C-47B-5-DK der Royal Australian Air Force (RAAF) (A65-61) in einer Höhe von 14.200 Fuß (4.330 Metern) gegen den Berg Puncak Jaya (Westneuguinea, Indonesien) geflogen. Durch diesen CFIT (Controlled flight into terrain) wurden alle 29 Insassen getötet, drei Besatzungsmitglieder und 26 Passagiere.[972]

- Am 24. September 1945 verschwand eine Douglas DC-3/C-47B-5-DK der Royal New Zealand Air Force (RNZAF) (NZ3526) über dem Pazifischen Ozean. Die Maschine befand sich auf dem 2490 Kilometer weiten Flug vom Militärflugplatz Espiritu Santo-Palikulo Bay (Kondominium Neue Hebriden, heute Vanuatu) zur RNZAF Base Auckland (Neuseeland). Alle 20 Insassen, vier Besatzungsmitglieder und 16 Passagiere, werden vermisst.[973]

- Am 16. Oktober 1945 entstand an einer Douglas DC-3/C-47A-20-DK der United States Army Air Forces (USAAF) (42-92929) während des Fluges ein Brand im linken Triebwerk. Die Insassen begannen, mit Fallschirmen abzuspringen. Das Triebwerk löste sich von der Tragfläche, doch das Feuer brannte weiter. Bevor die Tragfläche abbrach und das Flugzeug 96 Kilometer nordwestlich von Saipan ins Meer stürzte, hatten vier Besatzungsmitglieder und acht Passagiere abspringen können. Allerdings konnten nur fünf der Insassen lebend geborgen werden. Von den 17 Insassen kamen 12 ums Leben.[974]

- Am 23. Oktober 1945 flog eine Douglas DC-3/C-47B der britischen Royal Air Force (RAF) (KJ957) in Cumulonimbus-Gewitterwolken ein und verschwand 37 Kilometer östlich von Chiringa (Britisch-Indien, heute Bangladesch) oder 55 Kilometer nordöstlich vom Flughafen Cox’s Bazar. Es wird vermutet, dass die Maschine während des Fluges auseinandergebrochen ist. Alle 14 Insassen, Besatzungsmitglieder und Passagiere, werden bis heute vermisst.[975]

- Am 15. November 1945 wurde eine Douglas DC-3/C-47A-25-DK der Royal Australian Air Force (RAAF) (A65-54) in der Nähe des Flugplatzes von Jacquinot Bay (Papua-Neuguinea) gegen den Gipfel eines 2315 Meter hohen Berges geflogen. Durch diesen CFIT (Controlled flight into terrain) wurden alle 28 Insassen getötet, drei Besatzungsmitglieder und 25 Passagiere.[976]

- Am 19. Dezember 1945 verschwand eine Douglas DC-3/C-47B30-DK der Royal Australian Air Force (RAAF) (A65-83) auf einem Flug von Ambon (Indonesien) nach Darwin (Australien) über der Timorsee. Alle 25 Insassen, vier Besatzungsmitglieder und 21 Passagiere, blieben vermisst.[977]

- Am 9. Januar 1946 verunglückte eine Douglas DC-3/C-47 der (später taiwanischen) Luftstreitkräfte der Republik China (Kennzeichen unbekannt) bei Changchun (China). Alle 18 Insassen, Besatzungsmitglieder und Passagiere, kamen ums Leben.[978]

- Am 5. Februar 1946 wurde eine Douglas DC-3/C-47A-30-DL der United States Army Air Forces (USAAF) (42-23619) in die Flanke eines Berges auf der Insel Negros (Philippinen) geflogen. Durch diesen CFIT (Controlled flight into terrain) wurden alle 24 Insassen getötet, vier Besatzungsmitglieder und 20 Passagiere.[979]

- Am 17. März 1946 verunglückte eine Douglas DC-3/C-47 der (später taiwanischen) Luftstreitkräfte der Republik China (Kennzeichen unbekannt) in Nanjing (China). Alle 20 Insassen, Besatzungsmitglieder und Passagiere, kamen ums Leben.[980]

- Am 23. März 1946 wurde eine Douglas DC-3/C-47B-1-DL der United States Army Air Forces (USAAF) (43-16211) in die Flanke des Vulkans Banahaw (Philippinen) geflogen. Bei diesem CFIT (Controlled flight into terrain) wurden 19 der 24 Insassen getötet.[981]

- Am 8. April 1946 verunglückte eine Douglas DC-3/C-47B-1-DL der United States Army Air Forces (USAAF) (43-16360) in der Provinz Shaanxi (China). Die Maschine war auf dem Weg nach Yenan. An Bord des Flugzeugs befanden sich auch vier führende Kommunisten. Alle 17 Insassen, vier Besatzungsmitglieder und 13 Passagiere, kamen ums Leben.[982]

- Am 30. April 1946 schlug eine Douglas DC-3/C-47A der britischen Royal Air Force (RAF) (FZ559) während des Tiefflugs bei Pindi-Khut (Britisch-Indien) auf dem Boden auf. Nach anderer Quelle war sie in der Luft auseinandergebrochen. Alle 12 Insassen kamen ums Leben.[983][984]

- Am 29. Juni 1946 verschwand eine Douglas DC-3/C-47B der britischen Royal Air Force (RAF) (KJ918) über den Cameron Highlands (Malaysia). Die Maschine war auf dem Militärflugplatz RAF Butterworth gestartet und sollte nach Rangun (Birma) fliegen. Von der Nordostküste Thailands meldeten die Piloten, dass sie aufgrund der extrem schlechten Wetterbedingungen nach Butterworth zurückkehren wollten. Ein weiterer Funkspruch der Piloten 33 Minuten später besagte, dass sie sich irgendwo über den Cameron Highlands in einem schweren Sturm befanden. Das Flugzeug wurde nie gefunden. Alle 18 Insassen, vier Besatzungsmitglieder und 14 Passagiere, kamen ums Leben.[985]

- Am 25. Juli 1946 flog eine Douglas DC-3/C-47B der britischen Royal Air Force (RAF) (KN585) in eine Cumulonimbus-Gewitterwolke ein. Dabei geriet das Flugzeug außer Kontrolle, die linke Tragfläche brach ab und es stürzte in einen Sumpf. Der Unfall geschah 40 Kilometer nordöstlich des Zielflugplatzes Bassein (heute Pathein) (Birma). Alle 22 Insassen, vier Besatzungsmitglieder und 18 Passagiere, kamen ums Leben.[986]

- Am 25. September 1946 geriet eine Douglas DC-3/C-47B der britischen Royal Air Force (RAF) (KN414) nach dem Start vom Flughafen Kai Tak (Hongkong) außer Kontrolle, eventuell aufgrund von Turbulenzen, und stürzte 3 Kilometer westnordwestlich des Flughafens ab. Alle 19 Insassen, fünf Besatzungsmitglieder und 14 Passagiere, kamen ums Leben.[987]

- Am 21. Februar 1947 stürzte eine Douglas DC-3/C-47 der (später taiwanischen) Luftstreitkräfte der Republik China (Kennzeichen unbekannt) wegen Vereisung der Tragflächen in der Nähe von Chongqing (China) beim Anflug auf den Militärflugplatz Chongqing Baishiyi (auch „Peishiyi“ geschrieben) ab. Alle 21 Insassen kamen ums Leben.[988]

- Am 26. Februar 1947 verschwand eine Douglas DC-3/C-47A der britischen Royal Air Force (RAF) (KK120) bei schlechtem Wetter auf dem Flug von Singapur nach Saigon über dem Südchinesischen Meer. Alle 12 Insassen bleiben vermisst.[989]

- Am 12. März 1947 wurde eine Douglas DC-3/C-47 der niederländischen Netherlands East Indies Army Air Force (NEIAF) (VH-REZ) 16 Kilometer nordwestlich vom Flughafen Bandung (Indonesien) in die Flanke des Vulkans Burangrang geflogen. In widrigem Wetter hatte die Crew wohl die Orientierung verloren. Das Wrack wurde erst nach 23 Tagen gefunden. Durch diesen CFIT (Controlled flight into terrain) wurden alle 26 Insassen getötet, zwei Besatzungsmitglieder und 24 Passagiere.[990]

- Am 18. Mai 1947 wurde eine Douglas DC-3/C-47 der philippinischen Luftwaffe (PhilAF 1002) in die Flanke des Bergs Katanglad geflogen, 24 Kilometer nordwestlich von Malaybalay (Philippinen). Es wird vermutet, dass falsche Karten die Höhe mit 7900 Fuß statt 9300 Fuß angaben. Bei diesem CFIT (Controlled flight into terrain) wurden alle 18 Insassen getötet, sieben Besatzungsmitglieder und 11 Passagiere.[991]

- Am 31. Juli 1947 verunglückte eine Douglas DC-3/C-47 der (später taiwanischen) Luftstreitkräfte der Republik China (Kennzeichen unbekannt) im Bereich von Yumen (China). Das Flugzeug war auf dem Weg von Ti-hua nach Lanzhou. Alle 26 Insassen kamen ums Leben. Das Wrack wurde erst drei Monate später gefunden.[992]

- Am 27. September 1947 verunglückte eine Douglas DC-3/C-47 der Indischen Luftstreitkräfte (Royal Indian Air Force) (Kennzeichen unbekannt) bei der Landung auf dem Flughafen Delhi-Palam (Indien). Von den 20 Insassen kamen 13 ums Leben, alle fünf Besatzungsmitglieder und 8 Passagiere.[993]

- Am 31. Oktober 1947 verschwand eine Douglas DC-3/C-47A-20-DK der Indischen Luftstreitkräfte (Royal Indian Air Force IAF MA965) auf einem Flug von Ambala nach Srinagar, wohin sie Truppen zur Bekämpfung pakistanischer Milizen bringen sollte. Das Wrack wurde erst im Juni 1980 in der Bergkette Pir Panjal (Indien) gefunden, 33 Jahre nach dem Unfall, der sich gut 40 Kilometer südwestlich des Zielflughafens Srinagar ereignet hatte. Alle 25 Insassen, drei Besatzungsmitglieder und 22 Passagiere, waren ums Leben gekommen.[994]

- Am 9. August 1949 wurde eine Douglas DC-3/C-47B der britischen Royal Air Force (RAF) (KN336) während des Anflugs auf den Militärflugplatz Salala (Oman) in den Boden geflogen, während sie sich in Wolken befand. Durch diesen CFIT (Controlled flight into terrain) wurden alle 12 Insassen getötet, die drei Besatzungsmitglieder und 9 Passagiere.[995]

- Am 14. August 1949 fiel an einer Douglas DC-3/C-47A-25-DK der türkischen Luftstreitkräfte (TAF 6063) beim Start vom Militärflugplatz Ankara-Etimesgut (Türkei) ein Triebwerk aus. Die Maschine stürzte ab und wurde zerstört. Alle 7 Insassen wurden getötet, drei türkische Besatzungsmitglieder und vier britische Soldaten.[996]

- Am 27. Juli 1950 schlug eine Douglas DC-3/C-47D der United States Air Force (USAF) (44-76439) etwa 20 Minuten nach dem Start vom Flughafen Tokio-Haneda (Japan) 15 Kilometer südlich von Ōshima (Tokio) im Pazifik auf. Von den 26 Insassen kamen 25 ums Leben, drei Besatzungsmitglieder und 22 Passagiere. Das in 1500 Meter Tiefe liegende Wrack wurde nicht gehoben.[997]

- Am 25. August 1950 stürzte eine Douglas DC-3/C-47B der britischen Royal Air Force (RAF) (KN630) bei einem Zielmarkierungs- und Versorgungsabwurfs-Einsatz 1,6 Kilometer westnordwestlich von Tanjong Jenera (Malaysia) in dichten Dschungel. Alle 12 Insassen, die drei Besatzungsmitglieder und 9 Passagiere, wurden getötet.[998]

- Am 11. November 1950 verunglückte eine Douglas DC-3/C-47B-5-DK der türkischen Luftstreitkräfte (43-6017) am Militärflugplatz Afyon (Türkei). Nähere Einzelheiten sind derzeit nicht verfügbar. Alle 4 Insassen kamen ums Leben. Das Flugzeug wurde zerstört.[999]

- Am 28. November 1950 wurde eine Douglas DC-3/C-47B-25-DK der indonesischen Luftstreitkräfte (TNI-AU T-446) gegen den Vulkan Galunggung (Java, Indonesien) geflogen, 65 Kilometer südöstlich vom Startflughafen Bandung. Bei diesem CFIT (Controlled flight into terrain) wurden von den 27 Insassen 15 getötet, alle drei Besatzungsmitglieder und 12 Passagiere.[1000]

- Am 4. Januar 1951 kam eine Douglas DC-3/C-47D der Griechischen Luftstreitkräfte (49-2617) bei der Landung auf dem Flugplatz Wonju (K-38) (Südkorea) ins Rutschen und wurde vom Piloten seitlich von der Landebahn gesteuert, wobei unter anderem das Fahrgestell sowie ein Tragflächenende zerstört wurden. Alle Insassen überlebten, die Maschine musste jedoch abgeschrieben werden.[1001]

- Am 9. Februar 1951 machte eine Douglas DC-3/R4D-6 der United States Navy (Kennzeichen Bu 17267) während der Landung auf dem Militärflugplatz Ashiya (Japan) einen Ringelpiez und ging zu Bruch.[1002]

- Am 5. März 1951 versuchten die Piloten einer Douglas DC-3/C-47B-1-DK der United States Air Force (43-48483) an der Kadena Air Base (Japan) mit nur einem laufenden Triebwerk durchzustarten und stürzten dabei ab. Von den drei Crewmitgliedern starb eines.[1003]

- Am 12. April 1951 verunglückte eine Douglas DC-3/C-47D der United States Air Force (43-49751) bei der Landung auf dem Flughafen Seoul-Gimpo (Südkorea) und wurde irreparabel beschädigt.[1004]

- Am 12. Februar 1951 verunglückte eine Douglas DC-3/C-47D der United States Air Force (43-48920) an einem unbekannten Ort in Südkorea. Es kam zum Totalschaden.[1005]

- Am 30. April 1951 wurde eine Douglas DC-3/C-47D der United States Air Force (44-77261) beim Abwurf von Flugblättern entlang der Fernstraße Seoul–Wonsan 80 Kilometer südlich Wŏnsan (Nordkorea) abgeschossen. Alle sechs Insassen starben.[1006]

- Am 26. Mai 1951 wurde eine Douglas DC-3/C-47D der griechischen Luftstreitkräfte (49-2612) nahe dem Flughafen Daegu (Südkorea) bei niedrigen Wolken in einen Berg geflogen. Alle fünf Insassen starben.[1007][1008]

- Am 8. Juli 1951 stürzte eine Douglas DC-3/C-47D der United States Air Force (44-77269) nach einem Triebwerksausfall beim Start vom Flugplatz Jinhae (Südkorea) ab.[1009]

- Am 12. Juli 1951 verunglückte eine Douglas DC-3/C-47B-35-DK der Französischen Luftstreitkräfte (980/F-RAMM) beim Start vom Flughafen Gao (Mali). Von den 17 Insassen kamen 8 ums Leben, die anderen neun überlebten schwer verletzt.[1010]

- Am 2. August (oder 9. August?) 1951 stürzte eine Douglas DC-3/C-47B-20-DK der Französischen Luftstreitkräfte (349667/F-RBFL) kurz nach dem Start vom Flughafen Saigon (Vietnam) ab und wurde zerstört. Alle 6 Insassen kamen ums Leben.[1011]

- Am 27. August 1951 verunglückte eine Douglas DC-3/C-47 der Indischen Luftstreitkräfte (HJ913) bei Wularsee (Indien). Beide Crewmitglieder überlebten, das Flugzeug konnte nicht mehr repariert werden.[1012]

- Am 8. September 1951 wurde eine Douglas DC-3/C-47D der United States Air Force (43-49261) aufgrund eines Motorfehlers 34 Kilometer östlich Tsushima (Japan) notgewassert.[1013]

- Am 22. September 1951 wurde eine Douglas DC-3/C-47B-10-DK der Französischen Luftstreitkräfte (349145/F-RBFF) in Französisch-Indochina an einem unbekannten Ort im Bereich des nördlichen Vietnam zerstört.[1014]

- Am 29. September 1951 flog eine Douglas DC-3/C-47A-90-DL der United States Air Force (43-15932) 26 Kilometer nordöstlich Daegu (Südkorea) gegen einen Berg, wobei alle sieben Insassen starben.[1015]

- Am 8. November 1951 verunglückte eine Douglas DC-3/C-47D der United States Air Force (43-49039) beim Start vom Flughafen Tokio-Haneda (Japan) und wurde zerstört.[1016]

- Am 19. November 1951 stürzte eine Douglas DC-3/C-47B-5-DK der türkischen Luftstreitkräfte (CBK-016) in den See Manyas Gölü (Türkei). Dabei kamen 4 Insassen ums Leben. Das Flugzeug wurde zerstört.[1017]

- Am 24. Dezember 1951 verunglückte eine Douglas DC-3/C-47A-40-DL der türkischen Luftstreitkräfte (TAF 42-6058) in Istanbul (Türkei). Nähere Einzelheiten sind derzeit nicht verfügbar. Das Flugzeug wurde zerstört. Alle Insassen überlebten den Unfall.[1018]

- Am 25. Dezember 1951, nur einen Tag später, stürzte eine Douglas DC-3/C-47A-80-DL der türkischen Luftstreitkräfte (CBK-20) auf dem Weg vom Militärflugplatz Ankara-Etimesgut nach Istanbul im Park Atatürk Orman Çiftliği (Ankara, Türkei) ab. Alle 6 Insassen, Besatzungsmitglieder und Passagiere, wurden getötet. Der Unfall war vermutlich auf Vereisung zurückzuführen. Das Flugzeug wurde zerstört.[1019]

- Am 9. März 1952 wurde eine Douglas DC-3/C-47A-20-DK der türkischen Luftstreitkräfte (TAF 6053/H-053) an einem unbekannten Ort in der Türkei irreparabel beschädigt. Über Personenschäden ist nichts bekannt, es gab jedoch keine Todesfälle.[1020]

- Am 10. März 1952 streifte eine Douglas DC-3/C-47A-35-DL der Philippine Airlines (PI-C5) beim Start vom Flughafen Mactan-Cebu (Philippinen) das Dach eines Hauses und stürzte ab. Alle 3 Besatzungsmitglieder, die einzigen Insassen auf dem Frachtflug, kamen ums Leben.[1021]

- Am 14. November 1952 verunglückte eine Douglas DC-3/C-47A der türkischen Luftstreitkräfte (TAF 6008) bei Sincan (Ankara) (Türkei), nachdem sie vom Militärflugplatz Ankara-Etimesgut gestartet war. Das Flugzeug wurde zerstört. Alle 4 Besatzungsmitglieder kamen ums Leben.[1022]

- Am 22. Dezember 1952 rollte eine Douglas DC-3/C-47D der griechischen Luftstreitkräfte (Kennzeichen 49-2616) auf dem Flugplatz Suwon (K-13, Südkorea) ohne Freigabe auf die aktive Startbahn und wurde von einer startenden Lockheed F-80 Shooting Star (Kennzeichen 49-0722) gerammt. Die mit voller Waffenladung bestückte F-80 explodierte zusammen mit der DC-3. Alle fünf Besatzungsmitglieder und acht Passagiere (sechs verwundete US-Soldaten und zwei Krankenschwestern) wurden getötet, ebenso wie der Pilot der F-80. Als Ursache wurde ermittelt, dass die griechischen Piloten die englischen Standard-Anweisungen des Towers nicht richtig verstanden hatten. Als Folge erging ein Befehl, dass alle griechischen Piloten gut genug Englisch verstehen müssten, um die Flugsicherungsanweisungen zu verstehen.[1023][1024]

- Am 26. Dezember 1952 kam es bei einer Douglas DC-3/C-47D der griechischen Luftstreitkräfte (Kennzeichen 49-2632) kurz nach dem Start vom Flugplatz Chinhae (K-10, Südkorea) in 50 Meter Höhe zum Ausfall des linken Motors. Die linke Tragfläche der Maschine kollidierte mit einer Baumspitze, und das Flugzeug stürzte in die schneebedeckten Hügel 2 Kilometer südlich des Flugplatzes. Alle vier Besatzungsmitglieder und zehn Passagiere kamen ums Leben.[1023][1025]

- Am 21. Februar 1953 wurde eine Douglas DC-3/C-47A-70-DL der türkischen Luftstreitkräfte (TAF 42-6097) bei einem Flugunfall an einem unbekannten Ort in der Türkei irreparabel beschädigt. Über Personenschäden ist nichts bekannt, es gab jedoch keine Todesfälle.[1026]

- Am 15. April 1953 wurde eine Douglas DC-3/C-47 der Luftstreitkräfte von Burma (Kennzeichen unbekannt) durch chinesische nationalistische Guerillas nahe der Frontlinie in Birma abgeschossen. Alle 12 Insassen wurden getötet.[1027]

- Am 25. Juni 1955 kollidierte eine Douglas DC-3/C-47 der Indischen Luftstreitkräfte (Kennzeichen unbekannt) während des Fluges nahe dem Flughafen Agra (Indien) mit einer anderen DC-3/C-47 der Indischen Luftstreitkräfte. Alle 11 Insassen kamen ums Leben, ebenso alle 8 Insassen der anderen DC-3.[1028]

- Am 25. Juni 1955 kollidierte eine Douglas DC-3/C-47 der Indischen Luftstreitkräfte (Kennzeichen unbekannt) während des Fluges nahe dem Flughafen Agra (Indien) mit einer anderen DC-3/C-47 der Indischen Luftstreitkräfte. Alle 8 Insassen kamen ums Leben, ebenso alle 11 Insassen der anderen DC-3.[1029]

- Am 31. März 1956 stürzte eine Douglas DC-3/C-47A-15-DK der Thailändischen Luftstreitkräfte (RTAF L2-14/96) kurz nach dem Start vom Militärflugplatz Korat (Thailand) ab. Alle 18 Insassen kamen ums Leben.[1030]

- Am 17. August 1956 fiel an einer Douglas DC-3/C-47 der türkischen Luftstreitkräfte (TAF unbekannt) im Anflug auf den Flughafen Istanbul-Yeşilköy ein Triebwerk aus. Es kam zu einer Notlandung in einer militärischen Anlage in Bakırköy (Provinz Istanbul, Türkei). Das Flugzeug wurde irreparabel beschädigt. Alle 5 Insassen überlebten den Unfall.[1031]

- Am 17. März 1957 riss an einer Douglas DC-3/C-47A-75-DL der philippinischen Luftwaffe (PhilAF 2100925) die Spindelantriebswelle des Vergasers am Triebwerk Nr. 2 (rechts). Dadurch kam es im Steigflug vom Flughafen Mactan-Cebu (Philippinen) aus zu einem Leistungsverlust; das Flugzeug flog in den Berg Manunggal, 35 Kilometer nordwestlich des Flughafens. Bei diesem CFIT (Controlled flight into terrain) wurden bis auf einen Passagier alle 26 Insassen getötet, fünf Besatzungsmitglieder und 22 Passagiere. Unter den Opfern auf dem Nachtflug war auch der Präsident des Landes, Ramon Magsaysay.[1032]

- Am 17. April 1957 verunglückte eine Douglas DC-3/C-47A-70-DL der türkischen Luftstreitkräfte (TAF 42-6071) an einem unbekannten Ort in der Türkei. Das Flugzeug wurde zerstört. Über Personenschäden ist nichts bekannt, es gab jedoch keine Todesfälle.[1033]

- Am 11. Juni 1957 kollidierte eine Douglas DC-3/C-47B-28-DK der türkischen Luftstreitkräfte (TAF 6043) in der Nähe des Flughafens Adana (Türkei) mit einem Kampfflugzeug des Typs Republic F-84G Thunderjet, ebenfalls der türkischen Luftstreitkräfte (51-10884). Alle 5 Insassen der DC-3 wurden getötet.[1034]

- Am 16. Juli 1957 verunglückte eine Douglas DC-3/C-47A-90-DL der United States Air Force (USAF) (43-15867) in der Nähe von Hsinchu (Taiwan). Die Maschine kam von der Clark Air Base (Philippinen). Nähere Einzelheiten sind derzeit nicht verfügbar. Das Flugzeug wurde irreparabel beschädigt. Alle 16 Insassen, sieben Besatzungsmitglieder und 9 Passagiere, kamen ums Leben.[1035]

- Am 18. September 1958 wurde eine Douglas DC-3/C-47B-15-DK der türkischen Luftstreitkräfte (CBK-081) bei nebligem Wetter nahe dem Flughafen Ordu-Giresun (Türkei) in Bäume geflogen, stürzte ab und geriet in Brand. Durch diesen CFIT (Controlled flight into terrain) wurden alle 9 Insassen getötet, Besatzungsmitglieder und Passagiere.[1036]

- Am 16. April 1959 verunglückte eine Douglas DC-3/C-47A-70-DL der türkischen Luftstreitkräfte (ETI-82) beim Start vom Militärflugplatz Ankara-Etimesgut, nachdem ein Triebwerk ausgefallen war. Dabei wurden 2 Insassen getötet. Das Flugzeug wurde zerstört.[1037]

- Am 15. August 1959 verunglückte eine Douglas DC-3/C-47 der türkischen Luftstreitkräfte (Luftfahrzeugkennzeichen unbekannt) beim Start vom Flughafen Çanakkale (Türkei) und wurde irreparabel beschädigt. Alle 5 Insassen überlebten den Unfall verletzt.[1038]

- Am 7. November 1959 verunglückte eine Douglas DC-3/C-47A-20-DK der United States Air Force (USAF) (42-93074) beim Flughafen Tainan (Taiwan). Nähere Einzelheiten sind derzeit nicht verfügbar. Das Flugzeug wurde irreparabel beschädigt. Alle 15 Insassen, vier Besatzungsmitglieder und 11 Passagiere, kamen ums Leben.[1039]

- Am 11. März 1960 kollidierte eine Douglas DC-3/C-47 der türkischen Luftstreitkräfte (Luftfahrzeugkennzeichen unbekannt) beim Rollen auf dem Militärflugplatz Ankara-Etimesgut (Türkei) mit einem Lastwagen und einer DC-3/C-47 der United States Air Force (USAF). Die türkische C-47 verlor eine Tragfläche, die 100 Meter weit flog, an der C-47 der USAF brach hinter der Tragfläche das Heck ab. Alle Insassen, Besatzungsmitglieder und Passagiere, überlebten den Unfall. Beide Flugzeuge wurden zerstört.[1040]

- Am 11. März 1960 kollidierte eine Douglas DC-3/C-47 der United States Air Force (USAF) (Luftfahrzeugkennzeichen unbekannt) beim Rollen auf dem Militärflugplatz Ankara-Etimesgut (Türkei) mit einer DC-3/C-47 der türkischen Luftstreitkräfte. Die türkische C-47 verlor eine Tragfläche, die 100 Meter weit flog, an der C-47 der USAF brach hinter der Tragfläche das Heck ab. Alle Insassen, Besatzungsmitglieder und Passagiere, überlebten den Unfall. Beide Flugzeuge wurden zerstört.[1041]

- Am 12. Februar 1961 geriet eine Douglas DC-3/C-47 der türkischen Luftstreitkräfte (CBK-083) auf dem Flughafen Hatay (Türkei) von der Landebahn ab und brach auseinander. Ein Pilot überlebte den Unfall mit leichten Verletzungen, jedoch wurde eine Person getötet.[1042]

- Am 18. April 1961 wurde eine Douglas DC-3/C-47D der United States Air Force (USAF) (43-49014) in den Mount Parker (Hongkong) geflogen. Die Maschine war nach dem Start vom Flughafen Kai Tak bei Nebel im kreisenden Steigflug, als sie mit dem Berg kollidierte. Durch diesen CFIT (Controlled flight into terrain) wurden von den 15 Insassen 14 getötet.[1043]

- Am 9. Juni 1964 stürzte eine Douglas DC-3/C-47A-DL der türkischen Luftstreitkräfte (ETI-51) kurz nach dem Start vom Flughafen Çanakkale (Türkei) ab, nachdem ein Triebwerk ausgefallen war. Alle 6 Insassen, Besatzungsmitglieder und Passagiere, kamen ums Leben, darunter eventuell ein Passagier, der nicht zur Luftwaffe gehörte.[1044]

- Am 9. Mai 1962 verunglückte eine Douglas DC-3/C-47 der Luftstreitkräfte von Burma (Kennzeichen unbekannt) etwa 10 Minuten nach dem Start vom Flugplatz Mong-Hpayak (Birma). Alle 29 Insassen, sechs Besatzungsmitglieder und 23 Passagiere, kamen ums Leben.[1045]

- Am 15. Juli 1962 stürzte eine Douglas DC-3/C-47 der Südvietnamesischen Luftwaffe (SVNAF unbekannt) beim Start vom Militärflugplatz Kontum (Südvietnam) ab und brannte aus. Von den 27 Insassen wurden 23 getötet.[1046]

- Am 1. Februar 1963 kollidierte eine von der türkischen Luftstreitkräfte betriebene Douglas DC-3/C-47A-80-DL (CBK-28) mit einer Vickers 754D Viscount der Middle East Airlines (MEA) (OD-ADE) über der Stadt Ankara. Die Viscount befand sich im Anflug auf den Flughafen Ankara-Esenboğa. Die Flugzeuge stürzten in verschiedene Stadtgebiete, unter anderem in einen stark belebten Marktplatz. Neben allen an Bord der beiden Flugzeuge befindlichen 17 Personen (14 in der Viscount, 3 in der DC-3) starben 87 Menschen am Boden (siehe auch Middle-East-Airlines-Flug 265).[1047][1048]

- Am 3. September 1964 streifte eine Douglas DC-3/C-47D der Thailändischen Luftstreitkräfte (RTAF L2-29/02?) zwei Kilometer vom Flughafen Ubon Ratchathani (Thailand) entfernt einen Baum und stürzte ab. Durch diesen CFIT (Controlled flight into terrain) wurden von den 33 Insassen 28 getötet.[1049]

- Am 14. Januar 1965 stürzte eine Douglas DC-3/C-47B-5-DK der türkischen Luftstreitkräfte (CBK-04) beim Start vom Flughafen Istanbul-Yeşilköy (Türkei) auf die Startbahn zurück und fing Feuer. Ein Besatzungsmitglied, der Mechaniker, kam ums Leben. Das Flugzeug wurde zerstört.[1050]

- Am 25. Juli 1965 flog eine Douglas DC-3/C-47A der philippinischen Luftwaffe (PhilAF unbekannt) bei schlechtem Wetter gegen den Berg Madiac (Philippinen), rund 400 Kilometer südlich von Manila. Das Wrack wurde erst vier Tage später gefunden. Alle 36 Insassen, sieben Besatzungsmitglieder und 29 Passagiere, wurden getötet.[1051]

- Am 16. November 1965 verunglückte eine Douglas DC-3/C-47A-80-DL der türkischen Luftstreitkräfte (H-060) im Anflug auf den Militärflugplatz Ankara-Etimesgut (Türkei). Alle 9 Insassen, Besatzungsmitglieder und Passagiere, wurden getötet.[1052]

- Am 9. März 1966 fiel an einer Douglas DC-3/C-47 der türkischen Luftstreitkräfte (Luftfahrzeugkennzeichen unbekannt) das Triebwerk Nr. 1 (links) aus. Daraufhin kollidierte das Flugzeug mit dem Gebirgszug Murat Dağı (Türkei). Alle fünf Besatzungsmitglieder überlebten den Unfall, wurden jedoch verletzt. Das Flugzeug wurde zerstört.[1053]

- Am 29. August 1966 flog einer Douglas DC-3/C-47B-10-DK der türkischen Luftstreitkräfte (TAF 43-6014) eine Möwe in einen Motor. Daraufhin stürzte die Maschine drei Minuten nach dem Start vom Flughafen Istanbul-Yeşilköy in der Stadtgemeinde Tuzla (Provinz Istanbul) ab und ging in Flammen auf. Von den neun Insassen, Besatzungsmitgliedern und Passagieren, kamen 5 ums Leben.[1054]

- Am 26. November 1966 stürzte eine Douglas DC-3/C-47D der United States Air Force (USAF) (44-76574) im Anflug auf den Flughafen Saigon/Tan-Son-Nhat (Südvietnam) ab. Vorausgegangen war die Umkehr nach dem Ausfall eines Triebwerks. Alle 26 Insassen kamen ums Leben.[1055]

- Am 10. März 1967 verunglückte eine Douglas DC-3/VC-47J der United States Navy (US Navy) (Bu 99844) in der Nähe von Phan Rang (Südvietnam). Alle 25 Insassen, vier Besatzungsmitglieder und 21 Passagiere, kamen ums Leben.[1056]

- Am 20. Oktober 1968 fiel an einer Douglas DC-3/C-47D der United States Air Force (USAF) (45-934) auf einem Flug von Saigon nach Da Nang das Triebwerk Nr. 2 (rechts) aus. Es gelang der Besatzung nicht, den zugehörigen Propeller in die Segelstellung zu bringen. Beim Versuch, den Flughafen Buon Ma Thuot (Südvietnam) für eine Notlandung zu erreichen, schlug das Flugzeug bei schlechtem Wetter im Gelände auf. Alle 23 Insassen, zwölf Besatzungsmitglieder und 11 Passagiere, wurden getötet.[1057]

- Am 7. November 1968 wurde eine Douglas DC-3/C-47 der philippinischen Luftwaffe (PhilAF unbekannt) in den Zambales-Bergen (Luzon, Philippinen) gegen einen Berghang geflogen. Bei diesem CFIT (Controlled flight into terrain) wurden alle 11 Insassen getötet, fünf Besatzungsmitglieder und 6 Passagiere.[1058]

- Am 15. April 1971 kam es mit einer Douglas DC-3/C-47A-20-DK der philippinischen Luftwaffe (PhilAF 293246) nach dem Ausfall des Triebwerks Nr. 2 (rechts) zu einem Strömungsabriss. Das Flugzeug stürzte nahe dem Militärflugplatz von Floridablanca (Philippinen), von dem es gerade gestartet war, in ein Reisfeld. Alle 40 Insassen kamen ums Leben.[1059]

- Am 13. September 1972 wurde eine Douglas DC-3/C-47A-45-DL der Streitkräfte Nepals (9N-RF10) bei Panchkhal (Nepal), 25 Kilometer östlich des Startflughafens Kathmandu, in Hochspannungsleitungen geflogen und stürzte ab. Bei diesem CFIT (Controlled flight into terrain) wurden alle 31 Insassen getötet, vier Besatzungsmitglieder und 27 Passagiere.[1060]

- Am 27. September 1973 verunglückte eine Douglas DC-3/C-47B-1-DK der türkischen Luftstreitkräfte (43-6022) am Militärflugplatz Ankara-Etimesgut (Türkei). Nähere Einzelheiten sind derzeit nicht verfügbar. Es gab keine Todesfälle. Das Flugzeug wurde zerstört.[1061]

- Am 5. November 1974 verunglückte eine Douglas DC-3/C-47A-65-DL der türkischen Luftstreitkräfte (ETI-19) am Militärflugplatz Ankara-Etimesgut (Türkei). Nähere Einzelheiten sind derzeit nicht verfügbar. Es gab keine Todesfälle. Das Flugzeug wurde zerstört.[1062]

- Am 3. Juli 1976 verunglückte eine Douglas DC-3/C-47 der Luftstreitkräfte von Burma (Kennzeichen unbekannt) in der Nähe von Daik-U (Birma) und brannte aus. Alle 17 Insassen, sieben Besatzungsmitglieder und 10 Passagiere, wurden getötet.[1063]

- Am 17. Januar 1977 verunglückte eine Douglas DC-3/C-47A-DL der türkischen Luftstreitkräfte (ETI-27) bei Sütçüler (Isparta) (Türkei). Das Flugzeug wurde zerstört. Nähere Einzelheiten sind derzeit nicht verfügbar. Alle 7 Insassen, Besatzungsmitglieder und Passagiere, kamen ums Leben.[1064]

- Am 8. Januar 1981 verunglückte eine Douglas DC-3/C-47B-1-DL der türkischen Luftstreitkräfte (HEK-15) am Militärflugplatz Izmir Cigli (Türkei). Nähere Einzelheiten sind derzeit nicht verfügbar. Das Flugzeug wurde irreparabel beschädigt. Über Personenschäden ist nichts bekannt, es gab jedoch keine Todesfälle.[1065]

- Am 9. Dezember 1981 verunglückte eine Douglas DC-3/C-47A-15-DK der türkischen Luftstreitkräfte (YSL-47) bei Anamur (Türkei) und wurde zerstört. Nähere Einzelheiten sind derzeit nicht verfügbar. Alle 5 Insassen wurden getötet.[1066]

- Am 30. Juni 1986 verunglückte eine Douglas DC-3/C-47B-1-DL der türkischen Luftstreitkräfte (TAF 43-16395) auf einem Testflug nahe dem Flughafen Kayseri (Türkei). Das Flugzeug wurde zerstört. Alle vier Besatzungsmitglieder überlebten den Unfall.[1067]

- Am 25. September 1987 wurde eine Douglas DC-3/C-47A-75-DL der türkischen Luftstreitkräfte (TAF 12-036) am Militärflugplatz Ankara-Etimesgut (Türkei) laut „Flight International“ irreparabel beschädigt. Nähere Einzelheiten sind nicht verfügbar. Es gab keine Todesfälle.[1068]

- Am 1. August 1994 wurde eine Douglas DC-3/C-47A-30-DK der türkischen Luftstreitkräfte (TAF 1-041) beim Start auf dem Militärflugplatz Eskisehir (Türkei) irreparabel beschädigt. Alle drei Besatzungsmitglieder überlebten den Unfall. Dies war der zur Zeit (Januar 2025) letzte bekannte Totalschaden einer DC-3 der türkischen Luftstreitkräfte.[1069]

### Militärische Betreiber (Afrika)
- Am 19. April 1942 verunglückte eine Douglas DC-3-228/C-49H der United States Army Air Forces (USAAF) (Luftfahrzeugkennzeichen 42-38254) beim Start am Flugplatz Hastings (Sierra Leone). Dabei wurden 20 Insassen getötet.[1070]

- Am 22. März 1944 kam es mit einer DC-3/C-47A-80-DL der United States Army Air Forces (USAAF) (43-15143) zu einer Bruchlandung auf dem Flughafen Bathurst-Yundum. Dabei wurde mindestens ein Mensch getötet. Die Maschine wurde zerstört.[1071]

- Am 3. Juni 1944 wurde eine Douglas DC-3/C-47A der britischen Royal Air Force (RAF) (FD866) in einer Höhe von 5200 Fuß (knapp 1600 Metern) 19 Kilometer südöstlich von Mostaganem (Algerien) in eine Bergflanke geflogen. Der Berggipfel war zum Zeitpunkt des Absturzes von einer tiefhängenden Wolke bedeckt. Das Flugzeug befand sich im steilen Steigflug, als es kollidierte. Bei diesem CFIT (Controlled flight into terrain) wurden 16 der 17 Insassen getötet, alle vier Besatzungsmitglieder und 12 Passagiere. Einer der Unfallfaktoren war die Übermüdung des Kommandanten, der innerhalb eines Monats über 100 Stunden geflogen war.[1072]

- Am 3. Juni 1944 wurde eine Douglas DC-3/C-47A der britischen Royal Air Force (RAF) (FD886) nahe dem Flugplatz Oujda (Marokko) in eine Bergflanke geflogen. Der Berggipfel war zum Zeitpunkt des Absturzes von einer Wolkendecke bedeckt und das Flugzeug befand sich in einem steilen Steigflug, als es kollidierte. Die Untersuchung des Unfalls ergab, dass der Unfall auf eine grobe Fehleinschätzung des Kommandanten zurückzuführen war, der unnötigerweise im Blindflug flog, als er sich seiner Position nicht sicher war, und auf die schlechte Navigation des Navigators, der nicht alle ihm zur Verfügung stehenden Mittel nutzte. Bei diesem CFIT (Controlled flight into terrain) wurden 16 der 17 Insassen getötet, alle vier Besatzungsmitglieder und 12 Passagiere.[1073]

- Am 30. Mai 1945 stürzte eine Douglas DC-3/C-47B-28-DK der United States Army Air Forces (USAAF) (44-76406) bei Drewin (Côte d’Ivoire, heute Elfenbeinküste), etwa 245 Kilometer westlich von Abidjan, nach einem Notruf ins Meer. Die Maschine befand sich auf einem Flug von Accra (Goldküste) nach Monrovia (Liberia). Alle 21 Insassen, drei Besatzungsmitglieder und 18 Passagiere, kamen ums Leben.[1074]

- Am 11. Juli 1945 stürzte eine Douglas DC-3/C-47A-1-DK der Südafrikanischen Luftstreitkräfte (SAAF 6812) nach dem Start vom Flughafen Kisumu (Kenia) in den Victoriasee. Alle 28 Insassen, vier Besatzungsmitglieder und 24 Passagiere, kamen ums Leben.[1075]

- Am 30. November 1945 verunglückte eine Douglas DC-3 der britischen Royal Air Force (RAF KN432) bei einer Nachtlandung auf dem Flughafen Kairo-Almaza. Die Maschine setzte vor dem Landebahnbeginn auf, kollidierte mit einem Wall und fing Feuer. Dabei wurden 8 Personen getötet.[1076]

- Am 4. Dezember 1945 wurde eine Douglas DC-3/C-47B-11-DK der United States Army Air Forces (USAAF) (43-49262) an einem unbekannten Ort in Afrika irreparabel beschädigt. Die Maschine befand sich auf einem Flug vom Flughafen Monrovia (Liberia) zum Flughafen Accra (Goldküste). Alle 17 Insassen kamen ums Leben.[1077]

- Am 8. Juni 1946 wurde eine Douglas DC-3/C-47A der britischen Royal Air Force (RAF) (KG747) nahe Oni, östlich von Lagos (Nigeria) durch die Wolken so lange immer tiefer geflogen, bis sie mit Bäumen kollidierte und abstürzte. Durch diesen CFIT (Controlled flight into terrain) wurden alle 22 Insassen getötet.[1078]

- Am 28. Juni 1947 wurde eine Douglas DC-3/C-47B der britischen Royal Air Force (RAF) (KJ979) bei der Landung auf dem Flughafen Antananarivo (Madagaskar) vor der Landebahn aufgesetzt und rollte über eine abgesackte Straße. Dabei brach das Fahrwerk zusammen. Das Flugzeug wurde irreparabel beschädigt. Alle Insassen überlebten den Unfall.[1079]

- Am 17. März 1956 verunglückte eine Douglas DC-3/C-47 der Französischen Luftstreitkräfte (FrAF unbekannt) beim Start vom Flughafen Gao (Mali). Alle 8 Insassen kamen ums Leben.[1080]

- Am 10. November 1961 wurde eine Douglas DC-3/C-47A-50-DL der Portugiesischen Luftstreitkräfte (PAF 6154) in schlechtem Wetter bei Chitado (Angola) ins Gelände geflogen. Bei diesem CFIT (Controlled flight into terrain) wurden alle 18 Insassen getötet, sieben Besatzungsmitglieder und 11 Passagiere.[1081]

- Am 17. März 1964 wurde eine Douglas DC-3/C-47A-1-DK der Spanischen Luftstreitkräfte (T.3-1) gegen den Berg La Esperanza (Teneriffa) geflogen, rund 5 Kilometer vor dem Zielflughafen. Die Maschine befand sich bei schlechtem Wetter im Anflug auf den Flughafen Teneriffa Nord (Spanien). Bei diesem CFIT (Controlled flight into terrain) wurden 4 der 21 Insassen getötet; ein Besatzungsmitglied und die 16 Passagiere überlebten.[1082]

- Am 2. November 1965 verunglückte eine Douglas DC-3/C-47B-1-DL der Französischen Luftstreitkräfte (FrAF 316410/F-SCJA) im Anflug auf den Flughafen Obock (Dschibuti). Alle 30 Insassen, fünf Besatzungsmitglieder und 25 Passagiere, kamen ums Leben.[1083]

- Am 16. Februar 1976 kam es mit einer Douglas DC-3/C-47A-65-DL der Luftstreitkräfte des Tschad (Force Aérienne Tchadienne) (TT-LAG) bei einem Unfall auf dem Flughafen Faya-Largeau (Tchad) zu einem Totalschaden. Über Personenschäden liegen keine Informationen vor.[1084]

- Am 24. Mai 1986 wurde eine Douglas DC-3/C-47A-5-DK der Luftstreitkräfte Madagaskars (5R-MMC) in der Nähe von Ampanoizankova (Madagaskar) bei schlechtem Wetter in eine Bergflanke geflogen. Die Maschine war auf dem Weg vom Flughafen Antananarivo zum 110 Kilometer entfernten Antsirabe. Durch diesen CFIT (Controlled flight into terrain) wurden alle 13 Insassen getötet.[1085]

- Am 10. Juli 1986 verunglückte eine Douglas DC-3/C-47A-30-DL der Luftstreitkräfte von Zimbabwe (ZAF 7312) beim Start vom Flughafen Chimoio (Mosambik). Von den 22 Insassen kamen 17 ums Leben.[1086]

- Am 18. Juli 1995 stürzte eine Douglas DC-3/C-47A-80-DL der Luftstreitkräfte Madagaskars (5R-MMG) im Endanflug auf den Flughafen Antananarivo (Madagaskar) kurz vor der Landebahn 11 ab. Alle 36 Insassen, sechs Besatzungsmitglieder und 30 Passagiere, kamen ums Leben.[1087]

### Militärische Betreiber (Unfallorte unbekannt)
- Am 26. April 1951 wurde eine Douglas DC-3/C-47D der United States Air Force (Kennzeichen 43-49764) bei einem Unfall an einem unbekannten Ort irreparabel beschädigt.[1088]

- Am 1. Mai 1951 verunglückte eine Douglas DC-3/C-47A-75-DL der United States Air Force (Kennzeichen 42-101001) an einem unbekannten Ort.[1089]

- Am 23. Juli 1951 verschwand eine Douglas DC-3 der Royal Canadian Air Force (Kennzeichen RCAF 985), welche als Zieldarstellungs-Schleppmaschine genutzt wurde, an einem unbekannten Ort spurlos. Sie wird bis heute vermisst.[1090]

- Am 11. August 1951 verunglückte eine Douglas DC-3/C-47D der United States Air Force (Kennzeichen 43-49561) an einem unbekannten Ort und war anschließend in irreparablem Zustand.[1091]